# Die Schlümpfe (Comic-Geschichten)
Die Comic-Geschichten über „Die Schlümpfe“ sind die seit 1958 von Peyo und seinem Studio gezeichneten Comics, in denen diese blauen Phantasiewesen vorkommen. 1958 erstmals als Nebenfiguren in den Johan et Pirlouit-Alben (Johann und Pfiffikus) erschienen, sind sie seit 1959 auch Protagonisten ihrer eigenen Abenteuer. Deutsche Bearbeitungen gibt es seit 1969 (Rolf Kaukas Fix und Foxi). Weiters auf Deutsch verlegt wurden ihre Abenteuer von Bastei, Carlsen, Panini und seit 2011 von Splitter unter dem Label toonfish.

## Editorische Notiz
Die nachfolgende kommentierte Bibliographie umfasst die Comics aus den regulären Alben, die Einseiter (Histoires de Schtroumpfs) aus der Zeit 1971/1972 und 1976, die Kurzgeschichten, welche 1989 bis 2002 in diversen Magazinen veröffentlicht wurden, während dieser Zeit produzierte weitere Einseiter (Schtroumpferies, auf Deutsch: Schlumpfereien), die Gags in Einzelstreifen (1998–2003), einige Werbecomics sowie die Alben aus der Reihe Johan et Pirlouit, in denen die Schlümpfe auftreten.
Die Comic-Geschichten aus der Zeit von 1958 bis 1988 sind entsprechend den Erstveröffentlichungen im Spirou Magazin, die Kurzgeschichten seit 1988 anhand der Ausgaben in den Magazinen Schtroumpfs! und Die Schlümpfe (Bastei), die Alben ab 1992 hinsichtlich der eigenen Veröffentlichung chronologisch geordnet. Die Nummernangaben zur regulären Albenreihe entsprechen den Originalausgaben bei Dupuis (Alben 1 bis 13), Cartoon Creation (14, 15) und Lombard (ab Album 16). Die deutschsprachigen Ausgaben bei Splitter (Imprint toonfish, seit 2011) sind in Nummerierung und Inhalt mit den französischen Analoga identisch. Deutsche Benennungen in dieser Bibliographie sind von Kauka, Bastei oder Carlsen bzw. Splitter übernommen. Die Jahreszahl der einzelnen Geschichten bezieht sich auf die französische Erstveröffentlichung (bis 1988 vorwiegend in Spirou). Bei einem Großteil der Magazin-Kurzgeschichten korrespondiert die Jahreszahl mit ihrer Veröffentlichung bei Bastei.
Die Bibliographie enthält Angaben zu Szenaristen und Zeichner, die Seiten- bzw. Blattanzahl des Comics, Anführung der Ausgaben auf Französisch sowie jener auf Deutsch, eine kurze Inhaltsangabe und Kommentare.
Texter und Zeichner: Die Angaben zu den Künstlern der ersten 15 Alben erfolgen zunächst entsprechend der Nennung in den Druckmedien. Weitere Mitarbeiter (Assistenten) sind in den Kommentaren angeführt. Seit Album 16 (1992) erfolgt bei den längeren Geschichten eine exaktere Angabe des Stabs (Szenarist, Zeichner, Tuschzeichner, Koloristin). Seit diesem Album wird auch Pierre Cullifords Sohn Thierry Culliford (geb. 1955) als Szenarist genannt.
Bei den längeren Comics ist das Ende der jeweiligen Geschichte in einem eigenen Absatz vermerkt. In den Kommentaren wird auf wiederkehrende Figuren oder Motive, Bezugnahmen auf frühere Comic-Geschichten, Quellmaterial aus Märchen oder Sagen, Probleme bei der Übersetzung, Widersprüche, Anachronismen, Hommagen etc. eingegangen. Verweise innerhalb der Schlümpfe-Comics erfolgen mit Originaltitel des Comics und der Jahreszahl der Erstveröffentlichung, womit die entsprechende Geschichte in der Bibliographie zu finden ist.

## Liste der Alben (im Original und auf Deutsch)
Die in den Alben 14 und 15 enthaltenen Geschichten wurden von Bastei auf die Kiosk-Alben 1, 3 und 4 sowie auf die ersten Ausgaben des Magazins Die Schlümpfe aufgeteilt. Der Carlsen Verlag veröffentlichte zwei Albenreihen: Die erste von 1979–1989 umfasste im Großen und Ganzen die ersten 13 Originalbände (in z. T. abgeänderter Zusammenstellung), die zweite von 1996–2001 brachte es auf 16 Alben und reicht bis Originalnr. 20, unter Auslassung der französischen Bände 11 sowie 13–15. Abweichende Nummerierungen sind in der Liste angegeben.
Die seit 2011 erscheinende Splitter-Ausgabe entspricht in Inhalt und Reihung der Alben den Editionen bei Dupuis und Lombard. Außerdem ist dort eine vierbändige sog. „Kompaktausgabe“ erschienen, die noch einmal die „klassischen“ Peyo-Storys (bis 1988) in der Albumversion versammelt, chronologisch angeordnet und ergänzt um Illustrationen und umfassende Informationen zu ihrer Entstehung.
| Jahr | Ausgabe                | Originaltitel                            | Deutscher Titel                                                                                                 |
| ---- | ---------------------- | ---------------------------------------- | --- |
| 1960 | 9 (Johan et Pirlouit)  | La flûte à six schtroumpfs               | Die Schlümpfe und die Zauberflöte (Carlsen: Johann und Pfiffikus Bd. 1)                                         |
| 1961 | 10 (Johan et Pirlouit) | La Guerre des sept fontaines             | Der Streit um die sieben Quellen (Carlsen: JP Bd. 2)                                                            |
| 1963 | 1                      | Les Schtroumpfs noirs                    | Blauschlümpfe und Schwarzschlümpfe                                                                              |
| 1964 | 12 (Johan et Pirlouit) | Le Pays maudit                           | Im verwünschten Land (Carlsen 1980: JP Bd. 3, 1995: Bd. 4; Das verwunschene Land bei Toonfish)                  |
| 1965 | 2                      | Le Schtroumpfissime                      | Schlumpfissimus, König der Schlümpfe (Der Oberschlumpf bei Kauka)                                               |
| 1967 | 3                      | La Schtroumpfette                        | Schlumpfine |
| 1968 | 4                      | L’Œuf et les Schtroumpfs                 | Das Zauberei und die Schlümpfe                                                                                  |
| 1969 | 5                      | Les Schtroumpfs et le Cracoucass         | Die Schlümpfe und der Krakakas (Die Schlümpfe und der Monstervogel bei Toonfish)                                |
| 1970 | 13 (Johan et Pirlouit) | Le Sortilège de Maltrochu                | Der Zauber von Schwarzenfels (Carlsen 1980: JP Bd. 4, 1995: Bd. 5; Der Hexenbann von Habichtstein bei Toonfish) |
| 1970 | 6                      | Le Cosmoschtroumpf                       | Der Astronautenschlumpf                                                                                         |
| 1971 | 7                      | L’apprenti Schtroumpf                    | Der Zauberschlumpf eine Geschichte fehlt in der dt. Carlsen-Ausgabe!                                            |
| 1972 | 8                      | Histoires de Schtroumpfs                 | Schlumpfige Geschichten (Einseiter; Carlsen: Bd. 9, gekürzt)                                                    |
| 1972 | 9                      | Schtroumpf vert et vert Schtroumpf       | Rotschlümpfchen und Schlumpfkäppchen (Carlsen: Bd. 8)                                                           |
| 1976 | 10                     | La Soupe aux Schtroumpfs                 | Die Schlumpfsuppe                                                                                               |
| 1983 | 11                     | Les Schtroumpfs olympiques               | Die Schlumpf-Olympiade                                                                                          |
| 1984 | 12                     | Le Bébé Schtroumpf                       | Das Schlumpfbaby (Carlsen 1999: Bd. 11)                                                                         |
| 1988 | 13                     | Les P’tits Schtroumpfs                   | Die Minischlümpfe                                                                                               |
| 1990 | 14                     | L’Aéroschtroumpf                         | Der Fliegerschlumpf (Name der Titelgeschichte bei Bastei und Toonfish)                                          |
| 1991 | 15                     | L’étrange réveil du Schtroumpf Paresseux | Der Schlumpfschlaf des Schlafschlumpfs (Bastei), Der Siebenschläferschlumpf (Toonfish)                          |
| 1992 | 16                     | Le Schtroumpf Financier                  | Der Finanzschlumpf (EA Bastei Bd. 5; Carlsen 1999: Bd. 12)                                                      |
| 1994 | 14 (Johan et Pirlouit) | La horde du corbeau                      | Der Rabe des Khans (Carlsen 1995: JP 6)                                                                         |
| 1995 | 17                     | Le Schtroumpfeur de Bijoux               | Der Juwelenschlumpf (EA Bastei Bd. 8; Carlsen 2001: Bd. 16)                                                     |
| 1996 | 18                     | Docteur Schtroumpf                       | Doktor Schlumpf (Carlsen 2001: Bd. 14)                                                                          |
| 1998 | 19                     | Le Schtroumpf Sauvage                    | Der wilde Schlumpf (Carlsen 1999: Bd. 13)                                                                       |
| 1998 | 16 (Johan et Pirlouit) | La Nuit des Sorciers                     | Die Nacht der Zauberer (Carlsen 1998: JP-12)                                                                    |
| 2000 | 20                     | La Menace Schtroumpf                     | Die Schlümpfe in Gefahr (Carlsen 2001: Bd. 15)                                                                  |
| 2002 | 21                     | On ne schtroumpfe pas le progrès         | Niemand schlumpft den Fortschritt auf                                                                           |
| 2003 | 22                     | Le Schtroumpf reporter                   | Der Reporterschlumpf                                                                                            |
| 2005 | 23                     | Les Schtroumpfs joueurs                  | Zockerschlümpfe (urspr. angekündigt als Pokerschlümpfe)                                                         |
| 2006 | 24                     | Salade de Schtroumpfs                    | Schlumpfsalat                                                                                                   |
| 2007 | 25                     | Un enfant chez les Schtroumpfs           | Der Schlumpfschreck                                                                                             |
| 2008 | 26                     | Les Schtroumpfs et le Livre qui dit tout | Die Schlümpfe und das allwissende Buch (Hörspiel-Titel: Das Buch, das alles sagt)                               |
| 2008 | o. Nr.                 | Les Schtroumpfeurs de flûte              | Das Geheimnis der Zauberflöte (Heft zum Gratis Comic Tag 2011)                                                  |
| 2009 | 27                     | Schtroumpf les Bains                     | Die Schlümpfe machen Urlaub                                                                                     |
| 2010 | 28                     | La Grande Schtroumpfette                 | Schlumpfine greift ein                                                                                          |
| 2011 | 29                     | Les Schtroumpfs et l’Arbre d’or          | Die Schlümpfe und der goldene Baum                                                                              |
| 2012 | 30                     | Les Schtroumpfs de l’ordre               | Dein Schlumpf und Helfer                                                                                        |
| 2013 | 31                     | Les schtroumpfs à Pilulit                | Die Schlümpfe in Pilulit                                                                                        |
| 2014 | 32                     | Les Schtroumpfs et l’Amour Sorcier       | Die Schlümpfe und der verliebte Zauberer                                                                        |
| 2015 | 33                     | Schtroumpf le héros                      | Heldenschlumpf                                                                                                  |
| 2016 | 34                     | Les Schtroumpfs et le Demi-génie         | Die Schlümpfe und der Flaschengeist                                                                             |
| 2017 | 35                     | Les Schtroumpfs et les haricots mauves   | Die Schlümpfe und die lila Bohnen                                                                               |
| 2018 | 36                     | Les schtroumpfs et le dragon du lac      | Die Schlümpfe und der Drache vom See                                                                            |
| 2019 | 37                     | Les Schtroumpfs et la machine à rêver    | Die Schlümpfe und die Traummaschine                                                                             |
| 2020 | 38                     | Les schtroumpfs et le vol des cigognes   | Die Schlümpfe und die verschwundenen Störche                                                                    |
| 2021 | 39                     | Les schtroumpfs et la tempête blanche    | Die Schlümpfe und der Schneesturm                                                                               |
| 2022 | 40                     | Les schtroumpfs et les enfants perdus    | Die Schlümpfe und die verlorenen Kinder                                                                         |
| 2023 | 41                     | Gargamel l’ami des Schtroumpfs           | Gargamel, der Freund der Schlümpfe                                                                              |
| 2024 | 42                     | Les Schtroumpfs et la cape magique       | Die Schlümpfe und der Zauberumhang                                                                              |

## 1958 bis 1988 – 13 Alben und andere Comics
Die Comics aus dieser Zeit umfassen sechs Mini-récits, das Material für die ersten 13 Alben, Auftritte der Schlümpfe in einigen Bänden der Reihe Johan und Pirlouit (Johann und Pfiffikus) und die Werbecomics.
Die sechs Geschichten Les Schtroumpfs noirs, Le Voleur de Schtroumpfs, L’Œuf et les Schtroumpfs, Le Faux Schtroumpf, La Faim des Schtroumpfs und Le Centième Schtroumpf erschienen 1959 bis 1962 als Mini-récits (Minihefte zum Selberbasteln; vier Streifen je Seite) und wurden mit Blick auf die Albumausgaben in der Zeit von 1963 bis 1968 unter weitgehender Beibehaltung der Szenarien im Albenformat neu gezeichnet, 42 kleine Seiten mit je vier Streifen wurden dabei zu 20 Albenseiten mit je fünf Streifen. Dialoge wurden dabei kaum geändert, vereinzelt kamen weitere Zeichnungen hinzu oder weg. Die Seitengestaltung wurde noch für die nächsten Comics beibehalten, sodass genau das Material der ersten vier Alben fünf Streifen pro Seite enthält. Vollständig vorgefertigte Neuauflagen der kleinformatigen Erstfassungen gab es zum 50. und 60. Geburtstag der Schlümpfe 2008, respektive 2018 (Format der Auflagen von 2008: etwa 9 cm × 13 cm).
Die ersten dreizehn Alben der regulären Reihe enthalten Comics unterschiedlicher Längen und erschienen von 1963 bis 1988 auf Französisch. Auf Deutsch veröffentlichte Rolf Kauka einen Großteil des Inhalts der ersten zehn Alben von 1969 bis 1977 in Fortsetzungsgeschichten in Fix und Foxi, in Alben und anderen Publikationsformen. Nahezu unverändert wurden die 13 Alben bei Carlsen (Hamburg) veröffentlicht. 1982 erschien weiteres Comic-Material bei Marvel Comics, Kauka veröffentlichte noch 1982/1983 vier Achtseiter sowie einige Comics mit einem Umfang von bis zu vier Seiten. Die Achtseiter sind später in den Alben 11 und 12 verlegt worden. Die anderen Comics sind teilweise zur gleichen Zeit auch von Marvel herausgebracht worden, wurden aber seither nicht mehr nachgedruckt. Allerdings wurden einige Szenarien dieser Marvel-Comics erheblich überarbeitet sowie erweitert, durchgehend neu gezeichnet und mit acht Seiten Gesamtumfang in den Alben 14 und 15 verlegt.
1958 La flûte à six schtroumpfs (Peyo; 60 Seiten; Mai 1958 bis Februar 1959 La flûte à six trous im Spirou; 1960 Johan et Pirlouit, Album 9 bei Dupuis; 1969 in Fix und Foxi 17. Jahrgang Band 14 bis 24 Prinz Edelhart und die Schlümpfe; 1976 Album Die Schlümpfe 2 bei Kauka-Verlag/Gevacur, 1979 und 1994 bei Carlsen, Johann und Pfiffikus 1; 2012 in Johann und Pfiffikus Gesamtausgabe 3, Splitter; Deutscher Titel ab 1976: Die Schlümpfe und die Zauberflöte für alle weiteren Albenveröffentlichungen und die deutsche Synchronfassung der Verfilmung von 1975)
Inhalt: Pirlouit findet eine von einem fahrenden Musikalienhändler verlorene Flöte mit sechs Löchern und entdeckt, dass ihre Flötentöne Menschen zum Tanzen zwingen. Nach längerem Tanz wird man ohnmächtig, der Flötenspieler ist jedoch gegen die eigene Musik immun. Geheimnisvolle kleine Wesen versuchen, das Instrument an sich zu bringen. Weiters hört der üble Mathieu Torchesac von dieser Flöte mit sechs Löchern und ist sofort enorm interessiert. Es gelingt ihm, sich das Vertrauen von Pirlouit zu erschleichen und ihm die Flöte für unliebsame Vorhaben zu stehlen.
Johan und Pirlouit fragen Homnibus um Rat (Niemand kennt das Geheimnis der Zauberflöten … Außer den Schlümpfen … Sie stellen Zauberflöten her!) und lassen sich von ihm mittels „Hypnokinese“ in das für Menschen kaum erreichbare Verwunschene Land der Schlümpfe versetzen. Dort wohnen jene Wesen, welche sie seit geraumer Zeit beobachtethaben. Aus dem Mark eines mächtigen alten Baumes stellen ihnen diese Schlümpfe eine zweite Zauberflöte her.
Ende der Geschichte: Mittlerweile plant Torchesac mithilfe des Burgherrn von Mortaille und einem aus den Raubgeldern angeheuerten Söldnerheer den König stürzen, wird aber von Pirlouit nach einem finalen Flötenduell besiegt. Die Schlümpfe, welche auf Störchen in das Reich der Menschen geflogen sind, reisen mit den beiden Flöten nach Hause. (Quellen: Dupuis-Album v 1960, Kauka-Material von 1969 und 1976. Dialoge: Kauka-Übersetzung von 1969)
- Im besagten Comic von 1958, in La Guerre des sept fontaines (1959) und in den Mini-récits sind die Schlümpfe etwas weniger mollig. Außerdem haben sie noch fünf Finger an jeder Hand. Zwischen den ganz unterschiedlich gestalteten Schlumpfhäusern aus Pilzen befinden sich auch noch vereinzelt unbearbeitete Pilze. Die Gestalt der Häuser bleibt so, allerdings sind sie in den späteren Geschichten doch aus Stein und Holz.
- Le Grand Schtroumpf (Großer Schlumpf):In der ersten Begegnung mit Johann trägt der Große Schlumpf ein Zepter. Zudem ist er in dieser Geschichte rasch grantig und leicht erregbar (etwa, wenn er die jungen Schlümpfe vom Pilz herunterjagt). Johann muss sogar einen Streit zwischen dem Großen Schlumpf und Pirlouit schlichten. 1959, in Les Schtroumpfs noirs, scheint dieses Verhalten, wenn er zu Beginn den faulen Schlumpf zur Arbeit schickt, schon etwas weniger stark ausgeprägt. In den späteren Abenteuern wird er wesentlich besonnener gezeigt, beispielsweise reagiert er viel ruhiger, wenn er 1964 in Le Schtroumpfissime das zerstörte Schlumpfdorf sieht.

Über die Kindheit und das lange Leben vom Großen Schlumpf existieren wenige Hinweise: In Schtroumpferies 5 (2001) wird sein fünfter Geburtstag erwähnt. In Les Schtroumpfs noirs erwähnt er, dass er im blutjungen Alter von 108 Jahren schon mit der gefährlichen Mücke zu tun hatte. In Schtroumpf le héros (2015) ist ein älteres Porträt von ihm zu sehen. In Les Schtroumpfs et la machine à rêver (2019) erzählt er dem Brillenschlumpf von einer Baumfee, die er einst kannte.
- Alter des Großen Schlumpfs: Die Schlümpfe werden sehr alt. Der Große Schlumpf möchte sich in Ruhe mit Johan und Pirlouit unterhalten und muss sich ärgern, weil einige Schlümpfe nicht sofort gehorchen. – Großer Schlumpf: „Immer dasselbe! Bilden sich ein, mit Hundert wär’ alles erlaubt!“ Pirlouit/Kukuruz: „Hundert Jahre alt?!“ Johan/Edelhart: „Sag, wie alt bist du denn erst?“ Großer Schlumpf: „Ich leb’ seit 542 Jahren hier! (Eh! Mon Dieu, j’ai eu 542 ans aux chanterelles)“. Das Wortspiel mit den Pfifferlingen geht mit der Übersetzung verloren. Diese Assoziation – Geburtstag des Großen Schlumpfs mit dem Wachsen der Pfifferlinge – kommt im französischsprachigen Originaltext in einigen späteren Comics wieder vor, wurde aber in jenen Geschichten nur von Bastei auch übersetzt. Aus dem Comic von 1958 ist die Übersetzung von Papercutz auf Englisch mit „I was 542 years old at the mushroom harvest!“ ebenfalls näher am Original. (Deutsche Dialoge: Kauka-Übersetzung von 1969)
- Der 542. Jahrestag des Geburtstages vom Großen Schlumpf wird in Le Schtroumpf bricoleur (1982) gefeiert. In L’anniversaire du Grand Schtroumpf (1991) erkennt er anhand des Wachsens der Pfifferlinge, dass er Geburtstag hat. In Le Schtroumpfeur de Bijoux (1995) erläutert der Witzboldschlumpf über ihn, dass er 543 wird, wenn diese Eierschwammerl wachsen. In Les Schtroumpfs et le livre qui dit tout (2008) wird wieder 542 als Alter ausgewiesen. Das mag nur dann inkonsistent erscheinen, wenn man auf die starke Voraussetzung besteht, dass die Chronologie der Comic-Veröffentlichungen auch der Chronologie der zugehörigen Geschehnisse in der Welt der Schlümpfe entspricht. Weiters ist das ältere Zitat recht bekannt, das Alter ist sogar über Suchalgorithmen leicht auffindbar.
- Alter von den übrigen Schlümpfen und Schlumpfinchen: Neben der Erwähnung im Comic von 1958 bemerkt im Album von 2019 (Les Schtroumpfs et la machine à rêver) der Schüchterne Schlumpf mit Bezug auf einige weitere Schlümpfe, dass sie 100 Jahre alt sind. Das schwarzhaarige Schlumpfinchen (La Schtroumpfette, 1966) wird von einem Schlumpf auf ein Alter von 130 Jahren geschätzt.
- Sprache der Schlümpfe: Schließlich glaubt Pirlouit, dass er die Sprache und eine mögliche Übersetzung erkannt hat: „Le langage schtroumpf! C'est enfantin! Il suffit de remplacer les noms par ‚schtroumpf‘ et les verbes par schtroumpfer!“ – „Die Schlumpfsprache! Ist kinderleicht! Man ersetzt nur alle Wörter durch Schlumpf“. Außer Pirlouit beschäftigen sich noch Gargamel (La Soupe aux Schtroumpfs, 1976) und der Dschinn Adénior (Les Schtroumpfs et le Demi-génie, 2016) mit der Sprache der Schlümpfe. (Deutsche Dialoge: Kauka-Übersetzung von 1969)
- Die von Peyos Sohn später verfasste Geschichte Les Schtroumpfeurs de flûte (Das Geheimnis der Zauberflöte) behandelt die vor dem Auffinden des Instruments relevanten Ereignisse. Im Rahmen dieses Abenteuers von 2008 wird erklärt, wieso die erste Zauberflöte hergestellt wurde. Unauffällig erhalten die Schlümpfe erste Eindrücke von Johan und Pirlouit. Jedoch bleibt es der Phantasie des Lesers überlassen, eine Erklärung dafür zu finden, warum die Schlümpfe im Comic von 1958 doch recht bald von der Unversehrtheit der Flöte wussten und ob Torchesac über die Zauberkräfte des Instruments bereits informiert war.
- Außer in Les Schtroumpfeurs de flûte kommt die große Zauberflöte noch in La Guerre des sept fontaines (1959) vor. Eine kleinere, in geometrischem Sinne ähnliche Flöte ist in Bombollino chez les Schtroumpfs (1998) und in Salade de Schtroumpfs (2006) zu sehen.
- Neben den beiden Auftritten, 1958 und 2008, ist der Musikalienhändler im Album 9 L'île de la désunion (1995) der Reihe Benoît Brisefer (Benni Bärenstark) auf Blatt 30 in einem Markt im 20. Jahrhundert wiederzusehen. Sogar die Instrumente und die bereits abseits liegende Flöte sind auf seinem Auslagetuch etwa so wie im Comic von 1958 angeordnet. Auf diesem Markt begegnet Benoît noch Pirlouits Ziege Biquette, die er im Originaltext auch bei ihrem Namen nennt.
- Die Protagonisten dieses Comics, Johan und Pirlouit, heißen bei Kauka Prinz Edelhart und Kukuruz. Mathieu Torchesac wird 1969 bei Kauka mit Matthias Munkelsack übersetzt, im Album von 1976 wird der Antagonist wie in der im gleichen Jahr gezeigten deutschen Synchronfassung der Verfilmung und den späteren Übersetzungen Bruno Böse genannt. Der Große Schlumpf spricht im Dialog die Menschensprache, in der Kauka-Übersetzung von 1969 ist zwischen den Formulierungen gelegentlich „schlumpfschlumpf“ zusätzlich eingefügt. Die Albenausgabe von 1976 ist um vier aufeinanderfolgende Seiten gekürzt, wie auch im Film fehlen dabei die Episode mit dem Bogenschießen und die unmittelbar daran anschließende erste Begegnung mit Torchesac.

1959 La Guerre des sept fontaines  (Peyo; 60 Seiten; April 1959 bis Februar 1960 Les sept fontaines im Spirou; 1961 Johan et Pirlouit 10 bei Dupuis; 1979 und 1994 bei Carlsen Der Streit um die sieben Quellen als Johann und Pfiffikus 2; 2012 in Johann und Pfiffikus Gesamtausgabe 4, Toonfish)
Inhalt: Johan und Pirlouit helfen einem verstorbenen Adeligen, der als Geist sein Unwesen treiben muss. Bei der Zauberin Rachel treffen sie neuerlich auf die Schlümpfe. Pirlouit zeigt stolz, dass er die Schlumpfsprache schon recht gut beherrscht und nützt außerdem die Gelegenheit, wieder kurz auf der Zauberflöte (La flûte à six schtroumpfs, 1958) zu spielen. Mithilfe des Großen Schlumpfs lässt Johan im vertrockneten Land des Adeligen wieder die Quellen sprudeln. (Quelle: Dupuis-Album, 1961)
- Die Schlümpfe treten kurz im Reich der Menschen auf. Ihr Verwunschenes Land ist in diesem Abenteuer nicht zu sehen.
- Rachel (Erstauftritt 1954 im zweiten Album über Johan, Le Maître de Roucybeuf, sh. Johann und Pfiffikus) ist in La Nuit des Sorciers (1998) eine Besucherin der Zeremonie. Ihr Frohwein (Vin merveilleux), den Pirlouit aus Neugierde trinkt, wird in Le Pays maudit (1961) dem König kredenzt.

1959 Les Schtroumpfs noirs – Mini-récit (von Peyo, Szenario: Yvan Delporte; 42 Seiten; Juli 1959 im Spirou; 2004 Nachdruck von Niffle; 2013 Reproduktion in Les Schtroumpfs par Peyo L'Intégrale 1; 2018 Die Schlümpfe Mini-Album als Die schwarzen Schlümpfe, Splitter)
Inhalt: Ein Schlumpf wird von der gefährlichen Mücke Bzz (la mouche Bzz) gestochen und wird dadurch aggressiv, böse und schwarz. Das charakteristische Benehmen der kranken schwarzen Schlümpfe besteht darin, den Laut Gnap (dt. „Gasch“, „Haps“ bzw. „Gnak“) von sich zu geben und durch Schwanzbiss die Krankheit an blaue Schlümpfe zu übertragen. Der Große Schlumpf war bereits vor langer Zeit, im Alter von 108 Jahren, mit der Krankheit konfrontiert. Nach dem Einfangen der Mücke gelingt es ihm, ein Gegenmittel, die Pollen der Tuberose, zu finden. Die letzten verbleibenden blauen Schlümpfe können sich zwar gerade rechtzeitig mit diesem Stoff in Blasbälgen ausstatten, bevor sie von den schwarzen attackiert werden. Jedoch können sie die Schwarzen nicht rasch genug mit Tuberose besprühen, da einmal Geheilte von den verbliebenen Schwarzen wieder angesteckt werden. Zuletzt wird der Große Schlumpf gebissen und somit ebenfalls schwarz.
Ende der Geschichte: Während der letzten Kampfhandlungen wurde auch das Laboratorium in Brand gesetzt. Es kommt zu einer Explosion, der nächst dem Explosivstoff gelagerte Vorratsbehälter der Tuberose fliegt mit in die Luft, die Pollen rieseln fein verteilt über das ganze Schlumpfdorf hinab und heilen alle Schlümpfe.
- In der letzten Zeichnung besteht das Schlumpfdorf aus 14 Häusern (21 in der Albenversion) und der Ruine des Labors vom Großen Schlumpf im Zentrum.
- Schtroumpf Bêta (Dummschlumpf). Der Schlumpf, der alles verwechselt, ist bereits in dieser Geschichte zu sehen. Sein Name wird erstmals in Les Schtroumpfs et le Cracoucass (1969) erwähnt. Als erster Schlumpf mit einem charakteristischen Benehmen ist er auch im Johan-Abenteuer Le Pays maudit (1961) zu sehen. Später beschränken sich seine Aktionen nicht nur auf das Verwechseln von Gegenständen, bemerkenswert sind seine Auftritte in Le Jardin des Schtroumpfs (1982) und Schtroumpf le héros. Eine besondere Naivität zeigt er in Schtroumpferies 1 (Blatt 23, 1994): Der Große Schlumpf schickt ihn um Kastanien in den Wald. Da er beim Flanieren irrtümlich wieder ins Schlumpfdorf zurück gelangt, glaubt er, ein anderes Schlumpfdorf vorgefunden zu haben. Allerdings schafft er es in Schtroumpferies 5 (Blatt 183, 2001), nach einer Reise um die halbe Welt ins Schlumpfdorf zurückzufinden.
- Schtroumpf Grognon (Miesepeterschlumpf): Der Schlumpf, der von der Mücke gestochen wird, trägt zunächst vorwiegend die Charakterzüge des Schtroumpf Paresseux. In L’Œuf et les Schtroumpfs (1960) zeigt dieser Schlumpf eindeutig und ausgiebig das typische Verhalten des Schtroumpf Grognon, was die anderen Schlümpfe auf den Mückenstich zurückführen. In jenem MR von 1960 wird er auch namentlich erstmals genannt, später wird er gelegentlich auch Grognon gerufen. Die Kauka-Übersetzer haben ihm in Die schwarzen Schlümpfe (1969) den deutschen Namen für den Schtroumpf Paresseux, „Gammelschlumpf“, gegeben, sonst heißt er bei Kauka Miesepeterschlumpf. Im Vordergrund steht Grognon 1984 in Le Bébé Schtroumpf, zwischen ihm und dem Baby entsteht eine ungewöhnlich besondere Bindung.
- Ohne Mütze: In dieser Geschichte sind Schlumpfköpfe ohne Mütze zu sehen: Um seinen Kopf mit einer Salbe zu behandeln, wird einem gefangenen schwarzen Schlumpf die Mütze abgenommen (Blatt 20). Außerdem ist noch gegen Ende der Geschichte der Große Schlumpf, während er schwarz ist, ohne Mütze zu sehen. Ein weiteres Mal ist er im Einzelstreifen 366 (120 Blagues de Schtroumpfs, Band 4) mit Bart und Glatze zu sehen. Sassette ist kurz nach ihrer Entstehung (Les P’tits Schtroumpfs, 1988) ohne Kopfbedeckung zu sehen. In Le Schtroumpf puant (1995) ist ein gesunder kleiner Schlumpf ohne Mütze zu sehen. Sonst ist in allen anderen Geschichten das Abnehmen der Mütze ein Tabu. In Les Schtroumpfs à Pilulit (2013) scharwenzelten die Szenaristen, so wie die Schlümpfe, einige Male um dieses Thema herum. Gelegentlich sind in einigen Comics zwar schwebende Mützen zu sehen, den zugehörigen Schlumpfkopf eines zumeist fallenden Schlumpfs muss man sich außerhalb des Bildes denken (siehe zudem Le Schtroumpfeur de Bijoux, 1995 und Le Schtroumpf Coiffeur, 1997).
- Gelegentlich wird in späteren Abenteuern an die schwarzen Schlümpfe erinnert: In Le Schtroumpfissime (1964, Blatt 37) attackiert ein Schlumpf einen anderen, bleckt dabei die Zähne und gibt den Laut „Gnap“. Gargamel wird derart bereits in Le Voleur de Schtroumpfs (1959) in den Finger gebissen. Im Einseiter 85 von 1976 malt sich ein Schlumpf schwarz an und spielt einen Schwarzen.
- Nur im Mini-récit trifft der Schlumpf, welcher vom Großen Schlumpf auf die Suche nach dem abgängigen Kameraden geschickt wird, unmittelbar auf diesen und erhält von ihm einen Schlag ins Gesicht. Brillenschlumpf und Witzboldschlumpf sind im Comic von 1959 nicht zu sehen. In dieser ersten eigentlichen Schlumpf-Geschichte werden die Schlümpfe als Bewohner des verwunschen Landes mit Bezug zu Johan und Pirlouit und mit Blick auf ihre Hautfarbe Blau und ihre eigene Sprache vorgestellt „(Peut-être connaissez-vous déjà les ‚Schtroumpfs‘, ces petits habitants du pays maudit, que Johan et Pirlouit ont rencontrés au cours d’une de leurs aventures ‚La flûte à six schtroumpfs‘. / Outre leur petite taille et leur couleur bleue, ils ont un langue bien particulier. Ils parlent ‚Schtroumpf‘)“.[1]
- Der Comic wurde später für das Album neu gezeichnet und 1963 wieder unter dem Titel Les Schtroumpfs noirs (1963) veröffentlicht.

1959 Le Voleur de Schtroumpfs – Mini-récit (von Peyo, Szenario: Peyo und Delporte; 42 Seiten; Dezember 1959 im Spirou; 2004 Nachdruck von Niffle; 2018 Die Schlümpfe Mini-Album als Der gefangene Schlumpf, Splitter)
Inhalt: Hexenmeister Gargamel will wertlose Metalle in Gold verwandeln und braucht für die Rezeptur des Steins der Weisen einen Schlumpf. Da Gargamel die Schlümpfe noch nicht kennt, sieht er in einem seiner Bücher nach. So erfährt er vom Verwunschenen Land und wo die Schlümpfe noch zu finden sind, deren Sprache und deren Lieblingsspeise Salsepareille (Sarsaparille; Siebenwurz bei Kauka): „Schtrou … Schtroumpf … Ah! Voilà! Sorte de petit génie habitant le pays maudit, mais que l'on rencontre parfois dans nos régions. Les schtroumpfs ont un langage spécial: Ils parlent schtroumpf. Ils sont, dit-on, très friands d'une plante appelée: Salsepareille“. Nachdem Gargamel Fallen aufgestellt hat, tappt einer von zwei Schlümpfen, die sich auf der Suche nach Nüssen befinden, hinein. Der andere Schlumpf alarmiert die übrigen Schlümpfe, um den Gefangenen zu befreien. In Gargamels Hütte gelingt es ihnen vom Zauberer unbemerkt, dessen Katze Azraël auszusperren. Ihren Kameraden können sie vorerst nicht aus seinem Käfig retten.
Ende der Geschichte: Erst als Gargamel den Schlumpf für sein Experiment verwenden möchte, ruft der Große Schlumpf zum direkten Angriff auf. Gemeinsam können die Schlümpfe den Zauberer überwältigen, mit ihrem Artgenossen kehren sie ins Verwunschene Land zurück.
- Der „andere Schlumpf“ zeigt bereits ein typisch neunmalkluges Verhalten, hat aber im Mini-récit noch keinen Namen. Erst in der Albenversion von 1963 ist er dann der Brillenschlumpf. Im MR ragen durch ihr Verhalten sonst nur der Große Schlumpf und der Dummschlumpf aus der Anonymität klar hervor.
- In diesem Mini-récit sind die Schlümpfe abwechselnd mit vier oder fünf Fingern gezeichnet.
- Im Mini-récit erfährt Gargamel, dass die Schlümpfe im Verwunschenen Land leben, ebenso dokumentieren ein innerer Monolog des Gefangenen und der Aufruf des Großen Schlumpfs zur Rückkehr („Je ne reverrai plus jamais le Schtroumpf maudit“ sowie „Ouf! En route pour le Schtroumpf maudit“), dass sich Gargamels Behausung außerhalb des Verwunschenen Landes befindet. Der Comic impliziert weiters, dass seine Behausung höchstens einige Wegstunden vom Schlumpfdorf entfernt liegt. In der Albenversion von 1963 kommt der Begriff „Verwunschenes Land“ nicht mehr vor. Diese Veränderung verträgt sich auch besser mit den Inhalten der späteren Comics.
- Der Comic wurde später für das Album neu gezeichnet und 1963 wieder unter dem Titel Le Voleur de Schtroumpfs veröffentlicht.
- Gargamel: Die Verwendung der Namen Gargamel, Azraël und auch Monulf (Le Pays maudit, 1961) sowie Salsepareille gehen auf Yvan Delporte zurück. Gargamel hat die Riesin Gargamelle, eine Gestalt von François Rabelais, als Namenspatronin (sh. Gargantua und Pantagruel sowie Teilchendetektor Gargamelle).[3] In den Übersetzungen von Kauka und Bastei heißt der Zauberer Gurgelhals.

In der Geschichte begegnen die Schlümpfe zum ersten Mal Gargamel und seiner Katze Azraël. Zunächst benötigt Gargamel einen Schlumpf, um Gold zu machen. Das Rachemotiv kommt erst am Ende auf, diese Rache äußert sich in späteren Comic-Abenteuern ganz unterschiedlich. Der innere Monolog in Le Schtroumpf qui posait des questions (1995) dokumentiert, dass er sich an die ursprünglichen Motive auch nicht mehr erinnern kann. Jecky, le troll de Pâques (1998) zeigt, dass sich seine Wertvorstellungen geändert haben und ihm nun Schlümpfe wichtiger als Gold sind.
- In unspezifischen Rezeptionen wird häufig erwähnt, dass Gargamel aus den Schlümpfen Gold machen oder sie gerne essen möchte. Tatsächlich gerät sein Wunsch nach dem Stein der Weisen, für dessen Erzeugung ein Schlumpf benötigt wird, nach dieser Geschichte für längere Zeit in Vergessenheit. Erst in Les Schtroumpfs gris (1992) und in jüngeren Alben seit 2007 wird diese Zauberei gelegentlich erwähnt. In La Grande Schtroumpfette (2010) erklärt der Große Schlumpf dem Hexenmeister, dass sich kein ernstzunehmendes Zauberbuch mit solchen Inhalten beschäftigt. Davon unbelehrt will Gargamel in Les Schtroumpfs et l’Amour Sorcier (2014) den Witzboldschlumpf entsprechend verarbeiten. Im Album Les Schtroumpfs et le Vol des cigognes (2020) bezeichnet der Große Schlumpf dieses Rezept sogar amüsiert als Scharlatanerie. Im selben Album wundert sich Homnibus über Leute, die an solch einen Unfug glauben und erklärt dem Zauberer in Gargamel l’ami des Schtroumpfs (2023), dass jenes Rezept von einem Betrüger stammt. Andererseits gelingt es Pirlouit auf alchemistischem Wege, einen Stein zu finden, mit dem Gold in Blei verwandelt werden kann (Le Sortilège de Maltrochu, 1969). Zudem konstruiert der Bastelschlumpf im ersten Einseiter (Histoires de Schtroumpfs, 1971) eine Maschine, die einen großen, großen Sack voller Haselnüsse in eine Goldmünze verwandelt (Großer Schlumpf: „Außergewöhnlich! Ähm … und was machst du mit dem Geld?“ – Bastelschlumpf: „Einen großen, großen Sack voller Haselnüsse kaufen …“ – Bastei-Übersetzung von 1993).

Ans Essen von Schlümpfen denkt Gargamel ebenfalls selten, beispielsweise äußert er in Un Schtroumpf pas comme les autres (1969) solche Absichten. Gargamel hindert sogar seinen Kater Azraël wiederholt daran, die Schlümpfe rasch aufzufressen. Im Wesentlichen will er sich an den Schlümpfen einfach nur rächen, da sie beim ersten Zusammenkommen seine Pläne vereitelten. Dabei nimmt er sie meist gefangen und hat nur selten weitere konkrete Pläne. In Pièges à Schtroumpfs (1968) fängt er fast alle ein, richtet sich auf eine längere Haltung ein und versklavt sie.
- Azraël ist Gargamels Kater (zur Namensherkunft sh. Todesengel Azrael) und hört in der Kauka-Übersetzung auf Uriel (dem Namen eines hebräischen Engels). In den übrigen Übersetzungen auf Deutsch und jener von Papercutz auf Englisch wird der Name vom Original übernommen und ohne Trema geschrieben. Sein biologisches Geschlecht wird im französischsprachigen Original erstmals in Schtroumpfonie en ut (1976) auf Blatt 7 genannt. In den Übersetzungen von Kauka, Bastei und Splitter wird er bereits auf Blatt 2 von Le Schtroumpf volant (1963) von einem Schlumpf als Kater bezeichnet. Dem Tier fehlt grundsätzlich ein Teil seines rechten Ohrs. Allerdings sind in Le voleur de Schtroumpfs sowohl im Mini-récit als auch im Album die Ohren in einigen Zeichnungen noch vollständig abgebildet. Azraël kommuniziert mit Maunzen, gelegentlich nimmt man auch an seinen Vorstellungen in Form von Verbildlichungen teil. Nur in Les Farces du Schtroumpf Farceur (1990) ist ein kurzer innerer Monolog in Worten nachzulesen.

Gargamel geht häufig sehr ruppig mit seinem Kater um, Besorgtheit zeigt er hingegen in Azraël chez les Schtroumpfs (1992) und in Les Schtroumpfs et l’Amour Sorcier (2014). In jenem Comic von 1992 lebt der Kater für kurze Zeit im Schlumpfdorf. Im Album 14, Sur les traces du gorille blanc (2015), von Peyos Benoît Brisefer (Benni Bärenstark) ist das Tier auf Blatt 1 zu sehen. In diesem Comic schleicht er auf einer Straße im 20. oder 21. Jahrhundert auf einige Vögel zu.
- Gargamel trinkt irrtümlich einen Zaubertrank, welcher ihn etwa auf Schlumpfgröße verkleinert. Den gleichen Zaubertrank müssen ihm die Schlümpfe in Les Schtroumpfs et le Cracoucass (1969) stehlen. In einem Einseiter in Schtroumpferies 2 (1996) konnte auch der Große Schlumpf eine solche Mixtur entwickeln.

1960 L’Œuf et les Schtroumpfs – Mini-récit (von Peyo, Szenario: Delporte; Tusche und Lettering: Gérard Deuquet; 42 Seiten; April 1960 im Spirou; Das Zauberei und die Schlümpfe, 2018 als Die Schlümpfe Mini-Album, Splitter).
Inhalt: Die Schlümpfe finden ein Hühnerei und entdecken, dass es ein Zauberei ist und durch Klopfen auf einen Pol Wünsche erfüllt. Aufgrund der vorwiegend sinnlosen Wünsche befürchtet der Große Schlumpf ein Chaos und setzt dem Treiben vorerst ein Ende. Schließlich schlüpft ein Küken aus dem Ei, sodass keine weiteren Wünsche mehr möglich sind.
- Zwei Schlümpfe suchen nahe dem Schlumpfdorf einen Hühnerstall auf, es gibt also – von Gargamel abgesehen – noch weitere Hinweise auf frühere oder gegenwärtige nicht von den Schlümpfen stammende Besiedelungen im oder nahe dem Verwunschenen Land. Zudem ist im Mini-récit von 1960 das Stallgebäude auch aus einiger Entfernung von außen zu sehen. In Les Schtroumpfs et le Cracoucass (1968) finden die Schlümpfe, ebenfalls nicht allzu weit vom Schlumpfdorf entfernt, in einem verlassenen Wachturm Schutz.
- Ein Schlumpf verwandelt sich irrtümlich in ein Würstchen; an diese Situation denkt er während der Hungerzeit in La Faim des Schtroumpfs (1961). In Schtroumpferies 3 (1997, Blatt 114) wird er durch einen Zauber wieder in ein Würstchen verwandelt. Motive dieser Geschichte um das Zauberei findet man 1999 in Les Schtroumpfs et l’oiseau-lyre wieder.
- Der Comic wurde später für das Album neu gezeichnet und wieder unter dem Titel L’Œuf et les Schtroumpfs 1966 veröffentlicht.

1961 Le Trésor des Schtroumpfs (Szenario und Zeichnungen: Peyo; 15 Seiten; Werbecomic für Sogenal – Société Générale Alsacienne de Banque; Nachdruck in „Intégrale Peyo“ Band 3, Rombaldi 1986).
Inhalt: Ein Schlumpf findet einen Schatz, welcher sodann auf alle Schlümpfe gerecht aufgeteilt wird. Der dadurch erfolgte Goldbesitz führt dazu, dass nun jeder Angst vor Diebstahl hat. Die Schlümpfe werden untereinander misstrauisch, ein Schlumpf verliert das Gold während einer Reise. Zudem würde sich der Bastelschlumpf für Maschinen interessieren, welche jetzt aber zu teuer sind. Der Große Schlumpf reist zu den Menschen, in eine moderne Stadt aus den 1960er Jahren. Dort trifft er auf einen Jugendlichen, der ihn sofort erkennt und dafür sorgt, dass ihm in der Bank Sogenal alles über das Geld- und Kreditwesen erklärt wird. Der Besucher aus dem Mittelalter erfährt auch, dass Schecks als Ersatz für Bargeld dienen können. Nach seiner Rückkehr ins Verwunschene Land löst der Große Schlumpf alle jüngst angelaufenen Probleme damit, dass im Schlumpfdorf das Bankhaus Sogenal Schtroumpf eingerichtet wird.
- Als der Große Schlumpf das erste Mal die Bank verlässt, sieht man deutlich hervorgehoben einen laufenden Buben, welcher mit Benoît Brisefer (Benni Bärenstark) in Gestalt, Haarfarbe und Gewand schon eine grobe Ähnlichkeit aufweist – die ersten Comic-Seiten mit Benoît erschienen im Dezember 1960, der 15 Seiten lange vollständige Werbecomic im Jänner 1961.
- In den Originalausgaben des Comics sind alternierend zwei aufeinanderfolgende Seiten jeweils in Farbe oder in schwarzweiß.
- Die Werbeaussage für das 1881 gegründete Bankhaus aus dem Elsass ist dem Inhalt des 1992 herausgebrachten Album Le Schtroumpf Financier diametral entgegengesetzt.

1961 Le Faux Schtroumpf – Mini-récit (von Peyo; 42 Seiten; Juni 1961 im Spirou; Der falsche Schlumpf, 2018 als Die Schlümpfe Mini-Album, Splitter)
Inhalt: Gargamel möchte sich an den Schlümpfen rächen, mischt sich einen Trank und verwandelt sich damit in einen Schlumpf. Im Detail geht die Transformation allerdings daneben. Er hat keinen Schwanz, was er mit einem angemalten Holzstückchen ausgleicht. Weiters kann der Zauberer nicht die Leibspeise Salsapareille genießen, zudem beherrscht er auch nicht die Schlumpfsprache. Er begegnet einem Schlumpf, gelangt mit dessen Hilfe ins Schlumpfdorf und kann dort ungestört zwischen den übrigen Schlümpfen agieren. Erst als sein bald verloren gegangener Holzschwanz gefunden wird, erkennt der Große Schlumpf die Gefahr. Nachdem sich daraufhin die Schlümpfe alle in den Schwanz zwicken, flieht der Hexenmeister ins Labor des Großen Schlumpfs und braut sich dort einen Zaubertrank für die Rückverwandlung.
Ende: Gargamel verpatzt auch den Gegenzauber. Er bekommt wohl wieder seine Gestalt, verbleibt jedoch in Schlumpfgröße. Der Große Schlumpf verweist ihn des Schlumpfdorfs.
- Gargamel unterhält sich in späteren Geschichten häufig mit einzelnen Schlümpfen und hat, den gegenständlichen Comic ausgenommen, sonst nie Verständnisprobleme. In La Soupe aux Schtroumpfs (1976) spricht er sogar einmal selbst in der Sprache der Schlümpfe.
- Von den Schlümpfen wird Gargamel nach der Verwandlung nicht erkannt, offenbar gibt es anonyme Schlümpfe.
- Immer, wenn Gargamel in Schlumpfgröße zu sehen ist, weist er auch die Proportionen eines Schlumpfs, mit einem etwas größeren Kopf innerhalb der Gestalt, auf. Derart tritt er bereits in Le Voleur de Schtroumpfs (1959) auf.
- Der Comic wurde später für das Album neu gezeichnet und wieder unter dem Titel Le Faux Schtroumpf 1967 veröffentlicht.
- In der Fernsehepisode The fake smurf (1981) verwandelt sich Hexe Hogatha in den falschen Schlumpf, sonst stimmt die Verfilmung mit dem Comic großteils überein.

1961 La Faim des Schtroumpfs – Mini-récit (von Peyo; 42 Seiten; Dezember 1961 im Spirou; Die Schlümpfe in Not, 2018 als Die Schlümpfe Mini-Album, Splitter)
Inhalt: Im Winter wird das Vorratslager der Schlümpfe beschädigt, die Vorräte unbrauchbar. Um zu ausreichend Nahrung zu kommen, verlassen sie das Schlumpfdorf. Weit vom Dorf entfernt gelangen die Schlümpfe in ein fast verlassenes Schloss, dessen Besitzer verarmt ist.
Ende: Im Schloss finden die Schlümpfe einen versteckten Schatz, den sie dem Schlossherrn übergeben. Mit genügend Wintervorrat treten sie die Heimreise an.
- Der Schlossbesitzer ist in Schtroumpf le héros (2015) wiederzusehen.
- Der große Vorratsspeicher: Ein häufig gezeichnetes gemeinnütziges Gebäude im Schlumpfdorf ist der erstmals in diesem Comic abgebildete große Speicher, mit Dachluke und Winde. Die Schlümpfe bewahren darin ihre Nahrungsmittel auf, in dieser Geschichte und in Les Schtroumpfs et le Cracoucass (1968) wird er beschädigt. Wenn man davon ausgeht, dass es nur ein solches Gebäude gibt, dient es weiters als Werkstatt für den Fliegenden Schlumpf (Le Schtroumpf volant, 1963) und häufiger dem Bastelschlumpf (Schtroumpf vert et vert Schtroumpf, 1972) und umgebaut in ein Spital (Docteur Schtroumpf, 1996), als Gerichtssaal (La Schtroumpfette, 1966) und immer wieder als Versammlungsort (Le Schtroumpfissime 1964, Salade de Schtroumpfs 2006).
- Der Comic wurde später für das Album neu gezeichnet und wieder unter dem Titel La Faim des Schtroumpfs 1966/1967 veröffentlicht.

1961 Le Pays maudit (Peyo; 60 Seiten; Dezember 1961 bis September 1962 im Spirou; 1964 Johan et Pirlouit 12 bei Dupuis; 1969/1970 in Fix und Foxi 17. Jahrgang Band 46 bis 18. Jg. Bd. 3 Das verwunschene Land; bei Carlsen Im verwünschten Land als Johann und Pfiffikus 3, 1980 und 4, 1995; 2012 Das verwunschene Land in Johann und Pfiffikus Gesamtausgabe 4, Splitter)
Inhalt: Eine Gauklertruppe führt im Königsschloss ihre Kunststücke vor. Als sich unter ihren Attraktionen auch ein Schlumpf befindet, sorgt Johan unter Berufung auf ein königliches Edikt dafür, dass sich der Schlumpf von seinem Besitzer freikauft. Dann erfahren er und Pirlouit, dass, verursacht durch einen Schlumpf mit dem Schlumpfeschlumpf, im Schlumpfdorf offenbar schreckliches passiert ist. Bei Homnibus sehen sie mithilfe seiner Kristallkugel, dass das Dorf zerstört und der Große Schlumpf gefangen gesetzt ist. Da der Magier zu krank ist, um die Helden wieder ins Verwunschene Land zu versetzen (La flûte à six schtroumpfs, 1958), machen sich Johan und Pirlouit mit Schlumpf und König auf den langen, beschwerlichen Weg. Sie überqueren dichte Wälder, Sümpfe, eine Wüste, das Kristallgebirge und Gletscher, bis sie in das karge Land gelangen.
Dort hat der böse Monulf mithilfe seines feuerspeienden Drachen Fafnir die Schlümpfe zu Edelsteinschürfer unter Tage versklavt. Mit einer Mohnspeise gelingt es Johan, den Drachen einschlafen zu lassen.
Ende der Geschichte: Der Große Schlumpf geht durch den Rachen ins Innere des schlafenden Drachen, dank eines Zauberstocks von Homnibus macht er aus dem Feuerspender ein ungefährliches und devotes Tier, das nur mehr Wasser spucken kann. Monulf wird überwältigt. Die Menschen fliegen mit dem Drachen nach Hause, Fafnir wird der Gauklergruppe übergeben.
- Die Zauberin Rachel (La Guerre des sept fontaines, 1959) wird erwähnt. Der König bekommt ihren Frohwein zu trinken.
- Der Sonienwald (Forêt de Soignes) mit seinem hochgewachsenen Buchen in den südlichen Vororten von Bruxelles, den Peyo schon als Kind gerne aufsuchte[3], war für ihn das Vorbild für das Verwunschenen Land der Schlümpfe[4]. In dieser Geschichte wird dargestellt, wie schwierig dieses Land für Menschen zu erreichen ist. Johan und seine Begleiter müssen dichte Wälder, gefährliche Sümpfe, eine heiße Wüste und Gebirgsgletscher zu Fuß überwinden. Dieses Handlungsmotiv geht mit den Comics ab etwa 1990 nach und nach verloren. Die Abgeschiedenheit dieses Landes ist noch in La Faim des Schtroumpfs (1961) und naheliegenderweise noch in Les Schtroumpfeurs de flûte (2008) zu sehen.

- Peyo nützte in der Handlung dieser Geschichte auch den Umstand aus, dass die Sprache der Schlümpfe von den Menschen nicht so einfach verstanden wird. So berichtet ein Schlumpf „Hélas! Le grand schtroumpf a été schtroumpfé par un vilain schtroumpf qui a un schtroumpf qui schtroumpfe du schtroumpf!“, was für längere Zeit zum Rätsel wird (Ach, denkt euch – der Große Schlumpf ist von einem bösen Schlumpf geschlumpft worden, der einen Schlumpf mit einem Schlumpfeschlumpf hat!). Umgekehrt implizieren der gegenständliche und die späteren Comics, dass die Schlümpfe sehr wohl die Menschensprache verstehen (Dialog aus der Kauka-Übersetzung).

- Delporte hat beim Szenario mitgearbeitet. Auf ihn geht zurück, dass Monulf in den ersten Publikationen auf Hebräisch „Beelzebub“ flucht. Ab der zweiten Albenauflage wurden die jüdischen Schriftzeichen durch die in einem Comic üblichen Symbole für einen Fluch verwendet. Die Zeichnung mit der ursprünglichen Sprechblase ist in Peyo l'Enchanteur[3] abgebildet. Chefredakteur Delporte rechtfertigte sich damit, dass ihm die Schriftzeichen so gut gefallen haben. Weiters hat er Monulf nach dem Erzbischof Monulphus (Monulphe de Maastricht) benannt. Bei Rolf Kauka wird Monulf mit Fafnir, der Drache Fafnir mit Fauchi übersetzt.
- Der Bär Martin, der nur ans Ausbüxen denkt, und sein Pfleger Rigobert von den Artisten sind in Un nounours pour le Bébé Schtroumpf (1990) sowie in Le Petit Singe des Schtroumpfs (1994) wiederzusehen. Zeremonienmeister und Minnesänger der Gauklertruppe, Rigobert und der Bär treten in Le petit cirque des Schtroumpfs (1992) neuerlich auf. Noch einmal ist die Gauklertruppe, dann bereits alle drei mit grauem Haar, im Album 36 (Les Schtroumpfs et le Dragon du lac, 2018) zu sehen, in diesem Werk hat der ebenfalls aus dem Comic von 1961 stammende Drache Fafnir eine größere Rolle.

1962 Le Centième Schtroumpf – Mini-récit (von Peyo, Szenario: Peyo und Delporte; 42 Seiten; Februar 1962 im Spirou; 2018 Der hundertste Schlumpf, als Die Schlümpfe Mini-Album, Splitter)
Inhalt: Der Große Schlumpf stellt fest, dass zu einem Mondfest, welches alle 654 Jahre stattfinden soll, genau 100 Schlümpfe nötig sind. Er weiß selbst nicht, wie viele Schlümpfe es gibt, zählt sie alle und stellt fest, dass die Population insgesamt nur 99 Individuen umfasst.
Als sich kurz darauf der Modeschlumpf in einem Spiegel betrachtet, schlägt ein Blitz ein und der Eitle steht plötzlich einem lebendigen Ebenbild gegenüber, welches allerdings stets spiegelverkehrt handelt und auch so spricht. Nach einer Weile geht die Symmetrie verloren, der gespiegelte Schlumpf kann mit den anderen nicht kommunizieren und möchte deswegen wieder zurück in den Spiegel, aus dem er zuvor gekommen ist.
Ende: Er springt in diesen Spiegel, kommt aber auf der anderen Seite gespiegelt und somit im selben Drehsinn wie alle übrigen Schlümpfe heraus und wird von seinen Artgenossen nun endgültig willkommen geheißen.
- Schtroumpf Gourmand (Leckerschlumpf) ist üblicherweise mit oder beim Verzehr von Naschereien zu sehen. In den älteren Geschichten macht er das Essen selbst (La Schtroumpfette, 1966). Nach den Erstauftritten des Kochs (La Soupe aux Schtroumpfs, 1976), des Konditors (Pâques schtroumpfantes, 1981) oder des Bäckers (Le Schtroumpf Financier, 1992) als eigenständige Schlümpfe sind sie es, die Speisen zubereiten. Damit ändert sich auch die Charakterisierung des Leckerschlumpfs. Während er im MR von 1962 sogar seinem Artgenossen Grognon ein Stück seines Kuchens angeboten hat, tritt in den jüngeren Comics seine Gier nach Essbarem verstärkt in den Vordergrund.
- Le moralisateur, Schtroumpf à Lunettes (Brillenschlumpf). Dieser Schlumpf ist bekanntlich mit seinem neunmalklugen Verhalten charakterisiert. Sein bereits zurückliegender Auftritt in Le Voleur de Schtroumpfs (1959) wird erst anhand der in der Albenversion jenes Comics dazu gezeichneten Brille als solcher klassifiziert. Ähnlich sind einem Schlumpf auch in den ab 1963 produzierten Adaptionen der übrigen Mini-récits Augengläser hinzugefügt worden, ohne den Rest des Szenarios abzuändern. Damit ist der Brillenschlumpf in diesen Comics zu sehen, zeigt aber nicht sein typisches Benehmen. Er ist auch neben dem Großen Schlumpf der Einzige, der in allen längeren Geschichten auftritt. Schtroumpf à lunettes wird er seit 1964 (Le Schtroumpfissime) genannt. Politische Auslegungen über den Brillenschlumpf berufen sich ohne Quellenangabe auf seinen Intellekt, der nicht notwendig aus Besserwisserei folgt und zudem in den Comic-Geschichten selten zu beobachten ist. Außerdem wird er auch ängstlich (Le Schtroumpf Sauvage, 1998) gezeigt. In Le Schtroumpf Reporter (2003) hat er als einziger Schlumpf nachts einen Teddybären bei sich. Hingegen zeigt er Mut in Le Schtroumpf incapable (1996) und in Les Schtroumpfs et la machine à rêver (2019).

Dem Brillenschlumpf kommt im Schlumpfdorf das Schul- und Unterrichtswesen zu. Wie der Große Schlumpf besitzt er Bücher (Pâques schtroumpfantes, 1968; u. a.) und verwaltet weiters die Bibliothek im Schlumpfdorf (La bibliothèque des Schtroumpfs, 1995). Er versucht dem Wilden Schlumpf die Sprache beizubringen (Le Schtroumpf Sauvage) und hält vor einigen Schlümpfen einen literarischen Abend (2001, Schtroumpferies 5). Davon abweichend scheint es in Vive les vacances (1998), als ob Schlumpfinchen die Schule leitet und den Unterricht hält.
Vor allem bleibt sein charakteristisches Benehmen auf Besserwisserei und „Der Große Schlumpf sagt immer …“ beschränkt. Dem Ärger der übrigen Schlümpfe über sein Verhalten folgt in den älteren Comics eher Ignoranz oder Gewaltandrohung mit einem Hammer, in den jüngeren Comics werden die Drohungen häufiger auch umgesetzt (Ähnliches widerfährt dem Barden in Asterix). Seine Orientierungsfigur ist normalerweise der Große Schlumpf. In Le Schtroumpfissime (1964) ist dieser abwesend und der Schlumpfissimus hat für ihn diese Funktion. 1966 kommt das blonde Schlumpfinchen für kurze Zeit zu dieser Ehre und das sogar dann, wenn der Großen Schlumpf zugegen ist.
- Schtroumpf Paresseux (Gammelschlumpf) ist erstmals zu sehen – mehr oder minder. Der Faulpelz, den der Große Schlumpf in Les Schtroumpfs noirs (1959) erwischt, könnte zwar ebenfalls als eine frühe Form des Gammelschlumpfs gedeutet werden, wird aber im Nachhinein zum Schtroumpf Grognon erklärt (L’Œuf et les Schtroumpfs, 1960). Der Gammelschlumpf liegt gerne lächelnd, oftmals dabei schlafend, im Gras. Ab 2002 (Album 21) hat er häufig ein Kopfpolster dabei. Eine größere Rolle hat er in L’Étrange Réveil du Schtroumpf Paresseux (1990) und in Les Schtroumpfs et l’oiseau-lyre (2000). In Le Schtroumpf de l‘espace (1996) begegnet er einem Außerirdischen.
- Schtroumpf Bricoleur (Bastelschlumpf) wird erstmals in dieser Geschichte erwähnt. Ein als Bastelwerkstatt benütztes Gebäude ist bereits 1963 (Le Schtroumpf volant) zu sehen. Seit Le Jardin des Schtroumpfs (1982) trägt der Schlumpf eine Latzhose. Ab Le Bébé Schtroumpf (1984) ist diese Hose in allen längeren Comics dunkelblau koloriert und prägt ab diesen Zeitpunkt gemeinsam mit einem meist hinter das Ohr geklemmten roten Polierstift sein Erscheinungsbild. Die Latzhose ist in den Erstausgaben einiger Kurzgeschichten nicht gefärbt. In den Neuauflagen dieser Achtseiter der Alben 11, 12, 14 und 15 und den Nachdrucken einiger solcher in L’Univers des Schtroumpfs ist diese Hose ebenfalls dunkelblau.

Mit seinen handwerklichen Fähigkeiten sowie seinem Werkzeug und seinen Erfindungen, welche weit über das Niveau des Mittelalters der Menschenwelt hinausreichen, leistet er immer wieder brauchbare Beiträge. Sein erster nützlicher Beitrag ist der Umbau einer für Menschen gebauten Armbrust in ein Schießgerät für Schlümpfe (Les Schtroumpfs et le Cracoucass, 1968). Er konstruiert eine Wettermaschine (Le Schtroumpfeur de pluie, 1969), eine Bohrmaschine mit Bienenantrieb (Le Schtroumpf bricoleur, 1982), einen schlumpfähnlichen Roboter (Le Schtroumpf robot, 1988), eine Eisenbahn (Le Petit train des Schtroumpfs, 1990), einen Filmprojektor (Le Cinématoschtroumpf, 1995) sowie weitere Roboter aus Holz (On ne schtroumpfe pas le progrès, 2002). In L’Aéroschtroumpf (1989) hat er das erste von mehreren Flugzeugen konstruiert und in Le Schtroumpf de l‘espace (1996) ein Raumschiff repariert.
- Schtroumpf Farceur (Witzboldschlumpf) hat seine Premiere und tritt bereits mit einem Scherzgeschenk auf. Mit seinen bekannten explodierenden Päckchen (exploschtroumpfs), mit denen er immer wieder viele Schlümpfe und auch Menschen reinlegt, ist er erstmals in Le Schtroumpfissime (1964) zu sehen. Im Vordergrund steht er in Les Farces du Schtroumpf Farceur (1990) und in 'Le Schtroumpfeur de Bijoux (1995). Eine mögliche Erklärung dafür, wie man als Schlumpf wiederholt auf die Geschenke des Witzboldschlumpfs hereinfallen kann, formuliert der Muskelschlumpf in La Menace Schtroumpf (2000).
- Schtroumpf Coquet Der Modeschlumpf hat seinen ersten Auftritt und steht in diesem Comic auch im Vordergrund. In den späteren Geschichten hat er meist eine Blume an der Mütze oder einen kleinen Handspiegel bei sich.
- Schtroumpf Musicien (Musikschlumpf) hat üblicherweise ein Musikinstrument bei sich und spielt auf. Unliebsame Musik, die auch einige Male von ihm kommt, wird im Original grundsätzlich mit „pouêêt“ charakterisiert. Im Vordergrund steht er in Le Tourlitoula du Schtroumpf Musicien.
- Anzahl der Schlümpfe: Das Abenteuer stellt schließlich klar, dass es 100 Schlümpfe gibt. Explizit oder implizit wird diese Zahl in den späteren Comics gelegentlich erwähnt. Beispielsweise erklärt der Weltraumschlumpf dem Erhabenen Schlips in Le Cosmoschtroumpf (1969), dass sie genau 100 Schlümpfe sind. Eine ähnliche Beschreibung gibt der Witzboldschlumpf dem Menschen Godillot in Le Schtroumpfeur de Bijoux (1995). Schlumpfinchen, die im jüngeren Comic bereits im Schlumpfdorf lebt, wird dabei offensichtlich nicht mitgezählt. Ebenso wenig werden das Schlumpfbaby, Sassette, der wilde Schlumpf, sowie die nur aus den Kurzgeschichten bekannten Oma und Opa Schlumpf, berücksichtigt.

Im Mini-récit und der Albenversion von Le Centième Schtroumpf sind in einer Zeichnung alle 100 Schlümpfe abgebildet. In La Chaîne ardente bilden laut dem Szenario 99 Schlümpfe eine geschlossene Kette um einen Baum, sichtbar sind in zwei Zeichnungen jeweils 36 Schlümpfe. Im Streifen 84 (120 Plagues, Band 2) sind 149 Schlümpfe abgebildet. Darstellungen mit enorm vielen Schlümpfen findet man noch in der Arena in Les Schtroumpfs olympiques (1980).
Es gibt 100 Schlümpfe, jedoch kann man die Anzahl der Häuser im Schlumpfdorf auf etwa zwei Dutzend schätzen. Tatsächlich sieht es in einer Zeichnung aus Le Schtroumpf volant (1963) so aus, als ob mehrere Schlümpfe ein Haus bewohnen. Auch 1988 erkennt man, dass die drei Minischlümpfe mit der Raupe vom Naturschlumpf zusammen in einem Haus wohnen. Andererseits legt die 1966 gezeichnete Geschichte um Schlumpfinchen nahe, dass in jedem Haus nur ein Schlumpf wohnt.
- Der Comic wurde später für das Album neu gezeichnet und wieder unter dem Titel Le Centième Schtroumpf 1968 veröffentlicht.

1963 Le Schtroumpf volant (Peyo, Szenario: Peyo und Delporte; 20 Seiten; April 1963 in Spirou, 1963 in Dupuis-Album 1; 1969 in Fix und Foxi 17. Jahrgang Band 29 bis 31, 1970 in Fix und Foxi super 35, 1977 im Die Schlümpfe Album 4; 1978 und 1996 bei Carlsen und 2011 bei Splitter Die Schlümpfe 1; 1992 bei Bastei Schlümpfe Classics 1. Titel in allen deutschen Ausgaben: Der fliegende Schlumpf)
Inhalt: Ähnlich einem Vogel möchte ein Schlumpf unbedingt fliegen können. Zunächst, gleich dem Ikarus, versucht er seinen Wunsch erfolglos mit Hühnerfedern zu verwirklichen. Andere Ansätze des ideenreichen Schlumpfs, einschließlich Gleitschirmfliegen, Raketentechnik und Heißluftballon schlagen ebenfalls fehl. Schließlich hat er mit einem Zaubertrank Erfolg, kann aber dann während des Flugs den dynamischen Auftrieb nicht ausgleichen und daher nicht mehr landen. Die übrigen Schlümpfe fangen ihn mit einem Lasso und füttern ihn, sodass ihn die Schwerkraft wieder am Boden hält.
Schtroumpf Volant (Fliegerschlumpf, Fliegender Schlumpf): Dieser Schlumpf ist der erste, der sich mit einer besonderen Idee durchzusetzen versucht. Nachdem er im Comic von 1963 wie Ikarus scheitert, denkt er in L’Aéroschtroumpf (1989) tatsächlich an diese antike Gestalt und bittet den dann bereits etablierten Bastelschlumpf, ein Flugzeug zu konstruieren – der tüchtige Heimwerker war zwar 1963 in der Welt der Schlümpfe bereits existent, jedoch steckte die Spezialisierung einzelner Schlümpfe in jener Zeit noch in den szenaristischen Kinderschuhen. Schlümpfe wie der Fliegerschlumpf oder der Weltraumschlumpf bastelten ihre Geräte zunächst noch selbst. In jenem Comic von 1989 erhielt der Fliegerschlumpf im französischsprachigen Original noch einen zweiten Namen, Schlumpfinchen nennt ihn Schtroumpf Aviateur.
- In diesem Comic hält sich ein Schlumpf eine Henne permanent als Haustier. Zuvor hat in L’Œuf et les Schtroumpfs (1960) ein Schlumpf einen Hahn großgezogen. In späteren Kurzgeschichten oder Einseitern werden Tiere, üblicherweise nur kurzzeitig, etwa in der kalten Jahreszeit, aufgenommen. Mit der Raupe Papillo des Naturschlumpfs (Les P’tits Schtroumpfs, 1988) und dem Hund Puppy (Puppy et les Schtroumpfs, 1990) haben die Schlümpfe öfter auftretende Mitbewohner.
- Den Versuch mit Sprungfedern ergänzt der Fliegerschlumpf mit dem von Franquins Marsupilami bekannten Ausruf houba houba.
- Der Zaubertrank des im April 1963 erstveröffentlichten Comics wirkt, einschließlich des Nebeneffekts, genauso wie jener, den der römische Legionär in Le Combat des chefs (Der Kampf der Häuptlinge) trinken muss. Jenes Asterix-Abenteuer wurde ab Oktober 1964 in Fortsetzungen veröffentlicht.
- Le Schtroumpf volant wurde vor der Albenversion des älteren Szenarios Le voleur de Schtroumpfs gezeichnet und ist in den Albenausgaben üblicherweise unmittelbar vor jener Adaption gereiht. Konkret ist Azraël in Le Schtroumpf volant zu sehen und Gargamel wird bereits erwähnt, obwohl die Schlümpfe ihrem Widersacher erstmals in Le voleur de Schtroumpfs im letzten Drittel des Albums begegnen. Tatsächlich führt das Vorreihen der inhaltlich jüngeren Geschichte zu keinem Widerspruch. Le voleur de Schtroumpfs impliziert nur, dass Gargamel von den Schlümpfen noch nichts wusste und dass die erste direkte Konfrontation zwischen dem Zauberer und den Protagonisten in diesem Abenteuer stattfand. Die Schlümpfe ihrerseits können sehr wohl die Existenz ihres künftigen Gegners schon frühzeitig bemerkt haben und Azraël bereits begegnet sein – mehr sagt Le Schtroumpf volant zu diesem Thema nicht aus. In Les Schtroumpfs par Peyo L'Intégrale 1 (auf Deutsch: Die Schlümpfe, Kompaktausgabe 1) sind die beiden Comics und Les Schtroumpfs noirs in der Reihenfolge des zeichnerischen Entstehens abgedruckt.

Hinzu kommt noch, dass der Große Schlumpf in Le Schtroumpf volant den beiden Schlümpfen den Auftrag gibt, Nüsse zu sammeln. In Le voleur de Schtroumpfs sind zwei Schlümpfe genau deswegen bereits unterwegs, beide Male ist der Brillenschlumpf dabei. Obendrein wird der Witzboldschlumpf in Le Schtroumpfeur de Bijoux (1995) genau dann von Menschen gefangen genommen, nachdem er mit dem Brillenschlumpf im Wald unterwegs gewesen ist.
- Rolf Kauka hat im FF super 35 (Die große Schlumpf-Schau) die beiden Comics über den Fliegerschlumpf und den Gefangenen ebenfalls wie im Dupuis-Album angeordnet, allerdings mit einem geeigneten Text einen Zusammenhang hergestellt: Kurz vor der Gefangennahme in Le voleur de Schtroumpfs (Der Schlumpfdieb) spricht der Brillenschlumpf über den Fliegerschlumpf. Zudem sagt Gargamel, dass er die Schlümpfe kennt. Sogar Schlumpfinchen wird in dieser Veröffentlichung vom Mai 1970 erwähnt – Kauka hat den zugehörigen Comic über die weibliche Gestalt bereits von Jänner bis März 1970 in Fix und Foxi veröffentlicht.

Im FF super 35 fehlen dieselben Zeichnungen, die zuvor bei den Fortsetzungen in Fix und Foxi gefehlt haben. Im Gegenzug hat Kauka beide Geschichten mit mehreren Comic-Streifen seiner Zeichner auf 43 Seiten gestreckt. Enthalten ist auch eine adaptierte Landkarte des Verwunschenen Landes aus Les Schtroumpfs noirs (1963), die im FF super auch Gargamels Reich zeigt. Im Die Schlümpfe Album 4 von 1977 ist genau das Originalmaterial in der szenaristischen Reihenfolge angeordnet.
1963 Les Schtroumpfs noirs (Peyo, Szenario: Peyo und Delporte; 20 Seiten; 1963 in Album 1 bei Dupuis; 1969 in Fix und Foxi 17. Jahrgang Band 25 bis 28 und 1971 im Fix und Foxi Album 1 jeweils Die schwarzen Schlümpfe; 1992 bei Bastei Schlümpfe Classics 1 als Der Schwarzschlumpf; 1979 und 1996 bei Carlsen sowie 2011 bei Splitter jeweils Blauschlümpfe und Schwarzschlümpfe in Die Schlümpfe 1)
- Der Comic ist eine Neubearbeitung des bereits 1959 unter dem nämlichen Titel Les Schtroumpfs noirs veröffentlichtem Mini-récits. In der Albenversion hat man bei dem Schlumpf, welcher auf die Suche nach dem Vermissten geschickt wird, die Brille ergänzt. Der Auftritt des Witzboldschlumpfs gegen Ende des Comics wurde ebenfalls erst für die Adaption gestaltet.
- Das 1963 erschienene Dupuis-Album 1 mit dem Sammeltitel Les Schtroumpfs noirs enthält mit dem namensgebenden Comic und Le Voleur de Schtroumpfs (1963) die beiden neu gezeichneten Albenversionen der Mini-récits von 1959 sowie die erste von vornherein im Albenformat gezeichnete Geschichte Le Schtroumpf volant (1963). Im Album werden als Szenaristen Peyo und Delporte genannt.
- Die Mücke wird bei Kauka zur bösen Bizz-Fliege.
- In der Comic-Bearbeitung der Albenversion auf Englisch werden die Schlümpfe, so wie in der zugehörigen Fernsehepisode The purple smurf von 1981, nicht schwarz, sondern violett. Mit der Veröffentlichung des Comics bei Papercutz, USA, fasste Chef-Redakteur Jim Salicrup die Gründe kurz zusammen: „… and it’s never been published in English before. The reason is that there was a concern that the story would be misinterpreted and be found offensive to African-Americans. … We decided to follow the lead of the Hanna-Barbera animation studio back when they adapted the story, and simply changed the black smurfs to purple smurfs.“ (2011, The purple smurfs, Papercutz – „… es wurde noch nicht auf Englisch publiziert. Der Grund dafür waren Bedenken, der Comic könne falsch verstanden werden und für Afroamerikaner beleidigend sein. … Wir haben uns entschieden, die Idee von Hanna-Barbera aufzugreifen, welche bei deren Adaption die schwarzen Schlümpfe einfach violett gefärbt haben.“)

1963 Le Voleur de Schtroumpfs (von Peyo, Szenario: Peyo und Delporte; 20 Seiten; 1963 in Album 1 bei Dupuis; 1969 in Fix und Foxi 17. Jahrgang Band 32 bis 34 und 1971 im Fix und Foxi Album 1 und 1977 im Die Schlümpfe Album 4 jeweils Der gefangene Schlumpf; 1970 in Fix und Foxi super 35 Goldmacher Gurgelhals; 1979 und 1996 bei Carlsen Der Schlumpfdieb sowie 2011 bei Splitter Der gefangene Schlumpf im Die Schlümpfe Album 1; 1992 bei Bastei Schlümpfe Classics 1 als Der Schlumpfdieb)
- Der Comic ist eine Neubearbeitung des bereits unter dem nämlichen Titel Le Voleur de Schtroumpfs 1959 veröffentlichtem Mini-récits.
- Während der Große Schlumpf alle Schlümpfe aufruft, vergießt nur in der Albenversion der Brillenschlumpf, der die Gefährlichkeit der Situation am besten einschätzen kann, einige Tränen um den gefangenen Schlumpf. Genauso agiert er in Le Schtroumpfeur de Bijoux (1995), nachdem er die Gefangennahme des Witzboldschlumpfs meldet. Insofern ähneln die beiden Geschichten einander.

 1963 Schtroumpfonie en ut (von Peyo und Delporte; zeichnerische Mitarbeit: François Walthéry; 20 Seiten; Dezember 1963 bis März 1964 im Spirou; 1965 in Album 2 bei Dupuis; 1969 in Fix und Foxi 17. Jahrgang Band 43 bis 45 und 1972 im Fix und Foxi Album 7 als Schlumpfonie in C-Dur; 1978 und 1996 bei Carlsen Schlümpfonie in C sowie 2011 bei Splitter Schlumpfonie in C jeweils in Die Schlümpfe 2; 1992 bei Bastei Schlümpfonie in C in Schlümpfe Classics 2)
Inhalt: Der Große Schlumpf richtet ein Orchester ein. Ein Schlumpf, der dabei gerne Trompete spielen möchte, erweist sich musikalisch als derart unbegabt, dass ihn seine Kameraden wegschicken. Gargamel erfährt von dessen Problem, verkleidet sich als Fee Aurore und schenkt dem Schlumpf ein Turlusiphon. Mit dieser Zwiebelflöte (Mirliton), spielt er im Schlumpfdorf auf und versetzt mit den Tönen des verzauberten Instruments alle übrigen Schlümpfe in einen gelähmten, todesähnlichen, Zustand. Er erkennt Gargamels Werk, eine Konfrontation der beiden endet, mit dem Zauberer über einer Schlucht an einem Baumstamm hängend. Der Schlumpf verzichtet darauf, dem Gegner mit dem Turlusiphon den Rest zu geben („Der Große Schlumpf sagt immer, einen hilflosen Feind soll man nicht schlumpfen!“) und erfährt aus einem Zauberbuch, dass gegen das Instrument kein Gegenmittel bekannt ist.
Ende: Mit seiner Trompete will er den totgeglaubten Artgenossen eine letzte Ehre erweisen, aber just von seiner Musik wachen alle Schlümpfe auf. (Dialog: Kauka-Übersetzung von 1969)
- Wie gelangt man in das Schlumpfdorf? Gargamel erwähnt auf Blatt 12 des Comics erstmals, dass es unmöglich ist, ins Schlumpfdorf zu finden, wenn man nicht von einem Schlumpf hingeführt wird. Diesen vor allem aus Sekundärtexten bekannten Sachverhalt erwähnt der Zauberer neuerlich gegenüber seinen Fachkollegen in Les Schtroumpfs et le mannequin de paille.

Grossbouf (La Soupe aux Schtroumpfs, 1976) findet anhand der Flugroute eines Storchs ins Schlumpfdorf. Sein Vetter, der Oger, (L’Ogre et les Schtroumpfs, 1996) findet ohne nähere Erklärung zu den blauen Wesen. Gargamel gelangt in Le Schtroumpf Sauvage (1998) dorthin, weil der schützende Wald abgebrannt ist, neuerlich findet er durch Zufall in Schtroumpf les Bains (2009) in das dann allerdings schlumpfleere Habitat. Schließlich werden die Schlümpfe auch von ihrem geistigen Vater Peyo in Les Schtroumpfs et l’Arbre d’or (2011) besucht, als Petrus Peyotus hat er das Schlumpfdorf kartographiert (Les Schtroumpfs et le Demi-génie, 2016).
- Neuerlich kostümiert als Fee Aurore legt Gargamel in Un baiser pour la Schtroumpfette (1990) sein Schlumpfinchen herein.
- Einen ähnlichen Ausgangspunkt haben die Handlungen in Le Tourlitoula du Schtroumpf Musicien (Die zauberhafte Turlitula, 1991), Le grand concert und La pêche aux canards (Ente gut, alles gut, 1997).

1964 Le Schtroumpfissime (Peyo, Delporte; Tusche und Hintergründe: Derib; 40 Seiten; September 1964 bis Mai 1965 im Spirou; 1965 Album 2 bei Dupuis; 1969 in Fix und Foxi 17. Jahrgang Band 35 bis 42 Der Oberschlumpf, 1971 in Fix und Foxi Album 3 Der große Schlumpf; 1978 und 1996 bei Carlsen und 2011 bei Splitter Die Schlümpfe Band 2 Schlumpfissimus, König der Schlümpfe.; 1993 Bastei Schlümpfe Classics 2 als Bube, Dame, König, Schlumpf)
Inhalt: Während der Große Schlumpf verreist, macht ein Schlumpf viele Wahlversprechen und lässt sich zum Anführer wählen. Anschließend fordert er die anderen dazu auf, ihn Schlumpfissimus nennen und mit „Sie“ anzusprechen. Unter Führung des Muskelschlumpfs bestellt er sich eine Leibgarde, seine Untertanen müssen ihm einen Palast bauen. Nachdem der Witzboldschlumpf wegen einem seiner üblichen Scherze eingesperrt wird, revoltieren die Schlümpfe und wollen den Palast stürmen, weichen aber der Garde des Schlumpfissimus. Vom nahen Wald aus agiert die immer größer werdende rebellierende Fraktion von Schlümpfen gegen den absolutistisch herrschenden Despoten. Schließlich fordern die seine Abdankung und stürmen das Schlumpfdorf. Die Schlacht wird vom zurückgekehrten Großen Schlumpf beendet. – „Schämt ihr euch nicht? Ihr habt euch wie Menschen benommen!“ (Dialog: Bastei-Übersetzung).
- Schtroumpf Costaud (Muskelschlumpf) tritt erstmals auf und beeindruckt durch seine Körperkraft. Schlüsselrollen hat er in Le Schtroumpf Costaud et les machines (1993), La Menace Schtroumpf (2000) und Salade de Schtroumpfs (2006). Seit den Comics von 1995 ist ein rotes Herz an seinem rechten Bizeps zu erkennen.
- Hinsichtlich vieler Diskussionen darüber, welche Staatsform oder politische Struktur die Schlümpfe bilden, legt diese Geschichte nahe, dass weder ein Absolutismus noch eine Diktatur vorliegt. Die einzige Ausnahme ist – für kurze Zeit – die Handlung dieses Abenteuers über den Schlumpfissimus.
- In der zugehörigen Fernsehepisode King smurf (1981) kommen die komplexen Inhalte wie Wahlversprechen und Wahl nicht vor. Während der Brillenschlumpf im Comic gefangengehalten wird, agiert er im TV als ungewählter Anführer.
- Ausnahmsweise wird in der Bastei-Übersetzung von 1993 der Große Schlumpf bei seiner Rückkehr, so wie im französischsprachigen Originaltext, mit der Höflichkeitsform angeredet. Die im Französischen geläufige formale Anrede kommt in den Original-Comics für gewöhnlich zur Anwendung, der Große Schlumpf wird mit Grand Schtroumpf oder dem persönlichen Fürwort „vous“ angesprochen, geduzt wird er nicht. Sonst wird in den Übersetzungen auf Deutsch die zweite Person verwendet.
- Eine Figur des Schlumpfissimus und das Album über ihn sind im 10. Abenteuer von Benoît Brisefer (Benni Bärenstark), La Route du sud (1997), auf Blatt 1 zu sehen.

1965–1967 Werbecomics Kellog’s Corn Flakes (Peyo; 10 Halbseiter, 10 Einseiter; 1965 bis 1967 im Spirou und im Tintin; 1986 Nachdruck in Intégrale Peyo Bände 2 und 3, Rombaldi)
Die Halbseiter beruhen auf 9 Szenarien, von denen eines zweimal gezeichnet wurde.
Beworben wurden die Cornflakes der Kellogg Company. Einige Halbseiter von den Werbecomics erinnern visuell an Le Schtroumpfissime (1964). In einem davon bedauert ein eingesperrter Schlumpf, ähnlich dem Witzboldschlumpf, dass er in der Zelle nun keine Cornflakes mehr essen kann. In einem anderen Halbseiter lässt Schlumpfissimus Cornflakes zum Frühstück bereitstellen. In einem der übrigen Werbecomics erklärt der Muskelschlumpf, dass er dank der Cornflakes so kräftig ist. Selbst Grognon lächelt begeistert, weil er Cornflakes mag. Die Idee eines Werbeeinseiters – ein Schlumpf malt sich schwarz an und spielt einen Schwarzen – wurde später im regulären Einseiter 85 von 1976 Histoires de Schtroumpfs verwendet. Schließlich ist noch das schwarzhaarige Schlumpfinchen (La Schtroumpfette) als Silhouette in einem im September 1966 in Tintin veröffentlichten Einseiter zu sehen.
1966 La Schtroumpfette (von Peyo; Szenario: Peyo und Delporte; Assistenz: Gos, Walthéry; 40 Seiten; März 1966 bis September 1966 im Spirou; 1967 Album 3 bei Dupuis; 1970 in Fix und Foxi 18. Jahrgang Band 5 bis 12 und 1972 im Fix und Foxi Album 5 jeweils als Schlumpfinchen; 1979 und 1996 bei Carlsen und 2011 bei Splitter in Die Schlümpfe 3 sowie 1993 bei Bastei Schlümpfe Classics 3 jeweils als Schlumpfine)
Inhalt: „Einen Hauch Koketterie … eine dicke Schicht Voreingenommenheit … drei Krokodilstränen … eine Prise Gerissenheit … eine Schale Gift und Galle … Ein Eckchen durchsichtiges Lügengewebe … … “ Nach diesem Rezept schafft der vom Rachedurst getriebene Gargamel ein lebendiges Schlumpfinchen. Mit diesem Wesen will er Zwietracht zwischen den Schlümpfen säen und setzt es im Wald aus, wo die heulende Gestalt von einem Schlumpf gefunden wird.

„Schtroumpfette: «Oh! Ce que vous m’avez fait peur!… Qui êtes-vous?»
Schtroumpf: «Moi, je suis un Schtroumpf! Et vous?»
Schtroumpfette: «Moi, je suis une Schtroumpfette!»“

(Schlumpfinchen: „Wie kannst du mich so erschrecken? Wer bist du denn?“ – Schlumpf: „Ein Schlumpf! Und du?“ – Schlumpfinchen: „Schlumpfinchen.“) Zunächst aufgenommen im Schlumpfdorf (Ein Schlumpf: „Sieht ulkig aus!“ – Ein Schlumpf: „Noch nicht sehr alt! Ich schätze – nicht älter als 130 Jahre!“), verursacht der weibliche Zugang immer wieder Unannehmlichkeiten und macht sich bei den Schlümpfen unbeliebt. Unter Anleitung vom Witzboldschlumpf gelingt es, Schlumpfinchen glaubhaft zu machen, dass sie zu dick sei. Als daraufhin der Große Schlumpf die mit sich selbst unzufriedene, weinende Gestalt vorfindet, verschönert er sie zu einem blonden, attraktiven Wesen.
Verliebt in Schlumpfinchen, adrett gekleidet, mit Stöckelschuhen, malen die Schlümpfe auf ihren Wunsch hin sogar den Staudamm rosa an (Großer Schlumpf: „Seid ihr verschlumpft? ROSA!“ – Brillenschlumpf: „Schlumpfinchen hat Rosa geschlumpft, und was Schlumpfinchen schlumpft, das muß man schlumpfen …“).
Nachdem durch Schlumpfinchens Verschulden auch noch das Schlumpfdorf überschwemmt wird, wirft ihr der Große Schlumpf all den Ärger vor, den sie verursacht hat. Als sie daraufhin ankündigt, zu Gargamel zurückzukehren, macht er ihr den Prozess. Obwohl er selbst den richterlichen Vorsitz übernimmt und der Brillenschlumpf als Ankläger agiert, gelingt es dem vifen Witzboldschlumpf mit der Verteidigung („Wer hat Schlumpfinchen eigentlich so schön gemacht? Das seidige Haar, das niedliche Näschen? – Der Große Schlumpf! Er ist verantwortlich für das Unglück!“) die Geschworenen zu überzeugen und einen Freispruch zu erwirken. Nach der Verhandlung ist sich Schlumpfinchen ihrer Verantwortung bewusst und verlässt das Schlumpfdorf, ein Abschiedsbrief bleibt zurück („Seit ich hier bin, gibt es nur noch Unfrieden bei euch. Deshalb verlasse ich euch. Vielleicht komme ich eines Tages wieder. Adieu!“). (Dialoge: Kauka-Übersetzung von 1970, Dialog/Rezept: Bastei-Übersetzung von 1993)
- In der Kauka-Übersetzung sowie der Übersetzung von Papercutz auf Englisch und in der Originalfassung der 1981 bis 1989 produzierten Fernsehserie bleibt die im französischen Text enthaltene Verkleinerungsform erhalten (Schlumpfinchen, Smurfette). Ebenso erhält la Schtroumpfette in den Kurzgeschichten von Bastei den Namen „Schlumpfinchen“. Das grammatikalische Geschlecht der Gestalt in diesen deutschen Texten ist vorwiegend, aber nicht ausschließlich, weiblich. Bei Carlsen und Splitter ist der Name „Schlumpfine“ gebräuchlich.
- Im Comic wird Schlumpfinchen von Gargamel aus braunem Ton geformt sowie bekleidet und nach dem Rezept Comment faire une statuette en la dotant d'une nature féminine (Wie man eine tote Figur in ein echtes Mädchen verwandelt) geschaffen. Offenbar gelingt es dem Zauberer im Lauf der Jahre, diese Formel zu verändern: Um in Les P’tits Schtroumpfs (1988) Schlumpfinchen zu einer Freundin zu verhelfen, suchen die Minischlümpfe das Rezept und klauen dem Zauberer ein Blatt aus einem Zauberbuch. Auf der darauf enthaltenen Anleitung Formulae Schtroumpfettus ist Schlumpfinchen, schwarzhaarig, aber bereits mit Pumps, abgebildet. Hauptbestandteil im Comic von 1988 ist die blaue Erde aus einer Grotte. Die damit geschaffene Sassette wird im Gegensatz zu Schlumpfinchen erst nach der Schöpfung eingekleidet. In La petite sirène des Schtroumpfs (1997, Drama um eine Wassernixe) versucht Gargamel neuerlich, ein Schlumpfinchen herzustellen (Dialog aus der Kauka-Übersetzung).
- Nachdem Schlumpfinchen die Schlümpfe verlassen hat, wird sie zunächst im Dialog einiger späterer Comics erwähnt, gelegentlich zu sehen ist sie in Einseitern ab 1971. In einem Vierseiter von 1976 besucht sie die Schlümpfe und verlässt sie auch wieder. In Hinblick auf die dramaturgische Notwendigkeit, die Männerbetontheit in der Fernsehserie abzuschwächen, ist Schlumpfinchen erstmals wieder in einer längeren Geschichte von 1980, Les Schtroumpfs olympiques, wiederzusehen, sie erscheint (auf der letzten Seite) Schlümpfe und geht mit dem Brillenschlumpf in den Wald. Von da an ist sie ein nützliches Mitglied in der Population der Schlümpfe. Beispielsweise pflegt Schlumpfinchen den kranken Großen Schlumpf in Le Schtroumpf Financier (1992); in La Menace Schtroumpf (2000) weist sie die düsteren Schlümpfe zurecht, als diese zu brutal mit dem Witzboldschlumpf umgehen. Eifersüchtig ist Schlumpfinchen auf die Nixe aus dem Comic von 1997 und auf die Waldfee Clo-clo (Super Schtroumpf contre Super Gargamel, 1999). Mit ihrem schwarzhaarigen Pendant der düsteren Schlümpfe fängt sie gleich zum Raufen an.
- Schtroumpf Poète (Dichterschlumpf) hat seinen Erstauftritt. Schlumpfinchen sekkiert ihn so lange, bis er das Wehr beim Staudamm öffnet und eine Überschwemmung verursacht. In den jüngeren Alben hat er eine Schreibfeder bei sich oder in seine Mütze geklemmt. Größere Rollen hat der Schlumpf im Album Les Schtroumpfs à Pilulit (2013) sowie, wieder mit Schlumpfinchen, in La muse du Schtroumpf Poète (1995).
- Als der Große Schlumpf das Wohnproblem für Schlumpfinchen lösen will – in jedem Haus wohnt ja bereits genau ein Schlumpf – haben die Autoren das Gedankenspiel um Hilberts Hotel, mit eben nur endlich vielen Schlümpfen, parodiert.
- Schlumpfinchen weiß, dass sie von Gargamel erschaffen wurde. Mit der späteren Zugehörigkeit zu den Schlümpfen ist das Verhältnis zwischen ihr und dem Zauberer daher feindschaftlich geprägt. In gelegentlichen Gesprächen zwischen den beiden ist der Schöpfungsakt offensichtlich ein Tabuthema. In La Schtroumpfette a disparu (2000, Rettung in letzter Sekunde) verzaubert er Schlumpfinchen, sodass sie ihm, wieder schwarzhaarig, behilflich ist (Dialog aus der Bastei-Übersetzung).
- In der Fernsehepisode The Smurfette (1981) wird klar gezeigt, dass Schlumpfinchen zunächst wissentlich im Sinne Gargamels handelt. Die Überschwemmung führt sie noch als schwarzhaariges Schlumpfinchen herbei. Sie bereut ihr Tun und möchte ein richtiger Schlumpf werden, was dann das Motiv für den Großen Schlumpf dient, sie in die blonde Gestalt zu verwandeln. Das Schlumpfdorf verlässt sie nicht.

1966 L’Œuf et les Schtroumpfs (von Peyo, Szenario: Delporte; Assistenz: Gos, Lucien de Gieter; 20 Seiten; Jänner 1966 bis März 1966 im Spirou; 1968 in Album 4 bei Dupuis; 1970 Fix und Foxi Sommer Sonderausgabe sowie 1972 Fix und Foxi Album 7 jeweils mit dem Titel Die Schlümpfe und das Kuckucksei; 1979 und 1997 bei Carlsen sowie 2011 bei Splitter Das Zauberei und die Schlümpfe, jeweils in Die Schlümpfe 4)
- Der Comic ist eine Neubearbeitung des bereits unter dem nämlichen Titel L’Œuf et les Schtroumpfs 1960 veröffentlichtem Mini-récit.
- Im Mini-récit verscheucht der Schlumpf ein Küken vor dem Hühnerstall. Im Album touchiert er dieses Küken versehentlich.
- Das Dupuis-Album 4 enthält mit dem gegenständlichen Comic, Le Faux Schtroumpf (1967) und Le Centième Schtroumpf (1968) die jeweils neu gezeichneten Albenversionen der Mini-récits von 1960 bis 1962. Wie im Album 1 werden Peyo und Delporte als Szenaristen genannt.

1966 Etudiez en une seule leçon la langue Schtroumpf ! (von Peyo und Yvan Delporte; eindreiviertel Seiten; September 1966 im Spirou; 1971 in Fix und Foxi 19. Jahrgang Band 40 sowie 1975 in Fix und Foxi Spass 21 Schlumpft der Schlumpf den Schlumpf, oder schlumpft der Schlumpf den Schlumpf nicht? – Das ist hier die Frage!; Nachdrucke 2008 im Sonderalbum Les Schtroumpfeurs de flûte sowie 2013 als Faksimile in Les Schtroumpfs par Peyo L'intégrale 1 und 2015 in L'intégrale 3)
Inhalt: Zwei Schlümpfe geraten in Streit, den der vorbeikommende Brillenschlumpf zu schlichten sucht.
- Der Comic illustriert, wie ein Text aussieht, wenn jedes Verb und jedes Substantiv durch schtroumpf (schlumpf) ersetzt wird („Drei Schlümpfe, die sich schlumpfen und Schlümpfe schlumpfen, weil ein Schlumpf zwei Schlümpfe schlumpft, die sich schlumpfen …. “ – Kauka-Übersetzung von 1971).

1966 La Faim des Schtroumpfs (von Peyo und Delporte; 20 Seiten; Dezember 1966 bis Jänner 1967 im Spirou; 1967 in Album 3 bei Dupuis; in Fix und Foxi 1970/18. Jahrgang Band 13 bis 17 Die Schlümpfe in Not und 1974/22. Jahrgang Band 50 und 51 Der große Hunger; 1979 und 1996 bei Carlsen und 2011 bei Splitter in Die Schlümpfe 3 jeweils unter dem Titel Schlümpfe in Not)
- Der Comic ist eine Neubearbeitung des bereits unter dem nämlichen Titel La Faim des Schtroumpfs 1961 veröffentlichtem Mini-récit.
- Nur im Album trifft der vom Großen Schlumpf geworfene Schneeball auf einen Schlumpf, den Brillenschlumpf. Im Mini-récit wäre das nicht möglich gewesen, da in diesem älteren Comic keiner der Schlümpfe eine Brille trug. Weiters ist im Album das zweite Gespräch mit dem Schlossherrn etwas ausführlicher. Eine große Zeichnung, in der der Adelige sich von den gerade zur Heimkehr aufbrechenden Schlümpfen verabschiedet, ist ebenfalls nur im Album.
- In der Kauka-Veröffentlichung von 1974 fehlen die ersten drei Seiten.

 1967 Le Cosmoschtroumpf (Peyo; 40 Seiten; 1967 Album von der Biscuiterie nantaise ‐ BN; Juni bis September 1969 im Spirou; 1970 Album 6 bei Dupuis; 1971/72 in Fox und Foxi 19. Jahrgang Band 45 bis 20. Jg. Bd. 2 und 1972 im Fix und Foxi Album 10 Der Weltraumschlumpf; 1980 und 1997 Carlsen sowie 2011 Splitter in Die Schlümpfe 6 und weiters 1995 Bastei Album 8 jeweils unter dem Titel Der Astronautenschlumpf)
Inhalt: Ein Schlumpf will unbedingt zu anderen Sternen gelangen. Da die von ihm gebaute Rakete nicht funktioniert, reisen die Schlümpfe mit dem Schlafenden in das Innere eines entfernten erloschenen Vulkans. Mithilfe eines Zaubertranks des Großen Schlumpfs verwandeln sie sich in rote Schlipse. Als solche, in Schlumpfgröße und mit üppigem schwarzem Haar, machen sie ihrem Mitschlumpf glaubhaft, dass er sich auf einem fernen Planeten befindet.
- Cosmoschtroumpf heißt in den Kauka-Übersetzungen Weltraumschlumpf und kommt spätere noch in einigen Einseitern vor. In einem solchen, 24 von 1994 (Schtroumpferies 1, 2007), möchte er neuerlich mit seiner Rakete verreisen. Aus dem Gag geht nicht hervor, ob die Rakete nun doch funktioniert oder ob die anderen Schlümpfe neuerlich zu einem aufwendigen Schauspiel bereit sind. Weiters verabschiedet er sich in jener Comic-Seite genau von Schlumpfinchen, welche in seinem Debüt-Album gar nicht vorkommt. Sie spielt aber, ebenso wie Gargamel, eine gewichtige Rolle in der Fernsehadaption von 1981.
- Unter dem Titel The astrosmurf veröffentlichte Random House unter Beibehaltung der Original-Kolorierung den Comic bereits 1978. Unter Weiterverwendung dieses engl. Titels wurden die Schlipse (swoofs) sowohl in der TV-Episode von 1981 als auch in der Übersetzung von Papercutz (2011) grün gefärbt. Eine auffällige Ähnlichkeit mit einem Schlips hat ein Schlumpf, der sich während eines Maskenfests in Le Schtroumpf Reporter (2003) als Indianer verkleidet. Dieser ist in der Papercutz-Ausgabe von 2019 nicht umgefärbt.
- In Les p’tits schtroumpfs sur la Lune (Die Mini-Schlümpfe auf dem Mond, 1996) besuchen im Rahmen von Sassettes Traum einige Schlümpfe den bewohnten Mond. Hingegen begegnen in Le Schtroumpf de l‘espace (Der Schlumpf vom anderen Stern, 1996) die Schlümpfe tatsächlich einem auf der Erde gelandeten Außerirdischen.
- Projektionen der Schlümpfe auf andere Populationen: Gelegentlich werden die Schlümpfe und ihrer Eigenheiten, die bereits eine Parodie auf die Männerwelt darstellen (Parthoens Interview, 2003)[5] ihrerseits ebenfalls auf eine andere Population projiziert. Bei den Schlipsen handelt es sich noch um verwandelte Schlümpfe. In späteren Geschichten werden tatsächlich schlumpfähnliche Populationen gezeigt. Dabei werden die charakteristischen Eigenheiten einzelner Schlümpfe mehr oder minder reflektiert. Meist entspricht dabei einem bestimmten Schlumpf ein entsprechendes Wesen im anderen Völkchen. In Le Schtroumpf Marin au pays des Foumpfs (Der Seefahrerschlumpf, 1996) begegnet der Titelheld den Foumpfs (Flümpfen) und einem Analogon zu Gargamel. In Les cousins des Schtroumpfs (Die Schlümpfe und die Schlangenpost, 1997) treten die Schtrümpfe (dt.), die Vettern der Schlümpfe, auf. In La Menace Schtroumpf (2000) existieren plötzlich geheimnisvolle düstere Schtroumpfs Gris.
- Im Fernsehfilm BXL/USA (Drehbuch und Regie: Gaëtan Bevernaege, 2011) will eine alte Frau in die USA fliegen, kann sich die Reise aber nicht leisten. Ihr Sohn findet unter seinen alten Sachen das Schlumpfalbum über den Weltraumschlumpf und liest es. Ähnlich den Schlümpfen machen er und seine Freunde mit allerlei Tricks und Kniffen der nahezu blinden Frau glaubhaft, dass sie mit einer Bekannten in die USA reist.[6]

1967 Le Faux Schtroumpf (von Peyo; 20 Seiten; Juli bis August 1967 im Spirou; 1968 in Album 4 bei Dupuis; 1970 in Fix und Foxi 18. Jahrgang Band 26 bis 29; 1979 und 1997 Carlsen in: Die Schlümpfe 4, ebenso 2011 bei Toonfish. Deutscher Titel jeweils Der falsche Schlumpf)
- Der Comic ist eine Neubearbeitung des bereits unter dem nämlichen Titel Le Faux Schtroumpf 1961 veröffentlichtem Mini-récit.
- Nur in der Neuzeichnung des Albums ist der Große Schlumpf bei einer handwerklichen Tätigkeit, mit Hammer am Amboss, zu sehen. Weiters wird Gargamel im Album gefesselt aus dem Schlumpfdorf geführt, bevor er dann frei gelassen wird.

1968 Le Centième Schtroumpf (von Peyo, Szenario: Peyo und Delporte; 20 Seiten; 1968 in Album 4 bei Dupuis; in Fix und Foxi 1973 21. Jahrgang Band 22 bis 24 Der hundertste Schlumpf und 1983 31. Jg. Bd. 37 bis 39 Der Tanz der hundert Schlümpfe , 1979 und 1996 bei Carlsen und 2011 bei Splitter, Der hundertste Schlumpf)
- Der Comic ist eine Neubearbeitung des bereits unter dem nämlichen Titel Le Centième Schtroumpf 1962 veröffentlichtem Mini-récit.
- Nur im Mini-récit bietet der Leckerschlumpf seinem Kameraden Grognon ein Stück seines Kuchens an. Weiters hat im MR der Witzboldschlumpf einen wieder verwendbaren Scherzartikel, der beim Öffnen ein schwarzes Wölkchen auf das Opfer abfeuert. In der Albenversion verwendet er stattdessen ein explodierendes Geschenk.

1968 Pâques schtroumpfantes (Peyo, Gos; 3 Seiten; April 1968 im Spirou; 2014 Nachdruck in Les Schtroumpfs par Peyo L'Intégrale 2; 1976 in Fix und Foxi 24. Jahrgang Band 36 Schlumpferei im Schlumpfdorf und 1977 im Fix und Foxi Jahrbuch als Schlumpfige Ostern)
Inhalt:  Der Brillenschlumpf findet ein Hühnerei und will es dem Großen Schlumpf schenken. Als er einen weiteren Schlumpf dabei beobachtet, wie dieser ein hochwertiges Zuckerei für den Großen Schlumpf zubereitet, tauscht er die Eier heimlich aus. Der Witzboldschlumpf tauscht nun, ebenfalls unbemerkt, das Zuckerei gegen ein Ei mit einem Knallkörper. Als der Große Schlumpf dann das Hühnerei vom zweiten Schlumpf erhält, macht er daraus, zum Erstaunen dieses Schlumpfs, einen Eierkuchen. Als die Speise fertig ist, kommt der Brillenschlumpf mit dem präparierten Ei, welches in dem Augenblick explodiert.
- Das Motiv für diese Geschichte geht auf acht Streifen aus La Schtroumpfette (1966) zurück und wurde in der belgischen Spirou-Ausgabe um eine halbe Seite gekürzt sowie 1981 mit vier Seiten Umfang neu gezeichnet und wieder unter dem Titel Pâques schtroumpfantes veröffentlicht. Gemein ist den Geschichten, dass ein Wertobjekt kaskadenartig gestohlen oder heimlich vertauscht wird und die daran Beteiligten dieselbe Person damit beschenken wollen.

Im Comic von 1966 macht der Leckerschlumpf eine Torte für Schlumpfinchen. Der Fliegerschlumpf klaut ihm die Torte, der Witzboldschlumpf tauscht die mittlerweile verpackte Torte gegen eines seiner Knallgeschenke aus. Als er das Päckchen mit der Süßigkeit daraufhin Schlumpfinchen schenkt, reißt es der Brillenschlumpf an sich. Der vermutet einen Scherz und zertritt alles.
Der Schlumpf, der das Zuckerei zubereitet, hat im Comic von 1968 keinen Namen. In der Version von 1981 heißt er Schtroumpf Pâtissier (Konditorschlumpf).
1968 Pièges à Schtroumpfs (Peyo, Gos; 8 Seiten; Juni 1968 im Spirou; 1971 in Album 7, Dupuis; 1973 in Fix und Foxi sowie 1974 in Fix und Foxi Spass 21 als Eine Falle für die Schlümpfe; 1980 und 1997 bei Carlsen sowie 2011 bei Splitter Die Schlumpffallen in Die Schlümpfe 7; 1996 Bastei-Magazin Die Schlümpfe Nr. 63, Die goldene Falle)
Inhalt: Gargamel stellt recht originelle Fallen auf, fängt damit fast alle Schlümpfe und versklavt sie bei sich zu Hause. Der Große Schlumpf, der ihm nicht ins Netz gegangen ist, befreit sie.
1968 Les Schtroumpfs et le Cracoucass (Szenario und Zeichnungen: Peyo, Gos; 40 Seiten; Juli bis November 1968 im Spirou; 1969 Album 5 bei Dupuis; 1970/1971 in Fix und Foxi 18. Jahrgang Band 50 bis 19. Jg. Bd. 6 Die Schlümpfe und der Kraakukass; 1980 und 1997 bei Carlsen Die Schlümpfe 5 als Die Schlümpfe und der Krakakas; 2011 bei Splitter Die Schlümpfe 5 als Die Schlümpfe und der Monstervogel)
Inhalt: Zwei Schlümpfe sollen ein, vom Großen Schlumpf hergestelltes, gefährliches Wachstumsmittel in der Wüste verscharren und werfen diese Flüssigkeit stattdessen in eine Schlucht. Ein Vogelnestling schluckt einen Tropfen dieser Mischung und sucht, enorm gewachsen und aggressiv, noch in der Nacht das Schlumpfdorf heim (Ein Schlumpf: „… auf einmal machte es Flapp Flapp und dann Bromm – und plötzlich schlumpfte ein riesiger Schatten Kraakukass“). Nachdem am nächsten Tag dieser Cracoucass die Schlumpfbrücke zerstört hat, erkennt der Große Schlumpf die Wirkung seines Düngemittels. Als das Flugtier das Schlumpfdorf attackiert, fliehen die Schlümpfe und verschanzen sich in einem von Menschenhand erbauten und nun verlassenen Wachturm. Mit einer umgebauten Armbrust gelingt es schließlich, den Cracoucass mit einer Sprengladung zu beschießen, sodass er sein Gefieder verliert.
Ende: Der Vogel wird überwältigt und gefesselt. Dann „borgt“ sich der Große Schlumpf von Gargamel den Verkleinerungstrunk (Le Voleur de Schtroumpfs, 1959) aus und flößt diesen dem Cracoucass ein. In der reduzierten Größe ist das Tier ungefährlich, die Schlümpfe bauen ihr Dorf wieder auf. (Dialog: Kauka-Übersetzung von 1970)
- Im Interview hat Gos erläutert, dass sowohl der Name Cracoucass als auch der erste Entwurf zu dem Raubvogel von Franquin stammen.[6]
- Während seit 1960/1961 zu sehen ist, dass die Schlümpfe nur vier Finger an einer Hand haben, ist in dieser Geschichte erstmals zu sehen, dass sie auch nur vier Zehen an einem Fuß besitzen.
- In der zugehörigen Fernsehepisode The Smurfs and the Howlibird (1981) sind es Hefty und Lazy, welche die Flüssigkeit in den Graben werfen. Der moralisch nicht ganz einwandfreie Diebstahl des Zaubertranks kommt im TV nicht vor, stattdessen synthetisiert der Große Schlumpf anhand des zurück geholten Ausgangsstoffs ein geeignetes Gegenmittel.
- Der kleine Cracoucass ist in L’Aéroschtroumpf (1989) sowie La poudre d‘Escampette (Der fliegende Schlumpf, 1991) und als Skulptur in Le Puits aux échanges (Der verschlumpfte Zauberbrunnen, 1991) jeweils zu sehen.
- Der alte Wachturm ist in Les Schtroumpfs et le petit fantome (1996), Le secret du miel rouge (Das Geheimnis des roten Honigs, 1998), Les Schtroumpfs et les petits fantômes (2000) und Week-end à la mer (Gefährliche Ferien, 2000) wiederzusehen.

1969 Un Schtroumpf pas comme les autres (Peyo; 17 Seiten; Jänner bis Februar 1969 im Spirou; 1969 in Dupuis-Album 5; 1971 in Fix und Foxi 19. Jahrgang Band 15 bis 18 Ein Schlumpf spielt nicht mehr mit; 1980 und 1997 Carlsen in Die Schlümpfe 6 sowie 2011 Splitter im Band 5 Kein Schlumpf wie die anderen)
Inhalt: Ein melancholischer und zurückhaltender Schlumpf fühlt sich bei den Schlümpfen nicht mehr wohl und kündigt an, die Gemeinschaft zu verlassen. Zum Abschied gibt ihm der Große Schlumpf eine Zauberpfeife. Bläst man in sie, so gelangt man sofort ins Schlumpfdorf. Nach kurzer Wanderschaft nimmt Gargamel diesen Schlumpf gefangen und gelangt mit der Pfeife zu den Schlümpfen. Der Große Schlumpf kann dem Zauberer ein Freundlichkeits-Serum (sérum séraphique) injizieren, woraufhin er vom Schicksal des Emigranten erfährt. Alle brechen auf, um den Schlumpf zu befreien. In Gargamels Behausung lässt die Wirkung des Serums nach, sodass der Hexenmeister nun alle Schlümpfe gefangen nimmt und in eine Truhe sperrt. Mit der Zauberpfeife gelangen sie jedoch wohlbehalten nach Hause.
- Der Comic geht auf einen Werbeauftrag von 1964, in dessen Rahmen 100 Klebebilder den Schokoladentafeln von Kwatta und Sipal für ein 16-seitiges Sammelalbum beigelegt waren, zurück.[7]
- Der Schlumpf, der auswandern möchte, wird im Szenario von Peyo als melancholisch und traurig bezeichnet und hat sonst keinen Namen. Rolf Kauka assoziierte ihn in der Übersetzung von 1971 mit dem bereits bekannten grantigen Schtroumpf Grognon (Miesepeterschlumpf). Im Einseiter 170 (Schtroumpferies 4, 1999) ist es tatsächlich Grognon, welcher das Dorf verlassen möchte.

1969 Le Schtroumpfeur de pluie (Peyo, Gos, Delporte; 20 Seiten; Dezember 1969 bis Februar 1970 im Spirou; 1970 in Dupuis-Album 6; 1972 in Fix und Foxi 20. Jahrgang Band 17 bis 21 Alle Wetter und 1975 gekürzt im Fix und Foxi Jahrbuch als Die Schlümpfe machen alle Wetter; 1980 und 1997 bei Carlsen Die Schlümpfe und die Wettermaschine in Die Schlümpfe 7 sowie 2011 bei Splitter im Band 6)
Inhalt: Der Bastelschlumpf konstruiert eine Maschine, die das jeweils gewünschte Wetter induziert (siehe auch La première fleur du printemps des Schtroumpfs, Wo schlumpft denn nur der Frühling?, 2000). Während die meisten Schlümpfe bei Schönwetter ein Picknick machen, braucht der Gärtnerschlumpf für seine Salatpflanzen Regen. Indessen fordert der Dichterschlumpf erst recht Sonnenschein für seine Inspiration. Die beiden bedienen rasch nacheinander die Schaltelemente und ruinieren dabei das Gerät, sodass nun unkontrollierbar die unterschiedlichen Wetterextrema entstehen. Bei einem dabei gebildeten heftigen Gewitter gelingt es dem Großen Schlumpf einen Blitz in die Maschine zu lenken und sie damit gänzlich zu zerstören. Erschöpft muss er sich noch einen längeren Epilog vom Brillenschlumpf anhören.
- Schtroumpf Paysan (Gärtnerschlumpf): Bereits bei seinen ersten Auftritten erweckt er den Eindruck, als sei er ein Schlumpf, der Salat anpflanzt. Später ist er für die Landwirtschaft zuständig, betreibt vorwiegend Ackerbau und stellt dem Kochschlumpf die nötigen Nahrungsmittel zur Verfügung. In Le talisman d’Hogatha (1991) trägt er erstmals Strohhut und Holzpantoffel. Im zuvor veröffentlichten Comic Le Téléschtroumpf (1990) tritt er zusätzlich schon mit der grünen Latzhose auf, womit die Utensilien, welche seither das Erscheinungsbild des Gärtnerschlumpfs prägen, vollständig sind. Seine Rolle in der Dramaturgie der Schlumpfwelt wird ab 1992 (Le Schtroumpf Financier) aufgewertet. Ähnlich dem Koch und dem Bäcker leistet er in den späteren Alben mit dem Agrarbereich einen wesentlichen Beitrag für die Erhaltung der Schlumpfpopulation. Eine Schlüsselrolle hat er in Salade de Schtroumpfs (2006).
- Die Ausgabe im FF-Jahrbuch (1975) ist um vier Seiten gekürzt und in blau viragiertem schwarz-weiß veröffentlicht.

1969 Le sortilège de Maltrochu (Peyo; Johan et Pirlouit 13, erster Teil Dezember 1967 bis Mai 1968 und zweiter Teil September 1969 bis Februar 1970 im Spirou; 1970 Album bei Dupuis; 1972 im Fix und Foxi Extra 20 Der Zaubertrank konvertiert ins Taschenbuchformat; 1981 und 1995 bei Carlsen als Der Zauber von Schwarzenfels in Johann und Pfiffikus Band 4 bzw. 5; 2012 Johann und Pfiffikus Gesamtausgabe 4 bei Splitter als Der Hexenbann von Habichtstein)
Inhalt: Pirlouit stoßt auf einen Hund, der sprechen kann. Der Vierbeiner vertraut ihm und Johan an, dass er der verzauberte Chevalier Thierry de Plennevaux ist. Er und der fiese Baron Gontran de Maltrochu freiten um die schöne Geneviève, welche sich längst für Thierry entschieden hat. Um sich des Rivalen zu entledigen, gab ihm der Baron einen präparierten Wein zu trinken, welcher ihn in den Hund verwandelt hat. Während sich der Page das verhängnisvolle Elixier besorgt, gelingt es Maltrochu den Hund zu kaschen und mit ihm Geneviève zum Jawort zu nötigen. Mittlerweile entwickelt Zauberer Homnibus mit dem Großen Schlumpf das Gegenmittel. Pirlouit, der sich zu Versuchszwecken in einen Hund verwandeln hat lassen, und der dann befreite Thierry, werden wieder zu Menschen. Im letzten Augenblick kann der Chevalier die Hochzeit am Traualtar verhindern und Maltrochu im Zweikampf besiegen.
- Unterstützung erhielt Peyo von Walthéry und Gos (Hintergründe und Tuschzeichnungen) sowie Marc Wasterlain (Tusche).[8] Von Franquin stammen die Skizzen zur Burg von Maltrochu.[9]
- Die erste Seite dieses Comics ist ähnlich der Seite eines mittelalterlichen Buches gestaltet. Eine für das Mittelalter typische perspektivische Darstellung ist ebenfalls erkennbar. Der gutaussehende Ritter heißt Thierry, so wie der Sohn von Peyo, der wie der Ritter blond ist.
- Eine der Zutaten, mit denen Meister Homnibus experimentiert ist das Poudre de prutapipérium (Blätter 36 und 43), bereits in Le Schtroumpfissime (1964) verwendete der Große Schlumpf ein Schtroumpfapiperium (Blatt 1).
- Rolf Kaukas leicht gekürzte Taschenbuchversion von 1972 bietet eine Vielzahl von Beispielen einer stellenweise recht freien Übersetzung sowie geringfügige inhaltliche Veränderungen. Nachdem Pirlouit die goldene Krone des Königs in Blei verwandelt hat, verrechnet ihm der Herrscher den Wert des Objekts gegen Stallarbeit.

Le roi: «… et à raison de deux écus par jour de travail, dans 783 jours tu m’auras remboursé ma couronne!».
Bei Kauka ist der König mit der Verrechnung etwas genauer.
Der König: „… 100 Taler Goldwert meiner Krone, abzüglich 1/2 Taler Bleiwert … macht 99 1/2 Taler, die du mir schuldest, oder umgerechnet 783 Tage Stalldienst!“
Als Pirlouit in einen Hund verwandelt ist, erinnert Johan seinen Freund daran, dass der erst zuvor meinte, dass man Fehler machen darf.
Johan: «Homnibus n’est pas un incapable! Tout le monde peut se tromper! Tu le disais toi-même en arrivant ici! Tu t’en souviens?»
Pirlouit: «Non!»
Hier waren die Kauka-Mitarbeiter sehr frei in der Übersetzung.
Edelhart: „Aber Homnibus tut sein Möglichstes. Kann ich inzwischen irgendwas für dich tun?“
Kukuruz: „Führ mich Gassi! Ich muß!“
Später schickt Homnibus einen Storch mit einer Botschaft zum Großen Schlumpf. In Hundegestalt weist Pirlouit den Storch an, nicht zu trödeln.
Homnibus: «Va porter ce message au Grand Schtroumpf!»
Pirlouit: «Et ne traîne pas en route, hein! C est urgent!»
In der Kauka-Übersetzung ordert Homnibus etwas mehr, Pirlouit ist ruppig.
Homnibus: „Einmal Schlumpfdoerf und zurück! Am besten bringst du auf dem Rückweg den Großen Schlumpf gleich selber mit!“
Kukuruz: „Und zwar dalli! Sonst beißt dich der Hund!“
- Im 10. Album von Benoît Brisefer (Benni Bärenstark), La Route du sud (1997) ist auf Blatt 1 ein Hund zu sehen, welcher dem verzauberten Thierry weitgehend gleicht. Recht klein gezeichnet streunt ein solcher auch in Le Schtroumpfeur de Bijoux (1995) auf Blatt 27.

1970 L’apprenti Schtroumpf (Peyo; 32 Seiten; Dezember 1970 bis März 1971 im Spirou; 1971 Album 7 bei Dupuis; 1972/1973 in Fix und Foxi 20. Jahrgang Band 50 bis 21. Jg. Bd. 3 sowie 1974 in Fix und Foxi Spass Nr. 21, 1980 und 1997 bei Carlsen sowie 2011 bei Splitter in Die Schlümpfe 7, jeweils unter dem Titel Der Zauberschlumpf, 1994 bei Bastei Der Zauberlehrling in Die Schlümpfe 6)
Inhalt: Ein Schlumpf möchte unbedingt das Zaubern lernen. Er stiehlt Gargamel das Blatt eines Zauberbuchs, bereitet nach dem darauf enthaltenen Rezept einen Zaubertrank zu, trinkt diesen und verwandelt sich in einen schuppigen Schlumpf mit langem, dickem Schwanz. Beim Versuch, an das Gegenmittel zu gelangen, wird er vom Zauberer gefangen genommen. Die übrigen Schlümpfe befreien ihren Kameraden, nachdem sie Gargamel erfolgreich außer Gefecht haben. In dessen Zauberbüchern findet der Große Schlumpf das Rezept für das Gegenmittel, die dafür notwendigen Schnurrhaare (Vibrissen) einer Katze besorgen sich die Schlümpfe bei Azraël.
- Ähnlich Un Schtroumpf pas comme les autres (1969) geht der Comic auf einen Werbeauftrag von 1967, in dessen Rahmen 200 Klebebilder den Schokoladentafeln von Kwatta für ein Sammelalbum beigelegt waren, zurück. Das ist auch anhand beider Comics evident, da die meisten Zeichnungen dieselbe Größe aufweisen.[7]
- L’Apprenti Schtroumpf („Schlumpflehrling“) wurde bei Rolf Kauka, und später bei Carlsen und Splitter, mit Zauberschlumpf übersetzt. Bei Bastei wählte man für die an Goethes Zauberlehrling angelehnte Figur die wörtlichere Übertragung Lehrlingsschlumpf.[10] Das war in der jüngeren Zeit schon deswegen sinnvoll, weil derselbe Verleger seit 1991 auch noch Kurzgeschichten und Schlumpfereien veröffentlichte, in denen der Bühnenmagie betreibende Künstler Schtroumpf Magicien vorkommt, welcher nun mit dem Namen Zauberschlumpf bedacht wurde. Während der Lehrlingsschlumpf Zauberei und Alchemie betreibt, ist der Zauberschlumpf vorzugsweise ein Illusionist.
- Ein Schlumpf geht mit einer Steinschleuder auf Azraël los und projiziert sich und den Kater in die Rollen von David und Goliath.
- Album 7 enthält neben L’apprenti Schtroumpf noch Pièges à Schtroumpfs (1968) sowie unter dem Sammeltitel Roméos et Schtroumpfette (siehe Histoires de Schtroumpfs) zehn Einseiter aus dem Jahr 1971.
- In der Fernsehepisode The Smurf’s Apprentice (1981) ist Clumsy der Schlumpf, der unbedingt das Zaubern lernen möchte. Außerdem erwähnt der Große Schlumpf, dass in der Zauberei Brainy bereits sein Assistent ist.
- Gegen Ende der Geschichte scheint es abgemacht, dass sich der Lehrlingsschlumpf nicht mehr mit Zauberei oder Alchemie beschäftigen wird. In einigen der Kurzgeschichten (L’Ombre de l’Apprenti Schtroumpf, 1993; La Chaîne ardente, 1997; Les Carottes sauvages, 2000) zaubert er jedoch wieder und darf auch das Labor vom Großen Schlumpf benutzen. Im Comic von 2000 ist er neuerlich in der verwandelten schuppigen Gestalt zu sehen, ebenso weist der Brillenschlumpf in Le tournoi du Schtroumpf noir (2001) dieses Aussehen auf.

 1971 bis 1976 Histoires de Schtroumpfs – Einseiter und das zugehörige Album (Peyo und Delporte; 85 Comics zu je einer Seite; April 1971 bis September 1972 sowie März und April 1976 im Spirou, 1971 bis 1976 in den Dupuis-Alben 7 bis 10, 2015 Nachdruck in Les Schtroumpfs par Peyo L'Intégrale 3)
Nach den Veröffentlichungen im Spirou wurden die Gags zunächst in den Alben verwertet. Zehn davon sind unter dem Sammeltitel Roméos et Schtroumpfette im Album 7, 52 weitere bilden den ausschließlichen Inhalt des Albums 8 Histoires de Schtroumpfs (Carlsen: Bd. 9, acht Gags fehlen), 13 unter dem Titel Jeux Olympschtroumpfs sind im Album 9 zu finden, 9 unter dem für die späteren Einseiter der 1990er Jahre gebräuchlichen Titel Schtroumpferies (Schlumpfereien) sind im Album 10. Der Gag 53 ist nur in den Gesamtausgaben nachgedruckt. Fast alle Gags kamen auf Deutsch bei Kauka und Carlsen zum Abdruck, die Veröffentlichungen bei Splitter entsprechen exakt dem Albenkonzept von Dupuis.
Inhalt (Auswahl): Im Einseiter 28 benutzt ein Schlumpf einen Fotoapparat, Entdeckung der Belichtung und Entwicklung der Kameratechnik werden erst in Le schtroumpfeur d‘images (1993) erklärt. Schlumpfinchen und der Weltraumschlumpf sind erstmals wiederzusehen, drei Schlümpfe haben in den Einseitern ihre Erstauftritte.
Inhaltlich hängen einzelne Gags thematisch zusammen. Beispielsweise kündigt in Gag 30 Schlumpfinchen Heiratsabsichten an, auf Blatt 31 schildert sie die Vorstellung von ihrem Traumschlumpf (neuerlich möchte sie sich in Deux Schtroumpfs vivaient en paix binden). In den Gags 32 bis 34 beschäftigen sich die Schlümpfe mit Seifenblasen. Auf Blatt 41 und 42 kümmern sie sich während des Winters um die Tiere des Waldes.
- Schtroumpf Frileux (Frierschlumpf, Fröstelschlumpf, Bastei: Bibberschlumpf): Der ab Gag 33 in einigen Einseitern und Kurzgeschichten vorkommende Schlumpf ist dadurch charakterisiert, dass ihm zu jeder Jahreszeit kalt ist. Ein Vorgänger von ihm mit derselben Eigenschaft (oder wenn man es so sehen will, er selbst, noch namenlos) tritt bereits auf Seite 4 von La Faim des Schtroumpfs kurz in Erscheinung (Seite 9 der Erstfassung im Miniformat).
- Schtroumpf Cuisinier (Kochschlumpf): Im Einseiter 40 kommt erstmals der Koch vor und wird zunächst Schtroumpf cuistot genannt. Er trägt eine Kochmütze, welche gelegentlich auch Leckerschlumpf und Konditorschlumpf aufhaben. Seit 1976 (La Soupe aux Schtroumpfs) ist der Name Schtroumpf Cuisinier gebräuchlich. Eine Schlüsselrolle hat er in Salade de Schtroumpfs (2006).
- Schtroumpf Sculpteur (Bildhauerschlumpf, siehe Steinbildhauer): Nachdem bereits auf Blatt 10 ein Schlumpf mit Hammer und Meißel an einem Felsen tätig ist, wird der künstlerisch tätige Handwerker im Gag 49 erstmals namentlich genannt. In Le Schtroumpf Costaud et les machines (1993) ist er erstmals mit einem blaugrauen Hemd bekleidet. Der tätigkeitsverwandte Schtroumpf Tailleur, ein Steinmetz, tritt mit Namensnennung nur in Les P’tits Schtroumpfs (1988) auf.
- In den Alben 8 bis 10 enthalten die Einseiter als Ersatz für einen Titel ein zum Comic passendes Zitat oder eine bekannte Redensart, jeweils in der Schlumpfsprache.

Beispielsweise wird mit Gag 44 Karl Marx zitiert «Il n’est pire schtroumpf/sourd que celui qui ne veut pas schtroumpfer/entendre.» (Niemand ist so taub, als wer nicht hören will). Gag 54 gibt «Tant va le Schtroumpf/la cruche à l'eau qu'à la fin elle se schtroumpfe/casse.» (der Krug geht so lange zum Brunnen, bis er bricht). «Les feuilles mortes se ramassent à la schtroumpf/pelle.» von Blatt 26 geht auf ein Gedicht von Jacques Prévert zurück und wurde 1946 als Chanson von Yves Montand in Les Portes de la nuit (Pforten der Nacht) vorgetragen. «Le roi est Schtroumpf, vive le roi !» ist der Text über Blatt 40. Zeilen aus Fabeln von La Fontaine (siehe auch Deux Schtroumpfs vivaient en paix, 1976) sind ebenfalls enthalten, als auch Buch- oder Liedtitel sowie lateinische Phrasen.
- Die Einseiter der 1970er Jahre sind mit 1 bis 83 sowie 85 und 86 nummeriert. Bei den für die Magazinveröffentlichungen ab 1989 produzierten Einseitern (Schtroumpferies) begannen die Autoren in der Nummerierung wieder mit 1.

1972 Schtroumpf vert et vert Schtroumpf (Peyo et Y. Delporte ou Y. Delporte et Peyo, tout ça c'est…; 30 Seiten; Dezember 1972 bis Juni 1973 im Spirou; 1973 Album 9 bei Dupuis; 1974 in Fix und Foxi 22. Jahrgang Band 1 bis Bd. 5 Korkenschlumpf oder Schlumpfzieher; 1980 Carlsen in Die Schlümpfe 8 und 2011 Splitter, Band 9, jeweils Rotschlümpfchen und Schlumpfkäppchen)
Inhalt: Sehr bekümmert sucht der Große Schlumpf seinen Gegner Gargamel auf. Bereits seit einiger Zeit streiten die Schlümpfe, angefangen damit, ob ein Korkenzieher bei ihnen nun „Korkenschlumpf“ oder „Schlumpfzieher“ heißt, um die Details in ihrer Sprache. Eine Theatervorstellung ihrer Interpretation von Le petit Schtroumpferon Rouge (Rotkäppchen) und später ein Fußballspiel haben immer mehr zur Eskalation beigetragen. Das Errichten einer Demarkationslinie quer durch das Schlumpfdorf konnte das Erreichen eines bürgerkriegsähnlichen Zustands zwischen „Nord und Süd“ nicht mehr verhindern. Der Große Schlumpf, der sich während dieser Zeit zu sehr um alchemistische Experimente und zu wenig um seine Schlümpfe gekümmert hat, möchte nun im Erkennen seiner Schuld mithilfe des Zauberers der Situation Herr werden.
Er fordert Gargamel ein Gespräch ab und tauscht durch Zauberei mit ihm den Körper. In der Gestalt des Schlumpfs muss der Hexenmeister zunächst Azraël bändigen und verweist den Kater auf den Großen Schlumpf, der seine menschliche Gestalt aufweist. Als der Große Schlumpf mit dem Zauberer im Schlumpfdorf ankommt, geht sein offensichtlicher Plan auf. Die Schlümpfe halten alle zusammen, attackieren ihn in der menschlichen Gestalt und fesseln ihn. Mit der Zauberformel aus dem Labor des Großen Schlumpfs kann nun aber Gargamel die Rückverwandlung induzieren und fängt an, Schlümpfe einzufangen.
Ende: Gerade jetzt stoßt Azraël neuerlich auf seinen Herrn und attackiert ihn, gewissermaßen unter Befolgung des zuvor erhaltenen Gebots. Nachdem die Schlümpfe entkommen sind und der Frieden wieder hergestellt ist, muss der Große Schlumpf erkennen, dass er die Eigendynamik der Sprache nicht in den Griff bekommen wird.
- Das Märchen vom Rotkäppchen wird in Le Petit Schtroumpferon Rouge (Rotschlumpfchen und der böse Wolf, 1995) als Puppentheater gespielt. Eine Bühnenaufführung ist im Einseiter 182 in Schtroumpferies 3 (1997) wiederzusehen.
- Grognon will beim Handballspiel nicht mitmachen und tritt den Ball mit Füßen. Nachdem einige Schlümpfe mit ihm kebbeln, halten, in der durch den Sprachstreit bereits aufgeheizten Situation, andere Schlümpfe mit ihm mit und spielen daher Fußball. Gelegentlich kommt das Spiel in Kurzgeschichten oder Schtroumpferies vor und wird in Football Schtroumpf (1996) neuerlich erfunden. In Azraël chez les Schtroumpfs (Azrael bei den Schlümpfen, 1992) geben sich die Schlümpfe mit dem Kater eine Partie Fuß- bzw. Pfotenball.
- Das Album 9 enthält neben dieser Titelgeschichte aus den Histoires de Schtroumpfs eine unter Jeux Olympschtroumpf passende Zusammenstellung.

1976 Deux Schtroumpfs vivaient en paix (Peyo; 4 Seiten; Juni 1976 ohne Titel im Spirou; 1976 im Album 10; 1977 in Fix und Foxi 25. Jahrgang Band 17 Wer heiratet Schlumpfinchen?, 1995 in Bastei-Heft 57 Zwei Schlümpfe lebten in Frieden …)
Inhalt: Schlumpfinchen besucht die Schlümpfe mit der Absicht, einen von ihnen zu heiraten. Sie überlegt es sich jedoch und verlässt die Schlümpfe neuerlich.
- Die Verszeile am Kopf des ersten Blatts dieses Comics, welche in der Albenausgabe enthalten ist, ist angelehnt an die erste Zeile der Fabel Die zwei Hähne von Jean de La Fontaine. Sie wird üblicherweise als Titel des Vierseiters interpretiert und setzt sich darüber hinaus auf der zweiten Seite oben fort: „Une Schtroumpfette survint“. Die Übertragung in der deutschen Albumfassung lautet: „Die Schlümpfe lebten in Frieden… und dann kam Schlumpfine“.

1976 La Soupe aux Schtroumpfs (Idee und Szenario: Peyo, Mithilfe: Delporte; 30 Seiten; August 1976 bis Jänner 1977 im Spirou; 1976 Album 10 bei Dupuis; 1977 in Fix und Foxi 25. Jahrgang Band 11 bis 15 Eine schlumpfige Suppe; 1981 Carlsen und 2012 Splitter jeweils in Die Schlümpfe im Band 10 Die Schlumpfsuppe)
Inhalt: Dem immer hungrigen Riesen Grossbouf wird von Gargamel eine Schlumpfsuppe empfohlen. Durch Zufall findet der Hüne zu den blauen Wesen, wo ihm der Große Schlumpf trickreich glaubhaft macht, eine solche Speise mit vier Schlümpfen als Einlage zuzubereiten. Die Schlümpfe, die kurzzeitig in der heißen Brühe schwimmen, sind mit einer Zaubersalbe versorgt und bringen sich vor dem Verzehr der Suppe unbemerkt in Sicherheit. Nach dem Mahl verwandelt sich Grossbouf in ein blaues Ungetüm. Der Große Schlumpf schlägt ihm vor, Gargamel, der genau in diesem Augenblick ins Schlumpfdorf findet, nach einem Gegenmittel zu fragen.
- Grossbouf („Dicki Wanst“ bei Kauka – der Zauberer und der Große Schlumpf nennen ihn auch „Dicki“ –, „Vielfraß“ bei Bastei, „Nimmersatt“ bei Carlsen und Splitter, „Bigmouth“ in der Fernsehserie und der Papercutz-Übersetzung des Comics, „Großmaul“ in der deutschen Synchronfassung der TV-Episoden) ist einer der wenigen, die ins Verwunschene Land und in das Schlumpfdorf gelangen. Er tritt 1997 mit Familie (Les six filles de Grossbouf) und 2001 (Grossbouf et les lézards) wieder auf. Sein Vetter, ein Oger, ist in L’Ogre et les Schtroumpfs (1996) zu sehen.
- In Anlehnung an das vorige Abenteuer Schtroumpf vert et vert Schtroumpf (1972) fragt der Kochschlumpf nach dem Korkenschlumpf-Schlumpfzieher (Blatt 11).
- Gargamel gelangt in diesem Abenteuer ohne irgendeinen Zufall oder eine sonstige Hilfestellung ebenfalls ins Schlumpfdorf. Zuvor ist er mit Azraël in isolierten Bildern auf einer Reise durch die Welt zu sehen, welche jener der Detektive Dupond und Dupont im Tintin-Abenteuer Le temple du soleil (Der Sonnentempel, 1946–1948) gleicht.
- Während Gargamel das Gegenmittel zuzubereiten versucht, redet er die Schlümpfe einmal in ihrer Schlumpfsprache an (Blatt 27).
- Album 10 enthält neben dieser Geschichte noch die Kurzgeschichte Deux Schtroumpfs vivaient en paix von 1971/1972 sowie aus den Histoires de Schtroumpfs neun Einseiter von 1972 und 1976.
- In der Fernsehepisode Soup a la smurf (1981) tritt Grossbouf kindlich auf und redet von sich noch in der dritten Person. Offenbar halten die Schlümpfe (und auch deren Autoren) den Riesen für nicht allzu klug, da das im TV auch mitwirkende Schlumpfinchen sich einerseits für die Suppeneinlage zur Verfügung stellt, andererseits sich aber nach dem Mahl unter den Schlümpfen befindet und mit dem Riesen weiter plaudert.

1979 Les Schtroumpfs olympiques (Peyo; 1979 Werbeausgabe von Coca-Cola Belgien und dem Belgischen Olympischen Komitee; Juni/Juli 1980 im Spirou; 1983 Album 11 bei Dupuis; 1980 Wettkampf der Schlümpfe – Die Schlumpfiade von Schlumpfhausen sowie 1985 Sportschlümpfe gegen Schlappschlümpfe und 1992 Die Olympiade der Schlümpfe im Band 2 der Albenreihe, jeweils bei Bastei; 1988 bei Carlsen und 2012 bei Splitter Die Schlumpf-Olympiade, in Die Schlümpfe Band 11)
Inhalt: Der Muskelschlumpf will nicht mehr allein Sport treiben, woraufhin ihm der Große Schlumpf bei der Veranstaltung einer Olympiade behilflich ist. Von den Teilnehmern bildet der besonders schwache Schtroumpf chétif (Schlappschlumpf) seine eigene Mannschaft und erhält vom Großen Schlumpf eine wirkungslose Salbe, welche ihm Selbstvertrauen gibt. Nachdem er den Marathonlauf gewinnt, erscheint Schlumpfinchen für einen Siegerkuss und geht mit dem Brillenschlumpf in den Wald.
- Die Geschichte erschien in Belgien zuerst im Auftrag des Belgischen Olympischen Komitees und von Coca-Cola Belgien, die das Album bereits 1979 als Werbegeschenk verteilten[11]. Bei Dupuis erschien der Comic 1983 gemeinsam mit Pâques schtroumpfantes (1981) und Le Jardin des Schtroumpfs (1982) im Album 11.
- Schlumpfinchen tritt von nun an in allen längeren und vielen der Kurzgeschichten auf.
- Schtroumpf chétif, der nur in einer Zeichnung auftretende Schtroumpf prétentieux kommen, so wie der namentlich erwähnte Schtroumpf amoureux, nur in diesem Album vor. Der Schlappschlumpf träumt auch davon, ein fliegender Superschlumpf zu sein, einen solchen gibt es mit einem anderen Kostüm in zwei Kurzgeschichten von 1998 (Super Schtroumpf) und 1999.
- Der Inhalt der Fernsehfolge The smurfic games (1984, Die schlumpfischen Spiele) stammt vorwiegend aus diesem Comic. In der Fernsehepisode veranstalten die Schlümpfe die Spiele und bilden aufgrund der unterschiedlichen Sprachen (hier gehen auch Motive des Comics von 1972, Schtroumpf vert et vert Schtroumpf, ein) zwei große Mannschaften und eine kleine mit Schlumpfinchen und dem Dummschlumpf. In der Verfilmung ist Schlumpfinchen im Gegensatz zum Comic auch vor und während der Spiele zu sehen. Die dramaturgische Bedeutung des Schtroumpf Chétif aus dem Comic kommt in der Fernsehfolge dem Dummschlumpf zu.

1979 Benco et les Schtroumpfs – Gags (Peyo; 14 Werbecomics zu je einer Seite; 1979 im Spirou; 1983 Album der Éd. Banania).
Der Auftraggeber dieser Werbecomics sowie einer im Jahr darauf in Fortsetzungen veröffentlichten Kurzgeschichte war Banania, eine französische Marke für Kakaoprodukte. Der etwa 1912 entstandene Betrieb veröffentlichte auch die Zusammenstellung der 14 Einseiter im Album.
Die Einseiter geben Gags wieder, in denen eine lebende Benco-Dose, die sich bei den Schlümpfen aufhält, eine gewichtige Rolle spielt und bei Bedarf Instantkakao zum Auflösen in Milch ausgibt. Beispielsweise kann der häufig schlafende Gammelschlumpf mit dem Geruch einer frisch gebrühten Tasse Kakao sehr leicht aufgeweckt werden, selbst der immer grantige Grognon lächelt nach einem solchen Trunk. Bastelschlumpf erfindet eine Maschine, welche die für den Kakao nötige heiße Milch erzeugt. Die Schlümpfe haben mehr Interesse an Kakao als an Schlumpfinchen, während Benco deren Gefährtin zuerst bedient. Die Benco-Dose verfeinert auch noch eine Geburtstagstorte für den Großen Schlumpf.
1980 Benco et les Schtroumpfs – Kurzgeschichte (Peyo; 14 Seiten, Werbecomic; 1980 im Spirou)
Inhalt: Gargamel weiß bereits vom Benco und dass die vitale Dose mit den Schlümpfen befreundet ist. Er verkleidet sich als alter Mann und fängt sie, gemeinsam mit einem Schlumpf. Dann fabriziert er eine weitere lebende Benco-Dose, behandelt sie mit einem Gift und schickt diese zu den Schlümpfen. Anschließend besäuft er sich, gemeinsam mit Azraël. Während er und der Kater ihren Rausch ausschlafen, sorgt die echte Benco-Dose dafür, dass zumindest der mit ihr gefangen gehaltene Schlumpf frei kommt. Der trifft im Dorf auf die mittlerweile vom falschen Benco vergifteten und in Ungeheuer verwandelten Schlümpfe.
Ende: Gut bewaffnet stürmen die Schlümpfe Gargamels Behausung, Azraël nimmt vor den ungeheuerlichen Gestalten Reißaus und der Zauberer wird überwältigt. Das mithilfe des, zugleich befreiten, Benco hergestellte Kakaogetränk gibt ihnen wieder die ursprüngliche Gestalt. Gargamel bekommt die Medizin des falschen Benco, welcher gleich darauf eine Substanz aus Gargamels Labor trinkt und explodiert.
- Der Werbecomic wurde adaptiert und 1988 als regulärer Schlümpfe-Comic herausgebracht (Le Schtroumpf robot). Die Benco-Dose wurde dabei durch einen Roboter, der einem Schlumpf nachempfundenen ist, retuschiert.

1981 Pâques schtroumpfantes (Peyo; 4 Seiten; April 1981 im Spirou; 1983 im Album 11)
- Der Comic ist eine Neubearbeitung der bereits 1968 unter dem nämlichen Titel Pâques schtroumpfantes veröffentlichten Episode.
- Schtroumpf Pâtissier (Konditorschlumpf) wird genannt, im Quellmaterial von 1968 hat der Schlumpf noch keinen Namen. Er bereitet die Süßspeisen zu und trägt meistens, so wie der Kochschlumpf, eine Kochhaube. In Le Schtroumpf Financier (1992) ist er in der Bäckerei tätig.

1982 Le Jardin des Schtroumpfs (Peyo; 8 Seiten; November/Dezember 1982 im Spirou; 1983 im Dupuis-Album 11; 1983 in Fix und Foxi; 1988 Carlsen sowie 2012 Splitter Ein schlumpfiges Picknick in Die Schlümpfe 11; 1994 Bastei-Magazin Die Schlümpfe Nr. 41)
Inhalt: Gargamel baut für die Schlümpfe einen Vergnügungspark mit Fallen. Er fängt einige Schlümpfe sowie Schlumpfinchen. Mit Hilfe des Dummschlumpfs kann er besiegt werden.
- Erstmals seit ihrer Erschaffung begegnet Schlumpfinchen ihrem Erzeuger Gargamel.

Der Bastelschlumpf ist erstmals mit einer Latzhose zu sehen.
1982 Le Schtroumpf bricoleur (Peyo; 8 Seiten; Dezember 1982 im Spirou Bon anniverschtroumpf; 1984 Album 12 bei Dupuis; 1983 in Fix und Foxi 31. Jahrgang Bände 20/21 Herzlichen Glückschlumpf; 1988 Carlsen Band 12 Der Bastelschlumpf, Nachdruck 1999 im Band 11; 1995 Bastei-Magazin Die Schlümpfe Nr. 58; 2012 Splitter im Band 12 Schlumpfige Erfindungen)
Inhalt: Die Schlümpfe wollen anlässlich des 542. Geburtstages des Großen Schlumpfs (Un Schtroumpf: «Le Grand Schtroumpf va fêter ses 542 ans!») einen Kuchen backen. Der Bastelschlumpf erfindet eine Bohrmaschine und verursacht damit Ärger.
- Zu Beginn des Comics werden einige bekannte Schlümpfe sowie erstmals Schtroumpf artiste (Schtroumpf Peintre ab Le Chef d’oeuvre du Schtroumpf Peintre, 1992) und Schtroumpf infirmier (Krankenpfleger. der Name wird nicht mehr erwähnt, Schlümpfe mit einer solchen Tätigkeit sind gelegentlich zu sehen), vorgestellt.
- Außerdem ist ein Schlumpf als Rauchfangkehrer mit einem schwarzen Kostüm und rotem Halstuch zu sehen. In der Schtrompferie 109 erledigt der Bastelschlumpf solche Kehrarbeiten, in den Schtroumpferies 127 und 163 ist ein mit einem Halstuch und sonst normal gekleideter Schlumpf als Rauchfangkehrer zu sehen. Ein Name wird nirgends erwähnt (in den Erstauflagen der Schtroumpferies-Alben sind diese Gags im Album 3 von 1997 auf den Seiten 3 und 4, im Album 4 von 1999 auf der Seite 31 zu sehen).

1983 Une fête schtroumpfante (Peyo; 8 Seiten; Jänner 1983 im Spirou Les Schtroumpfs et le grand lapin; 1984 in Dupuis-Album 12; 1983 in Fix und Foxi 31. Jahrgang Bände 16/17 Die Schlümpfe und der weiße Hase; 1988 bei Carlsen in Band 12 mit Nachdruck 1999 in Band 11 sowie 2012 bei Splitter jeweils unter dem Titel Ein schlumpfiges Fest; 1996 Bastei-Magazin Die Schlümpfe Nr. 63, Beim Schlumpffest schnappt die Falle zu)
Inhalt: Gargamel verkleidet sich als weißer Hase, geht mit einigen Schlümpfen ins Schlumpfdorf und wird dann mit Raketentechnik in den Wald expediert.
1983 La Peinture schtroumpf (Peyo; 8 Seiten; September 1983 im Spirou Des Schtroumpfs et des couleurs; 1984 in Dupuis-Album 12; 1983 in Fix und Foxi 31. Jahrgang Bände 22/23 Der unsichtbare Gurgelhals; 1988 Carlsen Schlumpfmalerei in Band 12, Nachdruck 1999 in Band 11; 1995 Bastei-Magazin Die Schlümpfe Nr. 57; 2012 Splitter Vorsicht, frisch geschlumpft! in Band 12)
Inhalt: Die Schlümpfe sollen im Dorf alles neu streichen. Gargamel experimentiert mit einer Farbe, welche ihn unsichtbar macht. Durch ein Malheur wird später auch sein Zauberbuch mit jener Formel unsichtbar.
- Die Lotion, die unsichtbar macht, muss Gargamel während einer Inspektion in La Grande Schtroumpfette (2010) neuerlich herstellen. Der Große Schlumpf hilft ihm dann.

1984 Le bébé Schtroumpf (Peyo; 20 Seiten; 1984 Album 12 bei Dupuis; 1988 bei Carlsen im Band 12 und Nachdruck 1999 im Band 11 sowie 2012 bei Splitter, jeweils unter dem Titel Das Schlumpfbaby)
Inhalt: Eines Nachts erhalten die Schlümpfe von einem Storch ein Schlumpfbaby, welches bei Schlumpfinchen untergebracht wird. Um der Frage nach dem Ursprung solcher Babys nachzugehen, erkundigt sich der Brillenschlumpf beim Großen Schlumpf und erhält eine ausschweifende Antwort, deren Aussagelosigkeit er erst nach dem Gespräch erkennt. Der brummige Grognon muss feststellen wie er auf andere wirkt, da das Baby sein Verhalten imitiert. Allmählich fängt er an, sich um den Kleinen zu kümmern. Nachdem sich bald darauf dessen Anlieferung an die Schlümpfen als Irrtum herausstellt, versteckt er sich mit ihm im Wald. Während der stressreichen Suche nach den beiden wird sogar der plötzlich auftretende Gargamel überrumpelt und resolut dieser Comic-Geschichte verwiesen (Un Schtroumpf: «Et d’abord vous n’avez rien à faire dans cette histoire! Allez, ouste!» –Gargamel: «Heu … Excusez-moi!»).
Ende: Da das Baby zu erkranken droht, bringt Grognon es zurück. Der Storch fliegt mit ihm davon und kommt mit diesem bald wieder retour. Der Intervention des Vogels ist es zu danken, dass das Schlumpfbaby letztlich doch bei den Schlümpfen bleiben darf. (Dialog aus der frz. Albenausgabe von 1984)
- Das Thema Fortpflanzung bei Schlümpfen wird auch in Le Schtroumpf Sauvage (1998) und im Streifen 583 (1998 bis 2003, Blagues, im Album 2 von 2008 auf Seite 44) behandelt. Le bébé de Gargamel (1996) impliziert, dass auch Menschenbabys vom Weißstorch geliefert werden.
- Unter dem Sammeltitel Le bébé Schtroumpf kam 1984 das Album heraus, welches neben dem namensgebenden Comic auch Le Schtroumpf bricoleur, La Peinture schtroumpf und Une fête schtroumpfante enthält.
- Das Schlumpfbaby lebt beim Schlumpfinchen und ist in allen Arten von Schlümpfe-Comics gelegentlich zu sehen.

1988 Les P’tits Schtroumpfs (Peyo; 24 Seiten; Jänner bis Februar 1988 im Spirou; April 1988 Album 13 bei Dupuis; 1989 bei Carlsen und 2012 bei Splitter jeweils Band 13 sowie 1995 bei Bastei, bei allen unter dem Titel Die Minischlümpfe)
Inhalt: Schtroumpf Colérique, Schtroumpf Nature mit seinem Schmetterling Papilio und der lasche Schtroumpf Mollasson werden zu Gevatter Zeit (Père Temps) geschickt, in dessen Villa verjüngen sie sich und den Schmetterling irrtümlich und wollen so bleiben. Geschrumpft auf fünf Sechstel ihrer ursprünglichen Größe – der Schmetterling wurde zur Raupe – misst sie der Schneiderschlumpf auf eine Körpergröße von zweieinhalb Äpfel. Da die drei nicht mehr das klassische weiße Schlumpfkostüm anziehen wollen, fordern sie beim Einkleiden mehr Phantasie und suchen sich Art und Farbe der Bekleidung selbst aus («Dis donc, ne viens pas nous schtroumpfer de stupides costumes classiques, hein? Un peu de fantaisie!»).
Da Schlumpfinchen traurig ist und sich eine Freundin wünscht, erkundigen sich die Mini-Schlümpfe nach Rezept und Zutaten für eine Schtroumpfette und stehlen Gargamel das (im Vergleich zu La Schtroumpfette, 1966, etwas abgeänderte) nötige Rezept, sodass Schlumpfinchen zu einer, aus zuvor von Gargamel verzauberter Tonerde geschaffenen, Gespielin kommt – der kleinen Sassette.
Ende: Während der Große Schlumpf ein Gegenmittel für Gargamels Zauber entwickelt – Sassette sollte, ausgelöst von den Sonnenstrahlen der Mittagssonne explodieren –, sucht das kleine Mädchen, das mehr über seine Existenz wissen möchte, Gargamel auf. Wegen des Sonnenstands knapp vor dem Zenit nimmt der Hexenmeister Reißaus, der Große Schlumpf annulliert den Zauber rechtzeitig und Azraël droht ein Vollbad.
- Schtroumpf Colérique, Schtroumpf Nature und Schtroumpf Mollasson sowie Sassette sind in mehreren Kurzgeschichten immer wieder zu sehen. Innerhalb der regulären Albenreihe treten nur der Naturschlumpf in einer Kurzgeschichte von 1990, Le Schtroumpf et son dragon, sowie der Cholerische und Sassette noch einmal auf (On ne schtroumpfe pas le progrès, 2002). Père Temps ist in keinem Comic zu sehen und wird in dieser Geschichte auch nur erwähnt.
- Die Wiederverwandlung der Raupe in den Schmetterling ist in Le Schtroumpf et son dragon (1990) sowie auf Blatt 10 der Schtroumpferies (in der Albenausgabe von 1994 auf Seite 30) zu sehen. Weiters wird im Comic von 1990 erwähnt, dass sich die Raupe jeden Sommer in einen Schmetterling verwandelt. Der Naturschlumpf nennt das Tier unabhängig vom jeweiligen Stadium weiterhin „Papilio“. In L’école des fées (1999) hat er den Schmetterling und zugleich eine Raupe als Begleittier, da er den Schmetterling dann Papilio nennt, müsste – pedantisch betrachtet – die Raupe ein weiteres Haustier sein.
- Schwierig ins Deutsche zu übertragen ist folgendes Wortspiel: Schneider (tailleur) und Steinmetz (tailleur de pierre) werden im Original-Comic beide Schtroumpf Tailleur genannt. Um die Minischlümpfe neu einzukleiden, ruft der Große Schlumpf den Tailleur, doch der Steinmetz mit Hammer und Meißel kommt zuerst: Der Große Schlumpf kebbelt, während der Handwerker sich zurecht als der Gerufene ausweist und einige Schlümpfe über die Eigenheiten in ihrer Sprache schmunzeln. Schließlich kommt doch der Schneider (Grand Schtroumpf: «Mais non, pas toi, Schtroumpf Tailleur! J’ai dit: Schtroumpf Tailleur et non pas Schtroumpf Tailleur!» – Schtroumpf Tailleur (1): «Mais je suis le Schtroumpf Tailleur!» – Un Schtroumpf: «Ce n’est pas simple, le schtroumpf, hein?» – Un Schtroumpf: «Ah! Voilà le Schtroumpf Tailleur!» – Schtroumpf Tailleur (2): «Venez, les p’tits!»).

1988 Le schtroumpf robot (Peyo; 17 Seiten; März/April 1988 im Spirou; 1988 in Dupuis-Album 13; 1989 Carlsen und 2012 Splitter in Die Schlümpfe Band 13 sowie 1995 Bastei jeweils unter dem Titel Der Roboschlumpf)
Inhalt: Bastelschlumpf ärgert sich über die viele Arbeit, die er ständig hat und stellt sich einen schlumpfähnlichen Roboter her, welcher neben nützlichen Hausdiensten immer in der Lage ist, aus einem Loch in seiner Mütze eine bekömmliche Suppe mit Salsepareille auszuschenken. Auf Schlumpffang aus, kascht Gargamel den Roboter und bemerkt, dass die Beute kein echter Schlumpf ist. Nachdem Azraël für ihn den Bastelschlumpf geschnappt hat, stellt er ebenfalls einen Schlumpfroboter her (ab hier ist das Szenario ident mit dem Werbecomic Benco et les Schtroumpfs von 1980, in welchem die Benco-Dose die Rolle des Roboters hat).
- Der Comic stellt eine Wiederverwendung der Kurzgeschichte Benco et les Schtroumpfs von 1980 dar. Die Adaption verfügt über einen neuen, vier Seiten langen, Anfang, welcher die erste Seite des ursprünglichen Comics ersetzt. Lediglich die Bildkomposition der ersten Zeichnung jener Seite wurde weitgehend wieder verwendet, insbesondere ist in der jüngeren Zeichnung nun auch Schlumpfinchen mit dem Baby zu sehen. Weiters hat der Gärtnerschlumpf in der 1988 veröffentlichten Adaption bereits einen Strohhut auf und der Bastelschlumpf auf einigen Zeichnungen den roten Zimmererbleistift hinter sein Ohr geklemmt. In den zeitgleich veröffentlichten anderen Comics prägte bei dem Heimwerker bereits die Latzhose dessen Erscheinungsbild. Auf den übrigen 13 Blättern des Werbecomics von 1980 wurde die Benco-Dose durch den Schlumpfroboter retuschiert sowie ein Résumé-Streifen durch neue Zeichnungen ersetzt.

## 1989 bis 2002 – Die Zeit der vielen Kurzgeschichten
Magazinveröffentlichungen: Von 1989 bis 2002 erschienen rund 140 Kurzgeschichten zu jeweils acht Seiten, etwa 80 Vierseiter sowie ein Comic mit 12 Seiten, welche alle zunächst in monatlichen Magazinen veröffentlicht wurden. Diese Druckwerke enthalten neben dem Comic-Anteil auch einschlägige Bildgeschichten, Rätsel und Basteleien oder anderes Beschäftigungsmaterial sowie Naturkunde-Artikel. Zuerst veröffentlichte Peyo ab November 1989 bis August 1992 34 Ausgaben des Magazins „Schtroumpf!“ über Cartoon Creation, seinen eigenen Verlag. 1992 bis 1993 kamen weitere 15 Hefte bei den Éditions de Tournon heraus. Auf Französisch erschien dann erst wieder 1998 ein Magazin mit insgesamt 13 Ausgaben.
Nachdrucke: Zehn der Achtseiter wurden 1990 und 1991 im Rahmen der regulären Reihe in den Alben 14 und 15 bei Cartoon Creation verlegt. 1994 bis 1996 erschien die 13-bändige Reihe 3 Histoires de Schtroumpfs, in der insgesamt 38 Achtseiter, umformatiert auf drei Streifen je Seite, veröffentlicht wurden (die letzte Nummer enthält nurmehr zwei Geschichten). Die ersten vier Bände wurden 1998 unter dem Titel Schlumpf-Geschichten auch bei Carlsen auf Deutsch publiziert, allerdings nicht ummontiert, sondern verkleinert und ergänzt um jeweils drei Einseiter der Schlumpfereien. 2000 bis 2002 veröffentlichte Dupuis in der Collection Pirate, einer Reihe von Sonderausgaben in vereinfachter Ausstattung, sieben Bände mit Schlümpfe-Comics, vier davon enthielten ebenfalls nur Kurzgeschichten. Schließlich versammelte die Albumreihe L'Univers des Schtroumpfs (dt. Die Welt der Schlümpfe bei Toonfish) von 2011 bis 2016 noch einmal eine thematisch sortierte Auswahl an Kurzgeschichten.
Deutsche Veröffentlichungen bei Bastei: Auf Deutsch wurden die Kurzgeschichten zuerst im monatlich erscheinenden Magazin „Die Schlümpfe“ über Bastei Lübbe durchgängig von Januar 1991 bis Januar 2002 publiziert. Die mit zwei Sonderausgaben insgesamt 134 Hefte umfassende und fast alle Kurzgeschichten enthaltende Reihe des deutschen Verlegers ist bis zur Nummer 86 fortlaufend nummeriert, ab dann jahrgangsweise mit Nennung des jeweiligen Kalenderjahres. Ergänzungen zum Angebot von Bastei waren die zehnbändige Albenreihe Die Schlümpfe (1992 bis 1995) im Pressevertrieb sowie drei Bände Schlümpfe Classics (1992/1993) für den Buchhandel. In der zehnbändigen Reihe erschienen neben einigen Achtseitern, die großteils bereits im Magazin abgedruckt waren, auch noch ältere, bereits von Kauka erstmals publizierte Comics. Die drei Bände der Schlümpfe Classics entsprechen exakt den ersten drei Dupuis-Alben der regulären Reihe.
Alben 16 bis 20: Die regulären Alben erscheinen von November 1992 an im Brüsseler Verlagshaus Le Lombard, wobei seither, beginnend mit Le Schtroumpf Financier (1992, Album 16), diese Reihe jeweils nur eine einzige, albumlange Comic-Geschichte enthält, zunächst mit einem Umfang von 44, später 46 Blatt. 1996 bis 2001 veröffentlichte Carlsen neuerlich eine Auswahl aus den zu der Zeit bereits verfügbaren ersten 20 Alben auf Deutsch.
Chronologie: Von den Kurzgeschichten sind in diesem Teil der Bibliographie die ersten 34 Comics anhand der Erstveröffentlichung bei Cartoon Creation, die weiteren anhand der Publizierung bei Bastei geordnet. Aufgrund der Einstellung des Schtroumpf!-Magazins handelt es sich ab ca. 1994 bei den Bastei-Editionen überwiegend um Erstausgaben.
1989 La gourmandise chez les Schtroumpfs (Szenario: Jean-Claude De La Royère, Zeichnungen: Philippe Delzenne, Künstlerische Gesamtleitung: Peyo; 8 Seiten, 1989 Magazin Schtroumpf! Nr. 1 und 1990 Album 14 bei Cartoon Creation; 1991 im Bastei-Magazin Die Schlümpfe Nr. 1 sowie 1996 in Nr. 63 und 1992 im Bastei-Album 3 jeweils Die Schlümpfe und die falsche Torte; 2012 bei Splitter Band 14 Die Schlemmerschlümpfe).
Inhalt: Gargamel bereitet eine vergiftete Torte zu, mit der einige Schlümpfe versteinert werden.
1989 L'Aéroschtroumpf (Szenario: De La Royère, Zeichnungen: Bernard Swysen, Künstlerische Gesamtleitung: Peyo; 8 Seiten; 1989 Magazin Schtroumpf! Nr. 2 und 1990 Album 14 bei Cartoon Creation; 1991 im Bastei-Magazin Die Schlümpfe Nr. 1 und 1992 im Bastei-Album 3 sowie 2012 bei Splitter Band 14 jeweils unter dem Titel unter dem Titel Der Fliegerschlumpf)
Inhalt: Der Fliegende Schlumpf (Le Schtroumpf volant, 1963) will wieder abheben und lässt sich vom Bastelschlumpf ein Flugzeug bauen.
- Der kleine Cracoucass ist wieder zu sehen.
- Das Flugzeug kommt noch in einigen Kurzgeschichten vor und wird in Les nouveaux exploits du Schtroumpf Volant (1999) in einen Zweisitzer umgebaut. Im Album Salade de Schtroumpfs (2006) machen Kochschlumpf und Gärtnerschlumpf damit eine Bruchlandung mit Totalschaden.
- Das 1990 bei Cartoon Creation herausgebrachte Album 14 enthält diese titelgebende Geschichte und die zeitnahen produzierten Titel La gourmandise chez les Schtroumpfs, Le Schtroumpfeur masqué, Puppy et les Schtroumpf und Les Farces du Schtroumpf Farceur.

1990 Les Farces du Schtroumpf Farceur (Szenario: De La Royère, Zeichnungen: Alain Maury, künstlerische Gesamtleitung: Peyo; 8 Seiten, 1990 Magazin Schtroumpf! Nr. 3 und Album 14 bei Cartoon Creation; 1991 Trubel um den Überraschungsschlumpf im Bastei-Magazin Die Schlümpfe Nr. 2; 2012 bei Splitter Band 14 Schlumpfige Überraschungen).
Inhalt: Der Große Schlumpf fordert dem Witzboldschlumpf das Versprechen ab, keine Knallgeschenke (Exploschtroumpfs) mehr zu vergeben. Dann findet Gargamel ins Schlumpfdorf, und der Witzboldschlumpf hat eine Idee, für welche er die Zustimmung des Großen Schlumpfs einfordert. Anschließend bekommt Gargamel ein riesiges Geschenkpaket.
- Der Große Schlumpf führt ein ernstes ausgiebiges Gespräch (8 Zeichnungen) mit dem Witzboldschlumpf und gestattet ihm nicht mehr, sich in seinem wesentlichen Element, dem Verschenken der beim Öffnen explodierenden Päckchen, auszuleben. Dieses Motiv wird noch 1998 in Le Schtroumpf Farceur exagère und noch einmal 2001 in Des œufs de Pâques schtroumpfants bearbeitet. Die jüngeren beiden Comics sind beide Vierseiter und stimmen, untereinander verglichen, noch mehr überein.
- Wieder einmal wird Azraël beim Fangen der Schlümpfe von Gargamel behindert. Dieses Mal haben die Szenaristen ausnahmsweise Gedanken des Tiers in Form eines inneren Monologs nachvollzogen: „Wozu soll ich sie fangen, wenn ich keinen einzigen behalten darf? Mir reicht's, ich gehe!“ (Dialog aus der Bastei-Übersetzung von 1991).

1990 Puppy et les Schtroumpfs (Szenario: De La Royère, Zeichnungen: Maury, künstlerische Gesamtleitung: Peyo; 8 Seiten, 1990 Magazin Schtroumpf! Nr. 4 und Album 14 bei Cartoon Creation; 1991 im Bastei-Magazin Die Schlümpfe Nr. 2 und 1992 im Bastei-Album 3 sowie 2012 bei Splitter Band 14 jeweils unter dem Titel Tappsy und die Schlümpfe)
Inhalt: Der bei Homnibus lebende Hund Puppy erscheint bei den Schlümpfen und führt ein geheimnisvolles Medaillon an seinem Halsband. Nur das Schlumpfbaby kann es öffnen, worauf Puppy das Baby als seinen Herrn anerkennt und den Schlümpfen gegen Gargamel behilflich ist.
- Im Gegensatz zu Le Pays maudit (1961) ist nun die Reise vom Verwunschenen Land ins Reich der Menschen auf den Fußweg viel weniger problematisch, die Schlümpfe und der Hund legen den Weg vom Schlumpfdorf bis zu Homnibus kurzerhand zu Fuß zurück. Der Magier tritt zum ersten Mal außerhalb eines Comics der Reihe Johann und Pfiffikus auf.

1990 Le Schtroumpfeur masqué (Szenario: De La Royère, Zeichnungen: Maury, künstlerische Gesamtleitung: Peyo; 8 Seiten, 1990 Magazin Schtroumpf! Nr. 5 und Album 14 bei Cartoon Creation; 1991 im Bastei-Magazin Die Schlümpfe Nr. 3 und 1992 im Bastei-Album 3 sowie 2014 bei Splitter im Band 14 jeweils unter dem Titel Der Schlumpf mit der Maske)
Inhalt: ein maskierter Schlumpf treibt sein anonymes Unwesen und bewirft andere mit Torten. Nachdem der Große Schlumpf den Witzboldschlumpf als Täter ermittelt hat, kommt es beim Konditorschlumpf zu einer Tortenschlacht (Tortenwurf).
1990 Le Petit train des Schtroumpfs (Szenario: De La Royère, Zeichnungen: Maury, künstlerische Gesamtleitung: Peyo; 8 Seiten, 1990 Magazin Schtroumpf! Nr. 6 und 1991 Album 15 bei Cartoon Creation; 1991 im Bastei-Magazin Die Schlümpfe Nr. 3 von 1991 und 1992 im Bastei-Album 4 Die Lokomoschlumpf; 2012 bei Splitter im Band 15 Der kleine Schlumpfzug)
Inhalt: Die Schlümpfe bauen unter der Anleitung vom Bastelschlumpf eine mit Kohle und Dampfkraft betriebene Eisenbahn, die Gargamel in seine Behausung umleitet. Später konstruiert der Bastelschlumpf mit dem Schienenstrang eine Schleife um einen Baum herum, sodass Gargamel und Azraël bei der Verfolgungsjagd endlos im Kreis laufen (ähnlich den Detektiven Dupont et Dupond, die in Tintin au pays de l’or noir in der Wüste nach einer Weile der eigenen Spur nachfahren).
- Der Zug wird 2001 in Le petit train schtroumpfera trois fois und ohne Schienen in Une balade en train (1997) wieder benützt. Eine Miniatur mit Aufziehmechanismus ist als Spielzeug für die Minischlümpfe in On ne schtroumpfe pas le progrès (2002) zu sehen.

1990  L'Étrange Réveil du Schtroumpf Paresseux (Szenario: De La Royère, Zeichnungen: Maury, künstlerische Gesamtleitung: Peyo; 8 Seiten, 1990 Magazin Schtroumpf! Nr. 7 und 1991 Album 15 bei Cartoon Creation; 1991 im Bastei-Magazin Die Schlümpfe Nr. 5 und 1992 im Bastei-Album 4 Der Schlumpfschlaf des Schlafschlumpfs; 2012 bei Splitter, Band 15 Der Siebenschläferschlumpf)
Inhalt: Die Schlümpfe präparieren das Dorf, legen sich falsche Bärte an und spielen dem nach einem Nickerchen aufgewachten Gammelschlumpf vor, dass er 200 Jahre verschlafen hat. Da sie ihm gegenüber vorgeben, sehr altersschwach zu sein, muss der sonst auch recht faule Schlumpf sehr viele Hausarbeiten erledigen. Als er seinen Kameraden auf die Schliche kommt, schwindelt er ihnen vor, dass er ihnen in die letzte Mahlzeit ein Verjüngungselixier gemischt hat. Die Schlümpfe laufen nun zu Gargamels Turm und mischen sich dort einen Alterungstrunk. Der hinzu gekommene Zauberer hält das Gebräu für seinen Schlehensaft und trinkt es, trotz Warnung der Schlümpfe.
- Das Ausgangsmotiv gleicht Washington Irvings Erzählung Rip Van Winkle. Der Comic von 1990 ist seinerseits die Adaption der Fernsehepisode Smurf Van Winkle (Fauli wird fleißig) von 1982. Im Gegensatz zum Comic ist in der Fernsehfassung der Große Schlumpf abwesend, außerdem braut der Gammelschlumpf den Trank, um die für ihn vermeintlich gealterten Schlümpfe jung zu zaubern. Die Hexerei gelingt. Die Schlümpfe sind nun klein, sehr verspielt und suchen sich gerade Gargamel als Spielkameraden aus.
- Das 1991 herausgegebene Album 15 enthält neben dieser namensgebenden Geschichte noch Le Petit train des Schtroumpfs, Le Schtroumpf et son dragon, Les Schtroumpfs pompiers sowie Une taupe chez les Schtroumpfs.

1990  Le Schtroumpf et son dragon (Szenario: De La Royère, Zeichnungen: Maury, künstlerische Gesamtleitung: Peyo; 8 Seiten, 1990 Magazin Schtroumpf! Nr. 8 und 1991 Album 15 bei Cartoon Creation; 1992 Bastei-Album 1 und 2012 Splitter Band 15 jeweils Der Schlumpf und sein Drache).
Inhalt: Ein Schlumpf freundet sich mit dem feuerspeienden Kinderdrachen Grumpf an und bringt ihn zu seinen Eltern. Als der Schlumpf-Staudamm wegen starken Regenfalls zu brechen droht, helfen Grumpf und seine kräftigen Elterdrachen bei den Stützarbeiten am Damm mit.
- Grumpf ist 2000 in Les jouets de Noël wiederzusehen.
- Der scheue Schtroumpf Timide, welcher sich mit dem Drachen beschäftigt, ist in Les Schtroumpfs et la machine à rêver (2019) auf Blatt 4   und in Les Schtroumpfs et la cape magique (2024) wiederzusehen.

1990 Les Schtroumpfs pompiers (Szenario: De La Royère, Zeichnungen: Maury, künstlerische Gesamtleitung: Peyo; 8 Seiten, 1990 Magazin Schtroumpf! Nr. 9 und 1991 Album 15 bei Cartoon Creation; 1991 im Bastei-Magazin Die Schlümpfe Nr. 9 Die schnelle Schlumpfwehr; 2012 bei Splitter, Band 15, Die Feuerwehrschlümpfe)
Inhalt: Kurz nachdem sich die Schlümpfe eine Feuerwehr eingerichtet haben, verursacht Gargamel einen Waldbrand. Das Feuer gefährdet das Schlumpfdorf, der Große Schlumpf kann jedoch mithilfe eines magischen Wetterkreuzes, das er vom Windgott Aiolos hat, den Wind in einem günstigen Augenblick drehen.
1990 Une taupe chez les Schtroumpfs (Szenario: De La Royère, Zeichnungen: Maury, künstlerische Gesamtleitung: Peyo; 8 Seiten, 1990 Magazin Schtroumpf! Nr. 10 und 1991 in Album 15 bei Cartoon Creation; 1991 im Bastei-Magazin Die Schlümpfe Nr. 6 und 1992 im Album 4 Ein Geschenk für den Maulwurf 2012 bei Splitter, Band 15, Ein Maulwurf bei den Schlümpfen)
Inhalt: Ein Maulwurf, der schlecht sieht, gräbt einen Tunnel vom Schlumpfdorf bis zu Gargamels Haus. Die Schlümpfe sorgen dafür, dass er eine Brille bekommt.
- Der Maulwurf tritt gewichtig in Le Schtroumpf Archéologue (1993) und in Football Schtroumpf (1996) und weiters in Le Téléschtroumpf wieder auf.
- In der Meinung es sei der Brillenschlumpf, fordert der Große Schlumpf den Witzboldschlumpf, welcher die Augengläser vom Brillenschlumpf aufhat, auf ihn zu folgen. Da der Auftrag unangenehm scheint, gibt sich der Witzboldschlumpf zu erkennen, woraufhin er vom Großen Schlumpf einen neuen angemessenen Namen erhält (Schtroumpf Farceur: «Mais, je ne suis pas le Schtroumpf à Lunettes! Je suis le Schtroumpf Farceur!» – Grand Schtroumpf: «Ça m'est égal! Suis-moi, Schtroumpf Farceur à lunettes!»). In der Bastei-Bearbeitung wird dieser Gag etwas abgeändert (Überraschungsschlumpf: „Aber … ich bin nicht der Brillenschlumpf, ich bin der Überraschungsschlumpf mit Brille“ – Großer Schlumpf: „Das ist mir wurscht! Mir nach, Überraschungsschlumpf mit Brille!“).

1990 Le Téléschtroumpf (Szenario: De La Royère, Zeichnungen: Delzenne; 8 Seiten; 1990 Magazin Schtroumpf! Nr. 11 bei Cartoon Creation; 1994 in 3 histoires de Schtroumpfs 1; 1991 im Bastei-Magazin Die Schlümpfe Nr. 4 Verschlumpftes Teleschlumpf; Das Teleschlumpf in Schlumpf-Geschichten 1, Carlsen 1998).
Inhalt: Die Schlümpfe erhalten von Homnibus einen Zaubersamen. Von der daraus entstehenden Pflanze wachsen Verästelungen durch das ganze Schlumpfdorf, welche Schallwellen übertragen können. Der Bastelschlumpf konstruiert daraus eine Telefonanlage. Dann wächst ein Ast bis hin zu Gargamels Hütte.
- Schtroumpf Maladroit (Tollpatschschlumpf): Der äußerst ungeschickte Schlumpf wird im Dialog erstmals erwähnt, er tritt von nun an in allen Arten von Schlumpfabenteuern immer wieder auf. Eine größere Rolle hat er 1992 in Le petit cirque des Schtroumpfs und 2015 im Album Schtroumpf le héros.
- Auf Blatt 8 ist der Maulwurf aus Une taupe chez les Schtroumpfs (1990, Ein Maulwurf bei den Schlümpfen) wiederzusehen.
- Ein Schlumpf besitzt ein Porträt vom Geist aus Peyos ab 1960 entstandener Comic-Serie Pierrot et la Lampe (Pierrot und die Lampe), um 1990 wurden neue Kurzgeschichten dieser Reihe in den Schlumpf-Magazinen publiziert und 2018 im Band 3 der belgischen Gesamtausgabe von Benoît Brisefer (Benni Bärenstark, deutsche Ausgabe 2023 bei Splitter) nachgedruckt.

1990 Un nounours pour le Bébé Schtroumpf  (Szenario: De La Royère, Zeichnungen: Maury, künstlerische Gesamtleitung: Peyo; 8 Seiten; 1990 Magazin Schtroumpf! Nr. 12 bei Cartoon Creation; 1991 gekürzt im Bastei-Album 1 Baby-Schlumpfs größter Wunsch).
Inhalt: Das Schlumpfbaby will unbedingt einen Teddybären, reißt aus und wird von dem ebenfalls entwichenen Bären Martin aufgefunden. Sein Pfleger Rigobert findet die beiden, erinnert sich an den Schlumpf von damals (Le Pays maudit, 1961) und versucht, das Baby ins Schlumpfdorf zurückzubringen.
1990 Le nouveau jeu des Schtroumpfs (Szenario: De La Royère, Peyo; Zeichnungen: Delzenne; 8 Seiten; 1990 Magazin Schtroumpf! Nr. 13 bei Cartoon Creation; 1994 in 3 histoires de Schtroumpfs 1; 1991 im Bastei-Magazin Die Schlümpfe Nr. 7 Das tolle Spiel der Schlümpfe; Das neue Spiel in Schlumpf-Geschichten 1, Carlsen 1998; Gargamel und die Golf-Schlümpfe in Die Welt der Schlümpfe 6, 2016).
Inhalt: Während eines Spiels, ähnlich dem Minigolf, nimmt Gargamel zwei Schlümpfe gefangen. Nun entwickelt der Große Schlumpf Spielbälle, die beim Aufprall ihre kinetische Energie praktisch nicht verlieren (sh. Gummiball). Mit diesen Bällen, über den Schornstein in Gargamels Behausung befördert, wird der Zauberer besiegt.
1990 Un baiser pour la Schtroumpfette (Szenario: De La Royère, Peyo; Zeichnungen: Maury; 8 Seiten; 1990 Magazin Schtroumpf! Nr. 14 bei Cartoon Creation; 1994 in 3 histoires de Schtroumpfs 4; 1991 im Bastei-Magazin Die Schlümpfe Nr. 8 Ein Küsschen für Schlumpfinchen; Ein Küsschen für Schlumpfine in Schlumpf-Geschichten 4, Carlsen 1998; Ein Kuss für Schlumpfine in Die Welt der Schlümpfe 3, 2013).
Inhalt: Gargamel verkleidet sich neuerlich als Fee Aurore (Schtroumpfonie en ut, 1963). Dann verwandelt er Schlumpfinchen absichtlich und sich selbst irrtümlich in einen Frosch. Um sich zu erlösen, müssen die Probanden jeweils selbst aktiv werden.
- Erstmals seit Gargamel das Schlumpfinchen erschaffen hat, unterhält er sich – wenn auch in Verkleidung – mit dem Wesen. Das Thematisieren des Schöpfungsaktes ist aber auch in späteren Gesprächen der Comics offenbar ein Tabuthema für die beiden und auch für die Szenaristen.
- Nachdem Gargamel sich als Fee verkleidet hat, läuft Azraël davon. Im Comic von 1963 hat er sich jedoch zum kostümierten Zauberer gesellt.

1991 Gargamel fait la paix (Szenario: De La Royère/Peyo, Zeichnungen: Delzenne; 8 Seiten, 1991 Magazin Schtroumpf! Nr. 15 bei Cartoon Creation; 1994 in 3 histoires de Schtroumpfs 2; 1991 Gurgelhals schließt Frieden im Bastei-Magazin Die Schlümpfe Nr. 10; Gargamels List in Schlumpf-Geschichten 2, Carlsen 1998)
Inhalt: Für den Bau einer Straße besorgt der Schtroumpf Mineur (Bergmannschlumpf) aus einer Mine die nötigen Pflastersteine und findet dabei auch Diamanten. Als er mit den Edelsteinen auf Gargamel trifft, vermutet dieser Schätze bei den Schlümpfen und unterschreibt beim Großen Schlumpf einen Friedensvertrag. Der Zauberer vertreibt den Bergmannschlumpf von der Mine, gelangt in das Bergwerk und bleibt in einem der, für ihn zu engen Gängen stecken. Der hinzu gekommene Große Schlumpf sagt ihm die Meinung, verbrennt den Friedensvertrag und erklärt dem Gegner, wie er sich retten kann.
- Schtroumpf Mineur (Bergmannschlumpf, Bergwerkschlumpf; beide Übersetzungen werden bei Bastei verwendet) mit dunkler Kumpelkleidung und rotem Halstuch ist erstmals zu sehen. Er trägt noch eine weiße Mütze, in späteren Comic einen Stahlhelm. Schuhe und Hose werden in den Geschichten unterschiedlich koloriert, manchmal ist auf seiner Kopfbedeckung eine Lampe angebracht. Seinen Albenerstauftritt hat er 1992 in Le Schtroumpf Financier.

1991 Le petit lapin bleu (Szenario: De La Royère, Peyo; Zeichnungen: Delzenne; 8 Seiten; 1991 Magazin Schtroumpf! Nr. 16 bei Cartoon Creation; 1991 Bastei-Magazin Die Schlümpfe Nr. 11 Das blaue Kaninchen)
Inhalt: Die Schlümpfe besuchen die Fee Rosalinde, die bei Wintereinbruch den dunklen Kaninchen ein weißes Fell zaubert, damit die Beutetiere im Schnee besser geschützt sind. Das Schlumpfbaby, das gerade an seinen ersten Worten arbeitet, plappert einen Zauberspruch nach und verwandelt sich damit in ein blaues Kaninchen. Schlumpfinchen erinnert sich daran, dass sie kürzlich in einem Frosch verwandelt war (Un baiser pour la Schtroumpfette, 1990).
- Das Schlumpfbaby konnte bereits in Puppy et les Schtroumpfs (1990) einzelne Worte sprechen und Befehle geben.
- Der natürliche Fellwechsel wird märchenhaft mit Zauberei erklärt.

1991 Le Puits aux échanges (Szenario: De La Royère, Zeichnungen: Maury; 8 Seiten; 1991 Magazin Schtroumpf! Nr. 17 bei Cartoon Creation; 1995 in 3 histoires de Schtroumpfs 11; 1991 im Bastei-Magazin Die Schlümpfe Nr. 12 Der verschlumpfte Zauberbrunnen).
Inhalt: Ein sprechender Zauberbrunnen tauscht die von den Schlümpfen hineingeworfenen alten Gegenstände in neue Sachen um. Dann stellt sich heraus, dass diese Dinge minderwertig sind.
- Am Dachfirst über dem Brunnen befindet sich eine Skulptur vom kleinen Cracoucass (Les Schtroumpfs et le Cracoucass).

1991 Les Schtroumpfs et Dame Nature (Szenario: De La Royère, Peyo; Zeichnungen: Delzenne; 8 Seiten; 1991 Magazin Schtroumpf! Nr. 18 bei Cartoon Creation; 1995 in 3 histoires de Schtroumpfs 10; 1991 bei Bastei im Album Nr. 1 Eiszeit bei den Schlümpfen und 1998 im Sonderheft des Magazins unter dem Titel Wann kommt der Frühling?).
Inhalt: Gargamel und die Schlümpfe leiden gleichermaßen unter einem nicht enden wollenden Winter. Da sich der Hexenmeister ausrechnet, dass die Schlümpfe bald verhungern werden, wenn die enorme Kälte noch einige Zeit andauert („Ich könnte ja notfalls noch Azrael essen, aber die Schlümpfe würden niemals ein Tier anrühren“), vergiftet er Dame Nature (Frau Natur). Der Große Schlumpf versucht, ein Gegenmittel zu finden.
- Dame Nature: Nach der Erwähnung des Père temps (Gevatter Zeit, siehe Les P’tits Schtroumpfs, 1988) zeigen die Autoren mit Dame Nature konkret eine Allegorie im Schlumpf-Comic. Neben ihrer besonderen Funktion agiert und wechselwirkt Dame Nature mit ihrer Umwelt, in der Zauberei ist sie Gargamel überlegen. Bis 2002 tritt sie in vier weiteren Kurzgeschichten auf. Bei Bastei wird sie mit „Frau Natur“ und „Mutter Natur“ übersetzt.

1991 Les Malheurs du Schtroumpf coquet (Szenario: De La Royère, Peyo; Zeichnungen: Maury; 8 Seiten; 1991 Magazin Schtroumpf! Nr. 19 bei Cartoon Creation; 1994 in 3 histoires de Schtroumpfs 5; 1991 im Bastei-Magazin Die Schlümpfe Nr. 13 Wer schön sein will, muss schlumpfen).
Inhalt: Dem Modeschlumpf wird von den anderen zu wenig Aufmerksamkeit geschenkt. Er führt das auf seine Nase zurück, läuft in den Wald und begegnet dort Gargamel. Der Zauberer gibt vor ihm helfen zu wollen und lässt sich ins Schlumpfdorf bringen, wo er sogleich die anderen Schlümpfe fängt. Der Modeschlumpf befreit seine Kameraden.
1991 La Poudre d‘escampette (Szenario: Peyo, De La Royère, Zeichnungen: Delzenne; 8 Seiten; 1991 Magazin Schtroumpf! Nr. 20 bei Cartoon Creation; 1994 in 3 histoires de Schtroumpfs 1; 1991 Der fliegende Schlumpf im Bastei-Album Nr. 1; Das Zauberpulver in Schlumpf-Geschichten 1, Carlsen 1998).
Inhalt:  Gargamel gelingt es ein Bettlaken zu verzaubern, sodass er darauf fliegen kann. Später erhält das Schlumpfbaby einen Teil des Lakens als Windel, kann nun ebenfalls fliegen, begegnet dem kleinen Cracoucass und wird für kurze Zeit von Gargamel gefangen genommen.
- „Prendre la poudre d'escamptte“ ist eine französische Redensart und bedeutet „sich aus dem Staub machen“.

1991 Le Tourlitoula du Schtroumpf Musicien (Szenario: De La Royère, Peyo; Zeichnungen: Maury; 8 Seiten; 1991 Magazin Schtroumpf! Nr. 21 bei Cartoon Creation; 1994 in 3 histoires de Schtroumpfs 3; 1991 im Bastei-Magazin Die Schlümpfe Nr. 14 Die zauberhafte Turlitula; Das Trilitüt in Schlumpf-Geschichten 3, Carlsen 1998).
Inhalt: Der Große Schlumpf benötigt ein Tourlitoula (ein Musikinstrument, das die verschiedensten Töne hervorbringt, dessen Ursprung jedoch in grauer Vorzeit liegt). Da sich das Instrument des Musikschlumpfs als unbrauchbar erweist, geht der in den Wald, wo er der netten Fee Anémone begegnet. Er hilft ihr aus einer Notlage und bekommt als Belohnung das nötige Instrument.
- Der Ausgangspunkt des Comics ähnelt Schtroumpfonie en ut (1963)
- Die Fee Anémone ist in La Salsepareille de Gargamel (1991) wiederzusehen.

1991 L’Anniversaire du Grand Schtroumpf (Szenario: De La Royère, Peyo; Zeichnungen: Delzenne; 8 Seiten; 1991 Magazin Schtroumpf! Nr. 22 bei Cartoon Creation; 1994 in 3 histoires de Schtroumpfs 4; 1991 im Bastei-Magazin Die Schlümpfe Nr. 15 Das große Fest der Schlümpfe; Zum Geburtstag viel Schlumpf! in Schlumpf-Geschichten 4, Carlsen 1998).
Inhalt: Das Wachsen der Pfifferlinge zeigt an, dass der Große Schlumpf Geburtstag hat, die Schlümpfe bereiten nun wieder eine Feier für ihn vor (dieses Mal wird kein Alter genannt, siehe Le Schtroumpf bricoleur, 1982). Nachdem der durch Kuchenduft angelockte Azraël das Schlumpfdorf kurz heimgesucht hat, darf der Jubilar die unzählbar vielen Kerzen ausblasen.
1991 Le Manoir des mille miroirs (Szenario: De La Royère, Peyo; Zeichnungen: Maury; 8 Seiten; 1991 Magazin Schtroumpf! Nr. 23 bei Cartoon Creation; 1994 in 3 histoires de Schtroumpfs 3; 1991 im Bastei-Magazin Die Schlümpfe Nr. 16 Das Schloss der tausend Spiegel; unter demselben Titel in Schlumpf-Geschichten 3, Carlsen 1998; dito in Die Welt der Schlümpfe 5, 2014).
Inhalt: Der Modeschlumpf sucht unerlaubt das Schloss der tausend Spiegel auf. Dort werden alle seine Spiegelbilder lebendig und folgen ihm ins Schlumpfdorf. Zugleich bleicht er selbst immer mehr aus und droht zu verschwinden. Der Große Schlumpf treibt die gespiegelten Modeschlümpfe in das Schloss zurück und beendet mit einer Stimmgabel den Zauber.
- Im Schrank mit der Zauberliteratur ist eine zerstochene Voodoo-Puppe von Gargamel zu erkennen. Jene vom Großen Schlumpf sieht man 2014 in Les Schtroumpfs et l’Amour Sorcier, Blatt 31.

1991 Le talisman d’Hogatha (Szenario: De La Royère, Zeichnungen: Delzenne; 12 Seiten; 1991 Magazin Schtroumpf! Nr. 24 bei Cartoon Creation; 1991 Bastei-Magazin Die Schlümpfe Nr. 17 Hogathas Talisman).
Inhalt: Schlumpfinchen findet den verloren gegangenen Talisman der Hexe Hogatha. Da sie daraufhin unheimliche Zauberkräfte entfesseln, aber nicht beenden kann, sucht der Große Schlumpf die Hexe auf. Hogatha, primär an Schönheitssalben interessiert, gibt den Gegenzauber preis und wird vom Großen Schlumpf gewitzt an Gargamel verwiesen.
- „Hogathas Talisman“ ist die Comic-Geschichte nach der Fernsehepisode Bewitched, Bothered And Be-Smurfed (1981, Verhext, verbrüdert und verschlumpft). Im TV suchen alle Beteiligten noch einen verzauberten Brunnen auf, um mit Hilfe des Steins im Talisman besondere Kräfte zu entfesseln.
- In Les P’tits Schtroumpfs (1988) hat einer der Minischlümpfe entdeckt (Blatt 15), dass Gargamel eine Zauberformel für Schönheit besitzt. Der Umstand wird im Comic von 1991 nicht erwähnt. Jedoch erklärt der Zauberer, dass er Hogatha nicht helfen kann, weil sie zu hässlich ist.
- Um ein schönes Schmuckstück für Schlumpfinchen zu fabrizieren, versucht der Bergmannschlumpf die schon einmal entdeckte Diamantmine (Gargamel fait la paix, 1991) im Bergwerk wieder zu finden.

1991 Les Schtroumpfs de papier (Szenario: De La Royère und Peyo, Zeichnungen: Maury; 8 Seiten; 1991 Magazin Schtroumpf! Nr. 25 bei Cartoon Creation; 1995 3 histoires de Schtroumpfs 9; 1992 im Bastei-Magazin Die Schlümpfe Nr. 18 Die Papierschlümpfe).
Inhalt: Schlumpfinchen schneidet aus verzaubertem Papier Figuren, die lebendig werden und den Schlümpfen einige Streiche spielen. Gargamel wiederholt diesen Zauber und produziert ausgesprochen böse Papierfiguren.
1991 La Salsepareille de Gargamel (Szenario: De La Royère und Peyo, Zeichnungen: Delzenne; 8 Seiten; 1991 Magazin Schtroumpf! Nr. 26 bei Cartoon Creation; 1994 3 histoires de  Schtroumpfs 6; 1992 im Bastei-Magazin Die Schlümpfe Nr. 19 Wer nicht hören will, muss schlumpfen).
Inhalt: Der Große Schlumpf muss zu einer Magierversammlung, an der auch der Zauberer aus der Nähe von Maltrochu (Le Sortilège de Maltrochu, 1969), Anémone (Le Tourlitoula du Schtroumpf Musicien, 1991) und Meister Homnibus teilnehmen. Währenddessen lockt Gargamel mit einem vergifteten Salsepareille-Feld die Schlümpfe in die Falle. Die Fee Anémone kann aus der Ferne Gargamel verzaubern.
- Die Geschichte endet wie ein Asterix-Band mit einem Bankett bei Lagerfeuer unter den Sternen. Ein Schlumpf ist mit seiner Trompete an einem Baum gefesselt.

1992 Le Schtroumpf Financier (Peyo, Szenaristische Mitarbeit: Thierry Culliford, Zeichnerische Mitarbeit: Alain Maury und Luc Parthoens; Farben: Nine Culliford; 44 Blatt; 1992 Album 16 bei Le Lombard; 1994 bei Bastei Band 5 sowie 1999 bei Carlsen Band 12 und 2012 bei Splitter Band 16 jeweils Der Finanzschlumpf)
Inhalt: Ein Schlumpf besorgt für den Großen Schlumpf eine Arznei und lernt dabei in Begleitung von Olivier, dem Diener von Homnibus, den Gebrauch von Geld kennen. Daraufhin führt er im Schlumpfdorf Goldmünzen ein. Das nötige Gold bekommt er vom Bergmannschlumpf aus der nahen Mine („Ich habe einen ganzen Haufen davon und weiß nicht, was ich damit schlumpfen soll! Das Metall ist zu weich! Es glänzt, das ist aber auch schon alles!“).
Während nach der Einführung von Goldmünzen einige Schlümpfe (Gärtnerschlumpf, Koch, Bäcker, Bastelschlumpf) an ihren Waren oder Dienstleistungen gut verdienen, haben andere Schwierigkeiten, mit ihrer Berufung finanziell zu überleben. Der Witzboldschlumpf kann gerade noch ein Knallgeschenk an den Muskelschlumpf verkaufen, welcher es als Gabe an den Brillenschlumpf liefern lässt. Der Musikschlumpf verkauft eine einzige Konzertkarte an den Gärtnerschlumpf, weil der die laute Musik wegen des provozierten Regens für seine Pflanzen benötigt. Der Dichterschlumpf kann seine Poesie gar nicht verkaufen. Dem Gammelschlumpf wird empfohlen, arbeiten zu gehen. Ein hungriger Schlumpf, der kein Geld mehr hat, erhält in der Bäckerei zwar nicht den gewünschten Kuchen, sehr wohl aber einen Brotkanten gratis. Die Verdienenden legen das Geld beim Finanzschlumpf an, die Bedürftigen können gegen Sicherheiten einen Kredit aufnehmen. Der Gärtnerschlumpf will sein Geld zunächst vergraben und bekommt Ärger mit Gargamel.
Schließlich entscheidet sich ein Schlumpf, wegen der stressigen und gelddominierten Atmosphäre das Schlumpfdorf zu verlassen und in den Wald zu ziehen. Sofort schließen sich ihm fast alle Schlümpfe und Schlumpfinchen an, nur der Finanzschlumpf bleibt einsam im Dorf zurück und erkennt die Unsinnigkeit eines Finanzsystems im Schlumpfdorf. Großer Schlumpf: „Weißt du, Finanzschlumpf, Geld ist VON den Menschen FÜR die Menschen geschlumpft worden, und was für sie gut ist, ist noch lange nicht für uns Schlümpfe gut! Verstehst du?“ – „Ja, Großer Schlumpf.“ (Dialoge aus der Bastei-Übersetzung von 1994)
- Schtroumpf Boulanger (Bäckerschlumpf) hat seinen Erstauftritt.

In der ersten Hälfte des Albums in der Originalfassung scheint es, als ob der Konditorschlumpf und der Bäckerschlumpf im jeweils gleichen Kostüm in der Bäckerei tätig sind. Die Ereignisse auf den Blättern 23 und 24 des Comics legen dann nahe, dass derselbe Schlumpf mit beiden Namen (Schtroumpf Pâtissier, Schtroumpf Boulanger) angesprochen wird. In den deutschen Bearbeitungen ist dieser Widerspruch kaschiert. In der Bastei-Übersetzung wird der Schlumpf zu Beginn noch mit Konditor, an der heiklen Stelle dann aber durchgehend mit Bäckerschlumpf übersetzt. Bei Splitter kommt nur mehr der Name Bäckerschlumpf vor.
- Schtroumpf Mineur (Bergmannschlumpf) ist nach seinem Erstauftritt (Gargamel fait la paix, 1991) erstmals im Album zu sehen. In Docteur Schtroumpf (1996) versorgt er den Großen Schlumpf mit Salpeter aus der nahegelegenen Mine.
- Weiters werden der Trommler, Schtroumpf Tambour, und der Tischler, Schtroumpf Menuisier, erstmals namentlich genannt. Beide treten wie der Bergmannschlumpf oder der Bäcker in späteren Kurzgeschichten und Alben wieder auf.
- Der Rabe Corbèlius ist erstmals namentlich genannt zu sehen. Er nimmt für Gargamel die Aufgaben einer Brieftaube wahr und ist in den Kurzgeschichten Gargamel l‘ensorceleur (1995) und Hydra-Schtroumpf (2001) wiederzusehen. Möglicherweise tritt er, allerdings mit hellem Schnabel und hellen Krähenfüßen, bereits in L’Aéroschtroumpf (1989) auf.
- Im Rahmen eines Werbecomics von 1961 (Le Trésor des Schtroumpfs) waren die Schlümpfe mit dem Bank- und Geldwesen bereits konfrontiert. Im älteren Comic hatten sie nach Auffinden eines Schatzes zuerst Probleme, welche die Schlümpfe mit Eröffnung eines Bankhauses gelöst haben. Im Album von 1992 funktioniert der Geldverkehr zunächst, die erst nach einiger Zeit aufkommenden Schwierigkeiten werden schließlich mit der Abschaffung des Geldsystems gelöst.
- In der Darstellung im Album wusste der Finanzschlumpf vorher nicht, was Geld oder Gold ist. Neben dem Werbecomic von 1961 hatten einige Schlümpfe in älteren Geschichten sehr wohl Geld und dessen Sinn kennengelernt. In Le Pays maudit (1961) bezahlt ein Schlumpf für seine Freilassung, in La Faim des Schtroumpfs (1961) teilen sie einen gefundenen Schatz mit dem Schlossbesitzer und kaufen Nahrungsvorräte für sich, in Pièges à Schtroumpfs (1968) wird Gargamel vom Großen Schlumpf mit Goldmünzen in eine Falle gelockt.
- Im intellektuell anspruchsvollen Comic wird gezeigt, wie die Schlümpfe mit einigen Problemen, welche sich beim Benutzen von Geld ergeben, umgehen (Schuldenfalle, aufstrebende und schlecht gehende Wirtschaftszweige, Hauseigentümer oder Mieter, Spar- und Kreditzinsen). Die Einführung von Geld misslingt letztlich. Im Gegensatz zum Werbecomic von 1961 kommen die Schlümpfe nun ohne Geld doch besser aus. Dieser Aspekt wird gelegentlich für Interpretationsansätze über die Schlümpfe und deren politische Struktur benützt; Texte über dieses Album sind auch in Sekundärliteratur zu finden (siehe den korrespondierenden franz. Artikel oder Wertkritik im Comic[12]).
- Geld als Zahlungsmittel kommt bei den Schlümpfen nun nicht mehr in Verwendung, was von den Autoren seither auch beachtet wird. Diese szenaristische Einschränkung fällt in einigen späteren Comic-Abenteuern durchaus auf. In La circulaschtroumpf (1997) werden Strafmandate nicht ernst genommen, jedoch wird die Kurzparkzeit mit Salsepareille bezahlt. In La piscine des Schtroumpfs (1999) werden Rechnungen für den Wasserverbrauch ausgestellt, ohne dass man im Comic etwas von einer Bezahlung sieht. In Les Schtroumpfs et Robinson (2000) verkauft der Kochschlumpf am Meeresstrand Eistüten gegen Muscheln. Im Album Les Schtroumpfs joueurs (2005) verwenden die Schlümpfe als Spieleinsatz Wertgegenstände, aber kein Geld oder Jetons. Hingegen erhalten die Schlümpfe in Les Schtroumpfs de l’ordre (2012) vom Großen Schlumpf monatlich einen Sack Haselnüsse, welcher in jener Geschichte als Bezahlung bei Strafen verwendet werden kann.

1992 Le Schtroumpf amnésique (Szenario: Maury, Pascal Garray, Parthoens; Zeichnungen: Maury; 8 Seiten; 1992 Magazin Schtroumpf! Nr. 27 bei Cartoon Creation; 1992 im Bastei-Magazin Die Schlümpfe Nr. 20 Das verschlumpfte Gedächtnis; Der Schlumpf ohne Gedächtnis in Die Schlümpfe Kompaktausgabe 4, 2020).
Inhalt: Der Leckerschlumpf verliert das Gedächtnis und trifft auf Gargamel, welcher die Situation ausnützt und sich den Weg ins Schlumpfdorf zeigen lassen möchte. Schließlich verliert der Zauberer das Gedächtnis (Großer Schlumpf: „Gurgelhals! Erkennst du uns nicht mehr? Wir sind deine besten Freunde, die Schlümpfe.“) und wird von den Schlümpfen zu seinem Haus gebracht. (Dialog aus der Bastei-Übersetzung von 1992)
1992 Le Chef-d’oeuvre du Schtroumpf Peintre (Szenario und Zeichnungen: Delzenne; 8 Seiten; 1992 Magazin Schtroumpf! Nr. 28 bei Cartoon Creation; 1994 in 3 histoires de Schtroumpfs 4; 1992 Das Meisterwerk des Malerschlumpfs im Bastei-Magazin Die Schlümpfe Nr. 21; Das Meisterwerk in Schlumpf-Geschichten 4, Carlsen 1998).
Inhalt: Während der Dummschlumpf Gespenstergeschichten liest, benutzt der Malerschlumpf einen verzauberten Firnis und gelangt dadurch in sein neuestes Kunstwerk, wo er mit der geschaffenen Landschaft wechselwirken kann. Er begegnet dem von ihm zuvor gezeichneten rosaroten Drachen und kann sein Bild in dieser gefährlichen Situation nicht mehr verlassen. Nun zeichnet der Dummschlumpf ins Werk ein Gespenst im Leintuch und kommt auf die naive Idee, dass man mit dem Laken zwischen den Welten wechseln kann. Genau das gelingt dem Malerschlumpf und kurz darauf auch dem Drachen.
- Schtroumpf Peintre (Malerschlumpf) wird namentlich erstmals genannt. Als Schtroumpf artiste ist ein Bilder malender Schlumpf mit Standardkostüm bereits in Le Schtroumpf bricoleur (1982), mit Farbpalette in La Peinture schtroumpf (1983) zu sehen. Mit rotbrauner Bekleidung ist er seit 1990 (L’Étrange Réveil du Schtroumpf Paresseux) charakterisiert. Seine Rolle ist sonst auf Einseiter oder Kurzauftritte beschränkt.

1992 Azraël chez les Schtroumpfs (Szenario: Maury, Garray, Parthoens, Peyo; Zeichnungen: Maury, Garray , Delzenne, De Coninck; 8 Seiten; 1992 Magazin Schtroumpf! Nr. 29 bei Cartoon Creation; Azrael bei den Schlümpfen im Bastei-Magazin Die Schlümpfe Nr. 22, 1992).
Inhalt: Azraël gerät in ein Tellereisen und kann sich nicht mehr selbständig befreien. Nachdem ihm die Schlümpfe aufgreifen wird der bereits sich am Ende seiner Kräfte befindliche Kater – er erkennt gerade noch, dass um ihn herum etwas geschieht – ins Schlumpfdorf gekarrt, dort verarztet und gefüttert. Während der Genesungszeit verträgt er sich sehr gut mit den Schlümpfen.
- In dieser vergleichsweise einmaligen Geschichte bemerkt man sowohl von Azraël als auch von dem um sein Haustier besorgten Gargamel eine positive Seite. Der Große Schlumpf sieht im Verhalten des Katers nur einen vorübergehenden Effekt („Sei vernünftig, Schlumpfinchen! Bald erwachen Azraels Instinkte wieder, und er wird wieder eine Gefahr für die Schlümpfe werden“). Azraël lebt 15 Tage in der Gemeinschaft der Schlümpfe und nimmt sie in dieser Zeit als seine Freunde wahr. Bei einem Puppentheater, das ihm die Schlümpfe vorspielen, lernt er Gargamel sogar als Gegner seiner neuen Spezis kennen. Gegen Ende der Geschichte begegnet er dem Hexenmeister, wittert Schlumpfinchen in Gefahr und attackiert seinen Herrn. Übrigens hat der Kater schon einmal, in Schtroumpf vert et vert Schtroumpf (1976), den Zauberer fauchend angesprungen.
- In der zugehörigen Fernsehepisode All creatures great and smurf (3. Staffel) veranlasst der Naturschlumpf Nat, dass dem in die Falle getappten Azraël geholfen wird. Anders als im Comic bleibt das Tier durchgehend verschlagen und attackiert seinen Retter, womit die Verfilmung deutlich stärker als der Comic eine Adaption der Fabel Der Bauer und die Viper von Äsop darstellt.

1992 Le petit cirque des Schtroumpfs (Szenario und Zeichnungen: Delzenne; 8 Seiten; 1992 Magazin Schtroumpf! Nr. 30 bei Cartoon Creation; 1994 3 histoires de Schtroumpfs 2; 1992 im Bastei-Magazin Die Schlümpfe Nr. 23 Der kleine Schlumpfzirkus; Der Schlumpfzirkus in Schlumpf-Geschichten 2, Carlsen 1998).
Die Schlümpfe sehen die wandernde Gauklertruppe mit ihrem Bären Martin (Le Pays maudit, 1961) und studieren daraufhin Zirkuskunststücke ein, um eine Vorstellung aufzuführen. Brillenschlumpf agiert dabei als Zeremonienmeister, Tollpatschschlumpf versucht zunächst ebenfalls eine Artistenrolle zu erhalten und bringt schließlich mit dem Witzboldschlumpf eine exzellente Clownnummer.
- Bastelschlumpf verwendet bei der geometrischen Konstruktion des Zirkuszeltplanes den Satz des Pythagoras.

1992 Le bateau des Schtroumpfs (Szenario: Maury, Garray, Parthoens; Zeichnungen: Maury; 8 Seiten; 1992 Magazin Schtroumpf! Nr. 31 bei Cartoon Creation; 1994 3 histoires de Schtroumpfs 3; 1992 im Bastei-Magazin Die Schlümpfe Nr. 24 Das Schiff der Schlümpfe; Das Schlumpfboot in Schlumpf-Geschichten 3, Carlsen 1998)
Inhalt: Bei der Vorbereitung eines Streichs wird der Witzboldschlumpf auf dem Schiff des Seefahrerschlumpfs (Schtroumpf Navigateur) flussabwärts abgetrieben. Er begegnet dem kleinen Thomas vom Schilfsee, der ein großes Modellschiff gerade gut gebrauchen kann. Mithilfe der Kristallkugel von Homnibus können die übrigen Schlümpfe ihren Kameraden bald lokalisieren und gelangen zu ihm. Nach etwas Überzeugungsarbeit durch den Großen Schlumpf schenkt der Seefahrerschlumpf sein Schiff dem kleinen Thomas.
- Der Seefahrerschlumpf ist in  Le Schtroumpf Marin au pays des Foumpfs (1996) wiederzusehen.

1992 Un lutin chez les Schtroumpfs (Szenario und Zeichnungen: Delzenne; 8 Seiten; 1992 Magazin Schtroumpf! Nr. 32 bei Cartoon Creation; 1994 in 3 histoires de Schtroumpf 6; 1993 im Bastei-Magazin Die Schlümpfe Nr. 25 Die Nervensäge).
Inhalt: Der Lutin Farfèdat (Kobold Kobolix in der Bastei-Übersetzung) besucht die Schlümpfe und hilft ihnen einige Male mit an nerviger Besserwisserei grenzenden Ratschlägen. Schließlich entdeckt der Große Schlumpf, dass die Klugheit des Fabelwesens auf eine nur kurzfristig wirkende Zauberei beruht.
- Möglicherweise ist der Eigenname des schlumpfgroßen Wesens auch noch eine Anspielung auf Farfadet, kleinen Phantasiewesen der französischen Folklore. Da sich die Definitionen dieser Kreaturen nicht scharf abgrenzen und die anderslautenden Benennungen möglicherweise auch nur auf unterschiedliche Sprachen oder Mythifizierungen zurückzuführen sind, kann Farfèdat insbesondere aus Sicht dieser Comic-Geschichte ein Kobold, als auch ein Lutin oder Farfadet sein.
- In einigen späteren Abenteuern (erstmals 1997, Olaf le petit viking) stellen sich die Schlümpfe selbst als Lutins vor.

1992 Les Schtroumpfs gris (Szenario und Zeichnungen: Delzenne; 8 Seiten; 1992 Magazin Schtroumpf! Nr. 33 bei Cartoon Creation; 1994 in 3 histoires de Schtroumpfs 8; 1993 Die grauen Schlümpfe Bastei-Magazin Die Schlümpfe Nr. 26).
Inhalt: Aufgrund eines Experiments vom Großen Schlumpf wird ein schmaler Landschaftsstreifen, der vom Schlumpfdorf bis zu Gargamels Hütte reicht, mit all seinen darin befindlichen Lebewesen grau gefärbt. Der Große Schlumpf erklärt Gargamel, der jetzt leicht ins Schlumpfdorf gelangen kann, dass die nun grauen Schlümpfe für ihn wertlos seien, da er für den Stein der Weisen (Le Voleur de Schtroumpfs, 1959) geradewegs einen blauen Schlumpf braucht – ein Sachverhalt, den der Hexenmeister sofort in seinen Zauberbüchern verifiziert. Der Schlumpf weiß zwar, dass der Umweltschaden auch von allein vergeht, will aber Gargamel beschäftigen und fordert ihn auf, gemeinsam Ingredienzien für ein Gegenmittel zu suchen. Beim Einsammeln dieser Stoffe rettet der Zauberer den Großen Schlumpf aus einer fleischfressenden Pflanze.
- Der Begriff „Schtroumpfs Gris“ wurde bei La Menace Schtroumpf (2000) für die vom Großen Schlumpf für kurze Zeit geschaffene kriegerische und in Haut sowie Gewand etwas dünkler gefärbte Schlumpfpopulation verwendet. Das Album aus dem Jahr 2000 hat sonst nichts mit der Kurzgeschichte von 1992 zu tun.
- Das erste Mal seit 1959 (Le voleur des Schtroumpfs) wird Gargamels ursprüngliches Interesse an den Schlümpfen – die Notwendigkeit eines Schlumpfes für die Erzeugung des Steins der Weisen – zum Thema.

1992 Le Schtroumpf qui marchait sou l‘eau (Szenario: Maury, Garray, Parthoens; Zeichnungen: Maury; 8 Seiten; 1992 Magazin Schtroumpf! Nr. 34 bei Cartoon Creation; 1994 in 3 histoires de Schtroumpfs 7; 1993 im Bastei-Magazin Die Schlümpfe Nr. 27 Abenteuer unter Wasser).
Inhalt: Schlumpfinchen hat von Mutter Natur ein Geschenk erhalten, welches irrtümlich in einen See fällt. Bastelschlumpf konstruiert einen Tauchanzug mit Luftversorgung über Schlauch und Luftpumpe und macht sich auf die Suche, bei der er unter Wasser auch einem großen Hecht begegnet.
- Tauchapparatur und Sauerstoffversorgung funktionieren wie im Tintin-Abenteuer Le Trésor de Rackham le Rouge (1944; Der Schatz Rackhams des Roten). Ähnlich Dupond und Dupont aus dem älteren Comic sind es nun Brillenschlumpf und Dummschlumpf, welche die Pumpe nachlässig bedienen.

1993 L’Ombre de l’Apprenti Schtroumpf (Szenario und Zeichnungen: Delzenne; 8 Seiten; 1992/1993 Magazin Schtroumpf! Nr. 1 bei Tournon; 1994 in 3 histoires de Schtroumpfs 7; 1993 im Bastei-Magazin Die Schlümpfe Nr. 28 Ein Schatten spielt verrückt; Der Schatten des Zauberschlumpfs in Die Welt der Schlümpfe 5, 2014).
Inhalt: Der Lehrlingsschlumpf (siehe L’apprenti Schtroumpf, 1970) darf im Labor des Großen Schlumpfes experimentieren. Dabei gelingt es seinem Schatten, sich selbständig zu machen und allerlei Unfug anzurichten. Der Große Schlumpf versucht, den Schatten mit einem durch ein Prisma geleiteten Sonnenstrahl wieder einzufangen.
1993 Des cadeaux pour la Schtroumpfette (Szenario und Zeichnungen: Delzenne; 8 Seiten; 1992/1993 Magazin Schtroumpf! Nr. 2 bei Tournon; 1995 in 3 histoires de Schtroumpfs 12; 1993 im Bastei-Magazin Die Schlümpfe Nr. 29 Schlumpfinchens Zauberspruch; 2008 im Special Schlümpfe Mag 2 von Panini Schlumpfines Verwandlung).
Inhalt: Knapp vor ihrem Geburtstag möchte Schlumpfinchen herausfinden, welche Geschenke sie erhalten wird. Durch Zufall gelingt es ihr, sich in einen Schmetterling zu verwandeln, sodass sie auf Erkundungsflug gehen kann.
1993 Le Schtroumpf Archéologue (Szenario und Zeichnungen: Delzenne; 8 Seiten; 1992/1993 Magazin Schtroumpf! Nr. 3 bei Tournon; 1994 in 3 histoires de Schtroumpfs 5; 1993 im Bastei-Magazin Die Schlümpfe Nr. 30 und 2008 im Special Schlümpfe Mag 1 von Panini jeweils unter dem Titel Der Archäologenschlumpf).
Inhalt: Archäologenschlumpf und Bergwerkschlumpf gelangen zu den beiden Hälften einer antiken Schatzplantafel. Der Schatz liegt genau unter dem Haus von Gargamel (Großer Schlumpf: Doch! Er ist sicher dort verschlumpft worden, bevor Gurgelhals sein Haus geschlumpft hat). Die beiden heben mit Hilfe des Maulwurfs (Une taupe chez les Schtroumpfs, 1991) eine wertlose Schatzkiste, die sich als Scherz des früheren Witzboldschlumpfs erweist (Witzboldschlumpf: HA! HA! HA! HA! Mein Vorfahr hatte wirklich Humor – Dialoge aus der Bastei-Übersetzung von 1993).
- Die Bemerkung vom Großen Schlumpf impliziert, dass Gargamel sein Haus selbst gebaut hat. 2014, in Les Schtroumpfs et l’Amour Sorcier, erwähnt Gargamels Mutter, dass sie dem Sohn das Haus vermacht hat.
- Der Schtroumpf Archéologue (Archäologenschlumpf) kommt nur in diesem Comic vor.

1993 Le Schtroumpf Costaud et les machines (Szenario: Maury, Garray, Parthoens; Zeichnungen: Garray; 8 Seiten; 1994 in 3 histoires de Schtroumpfs 2; 1993 im Bastei-Magazin Die Schlümpfe Nr. 31 Der Muskelschlumpf und die Maschinen; unter demselben Titel in Schlumpf-Geschichten 2, Carlsen 1998).
Inhalt: Die körperliche Schwerarbeit, welche bei einzelnen Schlümpfen anfällt, kann der Muskelschlumpf nicht mehr bewältigen. Da konstruiert der Bastelschlumpf einige Maschinen. Obendrein machen die Schlümpfe dem Muskelschlumpf noch glaubhaft, dass er zu schwach sei.
1993 Le schtroumpfeur d‘images (Szenario und Zeichnungen: Delzenne; 8 Seiten; 1992/1993 Magazin Schtroumpf! Nr. 5 bei Tournon; 1993 im Bastei-Magazin Die Schlümpfe Nr. 32 Ein Dieb im Schlumpfdorf).
Inhalt: Ein Schlumpf entdeckt während eines Gewitterblitzes die Fotografie auf Basis einer lichtempfindlichen Öl-Chlorophyll-Mischung. Daraufhin konstruiert der Bastelschlumpf eine Sofortbildkamera.
- Das Problem des Fixierens sowie eine Differenzierung zwischen Negativ und Positiv wird im Comic nicht erörtert.

1993 Le Schtroumpf et ses voisins (Szenario: Parthoens, Garray; Zeichnungen: Delzenne; 8 Seiten; 1992/1993 Magazin Schtroumpf! Nr. 6 bei Tournon; 1993 im Bastei-Magazin Die Schlümpfe Nr. 33 Der Schlumpf und seine Nachbarn).
Inhalt: Ein Schlumpf fühlt sich nachts durch das Geschnarche vom Gammelschlumpf oder anderen Lärm gestört. Er zieht in der Nähe des Schlumpfdorfs in einen großen Baumstumpf.
1993 Les Schtroumpfs et le mannequin de paille (Szenario: Wasterlain; Zeichnungen: Delzenne; 8 Seiten; 1992/1993 Magazin Schtroumpf! Nr. 7 bei Tournon; 1994 in 3 histoires de Schtroumpfs 5; 1993 im Bastei-Magazin Die Schlümpfe Nr. 34 Die Schlümpfe und die Strohpuppe).
Inhalt: Gargamel hat sich den Fuß gebrochen. Seine Kollegen von der Zauberei, Hogatha, Patatart, Tomino und Grozboz besuchen ihn, hören von den Problemen die er mit den Schlümpfen hat und schicken eine verzauberte, mit einem auf Schlümpfe ausgerichteten Pendel, Strohpuppe in den Wald. Der Große Schlumpf durchschaut diesen Zauber und polt das Pendel um, sodass die Puppe nach den Zauberern sucht.
1993 Le Bébé Schtroumpf dans le pétrin (Szenario: Wasterlain; Zeichnungen: Delzenne; 8 Seiten; 1992/1993 Magazin Schtroumpf! Nr. 8 bei Tournon; 1994 in 3 histoires de Schtroumpfs 6; 1993 im Bastei-Magazin Die Schlümpfe Nr. 35 Babyschlumpf im Backtrog).
Inhalt: Winter. Während eines Ausflugs in der Schneelandschaft gelangt das Schlumpfbaby in den Fluss und wird von den Kindern des Müllers gerettet. Gargamel versucht erfolglos an das Baby heranzukommen, die Schlümpfe erhalten es von den netten Müllersleuten zurück.
- Sowohl der Müller als auch seine Kinder erwähnen voran gegangene Geschehnisse mit Gargamel oder den Schlümpfen. Dabei handelt es sich um die von Peyo und Michel Matagne (1951-2018) gestaltete Bildgeschichte Le moulin des Schtroumpfs (Die Mühle der Schlümpfe, Karussell-Bücher, etwa 1979). Im Comic sind der Müller, Maître François, sowie die beiden Kinder Pierre und Pérette noch in einigen weiteren Kurzgeschichten zu sehen. Deren Namen werden bei Bastei meistens mit Franz sowie Peter und Petra übersetzt.

1993 Le Schtroumpf Peureux (Szenario: Wasterlain; Zeichnungen: Delzenne; 8 Seiten; 1992/1993 Magazin Schtroumpf! Nr. 9 bei Tournon; 1994 in 3 histoires de Schtroumpfs 7; 1993 im Bastei-Magazin Die Schlümpfe Nr. 36 Ein Schlumpf wächst über sich hinaus).
Inhalt: Der Ängstliche Schlumpf ist wegen seiner Furcht ausgesprochen unglücklich. Gargamel erfährt davon, verkleidet sich kurz und schlägt dem Schlumpf vor, sich zur Abhilfe in einem magischen Puder zu wälzen. Da das Puder eine Spur hinterlässt, gelangt Gargamel ins Schlumpfdorf. Dort angelangt, fängt er einige Schlümpfe, wird aber vom Ängstlichen Schlumpf, der an die Zauberkraft des Puders glaubt, attackiert und in die Flucht geschlagen.
- Schtroumpf Peureux: Der Ängstliche Schlumpf ist in einigen Kurzgeschichten wieder zu sehen. Im Album 33 (Schtroumpf le héros, 2015) hat er eine größere Rolle.

1993 Les vacances des Schtroumpfs (Szenario: Wasterlain; Zeichnungen: Delzenne; 8 Seiten; 1992/1993 Magazin Schtroumpf! Nr. 10 bei Tournon; 1994 in 3 histoires de Schtroumpfs 8; 1994 im Bastei-Magazin Die Schlümpfe Nr. 37 Ferien mit Hindernissen; 2017 in Die Welt der Schlümpfe 7 als Ein schlumpfiger Tag am Meer).
Inhalt: Die Schlümpfe machen Ferien am Meer und begegnen dort Gargamels Vetter Barbapapa (in der Bastei-Übersetzung ist der Name Barbahals, in Analogie zu Gargamels bei Kauka und Bastei gebräuchlichen Benennung Gurgelhals. Die Splitter-Übersetzung von 2017 lautet auf Karamel), welcher Eis verkauft. Aus dem Briefwechsel mit dem Zauberer kennt er die Schlümpfe bereits, ist ihnen zunächst aber wohlgesinnt. Erst als sie ihm mit Verweis auf die Geschehnisse um den Finanzschlumpf die Süßigkeiten nicht bezahlen, sperrt er sie in Badekabinen ein und verständigt den Verwandten. Während Gargamel mit seinem Besen ans Meer fliegt, können sich die Schlümpfe befreien.
- Die Schlümpfe begegnen Gargamels Vetter in Surfing Schtroumpf (1998) wieder. Barbapapa sieht grundsätzlich wie der Hexenmeister aus, trägt aber eine andere Kleidung und hat einen Schnurrbart.

1993 La rentrée des Schtroumpfs (Szenario Wasterlain; Zeichnungen: Daniel Desorgher; 8 Seiten; 1994 in 3 histoires de Schtroumpfs 8; 1994 im Bastei-Magazin Die Schlümpfe Nr. 38 Die Schlumpfschule).
Inhalt: Schlumpfinchen entdeckt, dass einige Schlümpfe offenbar nicht lesen können und erhält daraufhin vom Großen Schlumpf die Erlaubnis, eine Schule zu eröffnen. Während eines Schulausflugs begegnen die Schlümpfe Gargamel, dem zuvor ein Stein seiner Schlumpffalle auf dem Kopf gefallen ist, sodass er das Gedächtnis verloren hat und den Schlümpfen nun nicht böse gesinnt ist. Auf Veranlassung von Schlumpfinchen nehmen sie ihn mit ins Schlumpfdorf und schicken ihn im Anschluss an die letzte Schulstunde nach Hause.
- Zumindest einige Schlümpfe konnten in früher gezeichneten Abenteuern, wann immer es nötig war, bereits lesen und schreiben (Le Schtroumpf volant 1963, Le Schtroumpfissime 1964, …). Sogar der Dummschlumpf, sicherlich ein aussichtsreicher Kandidat für einen Schulbesuch, hat schon in Le Chef d’oeuvre du Schtroumpf Peintre (1992) Gespenstergeschichten gelesen.

Zudem kann in diesem Comic der Brillenschlumpf das Wort Schlumpf nicht korrekt schreiben. Allerdings verwaltet er sogar in zeitnahen Episoden die Bibliothek des Schlumpfdorfes (1991 in Les Schtroumpfs de papier, 1995 in La bibliothèque des Schtroumpfs) und adaptiert Rotkäppchen für ein Puppentheater (1995, Le Petit Schtroumpferon Rouge). Sonst beweist er in vielen anderen Geschichten seinen Intellekt.
- Im Klassenzimmer der Schlumpfschule befindet sich ein Globus, an dem Nord- und Südamerika eingezeichnet sind. Ob die Schlümpfe kartographische Informationen von den Wikingern, denen sie in einigen später gezeichneten Comic begegnen, erhalten haben, ist unbekannt. Tatsächlich nimmt die ihnen bekannte Wikinger-Familie mit Gargamel an Bord Kurs auf Neufundland (Surfing Schtroumpf, 1998).
- Die Haltung vom Großen Schlumpf bezüglich Gargamel („Das Beste wird sein, er nimmt auch am Unterricht teil. Dann erinnert er sich vielleicht bald.“) muss wohl erst interpretiert werden und beruht vermutlich auf Vernunft und Hilfsbereitschaft.
- Obwohl die Schlümpfe von Gargamels Gedächtnisschwund wissen, schicken sie ihn mit Unterrichtsende nach Hause und erwarten offenbar, dass er den Weg kennt.
- Am Ende findet Gargamel mit dem gleichen Steinschlag sein Gedächtnis wieder, weiß aber auch von den Ereignissen zwischen den beiden Steinschlägen.
- Schlumpfinchens Schulbetrieb sieht man auch 1998 (Surfing Schtroumpf). In L’école des fées (1999) wird erwähnt, dass sie die Minischlümpfe (Schlumpflinge) unterrichtet.

1994 La horde du corbeau (46 Seiten; Johan et Pirlouit, Band 14, bei Le Lombard; Szenario: Yvan Delporte, Thierry Culliford, Zeichnungen: Alain Maury; Farben: Nine und Studio Leonardo; dt. Der Rabe des Khans, Carlsen Johann und Pfiffikus Band 6 (1995); Johann und Pfiffikus Gesamtausgabe Band 5, Toonfish 2012)
Inhalt: Das Königreich und die Nachbarreiche werden von einer Horde wilder Krieger aus dem fernen Osten heimgesucht. Johan soll deswegen im Auftrag des Königs ein Aufgebot zusammenstellen. Während eines Schachspiels mit dem Großen Schlumpf wird der Zauberer Homnibus von den Kämpfern aus dem Osten überfallen und aufgrund seiner Fähigkeiten als Naturwissenschaftler verschleppt. Die Schlümpfe können unbemerkt entkommen und versuchen nun, Johan und Pirlouit zu finden.
- Dass der Große Schlumpf gelegentlich mit Homnibus Schach spielt, wird in einigen Geschichten (seit 1990) erwähnt. In La horde… sieht man sie erstmals beim Spiel. Wenn der Große Schlumpf zieht, tragen zwei Schlümpfe die entsprechende Figur über das Schachbrett.
- Die Schlümpfe begegnen dem König, welcher sich erinnert (Le Pays maudit, 1961) und sehr erfreut ist, jedoch die Verhältnisse im Verwunschenen Land etwas durcheinanderbringt („Des Schtroumpfs! Dites, donc, ça fait longtemps qu'on ne s'est vus bien? Et comment va votre ami, euh, Gargamel? Et son gentil petit animal?“).

1994 Les Schtroumpfs Éclopés (Zeichnungen: Delzenne; 8 Seiten; veröffentlicht von der Association des paralysés de France).
Inhalt: Bäckerschlumpf und zwei andere Schlümpfe verletzen sich beim Kirschen pflücken und müssen deswegen jeder einen Gipsfuß tragen. Um ihre Immobilität zu reduzieren, konstruiert der Bastelschlumpf für sie Rollstühle und erledigt auch noch die Belange in der Bäckerei. Wegen seiner Behinderung sieht sich der Bäckerschlumpf im Recht, vorerst nicht arbeiten zu müssen, ändert aber nach einiger Zeit seine Haltung und zeigt vorbildhaft, dass man sich trotz einer Beeinträchtigung nützlich machen kann. Später fällt beim Klauben nach Naschereien der Leckerschlumpf auf den Brillenschlumpf, womit nun fünf Schlümpfe eingegipst im Rollstuhl sitzen.
1994 La maison de Schtroumpf (Szenario: Wasterlain; Zeichnungen: Garray; 8 Seiten; 1992/1993 Magazin Schtroumpf! Nr. 12 bei Tournon; 1995 in 3 histoires de Schtroumpfs 11 ; 1994 im Bastei-Magazin Die Schlümpfe Nr. 39 Ein Gespenst wird gebremst).
Inhalt: Ein riesiger Pilz ist entstanden. Da der zum Aushöhlen eines Schlumpfhauses geeignet ist, wird unter den Schlümpfen, die noch zu zweit in einem Haus leben, ausgelost, wer in das neue Pilzhaus ziehen darf. Der Zimperliche Schlumpf gewinnt.
- In dieser Geschichte – Schlumpfinchen lebt bereits bei den Schlümpfen – ist aus dem Dialog klar zu erkennen, dass einige Schlümpfe zu zweit in einem Haus wohnen. In La Schtroumpfette (1966) wird jedoch – als Schlumpfinchen erstmals einzieht – der Eindruck vermittelt, dass jeder Schlumpf sein eigenes Haus bewohnt.

1994 Le petit chat des Schtroumpfs (Szenario: Wasterlain, Zeichnungen: Delzenne; 8 Seiten; 1995 in 3 histoires de Schtroumpfs 12; 1994 im Bastei-Magazin Die Schlümpfe Nr. 40 Ein Kätzchen ist weg – wo ist sein Versteck?).
Inhalt: Gargamel läuft ein Kätzchen zu, welches ohne böse Absicht Azraëls Milch trinkt. Später kümmern sich die Schlümpfe um das Tier. Nachdem der Zauberer neuerlich auf das Samtpfötchen trifft, nimmt er ein Verkleinerungspulver zu sich und gelangt mithilfe des Kätzchens ins Schlumpfdorf. Dort wird er aber von den nun gleich großen Schlümpfen rasch überwältigt und in den Wald befördert.
- Anstatt des Verkleinerungstrunks, der seit 1959 (Le Voleur de Schtroumpfs) bereits mehrmals in Verwendung stand, verwendet Gargamel nun ein frisch erzeugtes Pulver.
- Schtroumpf Cordonnier (Schusterschlumpf) hat seinen ersten Auftritt.
- In diesem Comic und einigen Kurzgeschichten bis 1998 ist ein Schlumpf als Mediziner zu sehen. Obwohl etwa zur selben Zeit entstanden, hat das nichts mit der Handlung im Album von 1996 (Docteur Schtroumpf) zu tun. In den kurzen Abenteuern ist der Heilkundige etabliert und trägt ein schwarzes Kostüm, manchmal hat der Brillenschlumpf diese Rolle inne. Hingegen behandelt das Album den einmaligen Versuch eines Schlumpfes, anstatt des Großen Schlumpfes die medizinische Versorgung zu übernehmen.

1994 Les Schtroumpfs au manège (Szenario: Wasterlain, Zeichnungen: Delzenne; 8 Seiten; 1995 in 3 histoires de Schtroumpfs 11; 1994 im Bastei-Magazin Die Schlümpfe Nr. 42 Die Schlümpfe in der Falle).
Inhalt: Meister Barbolin und seine Kobolde, welche alle bedrückt wirken, besuchen die Schlümpfe und bauen ihre Jahrmarktbuden auf. Während der Große Schlumpf mit Grognon, der naturgemäß kein Interesse am Rummel hat, im Wald Nüsse sammelt, werden die anderen Schlümpfe mit einem Gas betäubt und fort gebracht. Ein Kobold bleibt heimlich zurück und informiert den Großen Schlumpf: Gargamel hat die Prinzessin der Kobolde entführt und erpresst sie.
Mit Zauberei gelingt es dem Großen Schlumpf und Grognon die gefangenen Schlümpfe und die Prinzessin zu befreien. Barbolin entschuldigt sich.
1994 Le Tournoi (Szenario: Wasterlain, Zeichnungen: Garray; 8 Seiten; 1995 in 3 histoires de Schtroumpfs 9; 1994 im Bastei-Magazin Die Schlümpfe Nr. 43 Das Turnier).
Inhalt: Einige von Gargamel eingefangene Schlümpfe werden von einem Ritter, der auf dem Weg zu einem Turnier ist, befreit und zu den Kampfspielen mitgenommen. Daraufhin nimmt Gargamel an diesem Turnier ebenfalls teil und lässt dem Ritter einen Schlaftrunk zukommen. Nachdem der Trank wirkt, steigen die Schlümpfe in die Rüstung des Ritters und besiegen Gargamel im Turnier.
- Auf dem Titelblatt des Bastei-Magazins 43 ist Schlumpfinchen zweimal abgebildet: Einmal blond, so wie man es kennt, und einmal schwarzhaarig, nahezu so wie Gargamel es geschaffen hat.

1994 Les Schtroumpfosaures (Szenario: Wasterlain, Zeichnungen: Delzenne; 8 Seiten; 1995 in 3 histoires de Schtroumpfs 12; 1994 im Bastei-Magazin Die Schlümpfe Nr. 44 Der Schlumpfosaurier).
Inhalt: Der Paläontologenschlumpf und der Neugierige Schlumpf finden zwei Dinosauriereier, aus denen ein Brachiosaurier und ein Tyrannosaurus Rex schlüpfen. Großer Schlumpf: „Wie dieses Tier Millionen von Jahren in seinem Ei überleben konnte, ist ein Rätsel!“ […] „Aber schließlich ist bei uns im Land der Schlümpfe nichts unmöglich!“ (Dialog aus der Bastei-Übersetzung).
- Schtroumpf Curieux (Neugieriger Schlumpf) hat seinen Erstauftritt und ist in einigen weiteren Kurzgeschichten wiederzusehen.
- Schtroumpf Paléontologue (Paläontologenschlumpf) kommt nur in diesem Abenteuer vor.
- Zur eleganten Erklärung der Szenaristen, die eine Koexistenz der im Mittelalter lebenden Schlümpfe mit Dinosauriern ermöglicht, kommt hinzu, dass den Schlümpfen auch noch das moderne Vokabular geläufig ist. Gargamel hingegen wird vergleichsweise phantasielos dargestellt und hält den jungen Brachiosaurier für eine große Kuh.

1994 Le Petit Singe des Schtroumpfs (Szenario: Wasterlain, Zeichnungen: Delzenne; 8 Seiten; 1995 in 3 histoires de Schtroumpfs 10 ; 1994 im Bastei-Magazin Die Schlümpfe Nr. 45, Gut geschlumpft ist halbe Arbeit).
Inhalt: Ein Schimpanse läuft zuerst den Schlümpfen und dann Gargamel zu. Dieser führt mit dem Affen im Schloss des Königs Kunststücke vor und lässt das Tier nachts die Krone des Herrschers stehlen. Mittlerweile ist Rigobert mit dem Bären Martin (Le Pays maudit, 1961) auf der Suche nach seinem Affen und findet zum Zauberer. Da Gargamel Ersatz für Kost und Logis fordert, entscheidet der nicht allzu weise König, dass der Hexenmeister den Bären behalten soll.
1994 Bébé chouette (Szenario: Wasterlain, Zeichnungen: Delzenne; 8 Seiten; 2013 Nachdruck in L'Univers des Schtroumpfs 3 Sacrée Schtroumpfette; 1994 im Bastei-Magazin Die Schlümpfe Nr. 46 Viel Geheule um eine kleine Eule; 2013 Die Welt der Schlümpfe Band 3 Die kleine Eule, Splitter Verlag).
Inhalt: Schlumpfinchen greift eine kleine Schleiereule auf. Da die Eule nun den fremden Geruch angenommen hat, kümmert sie sich unter fachkundiger Anleitung um das Tier und wildert es nach einiger Zeit aus.
- Die Dialoge werden auch dazu benützt, um dem Leser lehrreiche Inhalte (Angreifen von Jungtieren, artgerechte Vogelunterkünfte…) zu vermitteln. Ähnlich wird die Nützlichkeit einiger Insekten in Les Schtroumpfs et les coccinelles (1994) betont.

1994 Le tunnel sous la Schtroumpf (Szenario: Wasterlain, Zeichnungen: Delzenne; 8 Seiten; 1995 in 3 histoires de Schtroumpfs 10; 1994 im Bastei-Magazin Die Schlümpfe Nr. 47 Lautes Gegrummel im Tunnel).
Inhalt: Um problemlos zu einer auf dem Fluss befindlichen Insel zu gelangen, bauen die Schlümpfe unter dem Flussarm einen Tunnel. Nachdem Gargamel und der vom Hund Tappsy verfolgte Azraël in den unterirdischen Bau gelangt sind, wird der Tunnel für einige Zeit geflutet.
- Schtroumpf-Grenouille (Froschmannschlumpf) hat seinen einzigen Auftritt, die von Gargamel unter der Wasseroberfläche angerichteten Schäden.

1994 Les Schtroumpfs et les coccinelles (Szenario: Wasterlain; Zeichnungen: Delzenne; 8 Seiten; Ein Wespenstich mit Folgen im Bastei-Magazin Die Schlümpfe Nr. 48, 1994).
Inhalt: Schtroumpf Grognon wird von einer Wespe gestochen und fürchtet sich deswegen vor Bienen und Marienkäfern.
1995 Le Schtroumpfeur de Bijoux (Szenario: Luc Parthoens, Thierry Culliford; Zeichnungen: Alain Maury, Luc Parthoens; Farben: Nine; 44 Blatt; 1995 Album 17 bei Le Lombard; 1995 bei Bastei Band 8 sowie 2001 bei Carlsen Band 16 und 2013 bei Splitter Band 17 jeweils Der Juwelenschlumpf)
Inhalt: Der Witzboldschlumpf wird von Menschen gefangen genommen und wegen seiner geringen Größe zum Einbrechen und Stehlen gezwungen. Einige Schlümpfe suchen ihn in der Menschenwelt und klären auch noch die Machenschaften um einen entführten Prinzen.
- Das Album entstand nach dem Tode von Peyo. Von nun an ist in den Zeichnungen ein gleichbleibendes Faksimile der Signatur von Peyo, mit einem vorangestellten ©, zu sehen.
- Das verwunschene Land der Schlümpfe ist für Menschen nun nicht mehr so schwer zu erreichen.
- Der Muskelschlumpf hat sich mittlerweile ein kirschrotes Herz an seinen Bizeps tätowieren lassen.
- In dieser Geschichte haben die Schlümpfe ungewöhnlich viel Kontakt und Kommunikation mit den Menschen; in einem Schloss werden sie als Gauklertruppe aufgefasst. Interessant ist auch, dass es dem Großen Schlumpf gelingt, einen einer Bande angehörigen, aber im Grunde gutmütigen Zwerg zu bekehren.
- Unter der weißen Mütze? Der gefangene Witzboldschlumpf weigert sich beim Umziehen sehr bestimmt, die weiße Mütze abzunehmen. In den Comic-Geschichten ist grundsätzlich nicht zu sehen, was die männlichen Schlümpfe unter der Mütze haben. Im Kinofilm von 1976 heben einige Schlümpfe kurz ihre Mützen, sodass ein Teil der nackten Köpfe zu sehen ist: Unbehaart und blau. Im Lied der Schlümpfe (Vader Abraham, 1978) lauten zwei Textzeilen „Nehmt Ihr die Mützen mit ins Bett? Ja, sonst sind wir nicht komplett.“ Die rotblonde Sassette ist nach ihrer Erschaffung in einer Zeichnung (1988) ohne Mütze zu sehen.
- 100 Schlümpfe? Dem netten Gaukler gibt der Witzboldschlumpf eine kurze Beschreibung des Großen Schlumpfs, dessen Alter sowie die Anzahl der Schlümpfe (hundert): Il a une grosse barbe, une culotte et un bonnet rouges. Cette année, il aura 543 ans aux chanterelles et c’est lui notre chef, à nous les Schtroumpfs! … On est cent! Et moi, je suis le Schtroumpf farceur. Da es bekanntlich ohne Schlumpfinchen schon 100 sind und sie in diesem Abenteuer auftritt, soll man sich wohl aus Sicht der Autoren unter der Zahl 100 genau die im Schlumpfdorf lebenden männlichen erwachsenen Schlümpfe vorstellen oder den Begriff Schtroumpfs/Schlümpfe dementsprechend etwas eingeschränkt verstehen (Von diesem Standpunkt aus betrachtet sind daher die im Comic bereits bekannte Sassette und das Baby, so wie Schlumpfinchen, nicht zu berücksichtigen).

1995 La bibliothèque des Schtroumpfs (8 Seiten; Die verzauberten Träume 1995 im Bastei-Magazin Die Schlümpfe Nr. 49).
Inhalt: Ein Schlumpf versucht, mit einem Zauberspruch die Alpträume des Babyschlumpfes zu vertreiben. Da er sich mit der Formel irrt, träumen nachts alle Schlümpfe von Gargamel.
1995 Le joyeux parc d’attractions des Schtroumpfs (Szenario: Wasterlain; Zeichnungen: Delzenne; 8 Seiten; Viel Rabatz auf dem Rummelplatz 1995 im Bastei-Magazin Die Schlümpfe Nr. 50).
Inhalt: Die Schlümpfe bauen sich einen Rummelplatz im Wald. Gargamel findet und verfolgt sie auf ihrer Achterbahn.
1995 Le mariage de Gargamel (Szenario: Wasterlain; Zeichnungen: Delzenne; 8 Seiten; Blumenstrauß und Hochzeitsschmaus 1995 im Bastei-Magazin Die Schlümpfe Nr. 51).
Inhalt: Ein Rattenfänger sucht für seine Tochter einen Bräutigam, die Schlümpfe sollen bei der Hochzeit Musik aufspielen. Als Gargamel davon erfährt, verkleidet er sich und wirbt um die Tochter.
1995 Le Petit Schtroumpferon Rouge (Szenario: Wasterlain, Zeichnungen: Delzenne; 8 Seiten; 1995 Rotschlumpfchen und der böse Wolf im Bastei-Magazin Die Schlümpfe Nr. 52 und 2013 als Schlumpfkäppchen und der böse Wolf in Die Welt der Schlümpfe, Band 3, Splitter)
Inhalt: Nach einer vom Brillenschlumpf adaptierten Aufführung von Rotkäppchen in Form eines Puppenspiels spielen die Schlümpfe und Schlumpfinchen das Märchen in Form eines Rollenspiels nach. Sechs Schlümpfe schlüpfen dabei in ein Wolfsfell und stoßen auf Gargamel.
- Den Schlümpfen und auch Gargamel ist das Märchen Rotkäppchen bekannt (wahrscheinlich Perraults Version von 1697; vgl. Schtroumpf vert et vert Schtroumpf, 1972)

1995 Le Champignon d'Or (Szenario: Wasterlain, Zeichnungen: Delzenne; 8 Seiten; 2001 in Collection Pirate 2 Les P'tits Schtroumpfs sur la Lune; 1995 Auf der Suche nach dem Goldenen Pilz im Bastei-Magazin Die Schlümpfe Nr. 53).
Inhalt: Der Große Schlumpf braucht für den blauen Stein der Weisheit einen goldenen Pilz. Gargamel findet diesen Champignon und versucht die Schlümpfe mit einem gelb angemalten Korken reinzulegen.
1995 La muse du Schtroumpf Poète (Delzenne; 4 Seiten; 1995 Die Muse des Dichterschlumpfs im Bastei-Magazin Die Schlümpfe Nr. 53 und 2008 im Special Schlümpfe Mag 1/2008, Panini).
Inhalt: Der Dichterschlumpf möchte so gern von der Muse geküsst werden und wird depressiv und introvertiert. Schlumpfinchen besucht ihm nachts und macht ihm glaubhaft, die Muse zu sein.
1995 Le Schtroumpf qui posait des questions (Text: Wasterlain; Zeichnungen: Delzenne; 8 Seiten; 1995 Der neugierige Schlumpf und die Antwort-Fee im Bastei-Magazin Die Schlümpfe Nr. 54).
Inhalt: Der Neugierige Schlumpf geht noch mit einem Hampelmann spazieren, wirkt recht naiv, kindlich und stellt viele Fragen. An den Großen Schlumpf: „Großer Schlumpf, warum hast du einen weißen Bart?“ „Warum ich einen … ? Na, weil ich der Große Schlumpf bin!“ „Und warum bist du der Große Schlumpf?“ „Warum … ? Weißt du, ich bin der Große Schlumpf, weil ich der älteste der Schlümpfe bin! So ist das! Und jetzt wirst du ein bißchen daraußen mit deiner Puppe schlumpfen, weil ich arbeiten muss!“. Oder Fragen an den Brillenschlumpf: „Warum hauen dir die Schlümpfe immer was über den Kopf, wenn du deine Ratschläge schlumpfst?“ „Weil sie SCHLÜMPFE sind!“. Schließlich gelingt es ihm, Gargamel zu einem inneren Monolog anzuregen: „… Wenn es allerdings darum geht, warum ich die Schlümpfe fangen will, muss ich zugeben, dass das eine Frage ist, die ich mir eigentlich noch nie gestellt habe! Also wenn ich ein Schlumpf wäre, würde ich wahrscheinlich auch gerne wissen wollen, warum ich so verabscheut werde!“ (Quelle für Inhalt und Dialoge: Bastei-Heft 54 v. 1995).
- Schtroumpf Forgeron (Schmiedeschlumpf) hat seinen ersten Auftritt. Neben der Schmiedeschürze hat er in diesem Comic, wie der Bastelschlumpf, auch eine dunkelblaue Hose an.

1995 Le Schtroumpf sous-marin (Szenario: Wasterlain; Zeichnungen: Delzenne; 8 Seiten; 1996 in 2 histoires de Schtroumpfs 13, letzte Ausgabe der 13-bändigen Reihe mit sonst jeweils drei Achtseitern; 1995 im Bastei-Magazin Die Schlümpfe Nr. 55 Ein Schlumpf taucht unter).
Inhalt: Ein Schlumpf bekommt vom Bastelschlumpf ein eisernes Unterseeboot gebaut und bekommt es bei seiner Expedition mit einem großen Hecht sowie mit Gargamel, der sich aus einem Holzfass ein Boot konstruiert hat, zu tun.
- Ein Hecht kommt in Le Schtroumpf qui marchait sou l‘eau (1992, Abenteuer unter Wasser) vor. In jenem zuerst erschienenen Abenteuer bemerkt der Große Schlumpf, dass der große Hecht wieder zurück ist. Auch ist im Comic von 1992 die Latzhose vom Bastelschlumpf bereits dunkelblau koloriert. Im gegenständlichen Abenteuer von 1995 ist sie noch, wie in einigen der ersten Kurzgeschichten, weiß.

1995 L’arbre creux (Szenario: Delzenne, Zeichnungen: De Coninck; 4 Seiten; 1995 Der hohle Baum im Bastei-Magazin Die Schlümpfe Nr. 55).
Inhalt: Nachts verfolgt Gargamel einige Schlümpfe in einem hohlen Baum und gelangt ins Schlumpfdorf. Witzboldschlumpf nutzt die Dunkelheit aus, verwirrt den Zauberer bei dessen Nachhauseweg und leitet ihn in den tiefsten Wald.
1995 Le Cinématoschtroumpf (Szenario: Wasterlain, Zeichnungen: Delzenne; 8 Seiten; 1995 Gruselstunde im Schlumpfkino Bastei-Magazin Die Schlümpfe Nr. 56).
Inhalt: Bastelschlumpf und Malerschlumpf entwickeln die Kinematographie von der Serienfotografie bis zum Farbfilm mit einem Synchronsprecher. Dann drehen sie einige Horrorszenen mit Gargamel, welcher bereitwillig den Regieanweisungen Folge leistet.
- Lichtempfindliches Material gibt es bereits in der Welt der Schlümpfe (1993, Le schtroumpfeur d‘images). Die Laufbildprojektion betreibt der Bastelschlumpf schließlich mit einer Öllampe.

1995 L’anniversaire de Gargamel (Szenario: Delzenne, Zeichnungen: De Coninck; 4 Seiten; 1995 Gurgelhals hat Geburtstag im Bastei-Magazin Die Schlümpfe Nr. 56 sowie 2008 unter dem Titel Gargamels Geburtstag im Special Schlümpfe Mag von Panini, 2/2008).
Inhalt: Gargamel hat Geburtstag und ist sehr traurig („Und das mir, der sich so sehr Geschenke zum Geburtstag wünscht! Schluchz! … Keiner liebt mich! Keiner denkt an mich! Das ist nicht gerecht!“). Die Schlümpfe erfahren davon und beschließen, ihrem Gegner eine Freude zu bereiten.
1995 Le petit schtroumpf de pain (Szenario: Delzenne, Zeichnungen: De Coninck; 4 Seiten; dt. Der (kleine) Brotschlumpf 1995 im Bastei-Album Nr. 10 Der Astronautenschlumpf und der Brotschlumpf und 1998 im Bastei-Sonderheft Endlich Frühling!)
Inhalt: Ein Brotteigling in Schlumpfgestalt wird lebendig und flieht vor dem Bäckerschlumpf und später vor dem Leckerschlumpf. Der Feinschmecker verspricht dem Brotschlumpf ihn nicht zu essen und wacht schließlich auf. Er hat alles nur geträumt, hat obendrein Geburtstag und bekommt einen Brotschlumpf geschenkt.
- Die Geschichte ist bereits mit „© Peyo“ signiert.

1995 Le Schtroumpf tapageur (Szenario: Wasterlain; Zeichnungen: Ludo Borecki; 4 Seiten; Der laute Schlumpf 1995 im Bastei-Magazin Die Schlümpfe Nr. 58).
Inhalt: Der eitle Schlumpf nimmt eine Mixtur zur Zubereitung der Stimmen von Brüllaffen (im Original: alouates) anstelle der von Lerchen (im Original: alouettes) zu sich, so dass er nur noch extrem laut sprechen kann. Mit dieser Stimme kann er Glas zerbrechen und Gargamel vertreiben.
1995 Le loup, les Schtroumpfs et les biquettes (Szenario: Wasterlain, Zeichnungen: Delzenne; 8 Seiten; 1995 im Bastei-Magazin Die Schlümpfe Nr. 59 Gefahr im Winterwald).
Inhalt: Gargamel, zwei Ziegen und ein Schlumpf bringen sich im Ziegenstall vor einem bösen Wolf, der zudem sprechen kann, in Sicherheit. Der Wolf versucht über den Schornstein in den Stall zu gelangen (wie im Märchen Die drei kleinen Schweinchen).
1995 Les schtroumpfs de neige (Szenario: Wasterlain, Zeichnungen: Garray; 4 Seiten; 1995 im Bastei-Magazin Die Schlümpfe Nr. 59 Die Schneeschlümpfe).
Inhalt: Cumulus, ein Witzbold in Weihnachtsmannkleidung, macht durch einen Zauber die von den Schlümpfen gebauten Schneemänner für einen Tag lebendig und zu nützlichen Spielkameraden. Sie tollen mit den Schlümpfen im Schnee herum und helfen ihnen bei der Vorbereitung für ein Winterfest.
1995 Le Schtroumpf puant (Szenario: Wasterlain, Zeichnungen: De Coninck; 8 Seiten; 1996 in 2 histoires de Schtroumpfs 13; 1995 im Bastei-Magazin Die Schlümpfe Nr. 60 Der Schlumpf, den keiner riechen konnte).
Inhalt: Fast alle Schlümpfe tanzen während eines Mondfestes bei der alten Eiche und werden von Gargamel gefangen genommen und mit einem übelriechenden Stoff paralysiert. Dem zur Feier nicht eingeladenen schlecht riechenden Schlumpf gelingt es, seine Artgenossen zu befreien und aus einer nahen Schweinehaltung das Gegenmittel zu besorgen. Dann gehen alle Schlümpfe im Fluss baden.
- Schtroumpf Puant (Stinkeschlumpf) hat seinen ersten Auftritt. Auf Blatt 8 ist er in einer Zeichnung ohne Mütze zu sehen.

1995 Gargamel l‘ensorceleur (4 Seiten; Zauberkönig Gurgelhals; Bastei-Magazin Die Schlümpfe Nr. 60, 1995).
Inhalt: Gargamel modelliert mit magischem Ton seine nähere Umgebung und das Schlumpfdorf. Mit einem tönernen Schlumpfmodell lenkt er sodann aus der Ferne den Leckerschlumpf bis zu seiner Hütte. Der Große Schlumpf kann den gleichen Zauber anwenden und den Hexenmeister schlussendlich austricksen.
1996 Docteur Schtroumpf (Szenario: Luc Parthoens, Thierry Culliford; Zeichnungen: Alain Maury, Luc Parthoens (Tusche); Farben: Nine; 44 Blatt; 1996 Album 18 bei Le Lombard; 2001 Carlsen Band 14 und 2012 bei Splitter Band 18 jeweils Doktor Schlumpf)
Inhalt: Ein Schlumpf versucht kranke Schlümpfe zu behandeln und stellt dabei die althergebracht wirkenden Heilungsmethoden und Hausmittel des Großen Schlumpfs in Frage. Nach einiger Zeit machen ihm andere Schlümpfe mit Akupunktur und Psychotherapie Konkurrenz.
- Es ist in einer Zeichnung klar zu sehen, dass die, als Babys bekanntlich vom Klapperstorch angelieferten, Schlümpfe einen Bauchnabel aufweisen. Der vom Bergmannschlumpf ist in Les Schtroumpfs joueurs, 2005, zu sehen. Sogar das vom Gargamel geschaffene Schlumpfinchen hat einen (On ne schtroumpfe pas le progrès, 2002).
- Der in dieser Geschichte auftretende eingebildete Kranke wird Schtroumpf Malade genannt, der Schlumpfarzt wird Schtroumpf Médecin oder Docteur genannt.

1996 Le Schtroumpf Marin au pays des Foumpfs (Szenario: Wasterlain, Zeichnungen: Delzenne; 8 Seiten; Der Seefahrerschlumpf im Bastei-Magazin Die Schlümpfe Nr. 61, 1996).
Inhalt: Der Seefahrerschlumpf (Le bateau des Schtroumpfs, 1992) bricht auf, um das Meer kennenzulernen. Dabei kommt er auf eine Insel und begegnet dort den Flümpfen, welche wie die Schlümpfe eine Population mit einem Großen Flumpf, Brillenflumpf, Flumpfinchen etc. bilden. Deren in der Nähe wohnender Gegner ist der böse Zauberer Gorgonel (diese Projektion von Gargamel heißt in der Bastei-Übersetzung „Röchelhals“, in Analogie zu „Gurgelhals“). Die Flümpfe wirken vergleichsweise prähistorisch, tragen mit Ausnahme des Flumpfinchens kein Gewand und haben üppiges schwarzes Haar. (Quelle: Bastei-Heft 61)
1996 Le Schtroumpf barbu (4 Seiten; Der bärtige Schlumpf im Bastei-Magazin Die Schlümpfe Nr. 61, 1996).
Inhalt: Ein Schlumpf hätte schon gerne einen Bart. Da dem Großen Schlumpf Barthaare erst im Alter von 295 gewachsen sind, versucht er es mit Zauberei.
- Der Zaubertrank wirkt ähnlich jenem in Astérix le Gaulois (1961, siehe Asterix der Gallier).
- Wenn der Schlumpf nicht weiß, ob er mit seinem Bart über oder unter der Bettdecke schlafen soll, geht es ihm wie Kapitän Haddock in Coke en stock (1958, Kohle an Bord).

1996 Le Schtroumpf Menteur (8 Seiten; Ein Lügenschlumpf sagt die Wahrheit; Bastei-Magazin Die Schlümpfe Nr. 62, 1996).
Inhalt: Die Schlümpfe glauben, dass einer von ihnen ständig lügt und zwingen den Betroffenen, an den Händen gefesselt und mit einem Schild, das ihn als Lügner ausweist, den Tag zu verbringen. Währenddessen fängt Gargamel alle übrigen Schlümpfe. Dem vermeintlichen Schwindler gelingt es, ein Wildschwein auf den Hexenmeister zu hetzen und seine Kameraden zu befreien.
1996 Un perroquet chez les Schtroumpf (Szenario: Philippe Delzenne, Zeichnungen: Jeroen De Coninck; 4 Seiten; Ein Spaßvogel schlumpft auf; Bastei-Magazin Die Schlümpfe Nr. 62, 1996).
Inhalt: Der Brillenschlumpf kann problemlos mit dem aufmüpfigen Papagei von Olivier umgehen. Schließlich deckt der Witzboldschlumpf auf, dass der Papagei nur bei Brillenträgern gehorsam ist.
- Der Papagai ist in Die Insel der Meerjungfrau (1998) als Begleiter vom Dummschlumpf und in Les quatre sœurs sorcières (1999) wiederzusehen.

1996 Le Schtroumpfeur de pizzas (8 Seiten; Viva la Pizza!; Bastei-Magazin Die Schlümpfe Nr. 64, 1996).
Inhalt: Dummschlumpf hilft dem Kochschlumpf bei der Zubereitung von Apfelkuchen und Tomatensalat, verwechselt dabei aber das Obst mit dem Gemüse. Das daraufhin entstandene Backwerk wird von einigen Schlümpfen sehr geschätzt und nach Anregung vom Brillenschlumpf, der in seinem Lateinwörterbuch nachgeschaut hat, Pizza genannt. Vom Gusto abhängig bilden sich im Schlumpfdorf sodann zwei Parteien, jene, die weiterhin den klassischen Apfelkuchen essen wollen und solche, die gerne eine Pizza verspeisen.
- Das Motiv zweier rivalisierender Gruppen, die sich in ihren kulinarischen Vorlieben unterscheiden sowie die Vergabe von Essen „zum Mitnehmen“, werden neuerlich und ausführlicher im Album von 2017 (Les Schtroumpfs et les Haricots mauves) bearbeitet.

1996 Une course de schtroumpfinette (4 Seiten; Hetzjagd auf Gurgelhals; Bastei-Magazin Die Schlümpfe Nr. 64, 1996).
Inhalt: Mit Seifenkiste und Roller stören drei Schlümpfe den Zauberer Gargamel, fahren Azraël über den Schwanz und beschädigen das Dach vom Haus des Großen Schlumpfes. Der zieht zur Freude des Brillenschlumpfes die Übeltäter an den Ohren und lässt sie den Schaden wiedergutmachen.
1996 Les Schtroumpfs et la Croix Rouge (8 Seiten; Kurven, Crashs und Karambolagen im Bastei-Magazin Die Schlümpfe Nr. 65, 1996).
Inhalt: Die Schlümpfe veranstalten mit ihren Tretautos ein Autorennen. Gargamel kommt ihnen in die Quere und wird gegen einen Baum geschleudert. Der bewusstlose Zauberer wird von der Rotkreuzstaffel der Schlümpfe versorgt und in seine Hütte transportiert.
- Einer der rennfahrenden Schlümpfe des 1996 veröffentlichten Comic heißt in der Bastei-Übersetzung Schlummi (abgewandelt von Schumi, dem Spitznamen von Michael Schumacher; der Rennfahrer hatte 1994 und 1995 seine ersten beiden WM-Titel erhalten).

1996 Le schtroumpfeur de ballon (Szenario: Marc Wasterlain, Zeichnungen: Jeroen De Coninck; 4 Seiten; Ein schlumpfiges Rezept im Bastei-Magazin Die Schlümpfe Nr. 65, 1996).
Inhalt: Ein Schlumpf erzeugt eine elastische Masse und stellt damit Luftballons her.
1996 Disco Schtroumpf (8 Seiten; Die Schlümpfe im Tekkno-Fieber im Bastei-Magazin Die Schlümpfe Nr. 66, 1996).
Inhalt: Die jungen Schlümpfe eröffnen im Wald eine Diskothek. Der Große Schlumpf erhält gerade noch Einlass (Schlumpf: „Oh, Großer Schlumpf, du hier? Öh … öh dies ist ein Abend für Jugendliche … oh, ich wollte sagen … für nicht ganz so alte…“ – Großer Schlumpf: „Sag ruhig, dass ich schlumpfigmal so alt bin wie du.“ – „Nun, mein Kleiner, dann wollen wir mal! Ich schlumpfte schon in solchen Etablissements als du noch in den Windeln lagst!“ – Bastei-Übersetzung), bevor alle von Gargamel überfallen werden. Bei der Verfolgungsjagd stürzt der Hexenmeister in eine Schlucht und verliert sein Bewusstsein. Wegen der Wölfe und Füchse fühlen sich die Schlümpfe verpflichtet, ihren Gegner nicht einfach seinem Schicksal zu überlassen und transportieren ihn in sein Haus. Vor dem erwachenden, im Bett gefesselten Gargamel, tanzen sie und machen Musik.
- Bereits 1963 in Schtroumpfonie en ut verzichtet ein Schlumpf darauf, Gargamel zu töten. In Kurven, Crashs und Karambolagen (1996) wird er ebenfalls versorgt.

1996 Les Schtroumpfs et le petit fantome (Szenario: Wasterlain, Zeichnungen: Borecki; 4 Seiten; Das kleine Phantom im Bastei-Magazin Die Schlümpfe Nr. 66, 1996).
Inhalt: Einigen Schlümpfen begegnet im alten Wachturm (jener aus Les Schtroumpfs et le Cracoucass, 1968) ein kleines Gespenst. Gemeinsam mit dem Hund Puppy lehrt es Gargamel das Fürchten.
1996 L’Ogre et les Schtroumpfs (Szenario: Wasterlain, Zeichnungen: Delzenne; 8 Seiten; Ein Riese räumt auf im Bastei-Magazin Die Schlümpfe Nr. 67, 1996; sowie unter dem Titel Der Oger und die Schlümpfe in Die Welt der Schlümpfe 1, 2012).
Inhalt: Der hungrige Vetter von Grossbouf, ein Oger, stoßt im Wald auf Gargamel. Der Hexenmeister entscheidet sich für die damals bei dessen Cousin angewandte Strategie (La Soupe aux Schtroumpfs, 1976) und schickt den Riesen zu den Schlümpfen. Der Große Schlumpf variiert die alte Geschichte und macht dem Oger anhand einer Weissagung glaubhaft, dass Schlümpfe für ihn Gift sind.
- Im Laufe der Geschichte liest der Große Schlumpf aus einem Buch von Nostraschtroumpfimus (Nostraschlumpfanus – Bastei-Übersetzung, Sh. Nostradamus). Der sonst sehr besonnene Schlumpf glaubt für einige Zeit selbst an diese Prophezeiungen aus dem 16. Jahrhundert. Im letzten Bild verbrennt er das Buch.
- Im Comic von 1996 wird auch Grossbouf rückwirkend zum Oger erklärt. Die Bezeichnung kommt im Album von 1976 nicht vor.

1996 Le Schtroumpf incapable (4 Seiten; Bewährung für den Brillenschlumpf im Bastei-Magazin Die Schlümpfe Nr. 67, 1996; sowie unter dem Titel Schlaubi der Versager im Special Schlümpfe Mag von Panini, 3/2008).
Inhalt: Der Brillenschlumpf wird von einigen Schlümpfen seiner Feigheit wegen gehänselt. Um seinen Mut unter Beweis zu stellen, soll er vor Gargamel treten und ihn ärgern. Nach absolvierter Tat wollen seine Gefährten mithalten und werden vom Zauberer gefangen genommen. Es liegt nun am Brillenschlumpf, diese zu befreien.
1996 Football Schtroumpf (Szenario: Wasterlain, Zeichnungen: Delzenne; 8 Seiten; Freistoß – Fußball – Tooooor im Bastei-Magazin Die Schlümpfe Nr. 68, 1996; Fußballschlümpfe in Die Welt der Schlümpfe 6, 2016).
Inhalt: Die Schlümpfe bauen ein Fußballstadion und spielen dort. Gargamel wird durch den Lärm aufmerksam, vermutet Wettgelder und schlägt ein Elferschießen vor.
1996 La gourmandise est un vilain schtroumpf (4 Seiten; Die Naschkatze im Bastei-Magazin Die Schlümpfe Nr. 68, 1996).
Inhalt: Der Leckerschlumpf trinkt einen Zaubertrank, den er für eine Suppe hält. Daraufhin wächst ihm ein langer Schwanz.
1996 Le grand cirque des Schtroumpfs (8 Seiten; Saltos, Tiere, Sensationen Bastei-Magazin Die Schlümpfe Nr. 69, 1996).
Inhalt: Ähnlich einem älteren Abenteuer (Le petit cirque des Schtroumpfs, 1992) bereiten die Schlümpfe mit dem Brillenschlumpf als Zirkusdirektor eine Aufführung vor. Schlumpfinchen will eine originelle Dressurnummer zeigen und versucht zunächst ihr Glück mit Azraël. Der Zauberschlumpf (Schtroumpf Magicien), ein Zauberkünstler, hat sich von Homnibus einen Zauberstab ausgeborgt und verkleinert Gargamel, sodass Schlumpfinchen mit dem Hexenmeister eine Attraktion zeigen kann.
- Schtroumpf Magicien (Zauberschlumpf) hat einen längeren Auftritt und wird erstmals namentlich genannt. Er betreibt Bühnenmagie und ist sonst, seit 1991, in Schlumpfereien und Einstreifern zu sehen. Seine dunkle Kleidung ist mit Sternen und Kreisen gemustert. Die Mütze schließt mit einem Edelstein und einer Quaste.

1996 Schtroumpfe, schtroumpfe le moulin…(4 Seiten; Gurgelhals und die Vogelschlumpfe Bastei-Magazin Die Schlümpfe Nr. 69, 1996).
Inhalt: Einige Schlümpfe verstecken sich in einer Vogelscheuche und erschrecken Gargamel. Als er ihnen auf die Schliche kommt, fliehen sie zu einer Mühle.
1996 Le grand concert/Le grand orchestre des Schtroumpfs (Szenario: Wasterlain, Zeichnungen: Delzenne; 8 Seiten; Der Trompeterschlumpf trumpft auf Bastei-Magazin Die Schlümpfe Nr. 70, 1996).
Inhalt: Der Trompeterschlumpf liefert für das Schlumpforchester unbrauchbare Beiträge und übt im Wald, wo er von Gargamel aufgegriffen wird (siehe auch Schtroumpfonie en ut, 1963). Um letztlich an die anderen Schlümpfe heranzukommen, versucht Gargamel, der eine Trompete und offenbar auch ein musikalisch kultiviertes Ohr besitzt, dem Gefangenen das Spiel beizubringen.
1996 La Noël des Schtroumpfs (Szenario: Wasterlain, Text: Delzenne; 8 Seiten; 1996 Die Weihnachtsüberraschung Bastei-Magazin Die Schlümpfe Nr. 70; 2012 Ein schlumpfiges Fest in Die Welt der Schlümpfe 2, Splitter).
Inhalt: Gargamel muss dem Weihnachtsmann versprechen, brav zu sein und außerdem für ihn in Vertretung die für die Schlümpfe gedachten Geschenke in der Nähe des Schlumpfdorfs abliefern. Die Schlümpfe finden die Geschenke, erfahren von Gargamels Einsamkeit („Warum bin ich der einzige auf der Welt, der kein Geschenk bekommt? Selbst die Schlümpfe haben welche“, „Keiner liebt mich! Wieder muß ich das Fest ganz allein feiern! BUHUUUU… Und ich habe nichts zu futtern!“) und stellen ihm Kuchen und Geschenke vor seine Tür. Großer Schlumpf und Gargamel rufen einander aus einiger Entfernung Weihnachtswünsche zu.
1996 L’attrape-Schtroumpf (8 Seiten; Ein Schlumpf in Not – Die Schlumpffalle  Bastei-Magazin Die Schlümpfe Nr. 71, 1996).
Inhalt: Gargamel konstruiert einige neue Fallen um Schlümpfe zu fangen, geht aber letztlich nur selbst in eine solche hinein. Ein Händler bietet ihm Klebstoff für weitere Fangfallen an. Die Schlümpfe bewerkstelligen, dass die beiden am Klebstoff haften und bewerfen sie mit Äpfel.
1996 Une pêche miraculeuse (4 Seiten; Feuerprobe für den Anglerschlumpf  Bastei-Magazin Die Schlümpfe Nr. 71, 1996).
Inhalt: Ein kräftiger Tigerfisch (Tigersalmler) beißt beim Anglerschlumpf an und zieht ihn in und durch den Fluss, wodurch der Staudamm und die Brücke zerstört werden. Gargamel fängt die beiden und einige andere Schlümpfe, wird aber aufgrund der Attacken vom beherzten Fisch zur Aufgabe der Beute gezwungen. Die Schlümpfe reparieren die Flussbauten, der Tigerfisch ist ihnen behilflich.
1996 Le Schtroumpf de l‘espace (Szenario: Wasterlain, Zeichnungen: Delzenne; 8 Seiten; Der Schlumpf vom anderen Stern – Der außerirdische Schlumpf Bastei-Magazin Die Schlümpfe Nr. 72, 1996).
Inhalt: Dem Gammelschlumpf begegnet nachts ein grüner Außerirdischer in Schlumpfgröße, der sich Brrt nennt und problemlos mit Azraël fertig wird. Gargamel, ebenfalls zu solch später Stunde noch unterwegs, zerstört das kleine Raumschiff des Außerirdischen, weswegen die Schlümpfe den sehr an Heimweh Leidenden bei sich aufnehmen. Dem Bastelschlumpf und dem Schmiedschlumpf, gelingt es das zerstörte Raumschiff zu reparieren.
- Der Außerirdische unterscheidet sich nur durch die Farbe und in der Anatomie der Sinnesorgane von den Schlümpfen, weiters trägt er keine Mütze, wohl aber die klassische weiße Hose mit dem nötigen Loch für den bei ihm olivgrünen Stummelschwanz.
- Brrt besucht die Schlümpfe neuerlich in Le Schtroumpf de l’espace et le Tagamogh (1997) und Les Schtroumpfs et le robot X-XIII (1998). In der Bastei-Übersetzung wird für ihn sowohl „Brrt“ als auch „Brtt“ geschrieben.

1996 Le bébé de Gargamel (Szenario: Wasterlain, Zeichnungen: De Coninck; 4 Seiten; 1996 Bastei-Magazin Die Schlümpfe Nr. 72 Ein Baby für Gurgelhals).
Inhalt: Ballonfahrerschlumpf hat in der Luft einen Unfall mit dem Klapperstorch. Dessen Menschenbaby gelangt in die Kabine des Ballons, Schlumpf und Baby landen bei Gargamel („Aber was für ein Baby mag das sein?“ – „Vielleicht ist es deins?“ – „Meins? Aber … ich bin gar nicht verheiratet.“). Der Fürsorge und Aufmerksamkeit fordernde Säugling beschäftigt den Zauberer derart, dass er sich bereitwillig vom Schlumpf anleiten lässt, wie er sich um das Kind zu kümmern hat. Während des Wiegenlieds, das der Schlumpf singt, schläft Gargamel ein, sodass der Schumpf mit dem Baby auf dem Storch entkommen kann. (Dialog aus der Bastei-Übersetzung).
- Gargamels Wiege ist auch im Album 27 (2009, Schtroumpf les Bains) zu sehen, sieht aber dann ganz anders aus.

1997 La petite sirène des Schtroumpfs (Szenario: Wasterlain, Zeichnungen: Borecki; 8 Seiten; Drama um eine Wassernixe Bastei-Magazin Die Schlümpfe Nr. 73, 1997).
Inhalt: „Ich habe das Schlumpfinchen geschaffen, um Zwietracht unter den Schlümpfen zu säen. Das ist leider gescheitert … Das Schlumpfinchen ist bei ihnen geblieben. Aber diesmal werde ich erfolgreich sein!“ sagt Gargamel und versucht neuerlich, ein Schlumpfinchen herzustellen (La Schtroumpfette, 1966). Beim entscheidenden Zauber schlägt aber ein Blitz ein, sodass das so entstandene Wesen oberhalb der Gürtellinie ein Schlumpfinchen ist und unterhalb einen Fischschwanz aufweist. Da diese Nixe gutmütig und naiv ist, gelingt es Gargamel, mit ihrem Gesang die Schlümpfe anzulocken (Schlumpfinchen: „Seid ihr verschlumpft? Ihr kennt sie nicht mal und wollt alle zusammen mit ihr schlumpfen?“) und die meisten zu fangen. Die Walküre einer nahe gelegenen Grotte ist Schutzpatronin der Nixen und hilft dem Großen Schlumpf, Gargamel zur Aufgabe seiner Beute zu zwingen und sich ihren Gesang anzuhören. (Dialoge aus der Bastei-Übersetzung).
- Die Walküre ist in La grande cascade des Schtroumpfs (1998) wiederzusehen, in der französischen Originalfassung singt sie auf Deutsch, sonst spricht sie vorwiegend Französisch. In der Bastei-Übersetzung geht die Bilingualität verloren, sie parliert gänzlich auf Deutsch.
- Die Nixe trifft man neuerlich in Die Insel der Meerjungfrau (1999).

1997 Le chat infernal (Szenario: Marc Wasterlain, Zeichnungen: Jeroen De Coninck; 4 Seiten; Endstation für Azrael Bastei-Magazin Die Schlümpfe Nr. 73, 1997).
Inhalt: Mithilfe einer Wildschweinfamilie rettet Schlumpfinchen eine kleine weiße Maus vor Azraël.
- Schlumpfinchen hält die Maus meistens in ihrer Hand. Jedoch sagt sie in Hibernatus Schtroumpfimus (1998), dass sie Angst vor Mäusen hat.

1997 Les p’tits schtroumpfs sur la Lune (Szenario: Wasterlain, Zeichnungen: Delzenne; 8 Seiten; Die Mini-Schlümpfe auf dem Mond im Bastei-Magazin Die Schlümpfe 74, 1997).
Inhalt:  Sassette träumt, dass einige Mondbewohner von der erdabgewandten Seite des Mondes die Schlümpfe besuchen. Im Traum besucht sie mit den Minischlümpfen den Mond, Gargamel möchte das Gold der Mondbewohner erbeuten und versucht mit einer selbst gebauten Rakete ebenfalls auf den Mond zu fliegen.
- Brillenschlumpf weist sogar den Großen Schlumpf zurecht (Brillenschlumpf: „Warte! Der Große Schlumpf sagt immer, dass man nicht einfach einen unbekannten Außerirdischen schlumpfen kann.“ Großer Schlumpf: „Aber ich bin der Große Schlumpf! Also schweig und schlumpf mir lautlos! PST!“ – Bastei-Übersetzung).

1997 La petite souris est passée (4 Seiten; Der Feinschmeckerschlumpf und das Zahnmäuschen im Bastei-Magazin Die Schlümpfe Nr. 74, 1997).
Inhalt: Die Schlümpfe glauben an Zahnmäuschen (Zahnfee), und dem Leckerschlumpf droht ein Milchzahn auszufallen.
1997 L’arche des Schtroumpfs (8 Seiten; Flucht vor der Sintflut im Bastei-Magazin Die Schlümpfe 75 v. 1997).
Inhalt: Der wegen heftiger Regenfälle und einiger Biberbauten stark ansteigende Fluss droht das Schlumpfdorf zu überschwemmen. Bastelschlumpf und Brillenschlumpf bauen sicherheitshalber eine Arche. Schließlich wird das Schlumpfdorf und auch Gargamels Behausung von den Fluten arg in Mitleidenschaft gezogen.
1997 Les cousins des Schtroumpfs (Szenario: Wasterlain, Zeichnungen: De Coninck; 4 Seiten; Die Schlümpfe und die Schlangenpost im Bastei-Magazin Die Schlümpfe 75, 1997).
Inhalt: Der Große Schlumpf erhält einen Brief („Der ist von meinem Vetter, dem Großen Schtrumpf! Er schickt euch einen Gruß von euren Vettern, den Schtrümpfen. […] Die Schtrümpfe leben auf der anderen Seite der Berge“ – Bastei-Übersetzung). Daraufhin schreibt jeder Schlumpf dem ihm zugehörigen Vetter. Die Schtrümpfe sprechen die Schtrumpfsprache und sehen anatomisch betrachtet so wie Schlümpfe aus, sie sind auch blau, allerdings tragen sie grüne Hosen und Mützen. Schtrumpfinchen trägt Schuhe und Mütze in Grün, das Kleid in Weiß und rotbraunes Haar. Der Große Schtrumpf ist wie der Große Schlumpf rot gekleidet, hat aber einen rotbraunen Bart.
- Gibt es andere Schlümpfe? In La Menace Schtroumpf (2000), weist der Große Schlumpf darauf hin, dass es keine anderen Schlümpfe gibt (Les autres Schtroumpf?!? Allons! Tu sais bien que nous sommes les seuls Schtroumpfs!). Damit entsteht kein Widerspruch zu dieser älteren Geschichte, da die darin auftretenden Wesen von den Szenaristen anders genannt werden. Keine Erklärung jedoch gibt es dafür, dass das Schlumpfbaby (Le Bébé Schtroumpf, 1984) zunächst nicht für die Schlümpfe im Schlumpfdorf gedacht war, was zumindest die Möglichkeit für die Existenz einer anderen Schlumpfpopulation nicht ausschließt.
- Der Troubadour und der Bär Martin (Le Pays maudit, 1961) sind in einer Zeichnung zu sehen.

1997 Roller Schtroumpf (8 Seiten; Skating-Fieber im Bastei-Magazin Die Schlümpfe Nr. 76, 1997; Roller-Schlümpfe in Die Welt der Schlümpfe 6, 2016).
Inhalt: Bastelschlumpf erfindet Inliner (Inlineskate). Gargamel bastelt sich ebenfalls solche Schuhe, um die Schlümpfe besser fangen zu können.
1997 Le petit renard (Szenario: Marc Wasterlain, Zeichnungen: Jeroen De Coninck; 4 Seiten; Der kleine Fuchs im Bastei-Magazin Die Schlümpfe Nr. 76, 1997).
Inhalt: Schlumpfinchen findet ein kleines Fuchsjunges und versucht, dessen Familie wiederzufinden.
1997 Le grand chagrin de Dame Nature (8 Seiten; Frau Natur und der Heiratsschwindler im Bastei-Magazin Die Schlümpfe 77, 1997).
Inhalt: Während eines Aufenthalts bei Homnibus besucht Sassette mit den Minischlümpfen die in der Nähe wohnende Frau Natur. Da die ältere Frau einsam ist, geben die Schlümpfe über Brieftauben eine Kontaktanzeige auf. Wegen der zugleich in Aussicht gestellten Mitgift wirbt Gargamel erfolglos um sie. Schließlich macht die Dame einen Spaziergang mit Homnibus.
- Es bleibt bei der Implikation, dass Homnibus und Dame Nature gut zusammen passen. Motro, le monstre de la fôret (2000) ist der einzige weitere Comic, in dem beide Gestalten, jedoch in unabhängigen Aktionen, zu sehen sind.

1997 Le Schtroumpf Coiffeur (Szenario: Wasterlain, Zeichnungen: Borecki; 4 Seiten; 1997 Bastei-Magazin Die Schlümpfe Nr. 77 Das bärtige Schlumpfinchen).
Inhalt: Während einer Heuschnupfenepidemie irrt sich der Große Schlumpf beim Heilmittel, daraufhin wachsen den Schlümpfen üppige Kopf und Barthaare. Während er an dem Gegenmittel arbeitet, hat der Dummschlumpf im Wald zu tun und steckt Gargamel an, welcher jedoch über den Charakter des Schlumpfes Bescheid weiß und dessen Eigenart ausnutzt („Ich laß' dich frei, damit du mir die Medizin bringst. Beeil dich! Komm schleunigst zurück und vergiß nicht, daß du mein Gefangener bist!“ – Bastei-Übersetzung von 1997). Alsdann setzt Dummschlumpf den Zauberer mit der ersten Arznei außer Gefecht.
- Einige Schlümpfe mit einer besonders raumfüllenden Frisur treten ohne Mütze auf. Ein Schlumpf erhält genau die Frisur von Pirlouit.
- Modeschlumpf wird kurzzeitig zum Friseurschlumpf (Schtroumpf Coiffeur) erklärt. Ein solcher ist im Einstreifer 416 zu sehen, in seinem einzigen Gag ist der Große Schlumpf sein einziger Kunde

1997 Les six filles de Grossbouf (Szenario: Wasterlain, Zeichnungen: Delzenne; 8 Seiten; Collection Pirate La Schtroumpfette et le Chevalier, 2001; Die Schlümpfe bei Familie Nimmersatt im Bastei-Magazin Die Schlümpfe Nr. 78, 1997).
Inhalt: Sechs Schlümpfe sind während der Dämmerung fernab vom Schlumpfdorf unterwegs. Dummschlumpf hat mit Vorbedacht eine Spur mit Brotkrumen gelegt und zitiert anschließend den kleinen Däumling. Jedoch hat der Leckerschlumpf alles verspeist. In einem Turm finden sie neben großem Mobiliar auch einen gedeckten Tisch in für sie passender Größe vor, dann legen sich alle in ein geeignet kleines Bett. Dort werden sie von den sechs Zwergentöchtern des Riesen Grossbouf, die mit ihm und seiner Mutter in dem Turm leben, geweckt. Mittlerweile hat Gargamel Einlass erhalten, er bekommt von der Anwesenheit der Schlümpfe mit und bietet dem hin zu gekommenen Grossbouf eine Schlumpfspeise an. Die Mädchen tauschen ihre Zipfelmützen gegen die phrygischen Kopfbedeckungen der Schlümpfe, sodass der Hexenmeister im Dunklen versehentlich die Mädchen als Suppeneinlage nimmt. Grossbouf bemerkt das Malheur rechtzeitig und wird bei der anschließenden Konfrontation von Gargamel in den Brunnen gestoßen. Nun helfen die Schlümpfe dem Riesen, Gargamel verwandelt ihn in einen Frosch, der Große Schlumpf gibt den Töchtern das Gegenmittel. (Quellen: Coll. Pirate, 2001; Bastei-Heft 78)
- Der Comic enthält vor allem Märchenmotive aus Der kleine Däumling. Die Rolle des Ogers wird im Comic auf Grossbouf und Gargamel aufgeteilt, wobei letzterer die boshaften Charakterzüge erhalten hat. Während im Märchen von Perault die Frau des Ogers die sieben Brüder vor ihrem Mann beschützt, ist es im Comic die Mutter des Riesen, welche den Schlümpfen Gastfreundschaft gewährt. Das Vertauschen der Kopfbedeckungen findet im Märchen heimlich, im Comic mit Einverständnis der Beteiligten statt. Wie im Märchen liegen im Comic alle, fünf Schlümpfe, ein Schlumpfinchen und sechs Zwergentöchter, in einem Bett. Daneben kommen noch Elemente aus Schneewittchen vor – den Schlümpfen sind einige Möbel im Turm zu groß (hier ist der Märcheninhalt invertiert), sie essen von den fremden Tellern und legen sich in ein fremdes Bett. Die Froschverwandlung ist wohl auch in Lykische Bauern und Der Froschkönig ein Thema, sonst hat der Comic mit der Metamorphose von Ovid oder dem Märchen der Gebrüder Grimm nichts zu tun. In der deutschsprachigen Bastei-Übersetzung verweist Dummschlumpf nicht auf Perraults Märchen, sondern auf Hänsel und Gretel.
- Die reichhaltige Handlung ist an einigen Stellen nicht ganz nachvollziehbar. Grossbouf wird in den einzelnen Szenarien zwar recht dumm dargestellt. Dennoch sollte er seit dem Comic La Soupe aux Schtroumpfs von 1976 in Erinnerung haben, dass er nach dem Verzehr einer vermeintlichen Schlumpfsuppe zu einem Ungeheuer mutiert. Weiters ist in dem Comic nicht klar, warum Gargamel auf einmal einen Schatz im Turm des Riesen vermutet. Schließlich war der Zauberer noch in der Lage, den Riesen kurzerhand in einen Frosch zu verwandeln. Auch hier fragt man sich, wieso Gargamel einen solchen mächtigen Zauber nicht schon im älteren Comic von 1976 oder gegen andere Gegner anwendet.

1997 La Course de Cochons d'Inde (4 Seiten; Das Meerschweinchen-Rennen im Bastei-Magazin Die Schlümpfe Nr. 78, 1997, und im Blue Ocean-Magazin Die Schlümpfe 2/2013; Das große Meerschwein-Rennen in Die Welt der Schlümpfe 6, 2016).
Inhalt: Drei Schlümpfe und Schlumpfinchen machen ein Rennen auf Meerschweinchen.
1997 La Chaîne ardente (Szenario: Wasterlain nach einer Idee von Thierry Culliford, Zeichnungen: De Coninck; 8 Seiten; Die Schlümpfe und der Zaubertrank im Bastei-Magazin Die Schlümpfe Nr. 79, 1997).
Inhalt: Schlumpfinchen lässt sich vom Lehrlingschlumpf (siehe L’apprenti Schtroumpf, 1970) einen Liebestrank brauen. Er trinkt davon, was zur Folge hat, dass Schlumpfinchen und weitere Schlümpfe angezogen werden und schließlich händchenhaltend eine lange Kette bilden, zu der auch noch Gargamel hinzukommt. Der Große Schlumpf weiß kein Gegenmittel, Gargamel jedoch kennt eines.
1997 Une balade en train (Szenario: Marc Wasterlain, Zeichnungen: Jeroen De Coninck; 8 Seiten; Bahnfahrt mit Hindernissen im Bastei-Magazin Die Schlümpfe Nr. 79, 1997).
Inhalt: Bergwerkschlumpf und Bastelschlumpf haben den Eisenbahnbetrieb (Le Petit train des Schtroumpfs, 1990) modifiziert. Der Zug fährt nun mit Kohlebetrieb, ohne Schienen und auf Gummirädern. Dennoch begegnen sie Azraël und Gargamel.
1997 La Schtroumpfette et le Chevalier (8 Seiten; Der verwunschene Ritter im Bastei-Magazin Die Schlümpfe Nr. 80, 1997).
Inhalt: Ein mächtiger Zauberer will die Ehe seiner Tochter, einer Waldfee, mit einem Ritter verhindern und verwandelt die beiden in Frösche. Die Schlümpfe wollen den beiden helfen, erlösen vom Zauber ist durch Küssen möglich (siehe Der Froschkönig oder der eiserne Heinrich).
1997 Gargamel et le Crocodile (Szenario: Marc Wasterlain, Zeichnungen: Jeroen De Coninck; 4 Seiten; Gurgelhals und das Krokodil im Bastei-Magazin Die Schlümpfe Nr. 80, 1997; sowie unter dem Titel Gargamel und das Krokodil in Die Welt der Schlümpfe 1, 2012).
Inhalt: Gargamel kauft von einem Wanderhändler ein junges Krokodil, will es großziehen und gegen Schlümpfe abrichten.
- Der orientalische Hausierer ist in Les Schtroumpfs et le pélican (2001) in wiederzusehen.

1997 La circulaschtroumpf (Szenario: Wasterlain, Zeichnungen: Delzenne; 8 Seiten; 1997 im Bastei-Magazin Die Schlümpfe Nr. 81 Der Brillenschlumpf als Ordnungshüter)
Inhalt: Bastelschlumpf konstruiert Tretautos für die Schlümpfe. Die dadurch entstehenden Verkehrsprobleme – Vorfahrt, Verkehrszeichen, Bahnübergang, Schutzweg für Sassette, Lärm – muss der Brillenschlumpf, assistiert vom Muskelschlumpf, lösen. Strafzettel werden ohne weitere Folgen oder Zahlungspflicht (die Schlümpfe benutzen kein Geld; sh. 1992, Le Schtroumpf Financier) ausgestellt. In den Parkuhren befinden sich Schnecken. Die Kurzparkdauer ist mit der Zeit, die sie für den Verzehr eines Salsepareille-Blattes benötigen, festgelegt.
- Das Motiv der Notwendigkeit von Ordnungshütern wird in Album 30 (Les Schtroumpfs de l’ordre, 2012) neuerlich und ausführlicher bearbeitet. Die Exekutive ist dann ebenfalls mit Brillenschlumpf und Muskelschlumpf besetzt.

1997 Le Schtroumpf de l’espace et le Tagamogh (4 Seiten; Der Außerirdische Schlumpf und der Tagamogh im Bastei-Magazin Die Schlümpfe Nr. 81, 1997).
Inhalt: Der außerirdische Brrt (Le Schtroumpf de l‘espace, 1996) besucht während einer Vollmondnacht neuerlich die Schlümpfe und zeigt ihnen sein kleines Begleittierchen, einen Tagamogh.
- Brrt lässt in seiner Sprache die Vokale weg. Schlumpfinchen versteht ihn recht gut.

1997 ---Originaltitel ??--- (8 Seiten; Die Schlümpfe und das Findelkind im Bastei-Magazin Die Schlümpfe Nr. 82, 1997).
Inhalt: Eine reiche Gräfin verliert bei einem reißenden Bach ihr Baby, sodass es in einem Korb davongeschwemmt wird. Motiviert durch die Belohnung macht sich Gargamel auf die Suche. Schließlich fischen die Schlümpfe das Baby aus dem Wasser, finden heraus, wo es hingehört, und bringen es der Familie, der sie bereits bekannt sind, zurück.
1997 La pêche aux canards (Szenario: Marc Wasterlain, Zeichnungen: Jeroen De Coninck; 4 Seiten; Ente gut, alles gut im Bastei-Magazin Die Schlümpfe Nr. 82, 1997).
Inhalt: Der Musikschlumpf ist mit dem Klang seiner Trompete im Schlumpforchester unerwünscht. Schließlich ist eine Ente von den Lauten des Instruments fasziniert.
1997 Carnaval schtroumpf (8 Seiten; Karneval der Schlümpfe Bastei-Magazin Die Schlümpfe Nr. 83, 1997).
Inhalt:
1997 En schtroumpf vers Vénus (4 Seiten; Mission Venus Bastei-Magazin Die Schlümpfe Nr. 83, 1997).
Inhalt:
1997 Déchets toxiques (8 Seiten; Giftalarm im Land der Schlümpfe Bastei-Magazin Die Schlümpfe Nr. 84, 1997).
Inhalt:
1997 Olaf le petit viking (Szenario: Marc Wasterlain, Zeichnungen: Jeroen De Coninck; 4 Seiten; 2001 in Collection Pirate 1; 1997 im Bastei-Magazin Die Schlümpfe Nr. 84 Olaf, der kleine Wikinger).
Inhalt: Die Schlümpfe begegnen dem Wikingerbuben Olaf, welcher der Tradition der Wikinger entsprechend, ihr Dorf attackieren möchte. Olaf gibt ihnen etwas Vorbereitungszeit. Der Große Schlumpf nimmt den bevorstehenden Angriff nicht allzu ernst und sorgt sogar dafür, dass ein Schlumpf zurückbleibt, um dem Buben den Weg ins Schlumpfdorf zu zeigen. Dort wird er rasch besiegt und danach als Gast eingeladen. In der Zwischenzeit hat Gargamel das Schlumpfbaby entführt. Nun hilft der kleine Olaf den Schlümpfen, das Baby zu befreien und agiert gegenüber Gargamel ausgesprochen furchtlos. Dem Vater von Olaf attestiert der Große Schlumpf sodann, dass dessen Sohn ein tapferer Krieger ist. (Quelle: Coll. Pirate, 2001)
- Der Kern der Geschichte gleicht Les neveux de Gargamel (2000). Beide Male hat der Große Schlumpf mit Kindern zu tun, beide Male überzeugt er sich von deren gutem Charakter. Beide Male hilft er den Kindern, sich den Eltern gegenüber zu beweisen.
- Im Originaltext beschreibt der Große Schlumpf sich und die Schlümpfe als nette blaue Lutins.

1997 ---Originaltitel ??--- (8 Seiten; Die wundersame Weihnachtstanne im Bastei-Magazin Die Schlümpfe Sonderheft Weihnachten, 1997)
Inhalt: Gargamel fängt einige Schlümpfe und möchte aus ihnen eine Suppe machen. Der eintreffende Weihnachtsmann verhindert sein Tun, schließlich feiern alle Heiligabend in Gargamels Hütte. Eine wohlverdiente, vom Weihnachtsmann initiierte Bestrafung, bricht der sehr versöhnliche Große Schlumpf nach einer kurzen Weile ab.
1998 Le Schtroumpf Sauvage (Szenario: Luc Parthoens, Thierry Culliford; Zeichnungen: Alain Maury, Luc Parthoens (Tusche); Farben: Nine; 44 Blatt; 1998 Album 19 bei Le Lombard; 1999 bei Carlsen, Die Schlümpfe Band 13 sowie 2012 bei Splitter Band 19 jeweils unter dem Titel Der wilde Schlumpf)
Inhalt: Wegen eines Waldbrandes beschaffen sich die Schlümpfe in einer fernen Gegend Nahrungsvorräte für die kalte Jahreszeit. Im Winter werden ihnen Nüsse stibitzt, sie greifen den Täter auf und begegnen in ihm einem „wilden Schlumpf“. Schließlich offenbart ein Buch (Le Grand Livre des Schtroumpfs: „… ici se trouve schtroumpfée toute l'histoire des Schtroumpfs depuis des siècles et des siècles“) dem Großen Schlumpf, dass einmal vor langer Zeit ein Storch ein Schlumpfbaby über den Wald verloren hat.
- In einer Rückblende sind auch erwachsene Schlümpfe zu sehen, welche das zuvor verloren gegangene Schlumpfbaby suchen. Ein genauerer Bezug über die Schlümpfe oder die Zeit – also ob es sich um die Schlümpfe einer vergangenen Generation (dann wäre eine naheliegende Frage, was mit ihnen passiert ist) oder die gegenwärtigen Schlümpfe (dann hätten die sich nicht geändert, während das Baby herangewachsen wäre. Es hätte sich auch einer an die damalige Suche erinnern können) handelt, findet nicht statt.
- Weil wegen des Waldbrandes schützendes Laub- und Buschwerk fehlt, ist Gargamel für einige Zeit in der Lage ins Schlumpfdorf zu finden.
- Ende der Geschichte: Der wilde Schlumpf bleibt letztlich nicht im Schlumpfdorf, sondern bei seinen Eichhörnchen im Wald. Luc Parthoens ging im Interview von 2003 auf diesen besonderen Schlumpf ein.[5]
- Der Wilde Schlumpf tritt in Einseitern in Schtroumpferies 4 und 5 wieder auf.

1998 La Nuit des Sorciers (Johan et Pirlouit, Band 16, bei Le Lombard; Szenario: Thierry Culliford, Yvan Delporte; Zeichnungen: Alain Maury; dt. Die Nacht der Zauberer als Johann und Pfiffikus Band 12 (1998) bei Carlsen; Johann und Pfiffikus Gesamtausgabe Band 5, Toonfish 2012)
Inhalt: Der gewissenlose Hexer Ubiquitas (Malefiz) versucht drei verzauberte Gegenstände (Ring, Armreif und Fingerhut) zu sammeln, um damit zu enormer Macht zu gelangen. Johan und Pirlouit helfen der Zauberin Myriam, welche den Ring besitzt. Nachdem Malefiz dem Zauberer Homnibus, dem Inhaber des Armreifs, diesen stiehlt und der gefesselte Homnibus vom Großen Schlumpf befreit wird, ist es Pirlouit, welcher nach einiger Zeit alle drei Gegenstände bei sich hat. Unter der Anleitung des Großen Schlumpfs führt Pirlouit in der Nacht der Zauberer am kahlen Berge eine wichtige Zeremonie durch (diese Situation ist im Titelblatt dargestellt). Als Zuschauer nehmen der Alchemist (aus Le Sortilège de Maltrochu, 1969) und Rachel (La Guerre des sept fontaines, 1959 u. a.) teil.
1998 Le Schtroumpf Campeur (8 Seiten; Das Camping-Abenteuer im Schlumpfwald Bastei-Magazin Die Schlümpfe Nr. 85, 1998).
Inhalt:
1998 La montagne des baisers (Szenario: Wasterlain, Zeichnungen: Delzenne; 4 Seiten; Collection Pirate La Schtroumpfette et le Chevalier, 2001; Gurgelhals am Berg der Wünsche im Bastei-Magazin Die Schlümpfe Nr. 85, 1998).
Inhalt: Die Schlümpfe und Opaschlumpf suchen auf einem Berg einen Wunschstein auf, welcher gedachte Wünsche erfüllt, dabei aber auch etwas Eigeninitiative zeigt. Brillenschlumpf und Leckerschlumpf gehen dort leer aus. Hogatha und Gargamel werden in Frösche verwandelt. (Quelle: Coll. Pirate, 2001)
- Der Dialog im Comic impliziert, dass Opaschlumpf um 200 Jahre älter ist als der Große Schlumpf.

1998 Un Yorkshire chez les Schtroumpfs (8 Seiten; Hundejagd im Schlumpfenwald Bastei-Magazin Die Schlümpfe Nr. 86, 1998; sowie unter dem Titel Ein Yorkshire bei den Schlümpfen im Special Schlümpfe Mag von Panini, 1/2008).
Inhalt: Gargamel gelingt es, den Yorkshire-Terrier der Müllerskinder zu entführen. Der Hund kann ausreißen und gelangt mithilfe von Puppy zu den Schlümpfen.
- Die Müllerskinder Pierre und Pérette (1993, Le Bébé Schtroumpf dans le pétrin) heißen in der Bastei-Übersetzung statt Peter und Petra nun Werner und Pet.
- Im Schlafzimmer vom Schlumpfinchen hängt ein Porträt vom Muskelschlumpf.

1998 La grande cascade des Schtroumpfs (Szenario: Wasterlain, Zeichnungen: Borecki; 4 Seiten; Die vergessene Grotte Bastei-Magazin Die Schlümpfe Nr. 86, 1998).
Inhalt: Bei einer Kanufahrt werden einige Schlümpfe von Gargamel verfolgt und gelangen mit ihm in die unterirdische Grotte einer Walküre (siehe 1997, La petite sirène des Schtroumpfs), welche sie beschützt und dem Zauberer ihren Gesang aufzwingt.
1998 Jecky, le troll de Pâques (8 Seiten;  Ostern im Schlumpfland Bastei-Magazin Die Schlümpfe 4/1998).
Inhalt: Gargamel betrachtet seine Ersparnisse („Wie gerne würde ich all mein Geld gegen einen Schlumpf eintauschen“, vgl. Le Voleur de Schtroumpfs, 1959). Sein Gold wird ihm später von einem Troll gestohlen, welcher die Schlümpfe aufsucht, um sie für weiteres Gold an Gargamel zu verraten. Dann hört der Troll von der Philosophie der Schlümpfe (Großer Schlumpf: „Wir haben kein Gold, sind aber dennoch reich! Freundschaft, die Lebenslust, das Teilen mit anderen und die Freude an kleinen Festen, das ist unser Reichtum!“), ändert seine Absichten und kauft ihnen Ostereier (Dialoge aus der Bastei-Übersetzung).
- Gargamel hat sich in dieser Geschichte nichts zuschulden kommen lassen, wird aber vom Troll bestohlen, von den Schlümpfen sekkiert und wegen eines Missverständnisses von den Osterglocken mit Eiern beworfen.
- In Belgien erzählt man den Kindern, dass die Osterglocken auf dem Rückweg von Rom die Ostereier verstecken (siehe Abschnitt Regionale Osterbräuche).

1998 ---Originaltitel ??--- (4 Seiten; Besuch von Opaschlumpf Bastei-Magazin Die Schlümpfe 4/1998).
Inhalt: Opaschlumpf besucht die Schlümpfe und zeigt sich für sein Alter erstaunlich rüstig.
- Opaschlumpf und Omaschlumpf: Die beiden aus der Fernsehserie bereits bekannten Gestalten leben in einiger Entfernung vom Schlumpfdorf auf einem Berg und treten im Comic nur in einigen Kurzgeschichten auf.

1998  Les Schtroumpfs et le Bougloubou (8 Seiten; Die Schlümpfe und der Bougloubou Bastei-Magazin Die Schlümpfe 5/1998; sowie unter dem Titel Die Schlümpfe und der Buglubu in Die Welt der Schlümpfe 1, 2012).
Inhalt: Ein großer Vogel, welcher immer wieder „Bougloubou“ zwitschert, fliegt durch das Schlumpfdorf und beschädigt ein Hausdach. Der Große Schlumpf vermutet keine weitere Gefahr, tatsächlich baut sich der Vogel auf Gargamels Schornstein ein Nest und zieht dort gegen den Widerstand des Hexenmeisters ein Junges groß.
1998 Le dragon rose/Le dragon de Papy Schtroumpf (Szenario: Marc Wasterlain, Zeichnungen: Jeroen De Coninck; 4 Seiten; Gurgelhals und die Drachenhöhle Bastei-Magazin Die Schlümpfe 5/1998).
Inhalt: Opa Schlumpf ruft die Schlümpfe zu Hilfe, weil der in seiner Nähe wohnende Drache krank ist. Um zum Drachen zu gelangen, müssen sie der vor seiner Höhle verweilenden Sphinx eine Frage beantworten. Schlumpfinchen vermag das Rätsel der Sphinx zu lösen und geeignet zu illustrieren: „Die Antwort lautet: ein Schlumpf, weil Baby-Schlumpf auf Händen und Füßen schlumpft, dann, wenn er so groß ist wie der Muskelschlumpf, auf zwei Beinen und schließlich schlumpft er einen Stock wie Opa-Schlumpf!“ Die Sphinx ist zufrieden (Brillenschlumpf: „Ach … war doch leicht!“), der Große Schlumpf kann dem Drachen eine geeignete Medizin aus Feuersteinpulver, Schwefel und Alkohol geben, sodass er wieder Feuer speien und dem dazu gekommenen Gargamel ordentlich einheizen kann. (Dialoge aus der Bastei-Übersetzung).
- Im Album 36 (Les Schtroumpfs et le Dragon du lac, 2018) behandelt der große Schlumpf den Drachen Fafnir, der ähnliche Symptome aufweist.

1998 Vive les vacances (8 Seiten; Schnitzeljagd mit Gurgelhals Bastei-Magazin Die Schlümpfe 6/1998; 2017 in Die Welt der Schlümpfe 7 als Die Schlümpfe im Ferienlager).
Inhalt: Es ist Schulschluss. Schlumpfinchen teilt an den Brillenschlumpf, den Muskelschlumpf und an andere die Zeugnisse aus. Da der Große Schlumpf weg muss, bittet er Schlumpfinchen, auf die Schlümpfe aufzupassen. Die Schlümpfe teilen sich in zwei Gruppen und veranstalten eine Schnitzeljagd, von der schließlich auch Gargamel erfährt. Der wird aber von seiner Mutter (blauer Mantel, roter Umhang, schwarzer Hut) wegen seines schlechten Zeugnisses aus der Zaubererschule zum Lernen gezwungen. Gargamel erklärt ihr, dass er mit den Schlümpfen „nur spielen“ wollte.
- Schlumpfinchen unterrichtet die Schlümpfe, Gargamel besucht die Zaubererschule. Mit Phantasie kann man diese Handlungselemente durchaus widerspruchsfrei zu den Inhalten der klassischen Alben (insbesondere La Schtroumpfette, 1966) sehen. Bemerkenswert ist der Auftritt von Gargamels Mutter, sie nimmt von den Schlümpfen gar keine Notiz.

1998 Le frère jumeau de Gargamel (4 Seiten; Der Zwilling des Zauberers Bastei-Magazin Die Schlümpfe 6/1998; sowie unter dem Titel Gargamels Zwillingsbruder in Die Welt der Schlümpfe 1, 2012)
Inhalt: Gargamel erhält Besuch von seinem Zwillingsbruder Gourmelin, dem gutmütigen Dichter. Der Zwilling sieht wie Gargamel aus, trägt wie er einen schwarzen Kittel mit den weißen Flicken, besitzt jedoch blaue Schlapfen. Die Schlümpfe verwechseln ihn zunächst mit dem Zauberer, nehmen aber dann seine Hilfe an, um Gargamels neueste Rachepläne zu vereiteln.
- In der Fassung von Bastei hat Gargamel, wie in der Kauka-Bearbeitung den Namen „Gurgelhals“, sein Bruder heißt in dieser Übersetzung „Schmurgelhals“.

1998 Surfing Schtroumpf (8 Seiten; Ferienspaß am Meer Bastei-Magazin Die Schlümpfe 7/1998. Nachdruck in L'Univers des Schtroumpfs 7, 2016; 2017 in Die Welt der Schlümpfe 7 als Die Schlümpfe gehen surfen).
Inhalt: Die Schlümpfe machen Urlaub am Meer und werden dort erneut von Gargamel und seinem Vetter Barbapapa (dt. Karamel [2017]), dem Eisverkäufer aus Les vacances des Schtroumpfs (1993), gejagt. Sie schaffen es, Barbapapa bis zum Hals im Sand einzugraben. Gargamel wird von den Wikingern geschanghait und darf mit ihnen Amerika entdecken (Viking: „Cap sur Heligoland, Les Îles Féroé et le Vinland!“ – Albenausgabe von 2016).
- In der Bastei-Übersetzung von 1998 begnügen sich die Nordmänner mit einem weniger eindrucksvollen Kurs (Wikinger: „Kurs auf Helgoland, Färöer und dann Grönland!“).
- Im Gegensatz zu Gargamels Mutter, seinem Zwillingsbruder Gourmelin (siehe diverse Kurzgeschichten von 1998) oder dem anderen Vetter (1999, Sagratamabarb) ist Barbapapa ersichtlich böse und hilft dem Hexenmeister bei der Jagd nach Schlümpfen. Allerdings schulden sie ihm auch immer noch Geld (s. Les vacances des Schtroumpfs).

1998 Super Schtroumpf (Szenario: Marc Wasterlain, Zeichnungen: Jeroen De Coninck; 4 Seiten; Collection Pirate Les P'tits Schtroumpfs sur la Lune; Super-Schlumpf im Bastei-Magazin Die Schlümpfe 7/1998)
Inhalt: Ein Schlumpf möchte gerne ein Superschlumpf (Superman) sein und sieht, wie die nette Waldfee Clo-clo, welche Schlumpfinchen gleicht, von einem Unhold gefangen wird. Er gelangt zu ihrem Zauberstab, wird damit zu einem mit enormen Kräften ausgestatteten fliegenden Superschlumpf, rettet die Fee und besiegt auch noch Gargamel. (Quellen: Coll. Pirate, 2001; Bastei-Heft 7/1998)
- Die Fee (Clio-Clio in der Bastei-Übersetzung) hat im Gegensatz zu Schlumpfinchen fünf Finger an jeder Hand und ist, so wie der Superschlumpf, in Super Schtroumpf contre Super Gargamel (1999) wiederzusehen

1998 Le secret du miel rouge (Szenario: Wasterlain, Zeichnungen: Dezenne; 8 Seiten; Das Geheimnis des roten Honigs Bastei-Magazin Die Schlümpfe 8/1998).
Inhalt: Der Große Schlumpf braut aus seltenem roten Honig einen Zaubertrank, der enorme Körperkräfte verleiht. Leckerschlumpf trinkt ihn und besiegt einen Bären und Gargamel. Daraufhin gelingt es dem Hexenmeister ebenfalls, etwas von dem Trank zu sich zu nehmen. Er verfolgt einige Schlümpfe bis zum alten Wachturm. Dort angelangt wird Gargamel vom Großen Schlumpf mit dem Gegenmittel besprüht, sodass er im anschließenden Kampf gegen den dort wohnenden Turmdrachen unterlegen ist.
1998 Le Schtroumpf Farceur exagère (Szenario: Wasterlain, Zeichnungen: Borecki; 4 Seiten; Ein Geschenk für den Überraschungsschlumpf im Bastei-Magazin Die Schlümpfe 8/1998).
Inhalt: Einige Schlümpfe beschweren sich beim Großen Schlumpf über den Witzboldschlumpf, weil sie von ihm immer wieder Knallgeschenke erhalten. Nach einer angemessenen Standpauke geht der Witzboldschlumpf in sich und verschenkt in seinen klassischen gelben Paketen mit roter Schleife ausnahmsweise nützliche Dinge.
- Alle drei Minischlümpfe fallen dem Witzboldschlumpf auf dessen Geschenke herein. Jedoch war einer davon, Schtroumpf Mollasson, schon bei seiner Premiere 1988 (Les P’tits Schtroumpfs) bereits klug genug, der Überraschung des Großen nicht aufzusitzen.
- Es kommt keineswegs so selten vor, dass der Witzboldschlumpf mit seinen Päckchen eine Freude bereitet. Bereits in Le Schtroumpfissime (1964) und La Schtroumpfette (1966) verschenkt er jeweils eine Torte. Dame Nature erhält eine Gabe, aus der sich beim Öffnen ein riesiger Blumenstrauß entfaltet (1991, Les Schtroumpfs et Dame Nature).
- Bereits 1990 (Les Farces du Schtroumpf Farceur) wurde der Witzboldschlumpf wegen seiner Geschenke vom Großen Schlumpf zurechtgewiesen. Die Handlung dieses Comics von 1998 wird 2001 (Des œufs de Pâques schtroumpfants) wiederholt, weist aber dann ein anderes Ende auf.

1998 Bombollino chez les Schtroumpfs (8 Seiten; Die Schlümpfe und der Zaubertanz Bastei-Magazin Die Schlümpfe 9/1998; Bombollino bei den Schlümpfen in Die Welt der Schlümpfe 3, 2013)
Inhalt: Die Schlümpfe lernen den musizierenden Kobold Bombollino kennen. Eines seiner Instrumente ist eine Flöte mit sechs Löchern, deren Flötentöne Menschen und Schlümpfe zum Tanzen zwingen. Der Kobold wird von Gargamel, welcher bereits Schlumpfinchen gefangen hält, aufgegriffen. Gargamel fordert ihn auf, ihm einen Plan zu zeichnen, mit dem er ins Schlumpfdorf gelangen kann. Bombollino befreit Schlumpfinchen, Gargamel benützt den Plan und findet damit in das Land der Zyklopen.
- In La flûte à six schtroumpfs (1958) steht eine Zauberflöte mit sechs Löchern im Vordergrund, Homnibus hat darin erläutert, dass nur die Schlümpfe das Geheimnis und die Herstellungsmethode dieser Flöten kennen; die Flötentöne des Instruments zwingen Menschen – nicht aber Schlümpfe – zum Tanzen. In diesem Comic von 1998 besitzt jedoch ein Kobold eine deutlich kleinere Flöte, nach der nun auch die Schlümpfe – zumindest manchmal – tanzen müssen und weiters Vögel entsprechend beeinflusst werden. Auch nehmen die Schlümpfe kommentarlos zur Kenntnis, dass ein Fremder ein solches Instrument hat. Darüber hinaus tanzen sie im späteren Teil der Geschichte ohne nähere Erklärung nicht mehr nach der Flöte.

1998 Le petit poulpe (4 Seiten; Tintenfisch in Olivenöl Bastei-Magazin Die Schlümpfe 9/1998; sowie unter dem Titel Die kleine Krake im Blue Ocean-Magazin Die Schlümpfe 3/2013)
Inhalt: Zwei Schlümpfe lernen ein Tintenfischbaby kennen. Nachdem es von Gargamel gefangen genommen wird, locken sie die kräftige Mutter des Babys zum Hexenmeister, damit sie ihr Kleines befreien kann.
1998 Une partie de cerfs-volants (8 Seiten; Gurgelhals hebt ab Bastei-Magazin Die Schlümpfe 10/1998; 2017 in Die Welt der Schlümpfe 7 als Gargamel, der Überflieger).
Inhalt: Die Minischlümpfe lassen Drachen steigen. Ähnlich dem Ikarus versucht Gargamel in einem Federkleid mitzufliegen. Bei einem anschließenden Zusammentreffen von Schlümpfen, einigen Bären und dem Hexenmeister zieht Letzterer den Kürzeren.
1998 Les Schtroumpfs et le robot X-XIII (4 Seiten; Die Hochzeit der Außerirdischen Bastei-Magazin Die Schlümpfe 10/1998).
Inhalt: Der dem Gammelschlumpf gut bekannte außerirdische Brrt (Le Schtroumpf de l‘espace, 1996) flüchtet mit seiner Verlobten vor deren Vater, der gegen eine Heirat ist, zu den Schlümpfen. Nach einem Konflikt mit Gargamel, welcher die Außerirdischen Venusianer nennt, landet der Vater auf der Erde und gestattet dann doch eine Hochzeit auf der Erde. Im Schlumpfdorf werden die beiden vom Brillenschlumpf getraut, Sassette ist die Ehrenjungfer, Schlumpfinchen heult.
1998 L'Île de la sirène (Szenario: Wasterlain, Zeichnungen: Delzenne; 8 Seiten; Die Insel der Meerjungfrau Bastei-Magazin Die Schlümpfe 11/1998).
Inhalt: Die Schlümpfe erhalten Flaschenpost von der ihnen bekannten Nixe (1997, La petite sirène des Schtroumpfs), welche in Gefahr ist. Sie segeln zu ihr, vorbei an der Insel der Sirenen, deren Gesang sich nur der am Mast gebundene Große Schlumpf anhört (Sh. Sirene, Begegnung mit Odysseus). Auf der Insel der Nixe besiegt er einen schlafenden zweiköpfigen Zyklopen, so wie es das tapfere Schneiderlein mit zwei Riesen getan hat. Während dieser Riese in weiterer Folge mit einem großen Kraken beschäftigt ist, können die Schlümpfe mithilfe von Delphinen entkommen und die Nixe in Sicherheit bringen.
- Gegenüber den Sirenen agiert der Große Schlumpf so wie Odysseus, die wohl bekannteste List des Laertiden wendet er in Album 35 (2017, Les Schtroumpfs et les Haricots mauves) an.

1998 Le petit avion teleschtroumpfe (Szenario: Wasterlain, Zeichnungen: Borecki; 4 Seiten; Das ferngeschlumpfte Flugzeug Bastei-Magazin Die Schlümpfe 11/1998).
Inhalt: Bastelschlumpfs neueste Erfindung, ein ferngesteuertes Modellflugzeug, gerät außer Kontrolle, sodass Gargamel beim Fischen gestört wird. Der Hexenmeister fürchtet sich und bringt sich in seinem Brunnen in Sicherheit.
1998 Hibernatus Schtroumpfimus (Szenario: Wasterlain, Zeichnungen: Delzenne; 8 Seiten; Der Winterschlafschlumpf Bastei-Magazin Die Schlümpfe 12/1998; sowie unter dem Titel Winterschlaf bei den Schlümpfen in Die Welt der Schlümpfe 2, 2012)
Inhalt: Die Schlümpfe beobachten in der kalten Jahreszeit einige Tiere beim Winterschlaf. Gammelschlumpf legt sich zu einem ruhenden Siebenschläfer dazu und nickt ein. Später werden die beiden von einem Tierfänger gefunden; mit Hilfe eines Bären können ihm die anderen Schlümpfe die schlafende Beute abjagen. Der Große Schlumpf kommt nicht darum herum, Gammelschlumpf und den Siebenschläfer den ganzen Winter durchschlafen zu lassen.
1998 Le bonhomme patate (Szenario: Wasterlain, Zeichnungen: Delzenne; Gurgelhals und die geheimnisvolle Knolle Bastei-Magazin Die Schlümpfe 12/1998)
Inhalt: Gargamel: „Der Händler hat behauptet, daß er diese seltene Pflanze von einem Wikinger bekommen hat. Und der soll sie in einem fernen Land, weit jenseits des Meeres, gefunden haben, wo sie allgemein als Hauptnahrung dient!“ (Bastei-Übersetzung von 1998). Der Zauberer baut eine unbekannte Gemüsesorte an. Da diese Pflanze seine übrigen Felder überwuchert, bekämpft er sie mit dem Gift Strombolix. Dabei bildet sich ein bewegliches aggressives Knollenmännchen, welche Schlümpfe attackiert. Der Große Schlumpf erkennt die Wirkung von Gargamels Gift und neutralisiert sie. Die Knolle stellt sich ihm als „Pomm Fritz“ vor und beißt Gargamel, als er Schlümpfe fängt.
- Bei der Pflanze handelt es sich um die Kartoffel, sie kam in der zweiten Hälfte des 16. Jahrhunderts von Südamerika nach Europa.

1999 Le Nouvel An des Schtroumpfs (Szenario: Wasterlain, Zeichnungen: Delzenne; 8 Seiten; Silvester-Party mit Schrecken Bastei-Magazin Die Schlümpfe 1/1999).
Inhalt: Sassette kümmert sich um einen kleinen Fuchswelpen, der ihnen hilft, das in der Neujahrsnacht entwichene Schlumpfbaby aufzuspüren. Der mächtige Zauberer Sagratta hält es gefangen und wird von ihm mit seinem eigenen Zauberstab in einen steinernen Wasserspeier verwandelt. Gemeinsam mit Gargamel endet er als Gargoyle vor seinem Schloss.
- Die altfranzösische Bezeichnung für Wasserspeier lautet Gargouille und ist linguistisch dem deutschen Wort „gurgeln“ ähnlich. Auch wenn es möglicherweise nicht in der Absicht der belgischen Szenaristen war, so bekommt mit dem in der Bastei-Übersetzung üblichen deutschen Namen „Gurgelhals“ für den Zauberer seine Verwandlung in das Phantasiewesen einen eigenen Charakter.

1999 Une petite nuage Schtroumpfant (Szenario: Wasterlain, Zeichnungen: Borecki; 4 Seiten; Ein Blitz für Gurgelhals Bastei-Magazin Die Schlümpfe 1/1999).
Inhalt: Ein Schlumpf wird von einer Regenwolke verfolgt, es gelingt ihm die Wolke zu Gargamel zu lenken.
1999 Snowboard Schtroumpf (Szenario: Wasterlain, Zeichnungen: Delzenne; 8 Seiten; Der geheimnisvolle Schneemensch Bastei-Magazin Die Schlümpfe 2/1999).
Inhalt: Gargamel verkleidet sich als Schneemensch, plündert einige Leute aus und bringt so einen tatsächlich in der Gegend lebenden Schneemenschen in Misskredit. Nachdem Gargamel auch noch einige Schlümpfe einfängt, sorgen Opa Schlumpf und der echte Schneemensch dafür, dass Gargamel eingesperrt wird. Als Belohnung bekommen sie vom Müller François einen Sack Brezeln.
1999 Une araignée schtroumpfeuse (Szenario: Wasterlain, Zeichnungen: Borecki; 4 Seiten; Kampf gegen das Spinnenmonster Bastei-Magazin Die Schlümpfe 2/1999).
Inhalt: Gargamel setzt eine giftige Spinne frei. Sie gelangt in das Schlumpfdorf, wo der Große Schlumpf die Gefährlichkeit des Tiers sofort erkennt und sie mit einem narkotisch wirkenden Gas bekämpfen lässt. Die Schlümpfe können die Spinne einfangen und bringen sie zu Gargamel. Sie beißt ihn, er fällt in Ohnmacht.
1999 Le printemps des Schtroumpfs (Szenario: Wasterlain, Zeichnungen: Delzenne; 8 Seiten; Die große Flut Bastei-Magazin Die Schlümpfe 3/1999).
Inhalt: Zum Frühlingsbeginn überschwemmt Hochwasser des nahen Flusses das Schlumpfdorf. Opaschlumpf hat ein Schiff, das er die unsinkbare Schlumpftanic nennt, und evakuiert damit die Schlümpfe. Stromabwärts fährt es bald gegen einen Felsen und sinkt. Ausgestattet mit Schwimmwesten können sich alle Schlümpfe trotz chaotischer Umstände beim Verlassen des Schiffes und Ablassen des Rettungsbootes zunächst in Sicherheit bringen, werden aber anschließend von Gargamel verfolgt und eingefangen. Drei Schlümpfen, welche nicht an der Evakuierung des Dorfs teilgenommen haben, gelingt es, das Wehr beim Staudamm zu öffnen, sodass Gargamel von der dabei entstandenen Flutwelle weggeschwemmt und die anderen Schlümpfe gerettet werden.
- Die Handlungsmotive eines angeblich unsinkbaren Schiffes und eine chaotische Evakuierung aus einem untergehenden Schiff sind dem etwa ein Jahr vor der Veröffentlichung des Comics uraufgeführten und sehr erfolgreichen Film Titanic (1997) zu danken.

1999 Super Schtroumpf contre Super Gargamel (Szenario: Wasterlain, Zeichnungen: Coninck; 4 Seiten; Collection Pirate La Schtroumpfette et le Chevalier; Super-Schlumpf gegen Super-Gurgelhals Bastei-Magazin Die Schlümpfe 3/1999)
Inhalt: Der Superschlumpf vollbringt wieder Heldentaten und befreit den von Gargamel gefangenen Gärtnerschlumpf. Der Hexenmeister braut sich daraufhin kurzerhand ein Getränk, verwandelt sich damit in einen Super-Gargamel und bombardiert mithilfe seiner Raben das Schlumpfdorf mit Steinen. Superschlumpf besiegt ihn dennoch. Die reizende Waldfee Clio-Clio, welche dem Superschlumpf noch immer ihre Kräfte zur Verfügung stellt, wird zu einem Fest bei den Schlümpfen eingeladen. (Quellen: Coll. Pirate, 2001; Bastei-Heft 3/1999)
- Obwohl nur acht Monate nach ihrem Erstauftritt (1998, Super Schtroumpf) hat man in der Bastei-Übersetzung offenbar den Namen der kleinen Waldfee Clo-clo, welche im Heft vom Juli 1998 mit Clio-Clio eingedeutscht wurde, mit jenem der menschenartigen Fee Anémone (Le Tourlitoula du Schtroumpf Musicien, 1991) verwechselt und Clo-clo in der jüngeren Veröffentlichung mit Anemone übersetzt.

1999 Les quatre sœurs sorcières (Szenario: Wasterlain, Zeichnungen: Delzenne; 8 Seiten; Vier Hexen und der magische Stein Bastei-Magazin Die Schlümpfe 4/1999).
Inhalt: Vier Hexenschwestern und Hogatha wollen sich beim magischen Stein Schönheit und ewige Jugend wünschen. Da nur ein Zauberer oder ein Schlumpf die Formel fehlerfrei anwenden kann, bitten die Schwestern Homnibus um Hilfe. Der Alchemist leiht ihnen den Papagai (1996, Un perroquet chez les Schtroumpf), welcher den Zauberspruch auswendig kennt und schickt sie zu den Schlümpfen. Hogatha raubt den Papagei und möchte ihr Ziel mit Gargamel erreichen, dem sie als Gegenleistung ins Schlumpfdorf verhelfen will. Am Zauberstein führt der Große Schlumpf die Zeremonie für die Schwestern durch. Von Gargamel mittlerweile betrogen, hat Hogatha ein schlechtes Gewissen und verzichtet. Der Hexenmeister wird von der auf einem geliehenen Zauberbesen fliegenden Sassette außer Gefecht gesetzt.
1999 Le Schtroumpf qui avait le hoquet (Szenario: Wasterlain, Zeichnungen: Borecki; 4 Seiten; Der Schlumpf, der – Hicks – Schluckauf hatte Bastei-Magazin Die Schlümpfe 4/1999).
Inhalt: Die Schlümpfe wollen einen der ihren, der Schluckauf hat, mit geeigneten Schocktherapien helfen und gehen zu Gargamel. Der aber fängt den Schlumpf, bekommt ebenfalls Schluckauf und wird vom schwarzen Bären der kleinen grünen Hexe Zora zur Herausgabe des Gefangenen gezwungen.
- Zora, die in diesem Comic „Kleiner Zauberer“ genannt wird, und ihr schwarzer Bär haben ihren Erstauftritt in der auf Deutsch bei Bastei erst im Jänner 2001 veröffentlichten Geschichte Patinage sur glace.

1999 La maman des Schtroumpfs (Szenario: Wasterlain, Zeichnungen: Delzenne; 8 Seiten; Muttertag bei den Schlümpfen Bastei-Magazin Die Schlümpfe 5/1999).
Inhalt: Die Schlümpfe erleben erstmals den Muttertagsbrauch und sehen, wie liebevoll die Wikingermutter mit ihrem Sohn Olaf (Olaf le petit viking, 1997) umgeht. Sie sind davon ausgesprochen betroffen, sogar der Muskelschlumpf vergießt eine Träne. Der nun berechtigten Frage, warum sie Schlümpfe keine Mutter haben, kann der Große Schlumpf elegant ausweichen: Sie besuchen die als ältere Frau personifizierte Mutter Natur. (Dame Nature). Schlumpfinchen, Oma Schlumpf und Gargamels Mutter werden auch mit Blumen beschenkt. (Quelle: Bastei-Heft 5/1999)
- In diese Geschichte gehen vor allem auch die Besonderheiten der Schlumpfpopulation mit der schwer fassbaren Stellung der Frau ein. Brillenschlumpf spricht (in der dt. Bastei-Fassung) „Schlumpfinchen lebt bei uns im Dorf. Aber sie ist nicht die Mutter vom Babyschlumpf. Den hat damals ein weißer Storch vorbeigebracht. Und dann ist da noch Oma Schlumpf. Aber nein, das ist ja nicht dasselbe.“ Ein anderes Zitat verleitet den Leser ebenfalls zu Implikationen: Der Große Schlumpf bedankt sich für einen Blumenstrauß vom Dummschlumpf: „Heute ist zwar nicht Vatertag, aber ich schlumpfe mich trotzdem darüber, Dummkopfschlumpf.“ (Dialoge aus der Bastei-Übersetzung)

1999 Le Schtroumpf et le petit Indien (Szenario: Wasterlain, Zeichnungen: Borecki; 4 Seiten; Der Schlumpf und der kleine Indianer im Bastei-Magazin Die Schlümpfe 5/1999).
Inhalt: Ein Schlumpf begegnet einigen Indianern, Gargamel endet am Marterpfahl. (Quelle: Bastei-Heft 5/1999)
1999 Le château hanté (Szenario: Wasterlain, Zeichnungen: Delzenne; 8 Seiten; Nachdruck in L'Univers des Schtroumpfs 3, 2013; Die Schlümpfe und das Spukschloss Bastei-Magazin Die Schlümpfe 6/1999; Das Spukschloss in Die Welt der Schlümpfe 3, 2013).
Inhalt: Der Große Schlumpf ist krank und braucht zur Heilung die Schwarze Rose aus dem Schloss der Verdammnis. Obwohl er dagegen rät, machen sich Grognon, Muskelschlumpf und Schlumpfinchen auf den Weg dorthin. Unmittelbar vor dem Schloss gibt ihnen eine Kröte einige wichtige Utensilien und Ratschläge, wie sie im Gebäude weiter kommen. Damit ausgestattet, werden sie mit allen Herausforderungen fertig und der Rose habhaft. Die Kröte erscheint ihnen neuerlich und stellt sich nun als Hüter der Pflanze vor. Da die Schlümpfe guten Herzens sind, lässt das Tier ihnen die Schwarze Rose und versetzt sie zurück ins Schlumpfdorf, sodass sie den Großen Schlumpf damit sofort heilen können. (Quellen: L'Univers des Schtroumpfs 3 von 2013, Bastei-Heft 6/1999)
- Im Märchen Das Wasser des Lebens gelangt der jüngste Sohn des schwer kranken Königs mithilfe der Ratschläge eines Zwerges an das Lebenswasser.
- Die Handlung des Comics wird in Les glands d‘or (1999) variiert.

1999 Le Schtroumpf et le miroir ensorcelé (Szenario: Wasterlain, Zeichnungen: Borecki; 4 Seiten; Collection Pirate 4, 2001; Der Schlumpf und der Zauberspiegel Bastei-Magazin Die Schlümpfe 6/1999).
Inhalt: Ein Schlumpf findet einen Zauberspiegel, über den ihn ein Elf um Hilfe bittet. Der Elf befindet sich als Steinstatue in einer Höhle und kann gerettet werden, wenn der Schlumpf mit dem Spiegel vor sein Abbild tritt. Der Schlumpf agiert entsprechend, woraufhin aber er in Stein verwandelt wird und nur mehr über den Spiegel mit der Außenwelt kommunizieren kann. Dann raubt Gargamel dieses Zaubergerät. (Quellen: Collection Pirate 4 von 2001, Bastei-Heft von 1999)
1999 La piscine des Schtroumpfs (Szenario: Wasterlain, Zeichnungen: Delzenne; 8 Seiten; 2001 in Collection Pirate 4; 2016 Nachdruck in L'Univers des Schtroumpfs 7; 1999 im Bastei-Magazin Die Schlümpfe 7/1999 Nasses Chaos bei den Schlümpfen; 2017 in Die Welt der Schlümpfe 7 als Badespaß in Schlumpfhausen)
Inhalt: Die Schlümpfe bauen sich in ihrem Dorf mehrere Schwimmbecken. Da der örtliche Brunnen nicht genug Wasser führt, übergibt der Große Schlumpf dem Brillenschlumpf die lokale Wasserverwaltung, welcher daraufhin das Wasser den Schwimmbadbesitzern verrechnet. Da niemand bezahlt, werden die Becken leer gepumpt. (Quellen: Collection Pirate 4 von 2001, Bastei-Heft 6/1999).
- Womit die Schlümpfe zahlen sollen, wird nicht erwähnt. Geld steht im Schlumpfdorf nicht in Verwendung (Le Schtroumpf Financier, 1992).

1999 Schtroumpfs nautiques (Szenario: Wasterlain, Zeichnungen: Borecki; 4 Seiten; Ein schlumpfiger Sommertag Bastei-Magazin Die Schlümpfe 7/1999; Die Schlümpfe gehen baden in Die Welt der Schlümpfe 6, 2016).
Inhalt: Der Bastelschlumpf hat mehr oder minder ein Motorboot konstruiert und fährt mit den Schlümpfen und Schlumpfinchen Barfuß-Wasserski. (Quelle: Bastei-Heft 7/1999)
1999 La leçon d‘équitation (Szenario: Wasterlain, Zeichnungen: Delzenne; 8 Seiten; Urlaubsreise mit Überraschungen Bastei-Magazin Die Schlümpfe 8/1999).
Inhalt: Die Schlümpfe helfen einem Zwerg, der kleine Pferde züchtet. Dafür dürfen sie sich bei seinem Pferdestall mit verschiedenen Reitsportarten vertraut machen. (Quelle: Bastei-Heft 8/1999)
1999 La descente de la rivière Schtroumpf (Szenario: Wasterlain, Zeichnungen: De Coninck; Seiten; 4 Collection Pirate 4, 2001; Gefährliche Wildwasserfahrt Bastei-Magazin Die Schlümpfe Nr. 8/1999).
Inhalt: Bei einer Wildwasserfahrt werden Brillenschlumpf und Entdeckerschlumpf (Schtroumpf Explorateur) von einem Bären gejagt, der sich dann aber lieber mit dem im Fluss badenden Gargamel beschäftigt. (Quellen: Collection Pirate 4 von 2001, Bastei-Heft von 1999)
1999 L’école des fées (Szenario: Wasterlain, Zeichnungen: Delzenne; 8 Seiten; Nachdruck in L'Univers des Schtroumpfs 5, 2014; Die Schule der kleinen Feen Bastei-Magazin Die Schlümpfe 9/1999; Die Schule der Feen in Die Welt der Schlümpfe 5, 2014).
Inhalt: Die Minischlümpfe, die normalerweise von Schlumpfinchen unterrichtet werden, müssen für eine Zeitlang die von Dame Sévère geführte Feenschule besuchen. Dort bilden sie gemeinsam mit drei schlumpfgroßen Feen, von denen eine Brillenträgerin ist und dem Brillenschlumpf in nichts nachsteht, eine Klasse. Als Gargamel die Situation erkennt, verkleinert er sich mit einem Zaubertrank und bewirbt sich an der Schule als Lehrer. Trotz seiner Verkleidung wird er vom Naturschlumpf bald erkannt. (Quellen: L'Univers des Schtroumpfs 5, Bastei-Heft 9/1999)
- In diesem Comic wird der Naturschlumpf vom Schmetterling Papilio und von einer Raupe begleitet.

1999 Trois Schtroumpfs dans la bergerie (Szenario: Wasterlain, Zeichnungen: Borecki; 4 Seiten; Die Schlümpfe und der böse Wolf Bastei-Magazin Die Schlümpfe 9/1999).
Inhalt: Drei Schlümpfe freunden sich mit einem Schaf an. Als sie von Gargamel gefangen werden, bringt das Tier einen Wolf auf die Fährte des Zauberers, sodass der seine Beute aufgeben muss. (Quellen: Bastei-Heft 6/1999)
1999 Les glands d‘or (Szenario: Wasterlain, Zeichnungen: Delzenne; 8 Seiten; Nachdruck in L'Univers des Schtroumpfs 4, 2014; Die Goldenen Eicheln Bastei-Magazin Die Schlümpfe 10/1999; unter demselben Titel in Die Welt der Schlümpfe 4, 2014).
Inhalt: Opa Schlumpf ist krank und braucht zur Heilung die goldenen Eicheln, die tief im Schwarzen Wald auf einer uralten Eiche zu finden sind. Großer Schlumpf, Muskelschlumpf und Sassette brechen mit Zauberwaffen und einem Ring von Oma Schlumpf auf. Sie können die Sachen entlang des Weges gut gebrauchen. Während der Suche erhalten sie Hilfe von fliegenden Kraftkugeln, sprechenden Pilzen und dem Waldgeist in Gestalt eines Baumes. Nachdem sie die goldenen Eicheln gefunden haben, werden sie von einer Eule zurückgeflogen. (Quellen: L'Univers des Schtroumpfs 4, Bastei-Heft 10/1999)
- Der Comic ist eine Variante von Le château hanté (1999) und wie dieser eine Adaption des Märchens Das Wasser des Lebens.

1999 Les nouveaux exploits du Schtroumpf Volant (Szenario: Wasterlain, Zeichnungen: Borecki; 4 Seiten; Der Fliegerschlumpf will hoch hinaus Bastei-Magazin Die Schlümpfe 10/1999).
Inhalt: Bastelschlumpf hat das rote Flugzeug (L’Aéroschtroumpf, 1989) vom Fliegerschlumpf in einen Zweisitzer umgebaut. Anschließend baut er eine Maschine mit zehn Sitzen, welche auf ihren Jungfernflug von Gargamel mit Feuerwerksraketen abgeschossen wird. Zurück im Schlumpfdorf erfährt man vom Fliegerschlumpf: „Tut mir leid, aber der Große Schlumpf will nicht, dass wir ein Flugzeug mit hundert Plätzen und sechs Propellern bauen. Er meint, das sei viel zu gefährlich.“ (Quellen und Dialog: Bastei-Heft 10/1999)
1999 Sagratamabarb (Szenario: Wasterlain, Zeichnungen: Delzenne; 8 Seiten; Nachdruck in L'Univers des Schtroumpfs 1, 2011; Der Krieg der Zauberer Bastei-Magazin Die Schlümpfe 11/1999; Kratzbart in Die Welt der Schlümpfe 1, 2012).
Inhalt: Sagratamabarb, neben Barbapapa ein weiterer Vetter Gargamels, möchte sich in der Nähe von Gargamels Hütte niederlassen und in der Gegend seine Zauberei anbieten. Gargamel ist dagegen, die beiden Vettern beschwören verschiedene Dämonen und bekämpfen einander. Sagratamabarb überlegt es sich und entscheidet sich, ins Land des Butterbergs (au pays de la montagne à beurre) zurückzukehren. Den Schlümpfen, mit denen er sich mittlerweile angefreundet hat, bietet er an, gelegentlich zu helfen. (Quellen: L'Univers des Schtroumpfs 1, Bastei-Heft 11/1999)
- Sagratamabarb hat bereits einen Auftritt in dem von Peyo 1963 gestalteten Werbecomic La légende de la montagne à beurre ([13], Die Legende vom Butterberg, 16 Seiten) für den Molkereibetrieb Unicoolait (Union de Coopératives Laitières): Der abseits lebende Sagratamabarb versucht den Bewohnern eines Dorfs während einer Hungersnot mit Zauberei zu helfen. Obwohl der Erfolg jedes Mal ausbleibt, bezahlen ihn die leichtgläubigen Einheimischen wiederholt. Dann kommt der Riese Nicolait (Maskottchen des Milchbetriebs) und kann die Hungersnot mit einem verzauberten Krug beenden. Aus diesem Gefäß gießt er Milch über die Landschaft. Die Felder können wieder bewirtschaftet werden, die Kühe geben Milch. Sagratamabarb stiehlt den Krug und bemerkt, dass er leer ist. Der Riese holt sich den Krug zurück und überschüttet damit das Haus des Zauberers mit Butter, sodass ein riesiger Butterberg entsteht. Sagratamabarb wandert daraufhin für immer aus (Quelle: Werbe-Comic von 1963). – Der Comic wurde von der Molkerei betrieben. Ein Nachdruck ist in „Intégrale Peyo“ (Band 8, Rombaldi 1987) enthalten. Im Comic von 1963 tritt Gargamel nicht auf, die Verwandtschaft zum bekannten Gegner der Schlümpfe oder sonst irgendein Bezug zu den Schlümpfen oder Johan und Pirlouit kommt ebenfalls nicht vor. Wegen der erst im Achtseiter von 1999 erwähnten Beziehung zum bekannten Hexenmeister im verwunschenen Land der Schlümpfe wird der Werbecomic von 1963 von vielen Schlumpffans dem Schlumpfuniversum zugerechnet.
- Bei Bastei wird Gargamels Vetter mit „Nörgelschmalz“ übersetzt. Im Gegensatz zur Übersetzung auf Englisch (Verleger: Papercutz) wird in den deutschsprachigen Bearbeitungen das „Land des Butterbergs“ nicht erwähnt.

1999 Les Schtroumpfs et la petite chouette (Szenario: Wasterlain, Zeichnungen: Borecki; 4 Seiten; Die Schlümpfe und die kleine Eule Bastei-Magazin Die Schlümpfe 11/1999).
Inhalt: Schlumpfinchen kümmert sich um eine kleine Babyeule, bis diese fliegen kann. (Quelle: Bastei-Heft 11/1999)
1999 La Noël du petit Pierre (Szenario: Wasterlain, Zeichnungen: Delzenne; 8 Seiten; Nachdruck in L'Univers des Schtroumpfs 2, 2012; Der falsche Weihnachtsmann Bastei-Magazin Die Schlümpfe 12/1999; Weihnachten für den kleinen Paul in Die Welt der Schlümpfe 2, 2012).
Inhalt: Der verkühlte Weihnachtsmann besucht Gargamel und fordert einen Stärkungstrunk. Der Zauberer mixt ihm ein Schlafmittel, nimmt später dem Schlafenden die Kleidung ab, die er sich selbst anlegt und versucht, mit den fliegenden Rentieren in das Schlumpfdorf zu gelangen. Die Schlümpfe beleben den Weihnachtsmann, der dann dafür sorgt, dass Gargamel im Eis landet. Der einige Wegstunden vom Schlumpfdorf entfernt mit seiner armen Mutter wohnende kleine Pierre (Peter) erhält vom Weihnachtsmann und von den Schlümpfen Geschenke. (Quellen: L'Univers des Schtroumpfs 2, Bastei-Heft 12/1999)
1999 Il y a un traitre chez les Schtroumpfs (Szenario: Wasterlain, Zeichnungen: Borecki, Garray; 4 Seiten; Ein Verräter unter den Schlümpfen Bastei-Magazin Die Schlümpfe 12/1999).
Inhalt: Der Leckerschlumpf entdeckt, dass ein Schlumpf auf dem Postweg Gargamel anbietet, ihn für einen Sack Salsepareille den Weg ins Schlumpfdorf zu zeigen. Dahinter steckt der Witzboldschlumpf, Gargamel geht auf den Handel ein und landet mit dem vom ideenreichen Schlumpf erhaltenen Plan im Treibsand. Der Witzbold muss eine Strafarbeit schreiben, der Leckerschlumpf erhält die Salsepareille. (Quelle: Bastei-Heft 12/1999)
2000 La Menace Schtroumpf (Szenario: Luc Parthoens, Thierry Culliford; Zeichnungen: Alain Maury, Luc Parthoens (Tusche); Farben: Nine; 44 Blatt; 2000 Album 20 bei Le Lombard; 2001 bei Carlsen Die Schlümpfe Band 15 und 2011 bei Splitter Band 20 jeweils unter dem Titel Die Schlümpfe in Gefahr)
Inhalt:  Da die Schlümpfe untereinander wieder recht zerstritten sind, möchte ihnen der Große Schlumpf eine Lektion erteilen. Eines Tages sehen sich die Schlümpfe einer anderen Schlumpfpopulation, hellgrau bzw. rotgrau (Grand Chef) gekleidet, gegenüber. Diese düsteren Schlümpfe (Schtroumpfs gris) grinsen aggressiv, treten kriegerisch und gut bewaffnet auf und machen den Schlümpfen das Salsepareille-Feld, deren Staudamm und das Stauwasser streitig. Der Große Schlumpf scheint zunächst noch über den Dingen zu stehen. Als aber der Muskelschlumpf entgegen einem ausdrücklichen Befehl drei der anderen verhaut, eskaliert die Situation und gerät auch für den Großen Schlumpf außer Kontrolle.
- Für ein Schlumpf-Comic ist diese Geschichte ungewöhnlich gewalttätig. „Verhauen“ oder „anketten“ kommt in anderen Alben auch vor, jedoch häufen sich solche Aktionen in diesem Album enorm. Zur Disziplinierung benutzen die düsteren Schlümpfe die Prügelstrafe.
- Außerdem führen die düsteren Schlümpfe eine demonstrative Bücherverbrennung durch und vernichten alle Werke und Zauberbücher vom Großen Schlumpf. Allerdings besitzt er im nächsten Album wieder seine gut sortierte Bibliothek.
- Die Frage, wie man immer wieder auf dieselben Knallgeschenke vom Witzboldschlumpf hereinfallen kann, beantwortet nach einem Anlass der Muskelschlumpf, gelegentlich nehme er einen solchen Scherz niemandem übel (Bah! On le connaît! Une bonne farce de temps à autre ne peut schtroumpfer de mal à personne).
- Einige Schlümpfe treffen jeweils auf eine finstere Karikatur ihrer selbst, Der düstere Witzboldschlumpf hat noch brutalere Geschenke. Der andere Brillenschlumpf gibt ganz offen zu, ein Denunziant zu sein. Hingegen ist der weitere Bastelschlumpf beim Staudammbau ein gewissenlos schlampiger Baumeister, kann aber später sehr nützliche Kriegsmaschinen konstruieren. Die beiden Schlumpfinchen raufen gleich miteinander. Dem aufmerksamen Leser muss auch auffallen, dass von dem an einigen Schlüsselszenen teilnehmenden Muskelschlumpf kein „imaginärer Vetter“ zu sehen ist.
- Obwohl das militante Auftreten (Angriffskrieg, Eroberungswahn, Internieren der anderen, …) der düsteren Schlümpfe eine politische Auslegung geradezu provoziert, gelang den Autoren eine Darstellung, die zumindest keine eindeutige Identifizierung mit irgendeiner politischen Struktur möglich macht.

2000 Le château de glace (Szenario: Wasterlain, Zeichnungen: Delzenne; 8 Seiten; Nachdruck in L'Univers des Schtroumpfs 4, 2014; Im Schloss des ewigen Eises Bastei-Magazin Die Schlümpfe 1/2000; Das Schloss aus Eis in Die Welt der Schlümpfe 4, 2014).
Inhalt: Damoiselle Anne mit ihren drei Brüdern und der blaue Vogel des Glücks, welcher für das gute Wetter steht, werden vom bösen Zauberer Barbemoive (Bösbart) in dessen Eisschloss gefangen gehalten. Ein Rehkitz gelangt mit einer Hilfsbotschaft zu den Schlümpfen, welche sofort das Schloss aufsuchen. Anne gelingt es den blauen Vogel zu befreien und Barbemoive mit ihrem langen Zopf zu besiegen. Dank des Vogels scheint die Sonne nun kräftig, sodass das Schloss mit den bösen Eiszwergen schmilzt. (Quellen: L'Univers des Schtroumpfs 4, Bastei-Heft 1/2000)
- Ähnlich Dame Nature (1991, Les Schtroumpfs et Dame Nature) werden Symbole eingesetzt. Neben dem blauen Vogel hat noch ein grauer Vogel, welcher als Unglücksbote gilt, einen Auftritt.

2000 Les Schtroumpfs et l’oiseau-lyre (Szenario: Wasterlain, Zeichnungen: Borecki; 4 Seiten; Die Schlümpfe und der Zaubervogel Bastei-Magazin Die Schlümpfe 1/2000).
Inhalt: Gammelschlumpf befreit einen lieblich singenden Leierschwanz und entdeckt, dass er Wünsche erfüllt. Dann gelingt es Gargamel, den Vogel gefangenzunehmen. Als sich der Zauberer, ohne die Besonderheit des Vogels zu erkennen, in einem inneren Monolog wünscht, ins Schlumpfdorf zu finden, versetzt ihn der Vogel dorthin. Unmittelbar darauf sorgt der Gammelschlumpf dafür, dass Gargamel in der Hölle landet. Im Schlumpfdorf erfüllt der Vogel den Schlümpfen ihre Wünsche. (Quelle: Bastei-Heft 1/2000)
- Im Gegensatz zu L’Œuf et les Schtroumpfs (1960) agieren die Schlümpfe beim Wünschen sehr besonnen und angemessen. Die Bitten entsprechen auch ihren Charaktereigenschaften (Geschenk für den Witzboldschlumpf, Kissen für den Gammelschlumpf, Werkzeugkasten für den Bastelschlumpf …), was im Mini-récit von 1960 noch nicht möglich war, da damals nur Dummschlumpf und Grognon ein ausgeprägtes Verhalten zeigten.

2000 La Schtroumpfette a disparu (Szenario: Wasterlain, Zeichnungen: Delzenne; 8 Seiten; Rettung in letzter Sekunde Bastei-Magazin Die Schlümpfe 2/2000).
Inhalt: Gargamel fängt Schlumpfinchen und behandelt sie mit einem Zaubertrank, sodass sie annähernd dem ursprünglich und ohnedies von ihm geschaffenen schwarzhaarigen Wesen (La Schtroumpfette, 1966) gleicht. Sie ist ihm nun hörig und dabei behilflich einige Schlümpfe, die mit ihr spielen, zu fangen. Grognon, der naturgemäß nicht mitspielt, warnt den Großen Schlumpf, sodass der dem Schlumpfinchen ein Gegenmittel gibt. Mit einem Tunnelbohrer vom Bastelschlumpf werden die Gefangenen befreit. (Quelle: Bastei-Heft 2/2000)
- Auch in der in diesem Comic verzauberten Form hat Schlumpfinchen weiterhin die kleinere Nase, das verzierte Kleid und die Stöckelschuhe, mit der man das blonde Wesen eben kennt.
- Die Geschichte impliziert ferner, dass Azraël Angst vor anderen Katzen hat.

2000 Fury, le petit furet (Szenario: Wasterlain, Zeichnungen: Borecki; 4 Seiten; Freddy, das freche Frettchen Bastei-Magazin Die Schlümpfe 2/2000).
Inhalt: Sassette findet ein kleines Frettchen, kümmert sich eine Weile um das Tier und wildert es dann aus. (Quelle: Bastei-Heft 2/2000)
2000 La première fleur du printemps des Schtroumpfs (Szenario: Wasterlain, Zeichnungen: Delzenne; 8 Seiten; Wo schlumpft denn nur der Frühling? Bastei-Magazin Die Schlümpfe 3/2000).
Inhalt: Der Frühling bleibt aus. Die Schlümpfe probieren mit Lärm, Geschenken, Gedichten und Gesang, die Jahreszeit aufzuwecken. Schließlich fabriziert der Bastelschlumpf eine Konstruktion großer Brenngläser, mit der er mehr Sonnenlicht einfangen möchte. Er bekommt deswegen Schelte von Dame Nature („Hast du etwa vergessen, dass man die Natur so akzeptieren muss, wie sie ist?“). Nachdem Gargamel einen ihr entlaufenen Herbsttroll einfängt, zaubert sie den Frühling herbei und tanzt mit den Schlümpfen. (Quelle und Dialog: Bastei-Heft 3/2000)
- Bastelschlumpf hat bereits einmal eine sogar gut funktionierende Wettermaschine gebaut (Le Schtroumpfeur de pluie, 1969), die erfolgreiche Verwendung scheiterte jedoch an den unterschiedlichen Interessen. Im älteren Comic musste sich nicht der Bastelschlumpf, sondern der Große Schlumpf, in einem Epilog eine lange Moralpredigt anhören – vom Brillenschlumpf!

2000 Un vrai faucon (Szenario: Wasterlain, Zeichnungen: Pascal Garray; 4 Seiten; Gefahr aus der Luft Bastei-Magazin Die Schlümpfe 3/2000).
Inhalt: Gargamel richtet einen Falken auf die Schlümpfe ab, die Schlümpfe wenden auf das Tier dieselbe Ausbildungsmethode an und hetzen es auf den Zauberer. (Quelle: Bastei-Heft 3/2000)
- Der Jagdvogel ist präzise wie Pirlouits Falke Romulus in Peyos Comic Le Sire de Montrésor aus dem Jahr 1957 (sh. Johann und Pfiffikus) gezeichnet.

2000 Le Schtroumpf de Pâques (Szenario: Wasterlain, Zeichnungen: Delzenne; 8 Seiten; Schlumpfige Osterüberraschung Bastei-Magazin Die Schlümpfe 4/2000).
Inhalt: In der Osterzeit finden die Schlümpfe ein riesengroßes Ei, aus dem ein Tyrannosaurier schlüpft und von seiner Mutter abgeholt wird. Anschließend bekommen die Schlümpfe von den Osterglocken (Jecky, le troll de Pâques, 1998) einige bunte Eier. (Quelle: Bastei-Heft 4/2000)
2000 Les araignées attaquent a l'aube (Szenario: Wasterlain, Zeichnungen: Borecki; 4 Seiten; Angriff der Riesenspinnen Bastei-Magazin Die Schlümpfe 4/2000).
Inhalt: Mithilfe einiger Wachsmodelle gelingt es Gargamel von seiner Hütte aus, riesige Spinnen in das Schlumpfdorf zu leiten. Muskelschlumpf beobachtet heimlich sein Tun, knetet eine Figur von Gargamel und wendet dieselbe Zauberei an, sodass die Spinnen nun auf den Hexenmeister losgehen. Gargamel wacht auf, er hat alles nur geträumt und möchte jetzt die Idee aus dem Traum in die Tat umsetzen. Dabei wird er vom Brillenschlumpf beobachtet … (Quelle: Bastei-Heft 4/2000)
2000 Les Schtroumpfs et les petits fantômes (Szenario: Wasterlain, Zeichnungen: Delzenne; 8 Seiten; Nachdruck in L'Univers des Schtroumpfs 5, 2014; Die Schlümpfe und die kleinen Gespenster Bastei-Magazin Die Schlümpfe 5/2000; Die Schlümpfe und die kleinen Gespenster in Die Welt der Schlümpfe 5, 2014).
Inhalt: Gargamel vertreibt einige Gespenster aus einer Klosterruine. Sie freunden sich mit den Schlümpfen an und ziehen in den alten Wachturm (Les Schtroumpfs et le Cracoucass, 1968) ein. (Quelle: Bastei-Heft 5/2000)
2000 Gluglu, le petit pingouin (Szenario: Wasterlain, Zeichnungen: Borecki; 4 Seiten; Glu-Glu der kleine Pinguin Bastei-Magazin Die Schlümpfe 5/2000).
Inhalt: Ein junger Pinguin rettet den Anglerschlumpf aus dem Wasser (Großer Schlumpf: „Hm. Es kommt schon mal vor, dass Pinguine um diese Jahreszeit auf der Suche nach Nahrung bis hierher schlumpfen.“). Als Gargamel den Gärtnerschlumpf und Sassette einfängt, sorgt der Seevogel dafür, dass der Zauberer von seiner Pinguinenfamilie attackiert wird. (Quelle und Dialog: Bastei-Heft 5/2000)
2000 Week-end à la mer (Szenario: Wasterlain, Zeichnungen: Delzenne; 8 Seiten; Gefährliche Ferien Bastei-Magazin Die Schlümpfe 6/2000).
 Inhalt: Einige Schlümpfe machen in einem Tretautobus Ferien und wollen bis ans Meer. Sie fahren auch am alten Wachturm (Les Schtroumpfs et le Cracoucass, 1968) vorbei, welcher nach den Ausführungen vom Brillenschlumpf im Jahr 800 errichtet wurde. Während der Reise entführt ein Gorilla von einer Gauklertruppe Schlumpfinchen, lässt sie aber wieder fallen, weil ihm der seinen Weg kreuzende Azraël besser gefällt. (Quelle: Bastei-Heft 6/2000)
- Während der Brillenschlumpf als Reiseleiter agiert, benützt er ein Mikrofon. Weiters besitzt ein Schlumpf ein Kleingerät, aus dem er Musik hört. Wie weit diese Objekte, ähnlich dem Bus, für das Mittelalter modifiziert worden sind, ist in den Zeichnungen nicht zu erkennen.

2000 Et un raton schtroumpfeur (Szenario: Wasterlain, Zeichnungen: Borecki; 4 Seiten; Die Schlümpfe und die Waschbären im Bastei-Magazin Die Schlümpfe 6/2000).
Inhalt:  Die Schlümpfe begegnen jungen Waschbären, welche ihnen die Äpfel waschen und im Schlumpfdorf einige Reinigungsarbeiten übernehmen.
2000 Les neveux de Gargamel (Szenario: Wasterlain, Zeichnungen: Delzenne; 8 Seiten; Nachdruck in L'Univers des Schtroumpfs 1, 2011; Besuch der netten Neffen Bastei-Magazin Die Schlümpfe 7/2000; Gargamels Neffen in Die Welt der Schlümpfe 1, 2012).
Inhalt:  Gargamel erhält Besuch von seinen drei Neffen. Wegen schlechter Erfolge in der Zauberschule will er ihnen Nachhilfe geben und bei dieser Gelegenheit beibringen, wie man Schlümpfe fängt. Als sie den blauen Wesen konkret begegnen, freunden sie sich mit ihnen an, helfen dem Großen Schlumpf bei einem Experiment und leiten ihren Onkel in die Irre. Zum Dank dafür gibt ihnen der Große Schlumpf ein vom Zauberer Homnibus ausgestelltes Diplom, sodass sie zu Hause etwas herzeigen können. (Quellen: L'Univers des Schtroumpfs 1, Bastei-Heft 7/1999)
- In der Originalfassung haben die drei Neffen keine Namen. In der Bastei-Übersetzung heißen sie Girgel, Gargel und Gorgel.

2000 Un troll, dix trolls, cent trolls (Szenario: Wasterlain, Zeichnungen: Borecki; 4 Seiten; Zu viel des Guten Bastei-Magazin Die Schlümpfe 7/2000; Klassiker der Comic-Literatur 14, 2005).
Inhalt: Dem Gärtnerschlumpf begegnet eine merkwürdige schlumpfgroße Gestalt mit gelbgrünem Teint und Zipfelmütze, die bereit ist, ihm zu helfen und sich vor der Tat verzehnfacht. Vor der nächsten Tat verzehnfachen sich alle zehn. (Quelle: Bastei-Heft 7/1999)
- Dem Originaltitel nach ist das geheimnisvolle Wesen ein Troll, weiters vermehrt es sich in diesem Comic exponentiell.

2000 Des voisins turbulents (Szenario: Wasterlain, Zeichnungen: Delzenne; 8 Seiten; Die fiesen nachbarn Bastei-Magazin Die Schlümpfe 8/2000).
Inhalt: Nahe dem Schlumpfdorf, auf der anderen Seite des Flusses, siedelt eine primitive Population schlumpfgroßer Wesen. Der Große Schlumpf versucht ihnen friedlich zu begegnen, wird aber bald damit konfrontiert, dass die Neuankömmlinge Salsepareille als Tribut fordern. Als sie auch noch das Schlumpfbaby entführen, lässt er sie mit Rauchbomben, die Mücken anlocken, beschießen. Ausgerüstet mit einem Landungsboot (LCVP) und Gasmasken, befreien die Schlümpfe das Baby. Die Immigranten bitten um medizinische Hilfe und verlassen anschließend die Gegend. (Quelle: Bastei-Heft 8/2000)
- In diesem Comic führt der Fluss unmittelbar am Schlumpfdorf vorbei.
- Im Album desselben Jahres (La Menace Schtroumpf) sehen sich die Schlümpfe ebenfalls einer eingewanderten kriegerischen Population gegenüber, der Kampf um Ressourcen ist dann auch ein Thema.

2000 Les Schtroumpfs et le petit dragon rose (Szenario: Wasterlain, Zeichnungen: Borecki; 4 Seiten; Die Schlümpfe und der kleine Drache Bastei-Magazin Die Schlümpfe 8/2000).
Inhalt: Sassette kümmert sich um einen rosa Babydrachen, welcher ihr bei erster Gelegenheit gegen Azraël hilft und Gargamel Feuer unter dem Hintern macht. Da er trotz seines netten Wesens weiterhin unkontrolliert Feuer speit, nimmt ihn der abseits wohnende Opa Schlumpf in Obhut. (Quelle: Bastei-Heft 8/2000)
- In Le dragon rose (1998) hat Opa Schlumpf bereits einen anderen rosa Drachen, um den er sich kümmert. Dieses in der älteren Veröffentlichung von Coninck gezeichnete Tier ist bereits größer und erwachsen, kann außerdem sprechen und hat keine Flügel mehr. In Les jouets de Noël (2000) ist der grüne Drache Grumpf aus Le Schtroumpf et son dragon (1990) in der Obhut von Opa Schlumpf.
- Die Geschichte enthält auch einige Motive (Gefährlichkeit und auch Hilfsbereitschaft des Drachen) des älteren Abenteuers Le Schtroumpf et son dragon (1990).

2000 Don Quichotte (Szenario: Wasterlain, Zeichnungen: Delzenne; 8 Seiten; Bastei-Magazin Die Schlümpfe 9/2000).
Inhalt: Gargamel begegnet Don Quichotte von La Mancha mit seiner Rosinante, hetzt ihn gegen die Schlümpfe auf und schließt sich dem Ritter, reitend auf einem Esel, an. Den Schlümpfen gelingt es wiederum, Quichotte gegen den Zauberer aufzubringen und ihm eine Strohpuppe als Dulcinea (sh. Dulcinea del Toboso) aufzuschwatzen. (Quelle: Bastei-Heft 9/2000)
- Vor allem visuell entsteht der Eindruck, als würde Gargamel die Rolle von Quijotes treuem Begleiter, Sancho Panza, einnehmen.

2000 Les Schtroumpfs et Robinson (Szenario: Wasterlain, Zeichnungen: Borecki; 4 Seiten; Schlumpfinchen und das Meerungeheuer Bastei-Magazin Die Schlümpfe 9/2000).
Inhalt: Die Schlümpfe vertreiben sich die Zeit am Meer. Kochschlumpf verkauft Eis gegen Muscheln. Schlumpfinchen gelangt durch die Meeresströmung auf eine Insel und lernt den schlumpfgroßen schiffbrüchigen Robinson kennen. (Quelle: Bastei-Heft 9/2000)
2000 Les Carottes sauvages (Szenario: Wasterlain, Zeichnungen: Delzenne; 8 Seiten; Nachdruck in L'Univers des Schtroumpfs 4, 2014; Die Schlümpfe und die wilden Riesenmöhren Bastei-Magazin Die Schlümpfe 10/2000; Deutscher Nachdruck Klassiker der Comic-Literatur 14, 2005; Angriff der Riesenkarotten in Die Welt der Schlümpfe 4, 2014).
Inhalt: Der Lehrlingsschlumpf versucht einen Superdünger herzustellen. Er kostet davon und verwandelt sich wieder in den schuppigen Schlumpf (L’apprenti Schtroumpf, 1970), diesmal bekommt er vom Großen Schlumpf sofort ein wirksames Gegenmittel. Nach dem Düngen mit seinen Chemikalien entstehen tatsächlich Riesenmöhren, sie sind jedoch lebendig. Als Gargamel eine dieser Karotten fängt, bekommt er Ärger mit ihrer ganzen Familie und landet als Suppeneinlage in einem Zuber. (Quellen: L'Univers des Schtroumpfs 4, Bastei-Heft 10/2000)
- Es ist plausibel, dass der Große Schlumpf nach den Geschehnissen von L'apprenti Schtroumpf das Rezept des Gegenmittels kennt, welches dem schuppigen Schlumpf wieder das normale Aussehen gibt. Merkwürdig ist jedoch, dass er es bereits in der Hand hat, als ihm der Lehrlingsschlumpf in der verwandelten Gestalt aufsucht und sein Malheur schildert. Weiters muss man als Leser noch den Zufall zur Kenntnis nehmen, dass in drei verschiedenen Comic-Geschichten für die Herstellung eines Zaubertranks trotz unterschiedlicher Ausgangsszenarien der Verwandlungseffekt dieses Tranks in allen dreien derselbe ist. Neben L’apprenti Schtroumpf (1970) und dem gegenständlichen Comic ist auch der Brillenschlumpf einmal als Spätfolge und Nebenwirkung eines Zaubertranks in der charakteristischen schuppigen Gestalt zu sehen (2001, Le tournoi du Schtroumpf Noir).

2000 Le Schtroumpf Chançard (Szenario: Wasterlain, Zeichnungen: Borecki; 4 Seiten; Glück im Unglück Bastei-Magazin Die Schlümpfe 10/2000).
Inhalt: Kurz nach einem Gewitter macht der glückliche Schtroumpf Chançard dem Brillenschlumpf weis, dass am Ende eines Regenbogens ein Schatz verborgen ist. Der Beschwindelte fängt an zu graben und wird dabei von Gargamel gefangen genommen. Schtroumpf Chançard gelingt es, mit Raffinesse den Zauberer zur Schatzsuche zu bewegen, sodass der den Gefangenen fallen lässt. Gargamel gräbt sich durch bis China. Der Brillenschlumpf erfährt von seinem Kameraden, dass es den Schatz nicht gibt und dass auch ein vierblättriges Kleeblatt nicht wirklich Glück bringt. (Quelle: Bastei-Heft 10/2000)
- Schtroumpf Chançard agiert gewitzt wie der Witzboldschlumpf. In Les Schtroumpfs joueurs (2005) ist neben dem Glück auch das Glücksspiel seine Domäne.

2000 Halloween (Szenario: Wasterlain, Zeichnungen: Delzenne; 8 Seiten; Nachdruck in L'Univers des Schtroumpfs 5, 2014; Halloween bei den Schlümpfen Bastei-Magazin Die Schlümpfe 11/2000; Die Schlümpfe feiern Halloween in Die Welt der Schlümpfe 5, 2014).
Inhalt: Am Abend vor Allerheiligen setzen sich die Minischlümpfe ausgehöhlte Kürbisse auf und fordern gegen Androhung eines Streiches von den anderen Schlümpfen Salsepareille. Anschließend ärgern sie eine in einiger Entfernung vom Schlumpfdorf hausende Hexe. Die hält den mit einem Geschenk kommenden Gargamel für den Übeltäter und verprügelt ihn mit einem Besen. (Quelle: Bastei-Heft 11/2000)
2000 Le Schtroumpf puant et le putois (Szenario: Wasterlain, Zeichnungen: Borecki; 4 Seiten; Die Schlümpfe und das Stinktier Bastei-Magazin Die Schlümpfe 11/2000).
Inhalt: Gargamel fängt einen Schlumpf mit seinem Freund, einem Stinktier, und lässt die beiden nach erfolgter Geruchsbelästigung wieder frei. (Quelle: Bastei-Heft 11/2000)
2000 Les jouets de Noël (Szenario: Wasterlain, Zeichnungen: Delzenne; 8 Seiten; Schlumpfige Weihnacht Bastei-Magazin Die Schlümpfe 12/2000).
Inhalt: Gargamel verursacht einen Unfall, bei dem zwei Zwerge eine Lieferung mit Weihnachtsgeschenken verlieren. Die Schlümpfe helfen den Unfallopfern und fabrizieren neue Geschenke. Bei deren Auslieferung sorgt Opa Schlumpf dafür, dass der Drache Grumpf (Le Schtroumpf et son dragon, 1990), welcher mittlerweile fliegen kann, behilflich ist. (Quelle: Bastei-Heft 12/2000)
- Im Vergleich zur Darstellung von 1990 unterscheidet sich Grumpf nur dadurch, dass er jetzt kleine Flügel hat.

2000 Une balade en schtroumpf des neiges (Szenario: Wasterlain, Zeichnungen: Borecki; 4 Seiten; Chaos im Winterwald Bastei-Magazin Die Schlümpfe 12/2000).
Inhalt: Bastelschlumpf fährt mit Schlumpfinchen auf seinem zweisitzigen Schneemobil durch die winterliche Landschaft. Sie werden von Azraël verfolgt, um den sich dann ein Wolfsrudel kümmert. Als Gargamel seinem Haustier zu Hilfe eilt, müssen er und die anderen beteiligten Tiere sich vor zwei mächtigen Braunbären in Sicherheit bringen. (Quelle: Bastei-Heft 12/2000)
2001 Patinage sur glace (Szenario: Wasterlain, Zeichnungen: Delzenne; 8 Seiten; Nachdruck in L'Univers des Schtroumpfs 6, 2015; Eisige Zeiten für Gurgelhals Bastei-Magazin Die Schlümpfe 1/2001; Die Schlümpfe auf dem Eis in Die Welt der Schlümpfe 6, 2016).
Inhalt: Schlumpfinchen und der Schlittschuhschlumpf versuchen einander im Eiskunstlauf zu übertreffen. Daraufhin veranstalten die Schlümpfe einen Wettbewerb um einen goldenen Pokal. Die kleine grüne Hexe Zora, von welcher der Große Schlumpf bereits gehört hat, schlittert auch mit. Dann hilft sie Gargamel, einige Schlümpfe einzufangen. Nachdem der Zauberer der Hexe den ebenfalls erbeuteten Pokal verweigert, wechselt sie die Seiten. Mit einigen laut musizierenden Schlümpfe weckt sie ihren schwarzen Bären aus dem Winterschlaf und hetzt ihn auf Gargamel. (Quellen: L'Univers des Schtroumpfs 6, Bastei-Heft 1/2001)
- Schtroumpf patineur (Schlittschuhschlumpf) ist nur in diesem Comic zu sehen.
- Zora und ihr schwarzer Bär sind auch in Le Schtroumpf qui avait le hoquet (1999) zu sehen.

2001 La mare aux grenouilles (Szenario: Wasterlain, Zeichnungen: Borecki; 4 Seiten; Der verwunschene Frosch Bastei-Magazin Die Schlümpfe, 1/2001).
Inhalt: Gargamel wird von einem Zwerg in einen Frosch verwandelt. In der Froschgestalt gelingt es ihm erstmals, Schlümpfe in sein Maul zu nehmen. Dann trifft er auf eine Wäscherin, die in ihm einen verwunschenen Prinzen vermutet und ihn daher küsst. (Quelle: Bastei-Heft 1/2001)
2001 D’étranges bonshommes de neige (Szenario: Wasterlain, Zeichnungen: Delzenne; 8 Seiten; Nachdruck in L'Univers des Schtroumpfs 2, 2012; Die Schlümpfe und die Schneemänner Bastei-Magazin Die Schlümpfe, 2/2001; Die seltsamen Schneemänner in Die Welt der Schlümpfe 2, 2012).
Inhalt: Fünf von den Schlümpfen gebaute Schneemänner sind plötzlich lebendig. Um nicht zu schmelzen, wollen sie in einem Eisblock, der den tiefgefrorenen Gargamel enthält, in den hohen Norden zu den ewigen Gletschern reisen. Ein kleiner Schneemann bleibt lieber bei Schlumpfinchen und Sassette, er wird im Eiskasten übersommern. Brillenschlumpf: „Das werde ich dem Großen Schlumpf sagen!“ – Großer Schlumpf: „Und was soll der machen?“ (Quellen und Dialog: L'Univers des Schtroumpfs 2, Bastei-Heft 2/2001)
- Wie der Kühlschrank in Schlumpfinchens Haus funktioniert, erfährt man nicht.

2001 Rodéo Schtroumpf (Szenario: Wasterlain, Zeichnungen: Borecki; 4 Seiten; Das schlumpfige Schaf-Rodeo Bastei-Magazin Die Schlümpfe, 2/2001).
Inhalt: Die Schlümpfe scheren Wolle von einigen Schafen ab und bekommen daraufhin Ärger mit dem Hirtenhund. (Quelle: Bastei-Heft 2/2001)
2001 Motro, le monstre de la fôret (Szenario: Wasterlain, Zeichnungen: Delzenne; 8 Seiten; Nachdruck in L'Univers des Schtroumpfs 4, 2014; Motro, das hölzerne Monster Bastei-Magazin Die Schlümpfe, 3/2001; Motro, das Monster aus dem Wald in Die Welt der Schlümpfe 4, 2014).
Inhalt: Der Viehzüchter Grosgras hat einige Wälder gekauft und möchte Dame Nature, welche in dieser Gegend einen schönen Garten besitzt, vertreiben. Einer seiner Handlanger holt den Riesen Motro, ein gigantisches Holzmonster, zu Hilfe. Da Dame Nature dagegen machtlos ist, bittet der Große Schlumpf den Zauberer Homnibus um Hilfe. Der weiß bereits Bescheid und ruft Radzor, einen großen zweiköpfigen Schmetterling zur Unterstützung. Radzor sticht Motro in den Hals und legt dort seine Eier ab, sodass der Gigant zu Boden fällt und von innen zerfressen wird. Sein Körper wird zu einer üppig bewachsenen Landschaft. Zur Freude der Schlümpfe und der Waldtiere vertreibt der Schmetterling auch noch den Rest der Bande. (Quellen: L'Univers des Schtroumpfs 4, Bastei-Heft 3/2001)
2001 Gargamel et le canard (Szenario: Wasterlain, Zeichnungen: Borecki; 4 Seiten; Gurgelhals und die Ente Bastei-Magazin Die Schlümpfe, 3/2001).
Inhalt: Gargamel möchte Schlümpfe fangen und wird dabei von einer Ente gestört, die obendrein seinen Kopf als Nistplatz benützt und ein Ei legt. Als er diese Gelegenheit nützt, um sich eine Eierspeise zuzubereiten, schlüpft bereits das Küken und der Zauberer wird von einem Schof mehrerer Enten attackiert. (Quelle: Bastei-Heft 3/2001)
2001 Le lapin de Pâques (Szenario: Wasterlain, Zeichnungen: Delzenne; 8 Seiten; Gefahr für den Osterhasen Bastei-Magazin Die Schlümpfe, 4/2001).
Inhalt: Opa Schlumpf macht die von Gargamel für den Osterhasen aufgestellten Fallen mit rotem Pfeffer unwirksam. Später verkleidet sich der böse Hexenmeister als Osterhase und fängt einige Schlümpfe mit Schokolade, die ein Schlafmittel enthält. Der echte Osterhase hat sein Tun beobachtet und befreit mit dem Großen Schlumpf die Gefangenen. (Quelle: Bastei-Heft 4/2001)
2001Des œufs de Pâques schtroumpfants (Szenario: Wasterlain, Zeichnungen: Borecki; 4 Seiten; Schlumpfige Ostereier Bastei-Magazin Die Schlümpfe, 4/2001).
Inhalt: Zu Ostern verschenkt der Witzboldschlumpf explodierende Ostereier. Trotz Zurechtweisung durch den Großen Schlumpf bleibt er bei seinen Feuerwerksgeschenken („Ich kann einfach nicht anders. Es ist stärker als ich. Ich bin einfach der Überraschungsschlumpf. Es ist einfach zu schlumpfig.“). (Quelle und Dialog: Bastei-Heft 4/2001)
- Die Geschichte gleicht vor allem dem Szenario Le Schtroumpf Farceur exagère von 1998, im jüngeren Comic bleibt der Witzboldschlumpf beim Verschenken seiner üblichen Päckchen.

2001 Duel dans le ciel (Szenario: Wasterlain, Zeichnungen: Delzenne; 8 Seiten; Duell am Himmel Bastei-Magazin Die Schlümpfe, 5/2001).
Inhalt: Von einem Heißluftballon aus bombardiert Gargamel das Schlumpfdorf mit Sandsäcken. Der Fliegerschlumpf bekämpft ihn aus seinem Flugzeug (L’Aéroschtroumpf, 1989) mit einer kurbelbetriebenen Repetier-Steinschleuder. Bei einem weiteren Luftangriff der Schlümpfe auf Störchen wird Gargamel mit den spitzen Schnäbeln der Vögel attackiert. (Quelle: Bastei-Heft 5/2001)
2001 Le petit panda (Szenario: Wasterlain, Zeichnungen: Delzenne; 4 Seiten; Der kleine Panda Bastei-Magazin Die Schlümpfe, 5/2001).
Inhalt: Schlumpfinchen geht ein entlaufener kleiner Panda zu, der als Geschenk vom chinesischen Botschafter für den König gedacht ist. Die Schlümpfe sorgen dafür, dass der Bär zu einer armen Familie kommt, welche die Belohnung für die Wiederauffindung gut gebrauchen kann. (Quelle: Bastei-Heft 5/2001)
2001 La Schtroumpfette volante (Szenario: Wasterlain, Zeichnungen: Delzenne; 8 Seiten; Schlumpfinchen geht in die Luft Bastei-Magazin Die Schlümpfe, 6/2001).
Inhalt: Während des Betriebs eines Karussells im Schlumpfdorf wird eine Gondel mit Schlumpfinchen rausgeschleudert und springt aufgrund der angebrachten großen Schraubenfeder unkontrolliert durch die Gegend. Dabei landet das Objekt auf dem Bauch des auf einer Wiese schlafenden Gargamel und hüpft an der Mühle vorbei. Die Müllerskinder Pierre und Pérette dirigieren die nachlaufenden Schlümpfe in die korrekte Richtung, sodass Schlumpfinchen letztlich aus der Luft gerettet wird. Bastelschlumpf baut sodann ein weniger gefährliches Ringelspiel. (Quelle: Bastei-Heft 6/2001)
2001 Un chien sachant chasser le Schtroumpf (Szenario: Wasterlain, Zeichnungen: De Coninck; 4 Seiten; Gurgelhals kommt auf den Hund Bastei-Magazin Die Schlümpfe, 6/2001).
Inhalt: Gargamel kauft eine junge Hündin, zieht sie groß und richtet sie auf Schlümpfe ab. Sie begegnet deren Hund Puppy, nach geraumer Zeit hat der Hexenmeister einige Welpen zu versorgen. (Quelle: Bastei-Heft 6/2001)
2001 Les mini-Schtroumpfs (Szenario: Wasterlain, Zeichnungen: Delzenne; 8 Seiten; Die Mini-Schlümpfe Bastei-Magazin Die Schlümpfe, 7/2001).
Inhalt: Einige Schlümpfe proben heimlich ein Geburtstagsständchen für den Großen Schlumpf. Eine Hexe und ihre kleine Enkeltochter schrumpfen sie, einige andere Tiere und Gargamel mittels Zauberei auf eine sehr kleine Größe, sodass das Kind etwas zum Spielen hat. Es bemerkt, dass Schlumpfinchen Angst hat und verwandelt daraufhin die Schlümpfe in die ursprüngliche Größe zurück. Später lässt es den kleinen Gargamel frei. Die Schlümpfe haben eine Überraschung für ihren Jubilar. (Quelle: Bastei-Heft 7/2001)
- Nach Le Schtroumpf bricoleur (1982) und L’anniversaire du Grand Schtroumpf (1991) wird nun zum dritten Mal der Geburtstag des Großen Schlumpfs gefeiert. Sein Alter wird in diesem Comic nicht erwähnt.

2001 Le petit train schtroumpfera trois fois (Szenario: Wasterlain, Zeichnungen: Delzenne; 4 Seiten; Das Duell auf dem Gleis Bastei-Magazin Die Schlümpfe, 7/2001; Verfolgungsjagd auf Schienen in Special Schlümpfe Mag 2/2008; Der kleine Zug Blue Ocean-Magazin Die Schlümpfe 3/2013).
Inhalt: Einige Schlümpfe benutzen wieder die Eisenbahn (1990, Le Petit train des Schtroumpfs). Gargamel baut daraufhin aus einem Wassertank eine Lokomotive und verfolgt sie auf den Schienen. Wegen der Zentrifugalkraft entgleist er aus einer engen Kurve und macht in seiner Lokomotive noch die Gegend unsicher. (Quelle: Bastei-Heft 7/2001)
2001 Grossbouf et les lézards (Szenario: Wasterlain, Zeichnungen: Delzenne; 8 Seiten; Nachdruck in L'Univers des Schtroumpfs 4, 2014; Vielfraß und die Eidechsen Bastei-Magazin Die Schlümpfe, 8/2001; Nimmersatt und die Echsen in Die Welt der Schlümpfe 4, 2014).
Inhalt: Im Eintausch gegen einen Monat Verköstigung bringt Grossbouf dem Hexenmeister Gargamel zwei Eidechsen, welche bevorzugt Salsepareille und somit danach riechenden Schlümpfe aufspüren. Der Große Schlumpf besitzt mittlerweile ein zunächst für Grognon entwickeltes Parfum, welches beim Angewendeten ein freundliches Wesen hervorruft. Damit und mit einem nach Salsepareille riechendem Duftstoff, womit Gargamel besprüht wird, gelingt es den Schlümpfen der Situation Herr zu werden. (Quellen: L'Univers des Schtroumpfs 4, Bastei-Heft 8/2001)
- In Les six filles de Grossbouf (1997) äußert Grossbouf, dass er Schlümpfe nicht essen möchte, weil sie zu sehr nach Salsepareille riechen. In diesem Comic mag er jedoch den Geruch jener Stechwinden.
- Grossbouf, dem gutes Essen das Wichtigste ist, unterstützt zwar Gargamel bei den gegen die Schlümpfe gerichteten Racheplänen, zeigt aber kein Interesse, die Schlümpfe in irgendeiner Form direkt zu attackieren. Ebenfalls in Les six filles de Grossbouf (1997) haben ihm die Schlümpfe zweimal gerettet.

2001 Les chasseurs de rats (Szenario: Wasterlain, Zeichnungen: Borecki; 4 Seiten; Die Rattenjäger Bastei-Magazin Die Schlümpfe 8/2001).
Inhalt: Gargamel heuert Rattenfänger gegen die Schlümpfe an. Allerdings haben die nicht allzu klugen Kerle keine Ahnung davon, wie Schlümpfe aussehen und lassen sich von genau diesen auf andere Spezies lenken. (Quelle: Bastei-Heft 8/2001)
2001 Hydra-Schtroumpf (Szenario: Wasterlain, Zeichnungen: Delzenne; 8 Seiten; Gurgelhals geht baden Bastei-Magazin Die Schlümpfe, 9/2001).
Inhalt: Bastelschlumpf baut für den Fliegerschlumpf ein Wasserflugzeug. Nach einer Luftschlacht mit Gargamel, den unter Führung von Corbèlius ein Schwarm schwarzer Raben durch die Luft transportiert, stürzt die Maschine ab. Der Rumpf der Maschine wird danach als Boot benützt, Bastelschlumpf und Fliegerschlumpf fahren damit mit Schlumpfinchen Wasserski. (Quelle: Bastei-Heft 9/2001)
2001 Les Schtroumpfs et les phasmes (Szenario: Wasterlain, Zeichnungen: Borecki; 4 Seiten; Die Schlümpfe und die lebenden Zweige Bastei-Magazin Die Schlümpfe 9/2001).
Inhalt: Die Schlümpfe freunden sich mit einigen Stabheuschrecken (Gespenstschrecken) an. Eine davon bleibt beim Schlumpfinchen. (Quelle: Bastei-Heft 9/2001)
2001 La Schtroumpfette et la petite tortue (Szenario: Wasterlain, Zeichnungen: Delzenne; 8 Seiten; Schlumpfinchen und die Schildkröte Bastei-Magazin Die Schlümpfe, 10/2001).
Inhalt: Schlumpfinchen und Sassette kümmern sich zur Freude der meisten Schlümpfe um eine Schildkröte. Da sie den Salat vom Garten des Brillenschlumpfs vertilgt, setzt dieser sie nachts im Wald aus. Kurz darauf wird er von Azraël eingefangen und just von der Schildkröte befreit. Im Wald findet das Kriechtier einen Partner und besucht nach einiger Zeit mit seiner Familie das Schlumpfdorf. (Quelle: Bastei-Heft 10/2001)
2001 Les Schtroumpfs et le pélican (Szenario: Wasterlain, Zeichnungen: Borecki; 4 Seiten; Die Schlümpfe und der Pelikan Bastei-Magazin Die Schlümpfe 10/2001).
Inhalt: Gargamel hat einen Pelikan auf das Fangen von Schlümpfen abgerichtet. Mit seinem großen Schnabel fängt der Wasservogel tatsächlich einige Schlümpfe, setzt sie aber auf einen hohen Felsen ab, wo sie von den Störchen gerettet werden. Der Zauberer und der ihm bereits bekannte orientalische Händler (1997, Gargamel et le Crocodile), der ihm den Pelikan verkauft hat, geraten in Streit. (Quelle: Bastei-Heft 10/2001)
2001 Le méchant loup (Szenario: Wasterlain, Zeichnungen: Delzenne; 8 Seiten; Die Schlümpfe und der böse Wolf Bastei-Magazin Die Schlümpfe, 11/2001).
Inhalt: Schlumpfinchen begegnet dem Rotkäppchen. Als Gargamel hinzukommt, versteckt es sich im Korb der Märchengestalt. Der Hexenmeister raubt diesen Korb. Später suchen die vom Rotkäppchen informierten Jäger Gargamel in seiner Hütte auf und begegnen dort noch einem zweiten Zauberer, der sich als Wolf verkleidet hat und im Wolfskostüm im Bett liegt. Gargamel stellt ihn als seine Großmutter vor und beantwortet den Jägern die Fragen, warum die Gestalt im Bett eine so große Nase, so große Ohren und eine so dichte Behaarung aufweist. Das noch im Korb befindliche Schlumpfinchen lässt die beiden schließlich auffliegen. Gargamel und sein Kollege landen auf dem Pranger, die Schlümpfe sind bei Rotkäppchens Großmutter eingeladen. (Quelle: Bastei-Heft 11/2001)
- Der zwischen Rotkäppchen und dem verkleideten Wolf stattfindende Dialog aus dem Märchen wird in einer ungewöhnlichen Konstellation reproduziert.

2001 Le tournoi du Schtroumpf Noir (Szenario: Wasterlain, Zeichnungen: Borecki; 4 Seiten; Der geheimnisvolle Ritter Bastei-Magazin Die Schlümpfe 11/2001).
Inhalt: Beritten auf Meerschweinchen veranstalten die Schlümpfe ein Ritterturnier. Mithilfe eines Zaubertranks vom Lehrlingsschlumpf besiegt der zunächst als schwarzer Ritter verkleidete Brillenschlumpf den Muskelschlumpf. Plötzlich verwandelt er sich in das bereits aus L’apprenti Schtroumpf (1970) bekannte schuppige Ungeheuer. Der Große Schlumpf lässt die an der Zauberei Beteiligten eine Strafarbeit schreiben. (Quelle: Bastei-Heft 11/2001)
2001 Le petit sapin (Szenario: Wasterlain, Zeichnungen: Delzenne; 8 Seiten; Nachdruck in L'Univers des Schtroumpfs 2, 2012; Das Geheimnis der kleinen Elfentanne Bastei-Magazin Die Schlümpfe, 12/2001; Die kleine Tanne in Die Welt der Schlümpfe 2, 2012).
Inhalt: Holzfällerschlumpf möchte eine kleine Tanne fällen, welche ihn plötzlich anspricht und um Gnade bittet. Ihre Schwester, die Elfe Winni, kommt hinzu und erzählt von einer Insel mit goldenen Tannenzapfen. Gargamel, der das Gespräch belauscht, nimmt nun die Tanne als Geisel und fordert jene Tannenzapfen. Winni und der Schlumpf kommen bis zur Insel, die Tannenzapfen sind jedoch ganz gewöhnliche, welche im Sonnenlicht golden scheinen. Mithilfe des Malerschlumpfs wird Gargamel mit gefärbten Zapfen hereingelegt, die Schlümpfe singen später mit der kleinen Tanne ein Weihnachtslied. (Quelle: Bastei-Heft 12/2001)
2001 Les majorettes du printemps  (Szenario: Wasterlain, Zeichnungen: Pascal Garray; 4 Seiten; Die Majoretten aus dem Zauberspiegel Bastei-Magazin Die Schlümpfe 12/2001).
Inhalt: Brillenschlumpf: „Ihr seid nur zu zweit! Ihr müsst mindestens ein Dutzend Majoretten sein, wenn ihr bei meiner Musikkapelle mitschlumpfen wollt!“ – Schlumpfinchen: „Aber … bei den Schlümpfen gibt es nur zwei Mädchen!“ Damit Schlumpfinchen mit Sassette bei einem feierlichen abendlichen Umzug mit der geforderten Anzahl an Majoretten teilnehmen kann, zaubert sie kurzerhand mit dem Zauberspiegel ihrer Patentante, der Eisfee, zehn solche Tänzerinnen. Alle zehn sehen wie Schlumpfinchen aus, können aber nicht sprechen und existieren nur bis Mitternacht. Der nächtliche Umzugslärm lockt Gargamel an, welcher justament die zehn gezauberten Majoretten fängt („Seltsam! Ich habe zehn völlig gleich aussehende Schlumpfinchen … ob sie Schwestern sind?“). Um Mitternacht, gerade als er aus ihnen eine Suppe gemacht hat, verwandeln sie sich in Glassplitter. (Quelle und Dialoge: Bastei-Heft 12/2001)
- Das Motiv der Patin, deren Geschenk nur bis Mitternacht verfügbar ist, findet man in Charles Perraults Cendrillon. Eine weitere Analogie zum Märchen liegt mit Schlumpfinchen und Sassette vor. Sie dürfen während des Umzugs nicht zu zweit als Majoretten auftreten, womit sie ansatzweise Cendrillon gleichen, die zunächst auch nicht zum Ball gegangen ist.

2001 Barbe Verte (Szenario: Wasterlain, Zeichnungen: Delzenne; 8 Seiten; Käpt’n Grünbart, der Pirat Bastei-Magazin Die Schlümpfe, 1/2002).
Inhalt: Ein von Piraten entführter Prinz soll gegen Lösegeld freigekauft werden. Pirat Grünbart hat aber die Absicht, das Lösegeld und den Prinzen zu behalten. Bei der Übergabe lässt er die Untertanen des Adeligen gefangen nehmen. Die Schlümpfe, die sich gerade am Meer befinden, befreien den Prinzen und seine Getreuen. (Quelle: Bastei-Heft 1/2002)
- Mit Ausnahme der Nasenspitze gleicht der Adelige dem von seinen Zieheltern Jaques genannten Prinzen Odd de Snoeland aus Le serment de vikings (1956, sh. Johann und Pfiffikus).

2001 Les schtroumpfinettes en fer (Szenario: Wasterlain, Zeichnungen: Borecki; 4 Seiten; Die Schlumpfroller im Bastei-Magazin Die Schlümpfe, 1/2002. 1/2002 ist die letzte Ausgabe dieser Reihe)
Inhalt: Einige Schlümpfe konstruieren mit dem Bastelschlumpf Tretroller. Während einer Ausfahrt treffen sie bei der Mühle auf die heulende Pérettete (1993, Le Bébé Schtroumpf dans le pétrin). Ein Wilderer hat ihr weißes Kaninchen geraubt. Mit ihren Rollern verfolgen die Schlümpfe den Dieb und befreien das Haustier der Müllerstochter. (Quelle: Bastei-Heft 1/2002)
2002 Les Schtroumpfs et le 4x4 (Szenario: Wasterlain, Zeichnungen: De Coninck; 4 Seiten).
Inhalt: Bastelschlumpf hat ein über Pedale allradangetriebenes Geländefahrzeug konstruiert und probiert es mit dem Muskelschlumpf aus. Dabei fahren sie über Azraëls Schwanz und den Rücken eines Bären, welcher sich dann um Gargamel kümmert. Anschließend veranstalten die Schlümpfe mit einigen solcher Jeeps eine Rallye.
- Bedingt durch die Einstellung des Bastei-Magazin, wurde der bereits für eine der nächsten Nummern vorbereitete Comic vorerst nicht veröffentlicht. Erst 2019 erfolgte im Magazin Construisez le village: Les Schtroumpfs ein Druck.[14]

## 1989 bis 2003 – Schlumpfereien und einzelne Comic-Streifen
Einseiter aus dieser Zeit sind neben den Erstpublikationen in den Magazinen auch in der Albenreihe Schtroumpferies (5 Bände, von 1994 bis 2001), die 1998 bis 2003 produzierten Einstreifer in der Reihe 120 Blagues de Schtroumpfs (ebenso 5 Alben 2007 bis 2012, neuerlich 2013 in zwei Sammelbänden unter dem Titel 300 Gags schtroumpfs) zusammengefasst worden.
1994 Schtroumpferies 1 (Peyo creations).
- Das Album enthält, wie die weiteren Schtroumpferies, 44 „Einseiter“, welche in den achtziger Jahren entstanden sind: In einer Witzseite trägt das Schlumpfbaby die rosarote Kleidung wie in Le schtroumpf robot. In einer anderen Seite hat der Bastelschlumpf noch die weiße Latzhose an.
- Die einzelnen Seiten enthalten Peyos Unterschrift aus dem Album 16. Die Nummerierung der in den Schtroumpferies erschienenen Einseitern beginnt wieder mit 1 (obwohl für die Einseiter aus den siebziger Jahren bereits Zahlen bis 86 vergeben worden sind); bei Verweisen/Zitaten in dieser Bibliographie wird den neuen Einseitern „-II“ nachgestellt. Die Blätter erschienen in den Alben weder chronologisch, noch geblockt. Blatt 1-II wurde erst im zweiten Album Schtroumpferies gedruckt
- Auf Blatt 18-II ist in Schlumpfinchens Wohnzimmer ein Bild von Pirlouit zu sehen, in diesem Einseiter tritt der Eisläufer Schtroumpf Patinier auf.

1996 Schtroumpferies 2 (Peyo).
- Das Album enthält weitere 44 „Einseiter“. (*) In Blatt 1-II hat der Große Schlumpf nach 10 Jahren Arbeit einen Verkleinerungstrank entwickelt, eine solche Mixtur besaß Gargamel bereits in Le Voleur de Schtroumpfs (1959).
- Ab Blatt 56-II ist die seit 1992 übliche Signatur „© Peyo“ zu finden.
- Der Holzfäller Schtroumpf Bûcheron ist erstmals, hier noch im klassischen weißen Kostüm, zu sehen. In Les Schtroumpfs joueurs (2005) trägt er Wollmütze und zusätzlich eine rotbraun karierte Jacke.

1997 Schtroumpferies 3 (Peyo). In 128-II wird Le petit schtroumpferon rouge von 1972 neuerlich gespielt. Kulissen, Kostüme und sogar der Flicken im Wolfspelz sind gleich geblieben. In 76-II tauchen einige Schlümpfe unter Wasser und behalten selbst dort die Mütze auf.
1998–2003 Blagues. Zwischen 1998 und 2003 entstanden über 600, jeweils einen Streifen lange, Begebenheiten. Zusammengefasst, jedoch nicht chronologisch, werden diese Comic-Strips seit 2007 im Albenformat mit zusätzlichen Zeichnungen unter dem Titel 120 blagues de schtroumpfs et autres surprises von Le Lombard verlegt. Bis 2012 erschienen fünf Alben.
- Erstes Album (2007): Die mittelalterliche Atmosphäre wird in einigen Streifen überhaupt nicht mehr reflektiert. So möchte in einem Witz ein Schlumpf in einer Antiterroreinheit tätig sein. Ein anderer Schlumpf sammelt kleine Schlumpffiguren. In anderen Darstellungen kommen Tresore, Gasherde, Außerirdische in Schlumpfgröße oder Dauerwellen bei Schlumpfinchen vor. Im Einstreifer des Titelblattes werden über ein Zeitungsinserat kleine Fußballspieler gesucht, einige Schlümpfe haben Interesse und enden als an einem Tischfußballgerät angebundene Figuren. In einigen Einstreifern fließt sogar der Umstand, sich in einem Comic zu befinden, ein: Um über einen Abgrund zu gelangen, benützt ein Schlumpf den Tuschstrich des oberen Bildrandes als Seil. Beim Versteckspiel verschwinden während des Auszählens Schlümpfe, Bäume, Büsche und Hintergrundfarben, sodass sich der eine Schlumpf nur mehr auf einem weißen Blatt Papier befindet.
- Zweites Album (2008): Im Streifen 411 tritt ein Schtroumpf Acteur auf, in 546 ein Génie Schtroumpf, welcher aber für immer in seine Flasche verschwindet. Im Streifen 84 sind 156 Schlümpfe auf einem Bild zu sehen. Im Streifen 583 wird einem Schlumpf klar, dass eine Beziehung oder eine Ehe mit Schlumpfinchen einige kleine Schlümpfe zur Folge haben kann.
- Drittes Album (2009): In diesem Band findet sich der Streifen mit der Nummer 1: Der Faulpelzschlumpf freut sich nach dem Aufwachen am Morgen, dass es draußen regnet – da kann er nämlich im Bett bleiben. In Streifen 98 hat der Bastelschlumpf das Fernsehgerät erfunden. Leider gibt es im Schlumpfdorf keinen Strom.
- Viertes Album (2010): In dem Streifen 195 kann man Schlumpfinchen im Hochzeitskleid sehen, in Streifen 366 den Großen Schlumpf ohne Mütze (weil er gerade in einem See schwimmt). In einer Gagzeichnung wird der kleine Prinz parodiert: Schlumpfissimus tritt in der Wüste mit Bleistift und Papier auf den notgelandeten fliegenden Schlumpf zu und bittet ihn: „Zeichne mir einen Schlumpf!“

1999 Schtroumpferies 4 (Peyo).
- In einem der Einseiter (153-II) beschäftigt sich ein Schlumpf mit Meteorologie und besitzt einen Globus. In einigen der Geschichten sieht es so aus, als ob die Schlümpfe bei ihren Häusern kleine Schrebergärten mit Hecken besitzen. In 160-II ist der Wilde Schlumpf wieder zu sehen.

2001 Schtroumpferies 5 (Peyo).
- In 177-II findet der Brillenschlumpf ein altes Holzpferd, das der Große Schlumpf, blutjung, zu seinem 5. Geburtstag erhalten hat (Je l'ai recu pour mon Cinquième anniversaire et je L'ai perdu l'année d' après). In 183-II legt der Dummschlumpf einen enorm langen Weg von einem Dschungel über das Meer, die Wüste und einen Gletscher bis ins Schlumpfdorf zurück. Im Vergleich zu Le Pays maudit von 1961 wird diese Reise weit weniger beschwerlich dargestellt.
- In 218-II besitzt der Große Schlumpf einen Globus mit eingezeichneten Erdteilen in üblicher moderner Darstellung. Auf die Frage, welche Gegend vom Schlumpfdorf aus in 6 Monaten erreichbar ist, erwidert er nach längerer Rechnung: Sansibar. Für eine Lokalisierung des Schlumpfdorfs hilft das recht wenig, zumal nicht einmal genau bekannt ist, wie rasch sich Schlümpfe fortbewegen können. Le pays maudit (1961) und andere Geschichten legen nur nahe, dass Schlümpfe mit Menschen offenbar Schritt halten können.
- Der Schlumpf aus Un Schtroumpf pas comme les autres (1969), wird namentlich nicht genannt, Im Einseiter 214 in diesem Album tritt der seelenverwandte Schtroumpf Voyageur auf.
- Ein einziges Mal gelingt es dem Brillenschlumpf seine Ausführungen einem Publikum näher zu bringen: Er hält (Blatt 180) vor einigen interessierten Schlümpfen einen literarischen Abend.

## Alben seit 2002, Nachdrucke der Kurzgeschichten
Neben den regulären Alben, von denen seit 2005 regelmäßig eines je Kalenderjahr erschienen ist, und ab Album 25 (2007) jeweils einen 46 Seiten langen Comic enthalten, kam 2008 mit Les Schtroumpfeurs de flûte eine Sonderausgabe in Form eines Albums heraus. Der darin enthaltene 28 Seiten lange Comic geht auf Ereignisse vor der ersten Schlumpf-Geschichte von 1958 ein.
Seit 2002 wurden die Kurzgeschichten aus den 1990er Jahren auf Französisch einige Male in Magazinform herausgebracht. Unter dem Titel „Construisez le Village Les Schtroumpfs“ brachte die Collection Hachette von 2019 bis 2021 einhundert Magazine mit Beilagen und etwas Comic-Anteil heraus.
Auf Deutsch veröffentlichte Panini 2005 bis 2009 die Magazine „Schlumpf Mag special“ sowie „Schlumpf Mag“ in denen einige wenige der Vier- oder Achtseiter sowie Schlumpfereien nachgedruckt wurden. Seit 2012 veröffentlicht Blue Ocean Entertainment Magazine, die ebenfalls etwas Comic-Material enthalten. Ein kleiner Anteil der Kurzgeschichten erschien dann noch in der Albenreihe „L'Univers des Schtroumpfs“, die je Druckwerk auf jeweils 40 Comic-Seiten eine themenmäßige Zusammenstellung von Kurzgeschichten enthält. Nach sieben Bänden (2011 bis 2016) wurde die Reihe vorerst eingestellt. In Spanien wurde 2019 noch ein achter Band veröffentlicht. Die insgesamt nun vier Albenreihen (Les Schtroumpfs, Schtroumpferies, 120 Blagues, L'Univers des Schtroumpfs) werden auf Französisch bei Lombard verlegt und bei Bedarf nachgedruckt.
Die aktuelle Albenreihe „Die Schlümpfe“ auf Deutsch: Seit Frühjahr 2011 werden die regulären Schlumpf-Alben vom Splitter Verlag herausgegeben, wobei die Alben zunächst von „vorne und von hinten“, also die ersten in aufsteigender und die letzten in absteigender Reihenfolge veröffentlicht wurden. Damit gab es bei dieser Verlegertätigkeit von Beginn an deutsche Erstveröffentlichungen, mittlerweile sind alle Bände im Handel erhältlich.
 Nachdrucke der Kurzgeschichten und Schlumpfereien auf Deutsch: Die deutschsprachige Version von „L'Univers des Schtroumpfs“ erschien 2012 bis 2017 unter dem Titel „Die Welt der Schlümpfe“. Ein Teil der Schlumpfereien und Einstreifer erschien, umformatiert und in anderer Zusammenstellung, in der kleinformartigen Albenreihe Schlumpfereien (10 Ausgaben, 2011 bis 2013).
2002 On ne schtroumpfe pas le progrès (Szenario: Philippe Delzene, Thierry Culliford; Zeichnungen: Ludo Borecki, Pascal Garray; Farben: Nine, José Grandmont; 44 Blatt; 2002 Album 21 bei Le Lombard; 2011 Niemand schlumpft den Fortschritt auf bei Splitter).
Inhalt: Aufgrund einer Idee des faulen Gammelschlumpfs konstruiert der Bastlerschlumpf zunächst aufziehbare Automobile und anschließend Maschinen für den Müller, Schtroumpf Meunier (gestreifte Mütze, Halstuch, braune Schuhe), den Tischler und den Bäcker. Danach baut er Roboter aus Baumstämmen. Später fühlt sich der Gärtnerschlumpf durch den unnatürlichen Maschinenlärm gestört; vor allem seine Raupe leidet so sehr darunter, dass er mit Hab und Gut in den Wald zieht. Schließlich übernehmen die Roboter die Macht im Schlumpfdorf.
- Ab dieser Geschichte trägt der Gammelschlumpf immer ein Kopfpolster mit sich herum – wenn er nicht gerade darauf schläft.
- Höchstwahrscheinlich sind die Schlümpfe Vegetarier (Ovo-Vegetarier). Es ist häufig zu sehen, dass sie Salsepareille, Eier und Gemüse (v. a. Nüsse) essen. Dass sie Fleisch und Fisch essen, ist hingegen nicht zu beobachten. Allerdings hat in dieser Geschichte (Blatt 11) der Leckerschlumpf eine Knackwurstkette bei sich. In Salade de Schtroumpfs (2006, Blatt 1 und 2) hängt im Speisesaal ein Bild mit einem Schinken. Im Einseiter 51 (1971) angelt ein Schlumpf, jedoch ohne Köder, weil er seine Fische nicht verletzen möchte (Un hameçon! Tu es schtroumpf! Pour que mes poissons se blessent ?! - „Ein Haken?! Ja, schlumpfst du? Sollen sich meine Fische etwa wehtun?!“[16])

2003 Le Schtroumpf Reporter (Szenario: Luc Parthoens, Thierry Culliford; Zeichnungen: Ludo Borecki; Farben: Nine Culliford, José Grandmont; 44 Blatt; 2003 Album 22 bei Le Lombard; 2011 Der Reporterschlumpf bei Splitter).
Inhalt: Da im Laufe der Zeit die Begebenheiten bei den Schlümpfen durch Mundpropaganda nicht immer korrekt wiedergegeben werden, beauftragt der Große Schlumpf einen interessierten Schlumpf, wichtige Geschehnisse zu dokumentieren und korrekt zu verbreiten. Nachdem das Schlumpfbaby mit einigen Buchstabenwürfeln (siehe Mittelalterlicher Buchstabenziegel) in den Sand stempelt, sieht sich der Bastelschlumpf dazu veranlasst, die für ein funktionierendes Zeitungswesen nötige Druckerpresse zu erfinden.
Später gehen Gargamel einige Schlümpfe in eine Falle. Dann erfährt der Zauberer aus der Zeitung, dass die Schlümpfe von einer ansteckenden Erkrankung befallen sind. Nun bekommt er Angst und lässt die Gefangenen frei.
- Anlässlich des Mondfestes verkleiden sich die Schlümpfe, u. a. als Indianer (fast wie ein Schlips aus Le Cosmoschtroumpf, 1969), Supermann und Lucky Luke mit Grashalm.
- Parthoens Interview, der Szenarist Luc Parthoens beantwortet einige Fragen zu diesem Album und den Schlümpfen (Memento vom 4. August 2009 im Internet Archive) – auf Französisch

2005 Les Schtroumpfs joueurs (Szenario Luc Parthoens, Thierry Culliford; Zeichnungen: Ludo Borecki; Farben: © Nine Culliford; 44 Blatt; 2005 Album 23 bei Le Lombard; 2011 Zockerschlümpfe bei Splitter)
Inhalt: Die Schlümpfe beobachten Menschen beim Glücksspiel und machen es nach. Außerdem soll der Wald, in welchem das Schlumpfdorf und Gargamels Behausung liegt, gerodet werden, sodass auf dem Gebiet ein Vergnügungspark errichtet werden kann. Mit gewichtiger Unterstützung durch den Großen Schlumpf, Gargamel, Muskelschlumpf und den Glücksspieler Schtroumpf Chançard sollen die Pläne der Menschen verhindert werden.
- Der glückliche Schtroumpf Chançard hat bereits in der nach ihm bekannten Kurzgeschichte aus dem Jahr 2000 einen Auftritt.
- Einzigartig ist, dass die Schlümpfe und Gargamel innerhalb einer Comic-Geschichte für einige Zeit bedingt zusammenhalten. Während Gargamel mit anderen Menschen eine Verhandlung führt, kriecht der Große Schlumpf sogar unter Gargamels Kragen und sagt ihm ein.
- Der Große Schlumpf bemerkt im Dialog, dass seine Schlümpfe nichts von den Menschen abgucken sollten und dass für sie von den Menschen nichts Gutes zu erhoffen ist (je vous ai déjà répété mille fois de ne jamais schtroumpfer chez les humains. Ils n'ont rien de bon à nous apporter).
- Das Abnehmen der Mütze ist nach wie vor tabu. Der Brillenschlumpf verliert beim Glücksspiel seine Augengläser und die Hose, die Mütze steht als Wertobjekt, welches man verlieren kann, nicht zur Verfügung.
- Das Kätzchen Poussy hat auf dem ersten Blatt der Geschichte einen Cameo-Auftritt.

2006 Salade de Schtroumpfs (Szenario Luc Parthoens, Thierry Culliford; Zeichnungen: Ludo Borecki, Jeroen De Coninck; Farben: © Nine Culliford; 44 Blatt; 2006 Album 24 bei Le Lombard; 2011 Schlumpfsalat bei Splitter)
Inhalt: Mit seiner neuesten Laboranschaffung, einem Mikroskop, stellt der Große Schlumpf bei der mickrigen Gemüseernte Pilzbefall fest und gibt dem Gärtnerschlumpf ein Fungizid und ein Wachstumsmittel. Auf Betreiben des Kochschlumpfs verwendet der Gärtnerschlumpf eine viel zu hohe Dosierung der beiden Stoffe, sodass sich zunächst riesiges und schmackhaftes Gemüse bildet. Dann stellt ein Schlumpf eines Nachts schreckliches fest.
Eine Woche später. Der Große Schlumpf kehrt nach einer Reise zurück und findet das Schlumpfdorf überstürzt verlassen vor. In der Küche nimmt er noch etwas vom Gemüse zu sich. Dann trifft er auf den ständig Salsepareille essenden Leckerschlumpf, Kochschlumpf, Gärtnerschlumpf und Schlumpfinchen und wird über die Geschehnisse der letzten Tage aufgeklärt:
Bald nachdem die Schlümpfe das mit Chemikalien veränderte Essen zu sich genommen haben, mutierte der Dichterschlumpf zu einer Zucchini, kurz darauf veränderten sich der Witzboldschlumpf zu einer Tomate und der Modeschlumpf zu einer Gurke. Unter Vorsitz des Muskelschlumpfs debattierten die Schlümpfe die Lage und beschlossen aus Angst vor einer Ansteckung, die Erkrankten zu isolieren. Die Maßnahme erwies sich, ebenso wie das Tragen von Gesichtsmasken, als sinnlos, da alle bis auf die vier obgenannten nach und nach mutierten und seither im Wald hausten.
Sofort hat der Große Schlumpf das manipulierte Gemüse im Verdacht. Den Gärtnerschlumpf hat die Mutation nicht erfasst, da ihm die Kost zu unnatürlich war. Der Kochschlumpf blieb verschont, da er das Gemeinschaftsessen selbst nicht zu sich nimmt. Schlumpfinchen wollte ihre Figur behalten und war auf Diät. Plötzlich verwandelt sich der Große Schlumpf selbst ansatzweise in einen Blumenkohl, er hatte ja nach seiner Rückkehr auch etwas Gemüse gegessen.
Ende der Geschichte: Der Große Schlumpf holt nun die anderen Schlümpfe aus dem Wald. Schließlich erkennt er, dass der Leckerschlumpf trotz Verzehr des Gemüses von der Krankheit nicht heimgesucht wurde, im Gegensatz zu den anderen hat dieser Feinschmecker auch immer etwas Salsepareille zu sich genommen.
- Mit dieser Geschichte kann man auch eine ältere Leserschicht ansprechen. Die Autoren zeigen, dass Stoffe zur Genmanipulation nur allzu schnell in die falschen Hände gelangen und dann zur Katastrophe führt.
- Bei einer Abstimmung nehmen alle Schlümpfe und Schlumpfinchen teil.
- In einem Speicher bewahren die Schlümpfe verschiedene Erinnerungsstücke vergangener Abenteuer auf: u. a. eine kleine Flöte (La flûte à six schtroumpfs, 1958), Pollen und Explosivstoff knapp nebeneinander auf einem Regal (Les Schtroumpfs noirs, 1959), der wieder intakte Spiegel des Modeschlumpfs (Le Centième Schtroumpf, 1962), die Sänfte des Schlumpfissimus (Le Schtroumpfissime, 1964), die zerlegte Rakete des Weltraumschlumpfs (Le Cosmoschtroumpf, 1969), das runde Anzeigeblatt der Wettermaschine (Le Schtroumpfeur de pluie, 1969), die Bohrmaschine des Bastelschlumpfs (Le Schtroumpf bricoleur, 1982) und das Flugzeug (L’Aéroschtroumpf, 1989).

2007 Un enfant chez les Schtroumpfs (Szenario Miguel Diaz Vizoso, Thierry Culliford; Zeichnungen: Joroen De Coninck, Farben: © Nine Culliford; 46 Blatt; Januar 2007 Album 25 bei Le Lombard und 2011 unter dem Titel Der Schlumpfschreck bei Toonfish)
Inhalt: Bei einem Flug stürzen der Große Schlumpf und ein Storch ab. Unter unauffälliger Beobachtung durch den Großen Schlumpf wird der Storch von einem alten Bauern, der noch eine Landwirtschaft betreibt, gesundgepflegt (Grand Schtroumpf: „Ah! Si tous les humains pouvaient être aussi schtroumpfs.“). Das Schlumpfdorf kann er vom Bauernhof aus in drei Stunden zu Fuß erreichen („Et maintenant, trois heures de marche jusqu’au village“). Bald darauf findet der ungezogene Neffe des Bauern, Jeanty, dank des vor ihm fliehenden Schtroumpf Cuisinier ins Schlumpfdorf. Da er vom Großen Schlumpf Zauberei lernen möchte, diskreditiert er seinen Onkel und bleibt zunächst bei den Schlümpfen. Da er nicht alles versteht (Jeanty: „C'était pour rire, euh … Grand Schnuck.“ Grand Schtroumpf: „Mon nom est Schtroumpf, petit. Grand Schtroumpf!“), erklärt ihm der Brillenschlumpf ergänzend, wer klein und wer groß ist („petit, c’est toi, et Grand, c’est lui“). Nach einiger Zeit triff Jeanty auf Gargamel, in welchem er ein neues Vorbild zu erkennen glaubt.
2008 Les Schtroumpfeurs de flûte (Peyo Creations, Szenario: Thierry Culliford und Luc Parthoens; Zeichnungen: Jeroen De Coninck, Farben: © Nine Culliford; 28 Blatt; einmalige Sonderausgabe zum 50. Geburtstag der Schlümpfe im Oktober 2008 bei Le Lombard; dt. Das Geheimnis der Zauberflöte; Toonfish, Heft zum Gratis Comic Tag 2011)
Inhalt: Der Zauberer Aldéric bittet den Großen Schlumpf, einen im Koma liegenden Familienvater mit einer Zauberflöte (La flûte à six schtroumpfs, 1958) zu helfen. Die Schlümpfe stellen eine solche aufwendig her und heilen den Mann. Der örtliche Mediziner erfährt von den Zauberkräften der Flöte und hetzt die Bevölkerung gegen Alderic auf. Die Schlümpfe können ihren Freund nur mehr zu spät warnen, Alderic wird gefangen genommen und seine Hütte in Brand gesetzt, die Zauberflöte landet im Feuer. Danach beobachten die Schlümpfe unbemerkt, wie zwei Abenteurer, Johan und Pirlouit, den Zauberer befreien. Da sie die Zauberflöte vom Feuer zerstört glauben, treten sie die Heimreise an. Jedoch findet ein fahrender Händler in den rauchenden Trümmern die unversehrt gebliebene Flöte – die Quelle weiterer Abenteuer (Contrairement a ce que pensait le Grand Schtroumpf, cette flûte allait être la source de bien des aventures …).
2008 Les Schtroumpfs et le livre qui dit tout (Peyo Creations, Szenario: Alain Jost und Thierry Culliford; Zeichnungen: Pascal Garray; Farben: © Nine Culliford; Januar 2008, Album 26 bei Le Lombard und 2011 unter dem Titel Die Schlümpfe und das allwissende Buch bei Toonfish)
Inhalt: Der Große Schlumpf muss wieder einmal verreisen. Während seiner Abwesenheit findet der Brillenschlumpf im Labor des Abwesenden ein Buch, welches sprechen kann und auf Fragen der Schlümpfe Textstellen mit einer Antwort zur Verfügung stellt. Schlumpfinchen und Modeschlumpf erkunden sich nach Haar- und Körperpflegemittel, Muskelschlumpf nach Stoffen mit denen er noch stärker wird. Nach einiger Zeit gibt das Buch dem Brillenschlumpf die Möglichkeit, ihm ausschließlich, anderen nur mehr mit seinem Einverständnis, zur Verfügung zu stehen. Er zieht daraufhin in einen nahen Turm ein und ordiniert dort in einem violetten Talar.
Der Große Schlumpf ist zurück. Schlumpfinchen und der Modeschlumpf zeigen ihm die bei ihnen mittlerweile eingetretenen schädlichen Nebenwirkungen ihrer Pflegemittel, später gesellt sich der auf Krücken gehende Muskelschlumpf zu ihnen. Als der Große Schlumpf von der Verwendung des Buches erfährt, stellt er den Brillenschlumpf zur Rede. Der wirft ihm vor, das Buch den Schlümpfen vorenthalten zu haben und verweigert den Gehorsam. Auch die meisten anderen Schlümpfe wollen lieber weiterhin das Buch konsultieren.
Ende der Geschichte: Kurz darauf bildet sich Hochwasser. Als der Brillenschlumpf mit dem Schlumpfbaby und dem Buch von der Überschwemmung bedroht wird und er nicht beide retten kann, rät das Buch zuungunsten des Babys. Brillenschlumpf wirft das Buch zu den Fischen und bringt sich mit dem Kleinen in Sicherheit.
- Seit La flûte à six schtroumpfs benutzen die Schlümpfe Störche, um lange Strecken zurückzulegen. In diesem Comic von 2008 sieht man erstmals eine Art Flugplatz mit Piste, Windfähnchen, Aufstiegsrampe und dem Gärtnerschlumpf, welcher den Storch vor Abflug füttert (Blatt 1).
- Nachdem der Brillenschlumpf herausfindet, dass das Buch Fragen beantworten möchte, erkundigt er sich zunächst nach dem ihm bekannten Alter des Großen Schlumpfs und erhält „542“ als Antwort (siehe „Alter des Großen Schlumpfs“ in La flûte à six schtroumpfs, 1958).
- Im Dialog mit dem Buch sehen sich zwei Schlümpfe mit dem Ursprung des Wortes Schtroumpf konfrontiert: „… alors, comme il voulait du schtroumpf mais qu'il ne se souvenait plus du mot, il a dit:“ „Passe-moi le … le schtroumpf!“ „C'est donc ça L'origine des mot! On ne nous l'avait jamais dit!“ (Blatt 6). Wie in vielen Quellen nachzulesen ist, stammt die kurze Aufforderung von Peyo selbst, er wollte Franquin um den Salzstreuer bitten, allein das Wort fiel ihm nicht ein.

2009 Schtroumpf les Bains (Peyo Creations, Szenario: Alain Jost und Thierry Culliford; Zeichnungen: Pascal Garray; Farben: © Nine Culliford; 46 Blatt; April 2009, Album 27 bei Le Lombard und 2011 unter dem Titel Die Schlümpfe machen Urlaub bei Toonfish)
Inhalt: Da seine neueste Maschine nicht ordentlich funktioniert und die anderen Schlümpfe ihn ständig und dringend Reparaturarbeiten abfordern, erleidet der Bastelschlumpf einen Nervenzusammenbruch. Er erholt sich an einem dem Schlumpfdorf nahe gelegenen Bergsee und errichtet dort für sich eine Urlaubshütte und später mit seinen Kameraden ein Feriendorf. Viele Schlümpfe urlauben dort und sehen sich mit den Vor- und Nachteilen eines Massentourismus konfrontiert. Zur selben Zeit verwandelt Gargamel seinen Kater Azraël in einen Jagdhund und versucht mit ihm Schlümpfe aufzuspüren. Stattdessen sieht er sich einem mächtigen Bären konfrontiert, flieht und gelangt zufällig ins Schlumpfdorf. Dieses glaubt er verlassen vorzufinden und schlägt dort sein Lager auf, die Wache habenden Schlümpfe entkommen unbemerkt und verständigen die anderen im Feriendorf.
Der Große Schlumpf macht Gargamel glaubhaft, dass dessen Hütte brennt. Gargamel läuft unter Anlegen einer Spur aus Kirschen nach Hause. Die Kirschen werden vom Bären gefressen, die Schlümpfe kehren in ihr Dorf zurück, das Ferienparadies wird ein Raub für Biber.
- In einer kurzen Rückblende ist der kleine Gargamel in seiner Wiege zu sehen, auf der Wiege ist Fafnir (1961, Le Pays maudit) abgebildet.

2010 La Grande Schtroumpfette (Peyo Creations, Szenario: Alain Jost und Thierry Culliford; Zeichnungen: Pascal Garray; Farben: © Nine Culliford; 46 Blatt; April 2010 Album 28 bei Le Lombard und 2011 unter dem Titel Schlumpfine greift ein bei Toonfish)
Inhalt: Schlumpfinchen fühlt sich von den Schlümpfen zu wenig ernst genommen. Der Große Schlumpf versteht sie, gibt vor zu verreisen und bestimmt sie zu seiner Vertretung. Wider Erwarten sind die Schlümpfe bald aufgrund besonders guter und nützlicher Einfälle seitens Schlumpfinchens so begeistert, dass sie ihr eine rote Robe und Mütze schenken und sie weiters zu La Grande Schtroumpfette ernennen wollen. Diese Ehrung nimmt sie nicht an, da sie nicht den Platz vom Großen Schlumpf einnehmen möchte.
Der Große Schlumpf wird von Gargamel gefangen genommen, welcher ihn kochen möchte um ein Rezept aus einem Zauberbuch für den Stein der Weisen umzusetzen. Der Schlumpf lacht den Hexenmeister aus und erklärt ihm, dass kein seriöses Zauberbuch solche wertlosen Inhalte aufweist. In diesem Augenblick erhält Gargamel Post vom Orden der Zauberer, welche wegen einiger Beschwerden – seine feil gebotenen Zaubereien haben häufig Nebenwirkungen – sein Labor inspizieren und ihn theoretisch sowie praktisch prüfen wollen.
Ende der Geschichte: Der Große Schlumpf gibt ihm Nachhilfe in Magie und muss ihm während der Prüfung heimlich helfen. Danach wird er von den Schlümpfen befreit, während Schlumpfinchen im roten Kostüm den Hexenmeister mit Pfeffer aus einer Puderdose außer Gefecht setzt.
- Neuerlich wird Gargamel ursprüngliches Motiv, welches ihn erstmals zu den Schlümpfen führte und die Feindschaft entstehen ließ, wieder thematisiert: Der Stein der Weisen, für dessen Rezept ein Schlumpf benötigt wird (Le Voleur de Schtroumpfs, 1959). Obwohl im Comic Jahrzehnte unerwähnt ist der Aspekt interessanterweise sehr häufig in Sekundärartikel über den Zauberer und seiner Beziehung zu den Schlümpfen zu finden.
- Gargamel wird in diesem Comic als ein ausgesprochen dummer Zauberer dargestellt, er kann sich keine Formeln merken, seine Zaubereien haben unerwünschte Nebenwirkungen. Wesentlich überzeugender wirkt er hingegen in „Le voleur de Schtroumpfs“ (er verwandelt sich in einen Schlumpf) oder La Schtroumpfette (1966, er erschafft Schlumpfinchen).
- Gargamels praktische Prüfungsaufgabe ist die Herstellung der Lotion, die unsichtbar macht (1983, La peinture Schtroumpf),

2011 Les schtroumpfs et l’Arbre d’or (Peyo Creations, Szenario: Alain Jost und Thierry Culliford; Zeichnungen: Pascal Garray; Farben: © Nine Culliford; 46 Blatt; April 2011 Album 29 bei Le Lombard und unter dem Titel Die Schlümpfe und der goldene Baum bei Toonfish)
Inhalt: Während eines Festes wird der von den Schlümpfen sehr geschätzte konservierte und vergoldete Stamm des Aliboufier-Stammes (Styrax officinalis) durch Blitzschlag zerstört. Von da an führen die Schlümpfe jedes geschehende Malheur auf das Fehlen dieses Glücksbringers zurück. Aus dem Großen Buch der Schlümpfe (sh. 1998, Le Schtroumpf Sauvage) erfahren sie, dass einst ein Reisender zufällig ins Schlumpfdorf gelangte und als Dank für Bewirtung einige Samenkörner dieses Baums hergab. In einem Botanischen Garten versuchen die Schlümpfe einen solchen Baum zu kaufen, werden aber betrogen. Einer Idee des Großen Schlumpfes zufolge soll eine Mitternachtszeremonie bei Vollmond Abhilfe gegen das Unglück, von dem sich die Schlümpfe noch immer verfolgt fühlen, schaffen. Aber erst als es ihnen gelingt, Gargamel zu besiegen, kann der Große Schlumpf die übrigen vom Unsinn des Aberglaubens überzeugen.
- Homnibus benutzt hier zum ersten Mal einen Gehstock.
- Der Fremde, der den Schlümpfen in einer Rückblende die Samen vom Aliboufier-Stamm überlässt, ist eine Karikatur des Schlumpferfinders Peyo, allerdings ohne Brille.

2012 Les Schtroumpfs de l’ordre (Peyo Creations, Szenario: Alain Jost und Thierry Culliford; Zeichnungen: Jeroen De Coninck; Farben: © Nine Culliford; 46 Blatt; März 2012 Album 30 bei Le Lombard und unter dem Titel Dein Schlumpf und Helfer bei Toonfish)
Inhalt: Der Große Schlumpf hat wegen seiner Labortätigkeit und seiner Experimente zu wenig Zeit um die unbedeutenden Streitigkeiten zwischen den Schlümpfen zu schlichten. Er bestimmt daher den Brillenschlumpf als Ordnungshüter. Im Rahmen dieser Tätigkeit fordert der Brillenschlumopf auch Strafen ein, bezahlt wird mit Haselnüssen. Nachdem der Muskelschlumpf bei einer solchen Gelegenheit die Zahlung verweigert und zuschlägt, muss er dem Brillenschlumpf assistieren.
Die Schlümpfe stellen einen Rummelplatz auf, in dem kurz nach der Eröffnung einige Einrichtungen sabotiert werden. Weiters finden sich Karikaturen wegen der vom Brillenschlumpf und Muskelschlumpf hervorgerufenen Ordnungsgewalt. Der Saboteur wird gefasst, der überführte Schlumpf sah sich von seinen Mitschlümpfen zu wenig beachtet und wollte sich damit -als unauffälliger Schlumpf ohne besondere Charakteristika hat er nur den Namen Schlumpf- profilieren und einen Namen machen und sieht sein unrechtes Verhalten ein. Brillenschlumpf und Muskelschlumpf legen ihre Ämter nieder, es bleibt wohl doch wieder dem Großen Schlumpf vorbehalten, die übrigen Schlümpfe mediativ zu betreuen.
- Da bei den Schlümpfen Geld als Zahlungsmittel seit Le Schtroumpf Financier (1992) tabu ist, sind sie auf die Verwendung von Nüssen als Währung angewiesen.

2013 Les schtroumpfs à Pilulit (Peyo Creations, Szenario: Alain Jost und Thierry Culliford und Poeti; Zeichnungen: Pascal Garray; Farben: © Nine Culliford; 46 Blatt; April 2013 Album 31 bei Lombard; deutsche Erstveröffentlichung Juni 2013 unter dem Titel Die Schlümpfe in Pilulit bei Toonfish)
Inhalt: Verärgert darüber, dass die Schlümpfe bei einer Konfrontation mit Gargamel wegen ihrer geringen Größe immer flüchten müssen, schreibt der Dichterschlumpf einen Roman, in dem einige Schlümpfe mit einem Schiff verunglücken und einem Volk von Zwergen begegnen, die sich Pilus nennen und in Pilulit leben. Die Schlümpfe stehen den selbst in ihren Augen kleinen Wesen einige Zeit lang helfend zur Seite. In der Rahmenhandlung gibt Dicherschlumpf das Buch dem Brillenschlumpf zu lesen, der es allerdings nicht besonders schätzt und das Buch kurze Zeit auf einer Wiese liegen lässt. Das Manuskript wird dort von einem Barden mit einem Pferd namens Gulliver gefunden, der es an sich nimmt.
- Der Brillenschlumpf wirkt in dieser Geschichte nicht nur besserwisserisch, auch wenn er sich selbst so dargestellt sieht. Es gelingt ihm, als erster das Vertrauen der Piluts zu erwerben. Später macht er die Bemerkung, dass das System der Pilus, die drei Dorfvorstände haben, fortschrittlicher sei als das im Schlumpfdorf, wo mit dem Großen Schlumpf ausschließlich ein Schlumpf das Sagen hat. Er begrüßt außerdem die Völkerverständigung zwischen den Pilus und den Schlümpfen und macht die Bemerkung, dass wahre Größe von innen kommt und nichts mit der Körpergröße zu tun hat.
- Neben der Anspielung auf Gullivers Reisen findet sich eine solche auf „Asterix bei den Briten“, da der Brillenschlumpf auf Blatt 8 das lateinische Zitat „Fluctuat nec schtroumpfitur!“ bringt, das im Asterix-Comic der Pirat Triple-Patte (Dreifuß) ausspricht, nachdem Asterix und Obelix das Piratenschiff versenkt haben. In der deutschsprachigen Bearbeitung von Toonfish erfolgt die Erläuterung direkt mit einer entsprechenden Fußnote.

2014 Les Schtroumpfs et l’Amour Sorcier (Peyo Creations, Szenario: Alain Jost und Thierry Culliford; Zeichnungen: Jeroen De Coninck; Farben: © Nine Culliford; 46 Blatt; April 2014 bei Lombard; deutsche Erstveröffentlichung Juli 2014 unter dem Titel Die Schlümpfe und der verliebte Zauberer bei Toonfish)
Inhalt: Die Schlümpfe vermuten, dass Gargamel ein umgänglicher Mensch werden könnte, wenn er eine Frau um sich hat. Ein Versuch ihn daraufhin zu verkuppeln schlägt fehl, führt aber dazu, dass der Hexenmeister die an Alchemie interessierte attraktive Roxana kennenlernt. Gargamel fängt Feuer und dank eines Missgeschicks kurz darauf den Witzboldschlumpf. Den will er sogleich kochen, um das Rezept für den Stein der Weisen umzusetzen – obwohl ihn der Große Schlumpf erst vier Alben zuvor auf die Unsinnigkeit dieses Rezeptes hingewiesen hat. Dem Witzboldschlumpf gelingt es nun, die neue Vorliebe des Zauberers auszunutzen und ihm schmackhaft zu machen, dass er bei Roxana durchaus Chancen haben könnte. Ergänzend bieten ihm die mittlerweile dazu gekommenen Schlümpfe für die Freilassung ihres Artgenossen an, den Zauberer auf ein Rendezvous vorzubereiten. Alle arbeiten enthusiastisch an der Umsetzung: Schlumpfinchen kümmert sich um sein äußeres Erscheinungsbild, Modeschlumpf schneidert ihm ein Kostüm, Muskelschlumpf lässt ihn Leibesübungen machen, Malerschlumpf gestaltet van Goghs Vase avec douze tournesols (Zwölf Sonnenblumen in einer Vase, Blatt 37). Mit dem Dichterschlumpf, der ihm die nötige Ausdrucksweise beigebracht hat, macht er sich auf den Weg zu Roxana und lädt sie zu sich nach Hause ein. Während des Besuchs, gibt er ihr – obwohl ihn der Große Schlumpf zuvor gewarnt hat – einen Liebestrank. Roxana wird ohnmächtig und im Freien auf einem Tisch aufgebahrt.
Ende der Geschichte: Der durchreisende Reiter Adalbert, der noch dazu ein Freund aus Roxanas Kindheit ist, kann sie mit Mund-zu-Mund-Beatmung (Atemspende) wieder beleben. Nachdem beide bedauern, dass sie sich jahrelang aus den Augen verloren haben, reitet er mit ihr davon. Die Schlümpfe nehmen Reißaus und Azraël vom verschütteten Liebestrank.
- In Gargamels Rumpelkammer liegt eine mehrfach durchstochene Voodoo-Puppe vom Großen Schlumpf, ein kleines Modell vom Eiffelturm und ein Globus.
- Gargamels Mutter tritt auf (sie gibt ihm den Liebestrank), ist aber anders gezeichnet als in den Kurzgeschichten von 1998/1999.
- Einige Bilder und Aktionen gegen Ende des Comics ähneln Märchenmotiven aus Schneewittchen (die im Freien aufgebahrte Schönheit) und Dornröschen (Erlösungskuss) und weiters dem Schluss aus Disneys Schneewittchen und die sieben Zwerge (im Gegensatz zum Märchen wird Schneewittchen im Film auch durch einen Kuss erlöst).

2015 Schtroumpf le héros (Szenario; Alain Jost, Thierry Culliford; Zeichnungen: Jeroen De Coninck, Miguel Diaz; Farben: © Nine Culliford; 46 Blatt; März 2015 Album 33 bei Lombard; Heldenschlumpf Band 33 bei Toonfish)
Beim Aufräumen im Laboratorium des Großen Schlumpf finden einige Schlümpfe ein altes Buch. Betitelt Schtroumpf le héros erzählt es von einem Schlumpf früherer Zeiten, welcher dereinst zur Drachenquelle, einer Felsgrotte, deren Eingang wie ein Drachenkopf aussieht, gelangte. Jener Schlumpf badete in dem aus der Grotte fließendem rotem Wasser, sodann fühlte er in sich die Kraft eines Drachen und nutzte bald Gelegenheiten für einige Heldentaten. Die anderen Schlümpfe hießen ihn „Schtroumpf le héros“ („Heldenschlumpf“).
Dummschlumpf, Tollpatschschlumpf und der Ängstliche Schlumpf (1993, Le Schtroumpf Peureux) werden von den anderen immer wieder belächelt und machen sich, in Erwartung, dass das Quellwasser sie in Superschlümpfe verwandelt, auf den Weg zu dieser Quelle. Aus Angst um die drei Kameraden folgt ihnen Muskelschlumpf in Begleitung von Bastelschlumpf und Brillenschlumpf nach. Die letzten drei landen sehr bald in einer unterirdischen Höhle mit einer schwer erreichbaren Öffnung. Die anderen kommen tatsächlich bis zum Quellwasser, stellen aber sehr bald fest, dass Baden im rot gefärbten Wasser sie weder kräftig noch unverwundbar macht. Sie begegnen dort dem mittlerweile ergrauten und wieder verarmten Baron, dessen Schloss die Schlümpfe einst während ihrer Hungersnot besuchten (La Faim des Schtroumpfs, 1961). Der Baron weiß von der Heilwirkung des eisenhaltigen Wassers gegen Rheumatismus und ist gerade dabei, nahe der Quelle einen Kurort zu errichten. Mit dem Abfließen des dabei umgeleiteten Quellwassers wird der Fluss nahe dem Schlumpfdorf gespeist, sodass er rasch Hochwasser führt und – wie der Dummschlumpf feststellt – Überschwemmungsgefahr besteht.
Ende der Geschichte: Einige weitere Schlümpfe gehen nun der Ursache des immer höher steigenden Pegelstandes nach. Entlang des Weges können sie die drei aus der Höhle zu befreien. Währenddessen gelingt es dem Dummschlumpf eine Gerölllawine auszulösen, die den Ablauf des Quellwassers behindert und die Gefahr vom Dorf der Schlümpfe abwendet. Der nette Baron erklärt dem Großen Schlumpf, dass er das Quellwasser anders kanalisieren wird. Die Erlebnisse von Dumm-, Tollpatsch- und Ängstlichem Schlumpf verarbeitet der Dichterschlumpf zu einem Heldenepos.
- Das Baden in einer aus einem Drachenkopf austretenden roten Flüssigkeit ist sicherlich als Motiv aus dem Sagenkomplex um Siegfried (Siegfried der Drachentöter) zu verstehen.
- Die Bibliothek der Schlümpfe (Blatt 12) enthält Klassiker der Weltliteratur von der Antike bis zur Gegenwart. Über 40 Titel sind in den Comic-Streifen mehr oder minder klar identifizierbar. Die Schriften reichen von der Odyssee und der Apologie des Sokrates (Apologie (Platon)) bis hin zu Die Einsamkeit der Primzahlen (2008). Zwei Buchtitel lauten auf die Szenaristen Luc Parthoens und Alain Maury. Andere Titel lauten auf Schlumpf-Alben. Zu den Werken zählt auch Gullivers Reisen, welches in der Welt der Schlümpfe auf den Dicherschlumpf zurückgeführt wird (Les Schtroumpfs à Pilulit, 2013).

2016 Les Schtroumpfs et le Demi-génie (Peyo Creations, Szenario: Alain Jost und Thierry Culliford; Zeichnungen: Jeroen De Coninck, Miguel Diaz; Farben: © Nine Culliford; 46 Blatt; April 2016 Album 34 bei Le Lombard und unter dem Titel Die Schlümpfe und der Flaschengeist bei Toonfish)
Inhalt: Brillenschlumpf und Muskelschlumpf entleeren eine alte Amphore und setzen dabei einen Dschinn frei, welcher die beiden als seine Herren ansieht. Als die Schlümpfe bei Gargamel auf einen dem Hexenmeister dienenden zweiten Dschinn treffen, stellt sich heraus, dass es sich bei den beiden um Zwillinge handelt. Die Dschinn erzählen ihre Geschichte: In ihrer Welt konnte jeder für sich nur sehr mangelhaft zaubern, gemeinsam verbrachten sie jedoch bravouröse Magie. Aus Angst vor ihren wachsenden Zauberkräften wurden sie vom Prinzen der Dschinn in eine Glaskugel gesperrt, jedoch von ihrer Erzieherin in die Menschenwelt gerettet, wo sie in das Verwunschene Land der Schlümpfe gelangten.
In der konkreten Situation sind perfekte Zaubereien nur möglich, wenn Gargamel, Brillenschlumpf und Muskelschlumpf gemeinsam denselben Wunsch äußern. Die Schlümpfe wollen, dass beide Dschinn freigelassen werden. Gargamel weigert sich. Damit die Brüder zumindest nicht mehr getrennt werden, wird schließlich vereinbart, dass die Dschinn sowie Brillenschlumpf und Muskelschlumpf vorerst beim Zauberer bleiben. Die beiden Schlümpfe dürfen Gargamel jedoch nur bei vernünftigen Wünschen, nicht aber beim Anhäufen von Reichtümern, unterstützen.
Der Große Schlumpf berät sich mit Homnibus. Dieser erläutert, dass Dschinn oder auch Feen in parallelen Welten wohnen. Der Magier besitzt eine geheimnisvolle Landkarte, angefertigt vom Künstler Petrus Peyotus. Beim Betrachten dieser Karte stellt der Große Schlumpf fest, dass an der Stelle des Schlumpdorfes einige Pilze eingezeichnet sind – wusste der Kartograph von der Existenz der Schlümpfe? Einem Text der Karte entnimmt Homnibus, dass sich im Schatten der tausendjährigen Eiche zur ersten Stunde der Sommersonnenwende im Wasser ein Korridor öffnen wird, sodass man in die andere Welt wechseln kann. Da die Sommersonnenwende bevorsteht, pressiert es dem Großen Schlumpf.
Zurück bei Gargamel berät er sich kurz mit Brillen- und Muskelschlumpf. Sodann sichern die beiden dem Hexenmeister ihre Unterstützung zu und empfehlen ihm folgenden Wunsch: Alles, was Gargamel anfasst, soll sich in Gold verwandeln! Die Dschinn werden entsprechend beauftragt und Gargamel merkt sehr bald, dass seine neue Fähigkeit auch Nachteile hat. Patzig meint der Brillenschlumpf, dass der Hexenmeister, wäre er mehr kultiviert, die Legende vom König Midas kennen würde.
Ende der Geschichte: Sogar Nahrung, die der listige Hexenmeister mit einem goldenen Löffel zu sich nimmt, verwandelt sich nach dem Berühren mit der Zunge in Gold. Als Azraël vom Dach fällt und der Kater, aufgefangen von Gargamel, auch zu Gold wird, ist der Zauberer schon sehr betroffen. Nachdem die Schlümpfe auch noch auf seinem Fensterbrett eine gute Mahlzeit zu sich nehmen, gibt er schließlich nach. Zur Sonnenwende im Schatten der Eiche werden die beiden Dschinn von ihren drei Meistern simultan freigelassen und gelangen über die im Wasser entstandene magische Passage in ihr Reich zurück.
- Im Haus des Großen Schlumpfs ist ein Bildnis mit Peyos erster Schlumpfzeichnung (Blatt 11, Blatt 12) zu sehen.
- Petrus Peyotus Schlumpfschöpfer Peyos voller Name war Pierre Culliford (Pierre ist die französische Form von Petrus. Peyo ist von der Verkleinerungsform Pierrot, falsch ausgesprochen, abgeleitet). Daher ist auch klar, warum dieser Künstler das Schlumpfdorf in einer Karte einzeichnen konnte.
- Die Karte, welche Homnibus und der große Schlumpf betrachten, ist deutlich größer auf der Rückseite des Buchdeckels der regulären Albenausgabe abgebildet. Die Quelle des Drachen (Schtroumpf le héros, 2015) ist darauf abgebildet.
- Olivier erkundigt sich bei Homnibus, warum Störche die Schlümpfe nicht fressen. Der Magier führt das auf die blaue Farbe zurück (eine genauere Erklärung folgt 2020 im Album 38, Les Schtroumpfs et le Vol des cigognes).

2017 Les Schtroumpfs et les Haricots mauves (Szenario: Alain Jost, Thierry Culliford; Zeichnungen: Pascal Garray; Farben: © Nine Culliford; 46 Blatt; August 2017 Album 35 bei Lombard; Die Schlümpfe und die lila Bohnen Band 35 bei Toonfish).
Inhalt: Der Große Schlumpf erhält von Homnibus einige violette Bohnen für den Anbau. Gärtnerschlumpf kann die Bohnen problemlos säen und ergiebig ernten, Kochschlumpf sodann vorzüglich schmeckende Speisen zubereiten. Da die Schlümpfe reichlich von den Bohnen essen, nehmen sie bald zu, woraufhin Schlumpfinchem mit dem Dichterschlumpf einige Gemüsesorten anbaut.
Während Schlumpfinchen ein eigenes Lokal aufmacht und gesunde Speisen serviert, führt bei vielen Schlümpfen die einseitige Ernährung mit Bohnen immer öfter zu Ermüdungserscheinungen. Gargamel ist es ein leichtes, bei guter Gelegenheit einige erschöpfte Schlümpfe einzufangen. Als sie den Zauberer geröstete Bohnen kosten lassen, kommt dieser auf den Geschmack und fordert für jeden gefassten Schlumpf eine Wagenladung voll Bohnen.
Ende der Geschichte: Da für den letzten Gefangenen die eingelagerten Bohnen nicht mehr reichen, greift der Große Schlumpf zu einer List aus der Antike. In der Bohnenladung verstecken sich einige Schlümpfe, welche Gargamel, nachdem er das Wagerl in sein Haus geführt hat, attackieren (Trojanisches Pferd). Da Azraël, nach seiner Bohnenmahlzeit keine Hilfe ist, kann der Zauberer leicht besiegt werden. Für den bevorstehenden Winter versorgen sich die Schlümpfe mit Edelkastanien.
- Beim Auslösen der Bohnen erinnert sich der Dichterschlumpf an dieselbe Arbeit bei den Pilu (Les Schtroumpfs à Pilulit, 2013).
- Gargamel denkt auch wieder an den Stein der Weisen, die Ausführungen des Großen Schlumpfes (La Grande Schtroumpfette, 2010) haben offenbar nicht gefruchtet.
- Das Album enthält einige Gedenkseiten mit Skizzen vom 2017 verstorbenen Zeichner Pascal Garray, der Künstler wurde nur 51 Jahre alt und hat neben den Schlümpfe-Comic auch an Benoît Brisefer (Benni Bärenstark) gearbeitet.

2018 Les Schtroumpfs et le Dragon du lac (Szenario: Alain Jost, Thierry Culliford; Zeichnungen: Jeroen De Coninck, Miguel Díaz; Farben: © Nine Culliford; 46 Blatt; März 2018 Album 36 bei Lombard; Die Schlümpfe und der Drache vom See Band 36 bei Toonfish)
Inhalt: Der Drache Fafnir (Le Pays maudit, 1961) treibt sich, flugunfähig wegen lädierter Flügel, wieder im Verwunschenen Land herum und stoßt auf Schlümpfe. An seinem Halsband finden sie die Nachricht eines Kochs Norbert, dessen Schlossherr Florimond de Jolival von seinem Neffen aus Erbschaftsgründen für verrückt erklärt und in einem Turm eingesperrt wurde. Um dem Baron zu helfen, machen sich einige Schlümpfe mit dem Drachen auf dem Weg zu Jolival.
Dort zeigen sie sich dem Koch, welcher ihnen mit einem geheimen Speiseaufzug ermöglicht, zu seinem Herrn zu gelangen. Florimond erzählt den Schlümpfen, dass er den Drachen der ergrauten Gauklertruppe (Le Pays maudit) abgekauft hat, weil das Tier für sie keine gewinnträchtige Attraktion mehr war und sie ihn ohnedies aussetzen wollten.
Ende der Geschichte: Mit einigen Naturstoffen gelingt es dem Bastelschlumpf, die Flügel des Drachen in Ordnung zu bringen, sodass er wieder fliegen kann. Anschließend befreien die Schlümpfe mit Fafnir den Baron aus seinem Turm. Da der Drache dank eines Mittels, das ihm der Große Schlumpf zuvor gab, zuletzt wieder Feuer speien konnte und auch die Bauern von Jolival hilfreich zur Seite stehen, wird der Neffe des Barons erfolgreich vertrieben.
- Offensichtlich werden einige Nebenfiguren, wenn sie im Comic nach Jahrzehnten wieder gezeichnet werden, gealtert dargestellt. Neben den Gauklern wurde der verlassene Schlossherr (La Faim des Schtroumpfs, 1961 und Schtroumpf le héros, 2015) entsprechend koloriert.

2019 Les Schtroumpfs et la machine à rêver (Szenario: Alain Jost, Thierry Culliford; Zeichnungen: Jeroen De Coninck, Miguel Díaz; Farben: © Nine Culliford; 46 Blatt; April 2019; Album 37 bei Lombard und Toonfish; Die Schlümpfe und die Traummaschine)
Inhalt: Einige Schlümpfe finden in einem hohlen Baum eine merkwürdige Steinplatte. Aufsetzen von Brillen, die sich auch dort befinden, führt zum intensiven Wahrnehmen von sehr angenehmen Illusionen. Der Ängstliche Schlumpf agiert in dieser Phantasie sehr tapfer, Leckerschlumpf glaubt sich in einer Welt mit Süßspeisen auf Bäumen oder Pilzen. Die tollen Effekte werden aus der Ferne von dem in Hypnose sehr versierten Zauberer Occultus suggeriert, welcher mit Gargamel zusammenarbeitet. Sehr bald verlangen die beiden für weitere Visionen Gold. Der Große Schlumpf kommt dem Treiben auf die Schliche, erliegt aber selbst den Träumereien. Er begegnet in seiner Vorstellung der Baumfee Florina wieder, mit der er vor langer Zeit zu tun hatte. Die Schlümpfe bauen um dieses Zaubergerät einen regelrechten Betrieb auf, schürfen nach Gold und vernachlässigen sonst alles.
Ende der Geschichte: Der kurzsichtige Brillenschlumpf, der diese visuellen Effekte nicht wahrnehmen kann, erkennt als Einziger den Ernst der Lage. Vom Dummschlumpf erfährt er, wo sich in der Mine der Schlümpfe genügend Gold befindet. Occultus einigt sich mit ihm, für das Gold, dem Szenario ein Ende zu setzen. Muskelschlumpf zerstört die Steintafel.
- Der Wohnwagen von Occultus bleibt bei Gargamel und ist im nächsten Album wiederzusehen (Les Schtroumpfs et le Vol des cigognes, 2020).

2020 Les Schtroumpfs et le Vol des cigognes (Szenario: Alain Jost, Thierry Culliford; Zeichnungen: Jeroen De Coninck, Miguel Díaz Vizoso; Farben: © Nine Culliford; 46 Blatt; Juni 2020; Album 38 bei Lombard und Toonfish; Die Schlümpfe und die verschwundenen Störche).
Inhalt: Die Schlümpfe gratulieren Homnibus zum Geburtstag. Sein Diener Olivier erfährt, dass sie sich deswegen so gut mit den Störchen vertragen, weil ein Schlumpf einmal einen aus einer Falle gerettet hat. Plötzlich werden mehrere dieser Vögel vermisst. Der Große Schlumpf geht der Sache nach und findet heraus, dass Gargamel und sein Vetter Arnalphe diese Tiere gefangen halten, um das Eigelb aus deren Eiern als teures Wundermittel zu verkaufen.
Ende der Geschichte: Der Große Schlumpf geht recht generalstabsmäßig die Befreiung mit den Schlümpfen durch, dabei versucht er auch die Schritte der Gegner einzuschätzen. Die Aktion gelingt planmäßig. In einer zweiten Operation werden noch zwei brütende Störche mit ihren Eiern evakuiert. Gargamel und sein Vetter züchten nun Hühner, die Schlümpfe besuchen die frisch geschlüpften Küken der Störche.
- Gargamel verwendet den Wagen, den Occultus (Les Schtroumpfs et la machine à rêver, 2019) zurückgelassen hat.
- Neben Barbapapa (1994, Les vacances des Schtroumpfs) und Sagratamabarb (1999, gleichlautende Geschichte) ist Arnalphe nun der dritte im Comic auftretende Vetter von Gargamel. Wie Sagratamabarb hat auch er wenig Ähnlichkeit mit Gargamel.
- Der Herbergsbesitzer aus L'anneau des Castellac (1960, sh. Johann und Pfiffikus) ist auf Blatt 45 beim Stand für Obst und Gemüse zu sehen.

2021 Les Schtroumpfs et la tempête blanche (Szenario: Alain Jost, Thierry Culliford; Zeichnungen: Alain Maury; Farben: © Nine Culliford; 46 Blatt; Oktober 2021; Album 39 bei Lombard und Toonfish; Die Schlümpfe und der Schneesturm).
Inhalt: Infolge eines Schneesturms finden Bastel-, Witzbold- und Brillenschlumpf bei Gaspard, einem Töpfer, der sich auch mit Wünschelrutengängern beschäftigt hat, Unterschlupf. Der Brillenschlumpf bereitet dem unter starken Husten leidenden Einsiedler einen geeigneten Tee zum Inhalieren zu. Der Mann wollte einmal in der Nähe des Dorfes, in dem er einst gewohnt hat, eine Wasserquelle finden. Da ihm das nicht gelang, hat er sich mit den übrigen Dorfbewohnern zerstritten.
Nachdem mittlerweile das Schlumpfdorf weitgehend eingeschneit wurde und der Große Schlumpf weiteren Schneefall befürchtet, zieht er mit den Schlümpfen in den stabil gebauten alten Turm (2008, Les Schtroumpfs et le Livre qui dit tout).
Ende der Geschichte: Der Töpfer geht mit den Schlümpfen in ihr verlassenes Dorf und fängt an, es vom Schnee zu befreien. Die Schlümpfe vom Turm schließen sich an. Der Große Schlumpf besorgt dem Mann noch eine geeignete Wünschelrute, mit der dieser sich sicher fühlt und tatsächlich nahe seinem früheren Wohnort eine Wasserader findet.
- Im Gegensatz zum Comic von 2008 verfügt der Turm nun über eine Spindeltreppe im Inneren.

2022 Les Schtroumpfs et les Enfants perdus (Szenario: Alain Jost, Thierry Culliford; Zeichnungen: Miguel Díaz Vizoso; Farben: © Nine Culliford; 46 Blatt; Oktober 2022; Album 40 bei Lombard und Toonfish; Die Schlümpfe und die verschollenen Kinder).
Inhalt: Der Große Schlumpf, Schlumpfinchen und fünf weitere Schlümpfe wollen Salz aus ihrer Salzgrotte holen und entdecken, dass dort auch einige Kinder nach dem Mineral schürfen. Die Schlümpfe zeigen sich und erfahren, dass es sich um Straßenkinder handelt. Die wissen von ihren Eltern nichts und leben bei einem heruntergekommenen Baron, für den sie verschiedene Arbeiten erledigen. Der Große Schlumpf und Schlumpfinchen begleiten ihre Anführerin Lali und Leo zum Markt, wo die Jugendlichen illegalen Handel betreiben und erwischt werden. Nach der Befragung entscheidet der Herzog, die anderen drei Kinder und die übrigen Schlümpfe aus der Salzmine holen zulassen, zumal sein weitgehend isoliert aufgezogener kleiner Sohn Quentin Freude an gleichaltriger Gesellschaft hat. Die Kinder bleiben vorerst im Schloss und machen sich auf Anraten Schlumpfinchens bei den Bediensteten nützlich.
Ende der Geschichte: Der Herzog entdeckt, dass Lali dasselbe Muttermal wie sein Sohn hat und sein vor Jahren entführtes älteres Kind ist.
- Muskelschlumpf und Brillenschlumpf bringen gleich auf Blatt 1 den bekannten Dialog von Peyo und Franquin über den Ursprung des Wortes schtroumpf wieder. 1957, während eines Urlaubs, bat Peyo seinen Kollegen Andre Franquin um den Salzstreuer, wobei ihm das Wort gerade nicht einfiel (im Comic von 2022, Schtroumpf Costaud: "Passe-moi le… le truc… le schtroumpf."), die Antwort vom Brillenschlumpf fällt im Vergleich zur Reaktion von Franquin naturgemäß belehrend aus, bevor er dem Wunsch nachkam (Schtroumpf à lunettes: "Pour le sel, on dit sel et salière. Pas schtroumpf et schtroumpfère! Mais je te le schtroumpfe quand même.). Die entscheidende Forderung nach dem Gewürz wurde bereits im Album 26 (2008, Les Schtroumpfs et le Livre qui dit tout) zitiert. In der deutschen Bearbeitung von 2022 erläutert der Brillenschlumpf auch noch zusätzlich, dass der Salzstreuer Salzschlumpfer und nicht Schlumpfstreuer zu nennen ist, womit die Diskussion über die sprachlichen Feinheiten aus Schtroumpf vert et vert Schtroumpf (1972) wiederholt wird. Vielleicht wollt man in der Originalfassung nicht zu viele alte Witze neu bringen, zumal kurz darauf auf Blatt 3 ein Gag aus Le Cosmoschtroumpf (1969) ohnedies wiederholt wird (entlang des Weges fragt ein Schlumpf mehrere Male, ob es noch weit ist).
- Zum mittlerweile dritten Male stänkert Brillenschlumpf Schlumpfinchen an, weil sie bei jeder mehr oder minder gefährlichen Expedition immer dabei ist (zuvor 2018, Les Schtroumpfs et le Dragon du lac; 2020, Les Schtroumpfs et le Vol des cigognes).
- Die Katze Poussy (Pussy) streift, ähnlich Les Schtroumpfs joueurs (2005) auf den Hausdächern herum (Blatt 15).
- Stan Laurel und Oliver Hardy sind als die beiden Hofbeamten zu sehen, welche die Kinder verhaften und ins Gefängnis bringen. Zum Zeitpunkt des Entstehens des Comics lag ihr erster gemeinsamer Film, The lucky dog (Der glückliche Hund), genau 100 Jahre zurück.
- Mit leuchtenden Augen erläutert Schlumpfinchen den beiden Beamten: Les diamants sont les meilleurs amis d'une Schtroumpfette d'une (Diamonds Are a Girl’s Best Friend).

2023 Gargamel l'ami des Schtroumpfs (Szenario: Alain Jost, Thierry Culliford; Zeichnungen: Alain Peral; Farben: © Nine Culliford; 46 Blatt; Oktober 2023; Album 41 bei Lombard und bei Toonfish; Gargamel, der Freund der Schlümpfe (Mai 2024)).
Inhalt: Bei einem Magiertreffen erklärt Homnibus Gargamel neuerlich, dass dessen Rezept der Elementumwandlung, für welches ein Schlumpf benötigt wird, Unsinn ist. Der Große Schlumpf hat ihn bereits darauf aufmerksam gemacht (La Grande Schtroumpfette, 2010). Der kluge Magier erläutert dem ewigen Widersacher der Schlümpfe, dass diese außerdem sehr schlau sind und ein Einfangen einiger Schlümpfe immer nach sich ziehen wird, dass die anderen ihre Kameraden befreien. Gargamel wird daraufhin allmählich einsichtig und macht sich vor allem Gedanken, dass sein bisheriges Streben vergeudet war, mithin so nicht mehr weitergehen kann.
Bald danach verhindert Gargamel, dass der ins Verwunschene Land gelangte Naturforscher Georges-Louis Buffon (in der dt. Fassung: Alexander von Humbug) Schlümpfe gefangen nimmt. Bei einer Flasche Branntwein und einem Fisch (den sich Azraël angelt) erklärt der Zauberer dem Biologen, dass es genau hundert Schlümpfe gibt (Gargamel: «Plus la Schtroumpfette, mais c’est une longue histoire.» – „Dazu die Schlumpfine, aber das ist eine lange Geschichte.“). Kurz darauf gelingt es Buffon, der als Verfasser eines Buchs über Schlümpfe berühmt werden möchte, den Großen Schlumpf und den Modeschlumpf gefangenzunehmen. Für deren Freilassung fordert er, dass er das Schlumpfdorf aufsuchen darf.
Gargamel hilft den Schlümpfen dabei, rasch ein falsches Schlumpfdorf aufzubauen. Der Brillenschlumpf besitzt mittlerweile ein Wörterbuch, sodass er von der Schlumpf- in die Menschensprache übersetzen kann. Gemeinsam vermitteln die Schlümpfe Buffon bei dessen Besichtigung einen möglichst abstoßenden Eindruck. Dann findet Gargamel die in einem Käfig eingesperrten Geiseln und macht Buffon glaubhaft, dass die Schlümpfe eine ansteckende Krankheit übertragen – jenen Trick haben die Schlümpfe bereits erfolgreich gegen den Zauberer selbst angewandt (Le Schtroumpf Reporter, 2002). Bouffon sucht das Weite.
Ende: Nachdem Gargamel die Geiseln befreit hat, lädt er alle Schlümpfe zu sich ein, zeigt dann wieder sein altes Gesicht und fängt sämtliche Schlümpfe, einschließlich Schlumpfinchen und das Schlumpfbaby, unter einer Zeltplane. Der Große Schlumpf hat sich aber gut vorbereitet und lässt einen Fluchtweg mit mitgebrachter Säure frei ätzen. Der Brillenschlumpf konstatiert abschließend, dass ihnen Gargamel die ganze Zeit nur etwas vorgespielt hat. Homnibus behält somit recht, die Schlümpfe sind wieder mal entkommen, und vom verärgerten Buffon erfährt man noch, dass sein Buch über die Erlebnisse bei den Schlümpfen den Titel trägt Les Schtroumpfs Lutins Nuisibles („Die Schlümpfe – Garstige Gnome“). (frz. Dialoge aus der Erstveröffentlichung von 2023)
- Die Themen Frieden sowie Zusammenarbeit mit Gargamel wurden in älteren Comics bereits in vielfältigen Nuancen behandelt. In Gargamel fait la paix (1991) unterschreibt Gargamel mitten im Schlumpfdorf einen Friedensvertrag. La Noël des Schtroumpfs (1996) endet mit einem Weihnachtsfrieden. In Les Schtroumpfs gris (1992) gehen der Große Schlumpf und Gargamel gemeinsam gegen einen Naturschaden vor. In Les Schtroumpfs joueurs (2005) verhindern sie die Rodung und Besiedelung des Verwunschenen Landes.
- Homnibus erwähnt, dass er Gargamel noch nie persönlich begegnet ist. Der Große Schlumpf hat einmal im Beisein des Meisters Gargamel durch einen Zauberspiegel beobachtet (La Salsepareille de Gargamel, 1991). Gargamel hingegen war in (Puppy et les Schtroumpfs, 1990) beim Haus von Homnibus und hat unbemerkt am Fenster gelauscht.
- Georges-Louis Leclerc de Buffon war ein im 18. Jahrhundert lebender Naturwissenschaftler. Im Comic verzichtet er auf die Erstbeschreibung des dann erst im 19. Jahrhundert wissenschaftlich katalogisierten Isabellaspinners.
- Die Gegend, in der das falsche Schlumpfdorf errichtet wird, heißt im Comic Trou-aux-Renards („Fuchsloch“), so wie eine Höhle in der belgischen Provinz Liège nahe dem Fluss Ourthe.
- Auf Blatt 46 bemerkt der Große Schlumpf „Tout est bien qui schtroumpfe bien“ („Ende schlumpf, alles schlumpf“).
- In diesem Comic ist das maßgebende Kriterium für Gargamel, alle Schlümpfe auf einmal gefangenzunehmen. Das gelang ihm bereits kurzzeitig in Un Schtroumpf pas comme les autres (1969). In Pièges à Schtroumpfs (1968) fängt er alle bis auf den Großen Schlumpf.

2024 Les Schtroumpfs et la cape magique (Szenario: Alain Jost, Thierry Culliford; Zeichnungen: Miguel Diaz Vizoso; Farben: © Nine Culliford; 46 Blatt; Oktober 2024; Album 42 bei Lombard und Toonfish; Die Schlümpfe und der Zauberumhang (Dezember 2024)).
Inhalt: Nachdem der Witzboldschlumpf und der Bastelschlumpf dem Ängstlichen Schlumpf einen Streich gespielt haben, übernachtet der in einem Schuppen und deckt sich mit einem alten Cape zu. Am nächsten Tag müssen sich die Übeltäter auf Veranlassung Schlumpfinchens bei dem Hasenfuß entschuldigen, welcher nun aber ausgesprochen forsch agiert und sich vor nichts mehr fürchtet. Nachdem sich der Modeschlumpf das nämliche Cape umhängt und von da an sein Äußeres vernachlässigt, schnappt sich der Witzboldschlumpf das Kleidungsstück und legt es einigen Schlümpfen und schließlich sich selbst um. Bei allen verändert sich ihre maßgebliche Eigenschaft oder Eigenheit ins Gegenteil. So versucht der Dummschlumpf den Satz des Pythagoras zu erklären (den kannte aber auch bereits der Bastelschlumpf, 1992 in Le petit cirque des Schtroumpfs), der Schüchterne Schlumpf flirtet ausgesprochen draufgängerisch mit Schlumpfinchen. Sie aber, Brillenschlumpf, Bastelschlumpf und der Muskelschlumpf gehören zu denen, die diesem Zauber skeptisch bis ablehnend gegenüberstehen.
Der von einer Reise zurückgekehrte Große Schlumpf erinnert sich daran, das Cape vor langer Zeit von den Baumfeen zum Dank erhalten zu haben, weil er einer von ihnen namens Florina geholfen hatte (Les Schtroumpfs et la machine à rêver, 2019). Schnell stellt er fest, dass die Schlümpfe das Cape verkehrt herum, auf links gedreht getragen haben. Mittlerweile zeichnet sich auch die problematische Seite mancher Verwandlungen ab: Der Leckerschlumpf kann nichts mehr essen, der Schlafschlumpf ist hyperaktiv und der Witzboldschlumpf depressiv. Um den Gegenzauber zu erfahren, fliegt der Große Schlumpf mit Schlumpfinchen zu den weit entfernt lebenden, scheuen Baumfeen. Diese erläutern, dass das Gewand verbrannt werden muss. Zurückgekehrt kommt es jedoch im Schlumpfdorf zum Streit. Diejenigen, die von der Verwandlung profitieren, sprechen sich gegen das Verbrennen aus und bemächtigen sich schließlich des Capes, um es zu verstecken, ungeachtet der Gesundheitsgefährdung einiger ihrer Mitschlümpfe. Als nun der Schlafschlumpf vor Erschöpfung zusammenbricht, beschließt eine Gruppe um den Großen Schlumpf, das Cape zurückzuholen und zu vernichten, um weiteres Unheil abzuwenden. Das gelingt letztlich auch, und der Große Schlumpf wirft das Kleidungsstück allen Protesten zum Trotz ins Feuer. Allein, es ändert sich nichts.
Ende der Geschichte: Drei junge Baumfeen kommen ins Dorf geflogen und richten aus, dass der Zauber nur aufgehoben wird, wenn eine Fee das Gewand verbrennt. Da ein unverbrannter Fetzen des Umhangs übrig ist, kann ihn eine der Feen doch noch ins Feuer werfen, und sämtliche Verwandlungen verschwinden. Die Schlümpfe feiern mit den Besuchern. Alles ist so wie vorher. Der Witzboldschlumpf macht wieder Scherze, der Ängstliche Schlumpf lässt sich leicht ins Bockshorn jagen. Der Schüchterne Schlumpf traut sich nicht, eine der Feen zum Tanz aufzufordern. Und der Große Schlumpf resümiert: „Alles in allem würde ich schlumpfen, man kann sich immer bemühen, sich weiterzuentwickeln. Aber sich komplett verändern, das schlumpft zu nichts Gutem. Hast du die Moral dieser Geschichte verstanden, Dummschlumpf?“ – „Äh... nein!“
- Der Bastelschlumpf verfügt jetzt auch über gut leuchtende Taschenlampen, die er wie Scheinwerfer benützt. Wie sie im Detail funktionieren wird nicht erläutert, Flackern eines Feuers ist jedenfalls nicht zu erkennen. In Le Cinématoschtroumpf (1995) verwendet er für einen Filmprojektor Öllampen.

- Während der Abwesenheit des Großen Schlumpfs übernimmt der Muskelschlumpf ähnlich wie in Salade de Schtroumpfs (2006) weitgehend die Führung im Dorf, was von den meisten akzeptiert wird. Sogar der Brillenschlumpf bedeutet den anderen, leise zu sein, während sein Kamerad spricht.

## Die Schlümpfe und das verlorene Dorf, Albenreihe ab 2017
Inspiriert durch den Film Smurfs: The Lost Village (Die Schlümpfe – Das verlorene Dorf) aus dem Jahr 2017 entstand ab diesem Jahr eine eigene Comic-Reihe, in welcher die weiblichen Protagonisten des Streifens im Vordergrund stehen. Diese Schlumpfmädchen leben jenseits einer großen Mauer. Ihre Anführerin Schlumpfhilde (frz. Saule; engl. Smurfwillow), auch Hilde, ist weitgehend das Pendant zum Großen Schlumpf und so wie er rot gekleidet und bereits weißhaarig. Die übrigen Schlumpfmädchen sind grundsätzlich beige angezogen und haben blauviolettes Haar. Das erste Album, welches mit der Uraufführung des Films erschien, enthält noch fünf Kurzgeschichten. Die weiteren Alben enthalten jeweils einen langen Comic, wobei ab Album 3 ein gewisser Fortsetzungscharaker etabliert ist. Die Alben 5 bis 7 bilden einen Dreiteiler mit einer durchgängigen Erzählung
Von den Schlümpfen stehen zunächst Brillenschlumpf, Muskelschlumpf, Schlumpfinchen und Tollpatschschlumpf im Vordergrund, welche auch im Film die Schlumpfmädchen zuerst kennengelernt haben.
2017 Les Schtroumpfs & le village des filles 1 {\displaystyle \cdot } La Forêt interdite (Szenario: Alain Jost, Luc Parthoens, Thierry Culliford; Zeichnungen: Alain Maury, Jeroen De Coninck, Miguel Díaz, Laurent Cagniat; Farben: Paolo Maddaleni; 5 Kurzgeschichten zu je 8 Seiten und einem Titelblatt; 24. März 2017 Album 1 der Reihe bei Lombard; 2017 bei Toonfish Die Schlümpfe und das verlorene Dorf 1 {\displaystyle \cdot } Der verbotene Wald)
Défis pour le Schtroumpf Costaud (dt. Herausforderung für Hefty): Muskelschlumpf erzählt davon, wie er einmal Schlumpfinchen von Gargamel befreit hat. Schlumpfsturm (Tempête; Smurfstorm) bezweifelt die Gefährlichkeit des Zauberers und fordert den Schlumpf zu einem sportlichen Zweikampf. Als der Brillenschlumpf von einer riesigen allesfressenden Pflanze attackiert wird und ihm der Muskelschlumpf sofort zur Hilfe eilt, wird dessen Tapferkeit dann doch von allen anerkannt.
- Die Geschichte legt nahe, dass Schlumpfsturm dem Zauberer noch nicht begegnet ist. Die Schlumpfmädchen sind auf Gargamel wohl im Film, nicht aber im Comic gestoßen.

La promenade du Schtroumpf à lunettes (dt. Schlaubis Spaziergang): Schlumpfinchen, Muskelschlumpf Brillenschlumpf sind erstmals bei den blauhaarigen Schlumpfmädchen in deren Dorf (le village des filles; the girls’ village) zu Besuch. Die Gastgeberinnen beschäftigen sich vorwiegend mit dem Brillenschlumpf, welcher bei dieser Gelegenheit ihre Lebensgewohnheiten kennenlernt.
- In der Albenversion von Papercutz ist dieser Comic als erster gereiht.

Le Dragon volant du Schtroumpf Maladroit (dt. Clumsy und sein Flugdrache): Der Tollpatschschlumpf ist fasziniert, als er Schlumpfsturm dabei zusieht, wie sie auf ihrem kleinen Drachen fliegt. Kurz darauf fällt durch seine Ungeschicklichkeit ein Drachenei aus einem Nest. Er rettet das Ei aus einigen Gefahren, gewinnt das Vertrauen des kurz darauf geschlüpften Drachen, sodass nun auch er auf einem Drachen fliegen kann.
- Im Film fliegt Tollpatschschlumpf mit Schlumpfsturm auf einem Drachen und darf diesen sogar kurz lenken.

Un monde schtroumpfement étrange (dt. Eine schlumpfig fremde Welt): Schlumpflilie (Fleur de Lys; Smurflily) erzählt, wie sie auf die andere Seite der Mauer gelangte und dort dem Schlumpfinchen erstmals begegnet ist.
- Die im Film aus der Perspektive Schlumpfinchens gezeigte erste Begegnung mit einem Schlumpfmädchen ist im Comic aus der Sicht des Mädchens, Schlumpflilie, geschildert.

Les Schtroumpfeurs de courges (dt. Die Kürbisschlumpfer): Die Schlumpfmädchen bekämpfen einige Tiere, Grondins (dt. Grolle), welche immer wieder ihre Kürbisfelder heimsuchen. Dem Muskelschlumpf gelingt es, einen Bienenschwarm auf die Räuber zu hetzen und sie erfolgreich in die Flucht zu treiben.
2018 Les Schtroumpfs & le village des filles 2 {\displaystyle \cdot } La trahison de Bouton (Szenario: Parthoens, T. Culliford; Zeichnungen: Maury; Farben: Maddaleni; 46 Seiten; 24. August 2018 Album 2 der Reihe bei Lombard; 2018 deutsche Übersetzung bei Toonfish Die Schlümpfe und das verlorene Dorf 2 {\displaystyle \cdot } Schlumpfblütes Verrat)
Inhalt: Bei einem Baumfest der Schlumpfmädchen kommt es zwischen Schlumpfsturm und Muskelschlumpf neuerlich zu einem Wettbewerb, über dessen Ausgang die Kontrahenten sich nicht einigen. Da sich Schlumpfblüte (Bouton d'or; Smurfblossom) nicht klar für Schlumpfsturm ausspricht, unterstellt ihr die Freundin, in den Muskelschlumpf verliebt zu sein.
Nach einer Ratsversammlung der Mädchen untersucht eine Gruppe von ihnen, warum der ihrem Baumdorf nahe gelegene Fluss zu wenig Wasser führt. Trotz Schlumpfsturms Protest dürfen sich auch die anwesenden männlichen Schlümpfe anschließen. Die dunkelblauen Grondins sind für den Naturschaden verantwortlich. Durch eine Ungeschicklichkeit von Schlumpfblüte, die sich nur für die Nachrede revanchieren wollte, fällt Schlumpfsturm von einem hohen Baum, was die Stimmung zwischen den beiden weiter verschlechtert. Muskelschlumpf und Schlumpfsturm zerstören das Nest der Grondins, werden aber dann von diesen umzingelt. Schlumpfblüte hilft ihnen und rettet Schlumpfsturm das Leben.
2019 Les Schtroumpfs & le village des filles 3 {\displaystyle \cdot } Le Corbeau (Szenario: Parthoens, T. Culliford; Zeichnungen: Maury; Farben: Maddaleni; 46 Seiten; 31. Oktober 2019 Album 3 der Reihe bei Lombard; 2020 deutsche Übersetzung bei Toonfish Die Schlümpfe und das verlorene Dorf 3 {\displaystyle \cdot } Der Rabe)
Inhalt: Schlumpfhilde und der bei ihr weilende Große Schlumpf brechen zu einem Magier-Treffen auf. Beim Abschied erinnert Hilde ihre Mädchen daran, dass erforderliche wichtige Entscheidungen in der Ratsversammlung und auf Basis einer Stimmenmehrheit zu treffen sind. Nach der Abreise gelangt ein Rabe, dem Gargamel durch Zauberei das Sprechen beigebracht hat, in das Dorf der Schlumpfmädchen und versucht sich dort als Ratgeber ein angenehmes Leben zu machen. Da Schlumpfsturm und die ebenfalls anwesenden Schlümpfe dem starken Einfluss des Tiers ein Ende bereiten wollen, sät der Rabe Zwietracht zwischen den entstandenen Parteien. Dabei werden auch noch die Baumbehausungen der Schlumpfmädchen ein Raub der Flammen. Zurückgekehrt brauen der Große Schlumpf und Hilde einen Trank, sodass der Rabe nach dessen Einnahme die Sprachfähigkeit wieder verliert. Dann fliegt er zurück zu Gargamel.
- Ein Rabe, der für Gargamel Briefe zustellt, tritt ab L’Aéroschtroumpf (1989) gelegentlich auf und hört auf den Namen Corbèlius.

2020 Les Schtroumpfs & le village des filles 4 {\displaystyle \cdot } Un nouveau départ (Szenario: Parthoens, T. Culliford; Zeichnungen: Cagniat; Farben: Maddaleni; 46 Seiten; 27. November 2020 Album 4 der Reihe bei Lombard; 2021 deutsche Übersetzung bei Toonfish Die Schlümpfe und das verlorene Dorf 4 {\displaystyle \cdot } Ein neuer Anfang)
Inhalt: Nachdem ihre Behausungen völlig zerstört wurden (Le Corbeau, 2019), suchen die Schlumpfmädchen einen geeigneten Platz, um sich neuerlich ein Dorf aufzubauen. Zu Besuch sind diesmal auch der Große Schlumpf, Grognon und der Modeschlumpf. Brillenschlumpf und Schlumpfblüte finden nach einer Begegnung mit einem Grondin zwei merkwürdige Kugeln. In der darauf folgenden Nacht verschwinden sie unter merkwürdigen Umständen, ebenso unauffindbar ist die eine Kugel, die sie noch bei sich hatten. Muskelschlumpf und Schlumpfsturm finden die zwei in einem Höhlenlabyrinth, gefangen in einem Spinnengewebe. Der Große Schlumpf und Schlumpfhilde erkennen, dass die dort hausende Spinnenmutter nur ihre Eier, jene Kugeln, welche ihr von den Grondins immer wieder geraubt werden, beschützen will. Die Schlumpfmädchen verhindern erfolgreich einen neuerlichen Diebstahl durch die räuberischen Tiere und gewinnen die Freundschaft der Webspinne, die sich daraufhin Schlumpfsturm als Reittier zur Verfügung stellt. Großteils mit Zauberei, für die auch Spinnweben benötigt werden, lässt Hilde ein neues Dorf für ihre Mädchen entstehen.
- In der, der Handlung des Comic ähnlichen, Episode The devil in the dark (Horta rettet ihre Kinder, 1966) der Fernsehserie Star Trek haben Arbeiter im Bergbau mit einem aus Siliciumverbindungen aufgebauten Lebewesen zu tun. Dessen Siliciumkugeln, die den Fortbestand seiner Art ermöglichen, werden von den Arbeitern immer wieder entfernt, was einen Konflikt mit dem Tier verursacht. Dann wird erkannt, dass jenes Wesen nur seinen Nachwuchs verteidigt, sodass schließlich ein Zusammenleben zugunsten aller entsteht.
- Wenn Muskelschlumpf und Schlumpfsturm ihre Handflächen aneinander klatschen, sagt er «tope là!», was in der engl. Papercutz-Ausgabe mit „High five!“ übersetzt wird. Die Schlümpfe werden allerdings seit etwa 1959 und die Mädchen von Beginn an, wie viele Phantasiegestalten im Zeichentrickfilm oder Comic, mit nur vier Fingern gezeichnet.

2022 Les Schtroumpfs et le village des filles 5 {\displaystyle \cdot } Le bâton de Saule Épisode 1/3 (Szenario: Parthoens, T. Culliford; Zeichnungen: Cagniat; Farben: Maddaleni; 46 Seiten; 22. April 2022 Album 5 der Reihe bei Lombard; 2022 deutsche Übersetzung bei Toonfish Die Schlümpfe und das verlorene Dorf 5 {\displaystyle \cdot } Wer rettet Schlumpfhilde?)
Inhalt: Minze (Menthe) möchte Schlumpfhilde bei der Zauberei und Kräutersuche helfen und wird auf später vertröstet. Als Minze kurz darauf von einer gefährlichen Pflanze attackiert wird, eilt ihr Hilde zu Hilfe und wird dabei verletzt und später bewusstlos. Um den Großen Schlumpf um Hilfe zu bitten, reitet Schlumpfsturm auf der hilfsbereiten Webspinne (Un nouveau départ) ins Schlumpfdorf, findet dies aber verlassen vor. Da auch Hildes mächtiger Zauberstab während des Kampfs mit der Pflanze in zwei Teile zerbrach, kann sie auch nicht mit dessen Zauber geheilt werden. Minze, Schlumpfsturm und Schlumpfblüte brechen mit der Spinne auf zum Land der schlumpfenden Steine, dort kann man den Zauberstab reparieren.
Nach einiger Zeit gelangen sie in einen Kristallirrgarten. Ein dort hausender Kynokephale, den die Mädchen aufgrund ihrer Sagenkenntnisse zunächst für einen Minotaurus halten, schließt sich den Mädchen an. Mit Spinnwebfaden (siehe Ariadnefaden) und etwas Glück kommen sie aus dem Labyrinth wieder heraus. Der Hundemensch, der außerdem Hilde kennt, führt sie zu einer nahen gelegenen Hafenstadt (Fortsetzung in Die wandernde Insel).
- Um sich bei Gabelungen im Labyrinth über den weiteren Weg zu einigen, spielen die Mädchen Schere, Stein, Papier.

2023 Les Schtroumpfs et le village des filles 6 {\displaystyle \cdot } L'île vagabonde Épisode 2/3 (Szenario: Parthoens, T. Culliford; Zeichnungen: Cagniat; Farben: Maddaleni; 46 Seiten; 26. Mai 2023 Album 6 der Reihe bei Lombard; Dezember 2023 deutsche Übersetzung bei Toonfish Die Schlümpfe und das verlorene Dorf 6 {\displaystyle \cdot } Die wandernde Insel)
Inhalt: Am Hafen erregen die Schlümpfe mit der Spinne und der neuen Bekanntschaft, dem Hundemenschen Bernardo, wegen der vielen übrigen Phantasiewesen und spielenden Kinder kein Aufsehen. Um über das Meer ins Land der schlumpfenden Steine zu kommen, verstecken sie sich als blinde Passagiere an Bord eines Schiffes, welches die wandernde Insel zum Ziel hat. Auf hoher See wird wegen Sirenengesang das Schiff von Passagieren und Besatzung verlassen und kentert.
Isoliert von den anderen gelangen Minze und Schlumpfblüte auf die wandernde Insel. Dort freunden sie sich in der Taverne „Chez Chichi“ (dt. „Bei Kiki“) mit der Wirtin sowie einem Botaniker an, der kurz darauf die interessierte Minze in der Kräuterkunde unterweist. Dann erfahren sie von einem Schaukampf mit einem blauen Kobold, den sie alsbald als den Brillenschlumpf identifizieren. In der Arena treffen sie zunächst auf die anderen Mitglieder ihrer Expedition. Nachdem ein aufrecht gehendes Rhinozeros namens Naszorn auf den dürftig bewaffneten kleinen Brillenschlumpf losgelassen wird, helfen ihm die Schlumpfmädchen und besiegen den Gegner. Ein scheinbares Erdbeben verhindert Kämpfe mit weiteren Gladiatoren. Tatsächlich handelt es sich bei der wandernden Insel um eine Léviathan genannte riesige Schildkröte, die sich nun bewegt, sodass alles im Meer zu versinken droht. Im letzten Moment werden sie von dem freundlichen Fischer gerettet, der schon Minze und Schlumpfblüte zur Insel gebracht hatte. Er erklärt sich bereit, mit der Gruppe, zu der jetzt auch der Botaniker, Chichi und selbstverständlich der Brillenschlumpf gehören, zum Land der schlumpfenden Steine zu segeln (Fortsetzung in Le Pays des Pierres schtroumpfantes – Das Land der schlumpfenden Steine).
- Auf dem Hafengelände sind Johan und Pirlouit noch Kinder und spielen miteinander (Blatt 1). Erst als Erwachsene haben die beiden einander in Le Lutin du Bois aux Roches (Johann und Pfiffikus, 1954) kennengelernt. Neben diesem, sicherlich leicht auflösbarem, Widerspruch, hat das auch zur Folge, dass die Abenteuer mit den Schlumpfmädchen und weiters die Erschaffung vom Schlumpfinchen (La Schtroumpfette, 1966) alle vor La flûte à six schtroumpfs (1958) stattgefunden haben.
- Beim Botaniker beschäftigt sich Minze mit dem Poudre d‘Escampette, welches im gleichnamigen Comic von 1991 ein Händler an Gargamel verkauft hat.

2024 Les Schtroumpfs et le village des filles 7 {\displaystyle \cdot } Le Pays des Pierres schtroumpfantes Épisode 3/3 (Szenario: Parthoens, T. Culliford; Zeichnungen: Cagniat; Farben: Maddaleni; 46 Seiten; 30. Aug. 2024 Album 7 der Reihe bei Lombard; Februar 2025 deutsche Übersetzung bei Toonfish Die Schlümpfe und das verlorene Dorf 7 {\displaystyle \cdot } Das Land der schlumpfenden Steine)

## Crossover, Hommagen und Parodien
1971 und 1976 entstanden einige Crossover mit Schlümpfen, die im Magazin Spirou erstveröffentlicht wurden. Rolf Kauka publizierte einige davon 1976/1977 in Fix und Foxi auf Deutsch. Mit dem vom französischen Comicautor Tebo (Frédéric Thébault) stammenden Album Qui est ce schtroumpf ? entstand 2023 eine Hommage auf Peyo und die Schlümpfe.
1971 Le Kroschtroumpf (Szenario und Zeichnungen: Paul Deliège; 6 Seiten; Juni 1971 im Spirou-Magazin 1732; 1977 in Fix und Foxi 25. Jahrgang Band 4 und gekürzt im Fix und Foxi Spass 37 jeweils So ein Schliftick)
Inhalt: Die drei Gifticks (Les Krostons) gelangen ins Verwunschene Land und haben das Schlumpfdorf schon in Sichtweite. Fasziniert von der für sie passenden Größe, wollen sie sich dort, offenbar ohne böse Absicht, niederlassen. Ein Schlumpf entdeckt sie unbemerkt. Angesichts des schlechten Rufs, der den Gifticks vorausgeeilt ist, wollen die Schlümpfe diese Zuwanderung nicht. Plötzlich taucht ein vierter Giftick auf (einer der drei Gifticks: „Es hat nie mehr als drei Gifticks gegeben!“), überzeugt sie davon, dass man aus dieser Gegend fliehen muss und sorgt dafür, dass die drei in ein tief gelegenes Flussbett fallen. Einer von ihnen bemerkt „Hm!? Ich frage mich, ob der Giftick wirklich ein Giftick war.“ (Dialoge aus der Kauka-Übersetzung).
1971 Interschtroumpf de Peyo (Szenario: Deliège, Zeichnungen: Walthéry; 4 Seiten; Juni 1971 im Spirou-Magazin 1732; Nachdrucke 1987 in Natacha & Co par J. P. Tibéri, Dupuis und 2015 Les Schtroumpfs par Peyo L'intégrale 3, Dupuis)
Inhalt: Peyo wird über die Schlümpfe und die Schlumpfsprache befragt. Er ergänzt seine Ausführungen mit einem Latexschlumpf und einem aus einem Grammophon klingenden Schlumpfgesang. Im Gerät sind Schlümpfe versteckt.
1975 Un voyage Schtroumpf (Szenario: Mittéï als Hao, Zeichnungen: Seron; 7 Seiten; Februar 1976 im Spirou-Magazin 1973, jeweils zwei Seiten alternierend koloriert oder rot/schwarz; 1991 im Album Les petits hommes et les évadés von Soleil Productions, vollständig koloriert; 2012 Nachdruck in Les petits hommes 1976-1978 Seron – Hao; Juli 1976 In Fix und Foxi 24. Jahrgang Band 32 Eine schlumpfige Begegnung, monochromatisch)
Inhalt: Zwei der Minimenschen, Régis Renaud und Lapoutre, machen im Verwunschenen Land der Schlümpfe auf einem schlafenden Riesen eine Bruchlandung. Später treffen sie auf den Witzboldschlumpf und den Übersetzerschlumpf (Schtroumpf interprete), die ihnen mit einem Storch die Heimreise nach Eslapion ermöglichen.
- Der Riese ist ebenfalls eine Kreation Peyos und macht seinen Protagonisten Johann und Pfiffikus im Album La source des dieux von 1956 Schwierigkeiten.

1975 Sophie et les Schtroumpfs (Szenario: Vicq, Zeichnungen: Jidéhem; 6 Seiten; Februar 1976 im Spirou-Magazin 1973 ohne Titel und zweifärbig; 1977 im Album 12 Cette sacrée Sophie der Albenreihe Sophie; Jänner 1977 In Fix und Foxi 25. Jahrgang Band 2 Die lustige Lilly und die Schlümpfe – Schlumpfnapping; 2016 Nachdruck in Sophie par Jidéhem et Vicq 4 1972-1978)
Inhalt: 20. Jahrhundert. Sophie und ihre Freundin Bernard sehen in einem Vorgarten einen Schlumpf mit einem Geschenkpäckchen herumstehen. Bernard ist ohnedies davon überzeugt, dass es die Schlümpfe wirklich gibt. Zur selben Zeit fängt der akademisch geprüfte Zauberer Edgar Gamel, der wie Gargamel aussieht, für einen dubiosen Geschäftsmann den Leckerschlumpf und freut sich, weil er sich an den Schlümpfen nun endlich rächen kann. Sophie macht sich mit den Schlümpfen bekannt (Sophie/Lilly: „Sag mal, was macht ihr denn hier in unserer Gegend? Verbringt ihr euren Schlumpf bei uns?“ – ein Schlumpf: „Genau! Aber das heißt nicht ‚verbringt ihr euren Schlumpf‘, sondern ‚verschlumpft ihr euren Urlaub‘!“) und hilft ihnen, den Gefangenen zu befreien. Edgar Gamel wird wegen Juckreiz – eine Gabe vom Witzboldschlumpf – mit der Rettung weggeführt. (Dialoge aus der Kauka-Übersetzung)
- Rolf Kauka hat in der Übersetzung von 1977 aus Edgar Gamel direkt den Zauberer Gargamel (Gurgelhals) gemacht. Im Comic wird kein Zusammenhang zwischen den beiden erwähnt. Spielraum für Interpretationen entstehen durch das identische Aussehen und Gamels Bemerkung, sich nun endlich gerächt zu haben.

1976 La flûte à six Foumpfs (Szenario und Zeichnungen: Wasterlain als Wastermoumpf; 4 Seiten; Februar 1976 im Spirou-Magazin 1973 , die Seiten sind alternierend vollständig oder rot-schwarz coloriert; August 1976 In Fix und Foxi 24. Jahrgang Band 35 Schlümpfe und Mümpfe – Schlümpfe schlumpfen und Mümpfe mumpfen, monochromatisch)
Inhalt: Die Mümpfe, so groß wie Schlümpfe, finden eine Flöte mit sechs Löchern. Dann begegnen sie einer musikliebenden Schlange, der sei ein Wiegenlied vorspielen. Da die Mümpfe sehr viel Post und Pakete für ihre Vettern, den Schlümpfen, haben, setzt der Briefträgerschlumpf (Schtroumpf Facteuer) die Schlange als Tragtier ein.
- Obwohl in einigen Zeichnungen alle sechs Löcher der Flöte zu erkennen sind, bemerken die Mümpfe in der Kauka-Übersetzung nur fünf Löcher. Anstatt des Wiegenliedes wird in der deutschen Bearbeitung Eine kleine Nachtmusik gespielt.
- Von 1967 bis 1972 hat Wasterlain bei Peyo bereits Schlümpfe-Comics gezeichnet. Ab 1991 war er wieder im Studio Peyo tätig, änderte das Szenario von La flûte à six Foumpfs und schilderte die Geschichte 1997, dann aus Sicht der Schlümpfe mit ihnen nun anatomisch gleichenden Vettern (Les cousins des Schtroumpfs). Die Bezeichnung «Les Foumpfs» benutzte er 1996 für ein Naturvolk in Le Schtroumpf Marin au pays des Foumpfs.

1976 Les Naufragés de l'espace (Szenario: Raoul Cauvin, Zeichnungen: Guy Counhaye; 3 Seiten; Februar 1976 im Spirou-Magazin 1973 ohne Titel als Comic der Serie Les Naufragés d l'espace; September 1976 In Fix und Foxi 24. Jahrgang Band 37 Ko(s)mische Würstchen schlumpfen ALL die Probleme, monochromatisch)
Inhalt: Die beiden Astronauten Apollo und Gemini gelangen mit ihrem Raumschiff in das Verwunschene Land und geben einem Schlumpf eine Dose mit Würstchen, welche er für Schlumpfinchen benötigt.
1980 bis 1993 Pastiches – Albenreihe (Szenario und Zeichnungen: Roger Brunel, 1980 Band 1, 1989 Band 5, 1993 Band 6; Editions Jacques Glénat, Grenoble)
In den Alben gab der Künstler Hommagen mit sexuellen Inhalten. Die Alben 1, 5 und 6 sind ausschließlich frankobelgischen Comic-Helden gewidmet, wobei je Album eine Vielzahl derer Auftritte hat. Neben den Schlümpfen sind in diesen Druckwerken auch Gargamel sowie Johan und Pirlouit zu sehen. Der Band 3 jener Reihe behandelt ebenfalls die einschlägige Comic-Richtung, von Peyos Figuren sind ebenfalls Johan und Pirlouit sowie Benoît Brisefer zu sehen.
2023 Qui est ce Schtroumpf? (nach Peyo; Szenario und Zeichnungen: Tebo; graphische Konzeption: Tebo, Willem Meerloo; künstlerische Leitung: Éric Laurin; 51 Blatt; April bis Mai 2023 im Spirou-Magazin; als Album Mai 2023 bei Le Lombard, Oktober 2023 bei Splitter als Die Schlümpfe Spezial: Der Schlumpf, der vom Himmel fiel)
Inhalt: Ein Schlumpf fällt auf den Kopf, hat Gedächtnisschwund, fühlt sich den Schlümpfen nicht zugehörig und kann auch nicht die Schlumpfsprache. Niemand kennt ihn, Muskelschlumpf erinnert an die Geschehnisse von Le Faux Schtroumpf (1961). Der Betroffene erkundigt sich, ob er sich in dem Dorf befindet, das wegen eines Zaubertranks nie von den Römern besiegt werden kann. Später trifft er auf eine Henne und gibt ihr eine blaue Flageolettbohne zu essen, woraufhin sie sich äußerlich in einen Schlumpf verwandelt, aber weiterhin wie ein Huhn verhält. Zur gleichen Zeit gelingt dem Großen Schlumpf bei seinen Experimenten nur die neuerliche Herstellung einer schnell wachsenden aggressiven Pflanze (Les Schtroumpfs et le Cracoucass, 1969).
Unterwegs mit einigen Schlümpfen auf der Suche nach seiner Herkunft wird der unbekannte Schlumpf von einem Lindwurm behandelt und erhält sein Gedächtnis und seine wahre Gestalt wieder, aber nicht seine richtige Größe. Es ist Pirlouit! Gemeinsam mit Johan (Johann und Pfiffikus) ist er im Verwunschenen Land einem mit schwarzem Kittel und roten Schlapfen bekleideten, maskierten Zauberer begegnet, welcher jene blauen Bohnen hergestellt hat. Der Zauberer hat Johan eingefroren, Pirlouit hat daraufhin Bohnen geschluckt und sich in einen Schlumpf verwandelt. Der Zauberer wollte ihn dann dazu nötigen, ihm ein in Schlumpfsprache geschriebenes Zauberbuch zu übersetzen, woraufhin Pirlouit mit der letzten blauen Bohne geflohen ist.
Bei einer finalen Konfrontation unterliegt der Zauberer, den nun alle als Gargamel erkennen. Johan wird gerettet, eine verzauberte Fledermaus wird wieder zum Kater Azraël.
- Johan und Pirlouit sind weder in den Schlümpfe-Comics noch in der eigenen Albenreihe dem Zauberer Gargamel je begegnet.
- Gargamel kann mit dem in der Schlumpfsprache geschriebenen Zauberbuch des Großen Schlumpfs nichts anfangen. In den übrigen Comics hat er keine Kommunikationsprobleme mit den Schlümpfen.

## Benennungen im Original und den deutschen Bearbeitungen (Auswahl)
| Original (mit Erstauftritt) | deutsch (Rolf Kauka)                               | deutsch bei Bastei (B), Carlsen (C) und Toonfish (T)                                                        | außerhalb des Comic (Fernsehen, Lieder, engl. oder dt.)              |
| --- | -------------------------------------------------- | --- | -------------------------------------------------------------------- |
| Grand schtroumpf (ab 1958, La Flûte à 6 schtroumpfs) | Großer Schlumpf (ab 1969)                          | Großer Schlumpf (B, C), Papa Schlumpf (T)                                                                   | Papa Schlumpf                                                        |
| Le pays maudit (ab 1958, La Flûte à 6 schtroumpfs) | Das verwunschene Land (ab 1969)                    | Das verwünschte Land (B, C), Das verwunschene Land (T)                                                      | Schlumpfenland (Pop-Songs der 90er Jahre)                            |
| Village schtroumpf (ab 1958, La Flûte à 6 schtroumpfs) | Schlumpfdorf (ab 1969)                             | Schlumpfdorf (B), Schlumpfhausen (T)                                                                        | Schlumpfhausen (Lied der Schlümpfe, ab 1978)                         |
| Schtroumpf farceur (ab 1959, Les Schtroumpfs noirs) | Witzboldschlumpf (ab 1969)                         | Überraschungsschlumpf (B, C), Jokey, der Witzboldschlumpf (T)                                               | Jokey                                                                |
| Schtroumpf à lunettes (ab 1959, Les Schtroumpfs noirs) | Brillenschlumpf (ab 1969)                          | Brillenschlumpf (B), Moralschlumpf (C), Schlaubi, der Brillenschlumpf (T)                                   | Schlaubi                                                             |
| Schtroumpf bêta (ab 1959, Les Schtroumpfs noirs) | Dummschlumpf (ab 1970)                             | Dummkopfschlumpf (B), Clumsy, der Schusselschlumpf (T)                                                      | Clumsy, Trotteli (ZDF-Synchronisation)                               |
| Gargamel; sorcier (ab 1959, Le voleur de Schtroumpfs) | Gurgelhals (ab 1969)                               | Gurgelhals (B, C), Gargamel (C, T)                                                                          | Gargamel                                                             |
| Azraël (ab 1959, Le voleur de Schtroumpfs) | Uriel (ab 1969)                                    | Azrael | Azrael                                                               |
| Salsepareille (ab 1959, Le voleur de Schtroumpfs) | Siebenwurz(kraut) (ab 1969)                        | Sarsaparille (C, T), Sarseparille (B)                                                                       | Smurfberrys (englisch), Schlumpfbeeren (deutschsprachiges Fernsehen) |
| Schtroumpf grognon (ab 1960, L’oeuf et les Schtroumpfs) | Miesepeterschlumpf (ab 1970)                       | Griesgramschlumpf (B), Brummschlumpf (C), Muffi, der Meckerschlumpf (T)                                     | Muffi                                                                |
| Schtroumpf bricoleur (ab 1962, Le centième Schtroumpf) | Erfinderschlumpf (1971), Mechanikerschlumpf (1973) | Bastelschlumpf (B, C), Handy, der Bastelschlumpf (T)                                                        | Handy                                                                |
| Schtroumpf coquet (ab 1962, Le centième Schtroumpf) | Modeschlumpf                                       | Eitler Schlumpf (B, C), Beauty, der Eitelschlumpf (T)                                                       | Beauty                                                               |
| Schtroumpf paresseux (ab 1962, Le centième Schtroumpf) | Gammelschlumpf                                     | Schlafschlumpf (B, C), Fauli, der Schlafschlumpf (T)                                                        | Fauli                                                                |
| Schtroumpf gourmand (ab 1962, Le centième Schtroumpf) | Leckerschlumpf                                     | Feinschmeckerschlumpf (B), Tortenschlumpf (C), Torti, der Leckerschlumpf (T)                                | Torti                                                                |
| Schtroumpf musicien (ab 1962, Le centième Schtroumpf) | Musikschlumpf                                      | Musikschlumpf, Trompetenschlumpf (C), Harmony, der Trompeterschlumpf (T)                                    | Harmony                                                              |
| Schtroumpfissime (1964) | Oberschlumpf                                       | Schlumpfissimus                                                                                             | King Smurf                                                           |
| Schtroumpf costaud (ab 1964, Le Schtroumpfissime) | Muskelschlumpf                                     | Muskelschlumpf, starker Schlumpf (C), Hefty, der Muskelschlumpf (T)                                         | Hefty                                                                |
| Schtroumpfette (ab 1966) | Schlumpfinchen                                     | Schlumpfinchen (B), Schlumpfine (C, T)                                                                      | Smurfette (englisch), Schlumpfine (deutschsprachiges Fernsehen)      |
| Schtroumpf poète (ab 1966, La Schtroumpfette) | Dichterschlumpf                                    | Dichterschlumpf (B, C), Poeti, der Dichterschlumpf (T)                                                      | Poeti                                                                |
| Schtroumpf Pâtissier (Schtroumpf Boulanger) (ab 1968, Pâques schtroumpfantes)                                                                                               |                                                    | Bäckerschlumpf                                                                                              |                                                                      |
| Schtroumpf paysan (ab 1969, Le schtroumpfeur de pluie) | Gärtnerschlumpf                                    | Bauernschlumpf (B, C), Farmy, der Gärtnerschlumpf (T)                                                       | Farmi                                                                |
| Schtroumpf frileux (ab 1971 in Einseitern) | Frierschlumpf                                      | Frösti (T)                                                                                                  | Sneezy Smurf (englisch), Kranki (deutschsprachiges Fernsehen)        |
| Schtroumpf sculpteur (ab 1972 in Einseitern) | Bastelschlumpf                                     | Bildhauerschlumpf (T)                                                                                       |                                                                      |
| Schtroumpf cuisinier (Koch; ab 1976, La soupe aux Schtroumpfs) |                                                    | Kochschlumpf (T)                                                                                            |                                                                      |
| P'tits schtroumpfs (im Comic ab ca. 1988, Les p'tits schtroumpfs, in dem Band werden drei Schlümpfe wieder in Kinder verwandelt und müssen ihre Kindheit erneut durchleben) |                                                    | Minischlümpfe                                                                                               | Schlumpflinge                                                        |
| Schtroumpf Colérique (im Comic ab ca. 1988, Les p'tits schtroumpfs) |                                                    | Cholerischer Schlumpf, Zornschlumpf (T), Forschi (nach der Rückverwandlung in einen Schlumpfling) (T)       | Forschi                                                              |
| Schtroumpf Molasson (im Comic ab ca. 1988, Les p'tits schtroumpfs) |                                                    | Gleichgültiger Schlumpf, Schlaffschlumpf (T), Schlaffi (nach der Rückverwandlung in einen Schlumpfling) (T) | Schlaffi                                                             |
| Schtroumpf Nature (im Comic ab ca. 1988, Les p'tits schtroumpfs) |                                                    | Naturschlumpf, Nat (nach der Rückverwandlung in einen Schlumpfling)                                         | Naturi, Nat (nach der Rückverwandlung in einen Schlumpfling)         |
| Sassette (im Comic ab ca. 1988, Les p'tits schtroumpfs) |                                                    | Schlumpfi, Sassette (T)                                                                                     | Sassette                                                             |
| Schtroumpf Mineur (ab 1992, Le Schtroumpf financier) |                                                    | Schürfi, der Bergmannschlumpf (T)                                                                           | Schürfi                                                              |

Weitere Hinweise:  Die deutschen Benennungen sind auch innerhalb eines Verlags nicht eindeutig. So wird Schtroumpf gourmand in der Bastei-Übersetzung (1993) von La Schtroumpfette (1966) der „Bäckerschlumpf“ genannt. In den Kurzgeschichten von ca. 2000 heißt er wieder Feinschmeckerschlumpf. Schtroumpfette hieß in dieser Bastei-Übersetzung von 1993 wie im TV Schlumpfine, in den späteren Bastei-Abenteuern wie bei Kauka Schlumpfinchen. Die alten Kauka-Namen werden in der Toonfish-Übersetzung, als eine Art Nachname verwendet, z. B. wird der Überraschungsschlumpf im Album Blauschlümpfe und Schwarzschlümpfe vom Großen Schlumpf als Jokey, der Witzboldschlumpf bezeichnet. Der Große Schlumpf wird nur in den neuen Übersetzungen der Johann-und-Pfiffikus-Alben als solcher bezeichnet, ansonsten als Papa Schlumpf-
Eine korrekte Einordnung der Erstauftritte von Witzboldschlumpf, Brillenschlumpf und Miesepeterschlumpf (Grognon) ist wegen der unterschiedlichen Gestaltung der ersten 6 Geschichten in den Mini-récits einerseits und den zugehörigen Albenversionen andererseits etwas problematisch. Witzboldschlumpf und Brillenschlumpf sind teilweise erst für die Alben dazu gezeichnet worden. Über Grognons Auftritt in Les Schtroumpfs noirs (1959) erfährt man erst später etwas in L’Œuf et les Schtroumpfs (1960).